# Història d'Hongria

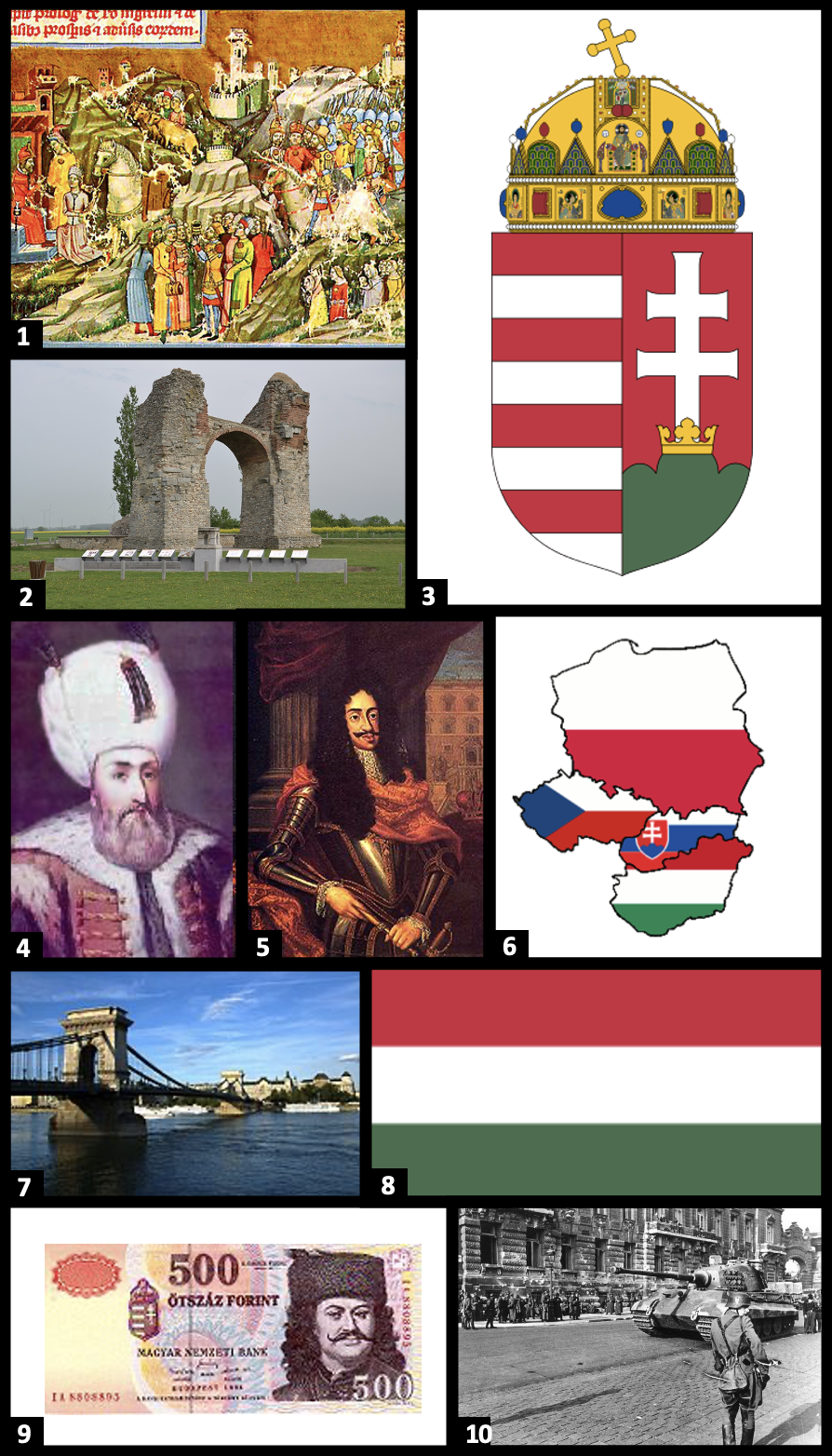
(1) Il·luminat de Chronica Hungarorum; (2) Fortalesa romana de Pannònia; (3) Escut d'armes d'Hongria; (4) Solimà I de l'Imperi Otomà; (5) Leopold I d'Habsburg; (6) Mapa posterior a la caiguda dels règims soviètics; (7) Pont de Budapest, representació de la recuperació hongaresa; (8) Bandera d'Hongria; (9) Francesc Rákóczi II en un bitllet de 500 florins; (10) Tanc alemany Königstiger al palau de Buda, Budapest, l'any 1944

La història d'Hongria contempla les mutacions socials, econòmiques i polítiques que hi ha hagut en territori hongarès des de la prehistòria fins hui. Hongria ha estat dels primers països europeus a acollir homínids. Sabem per restes arqueològiques que el país va habitar Homo heidelbergensis, Homo neanderthalensis i Homo sapiens. Són els sàpiens els qui perduren i inicien la primera revolució coneguda, la neolítica. Passaren de viure en banda a fer-ho en tribus amb assentaments permaments.
El neolític deixa evidències de diverses cultures que sobrevivien amb l'ajut de diversos tipus de metalls. Tenien societats altament estructurades amb els seus propis deus. Vers l'edat del ferro coexistixen amb societats nòmades, les quals deixen pas a les poblacions il·líries. És amb els il·liris que comença l'antiguitat. Roma envaïx Hongria i la repartix administrativament de manera a evitar revoltes. Cap a l'any 6, els panonis se subleven efectivament contra el règim i Roma ha d'acudir-hi amb més de 150.000 militars. Hongria és aleshores dins un procés d'aculturació que historiogràficament s'ha volgut designar com a romanització.
Les fronteres entre Hongria i Eslovàquia són objecte de turbulències recurrents. Roma mira d'envair Eslovàquia però la presència germana més amunt no permet trepitjar-hi terra. La tensió hi serà palpable fins a la caiguda de Roma on Hongria és cedida als huns abans no es trobe capgirada per les invasions germàniques. Després de tornar-se un punt estratègic en la invasió de Roma, dos primers regnes s'instal·len. Primerament els huns, tot seguit els àvars. Sota l'espasa de Carlemany s'intenta cristianitzar i envair territori àvar però la resistència obliga el monarca franc muntar sobre els antics llims una "marca militar".
Aquesta és objecte de turbulències cap al segle ix i x. Els magiars hi penetren durablement. Comença aleshores l'Edat mitjana. En aquest període, amb l'amenaçada de ser absorbida pel Sacre Imperi Romanogermànic, Hongria envaïx Croàcia, Eslovàquia i Eslovènia, tot i que aquesta última és represa pel Sacre Imperi Romanogermànic amb qui Hongria lliura virulents enfrontaments mortífers que marquen l'autoritat dels dos regnes. A la segona meitat de l'Edat mitjana, Hongria és envaïda per l'Imperi Mongol que mira de disputar-se l'hegemonia a Europa. S'uneixen els mercats asiàtics i europeus. Tot seguit és objecte de les ambicions txeques i es troba submergida en una llarga guerra contra Bohèmia en què Eslovàquia es troba al vell mig fragant la sang que provoquen les dues bandes.
A l'Edat moderna, l'Imperi Otomà envaeix els Balcans per acostar-se a Hongria on no acaba de passar la frontera. El regne d'Hongria queda literalment dividit. El nord es troba "lliure de l'islam" però el sud és annexionat. Estira i arronsa, el resultat va donar la fragmentació d'Hongria. El Principat de Transsilvània assumix una part de Romania, d'Hongria i d'altres territoris de l'est. El nord d'Hongria és integrada al Sacre Imperi Romanogermànic.
La banda cristiana es veu agitada per les guerres de religió que en territori hongarès prenen doble cara. Són guerres de reforma cristiana i de retenció contra els "infidels" musulmans; com a mínim aquest era el punt de vista dels regnes cristians. L'Imperi Otomà constituïx un gran perill per al Sacre Imperi Romanogermànic. Les costes del mediterrani són assetjades per vaixells pirates turcs i entre el regne hispànic, el Sacre Imperi Romanogermànic i Hongria s'establixen aliances contra l'Imperi Otomà.

## Els orígens

### Prehistòria
El territori hongarès ha estat habitat per Homo heidelbergensis. Això és el que apunten les descobertes arqueològiques. El fòssil conegut com a "Samu" dataria al voltant de 300.000 a 500.000 anys arrere. La presència dels primers homínids s'atesta ben aviat. Els humans anatòmicament moderns es mouen en territori hongarès vora 33.000 anys abans. Per Hongria hi haurien passat Neandertals i Sapiens.

#### Neolític
El neolític també ha deixat evidències que confirmen que Hongria és dels països amb millor registre arqueològic del costat est d'Europa. L'emergència del Neolític es fa vers el -4500. Aparixen tot d'agricultors vinguts dels Balcans, que hi desenvolupen la ceràmica, el tèxtil, nous estris de pedra i la domesticació d'animals.
El neolític a Europa s'explica justament a partir dels Balcans. Els primers agricultors d'Anatòlia i Xipre es desplacen cap als Balcans des d'on expandixen el sedentarisme a través del Danubi per tot Europa. Hongria és dels primers territoris que es nodreix d'aquest nou estil de vida que era aleshores revolucionari perquè va canviar l'estructura de la societat mateixa.
A Hongria l'agricultura va dur les poblacions a practicar-hi incendis controlats amb què després cultivaven les terres. Això ens explica que el mode de vida sedentari exhaureix el sòl i impacta sobre el medi ambient. La primera cultura atestada arqueològicament és la de Köros, que vivia de l'agricultura, la pesca, els cargols i la domesticació. És ben probable que siga a Hongria que s'adoptà el porc com a aliment de base alimentària a Europa.

### Edat dels metalls

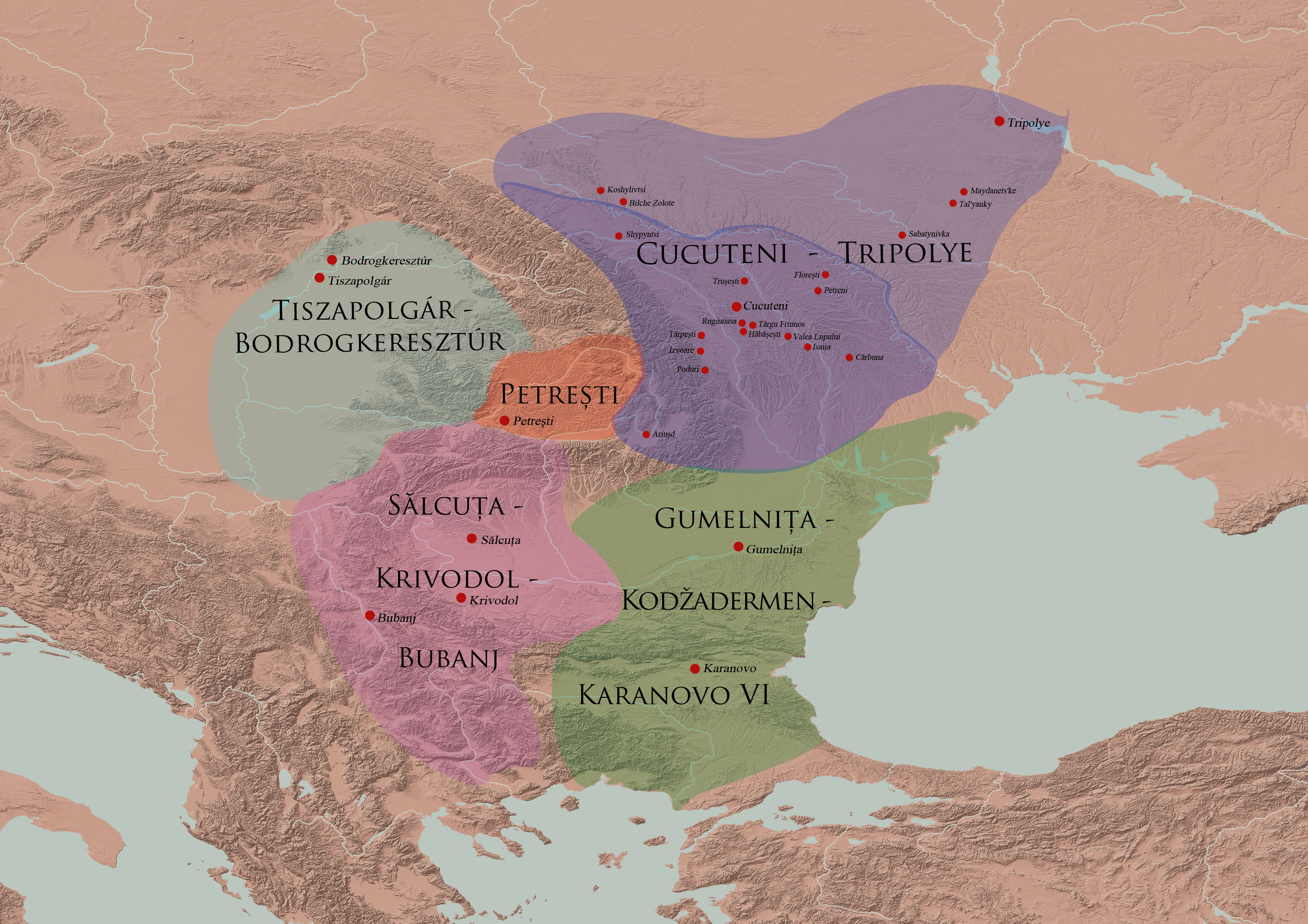
Cultures del bronze al sud-est d'Europa.

#### Edat del Bronze
El coure, primer element amb què s'obté bronze, és dels primers metalls que s'importa a Hongria. Cap el -2500 i -1700, es troben eines fetes de coure provinents de les mines del Danubi Mitjà. Els historiadors tenen l'habitud de dividir el sorgiment en dos períodes, en funció de dos jaciments. L'un succeeix a l'altre.
- El jaciment de Trizapolgar
- El jaciment de Bodrokeresztur

Cap de tots dos seria possible sense el metall de l'actual Suïssa. La cultura amb s'hi engendra a l'entorn dels metalls es torna en un nucli generador per tot el continent. Arriba doncs, en territori hongarès on aquests dos jaciments testimonien de dos evolucions.
El bronze veu una primera onada de població que suplanta la cultura de Baden, és a dir, les cultures de Nagyrev i Hatvan. Deixen de costat el ramat i s'acosten al grup ètnic i lingüístic original dels Urals. Cap al Bronze mitjà, es desenvolupa al Transdanubi les cultures de Perjamos Füzesabony i Guylavarsand. Armes i altres objectes es multiplien. S'hi presencia tombes de tipus tumulesc, la qual cosa fa pensar que comparteixen trets comuns amb les poblacions de les estepes russes. També fa pensar que és població que creu certament en alguna mena de religió. S'hi desenvolupa particularment el rituals amb camps d'urnes.

#### Edat del Ferro
L'Edat del Ferro a Hongria veu l'establiment del poble il·liri, segons les fonts romanes. Els il·liris eren un poble heterogeni i força desconegut però d'acceptada filiació indoeuropea. S'estenia dels Alps Orientals fins a les terres gregues de l'Epir i Macedònia, i de la costa Adriàtica fins al Danubi. Presumiblement, els il·liris estaven constituïts de diverses tribus, entre les que caldria posar èmfasi sobre els panonis, que segons fan constar les fonts escrites romanes, vivien a Hongria.
En aquest aspecte, es constata que devien de viure amb veïns nòmades, com els mateixos escites. Els escites és un nom grecollatí perquè els perses els designen com a huns i els hans a la Xina els qualifiquen de "Xionguns" que pronunciada la paraula dona "hun" en català. Per tant, escites, huns o xionguns són la mateixa cosa i és justament d'aquesta capa de població nòmada que sorgixen moltes pràctiques funeràries a l'Àsia. Els túmuls reials provenen de la tradició escita i es trasllada de l'Àsia continental a l'illa del Japó. Però, així i tot, els huns tenien un estil de vida i cultura variat segons si ens situem a Crimea, les estapes russes o a les fronteres xineses i mongoles.
Influenciats per la cultura hel·lena, els escites més propers al Mediterrani, adopten formes artístiques exquisides i molt avançades. Tanmateix, la gran rellevància del període del ferro se l'emporten els celtes. Al Transdanubi hi ha restes de poblacions celtes que fan fora els il·liris i s'instal·len en la província que posteriorment Roma fa anomenar de Pannònia. Les restes celtes que s'hi han trobat s'apropen moltíssim a les troballes dels assentaments occidentals europeus.
Per filiacions lingüístiques, es considera, dins el camp científic, que els celtes són indoeuropeus. Haurien aparegut a Europa fa prop de 3.200 anys enrere. Practicaven una religió politeista de caràcter cíclic. Com els ibers, tenien escriptura per bé que no havien triat cap mitjà propi per expressar-se. Contràriament a allò que es podria pensar, tenien diverses llengües i dialectes, dels quals deriven molts topònims actuals del món germànic. A cada lloc adoptaren l'alfabet de l'indret concernit per escriure en llengua pròpia. Esculpien i tenien una organització sedentària força desenvolupada.

### Edat antiga

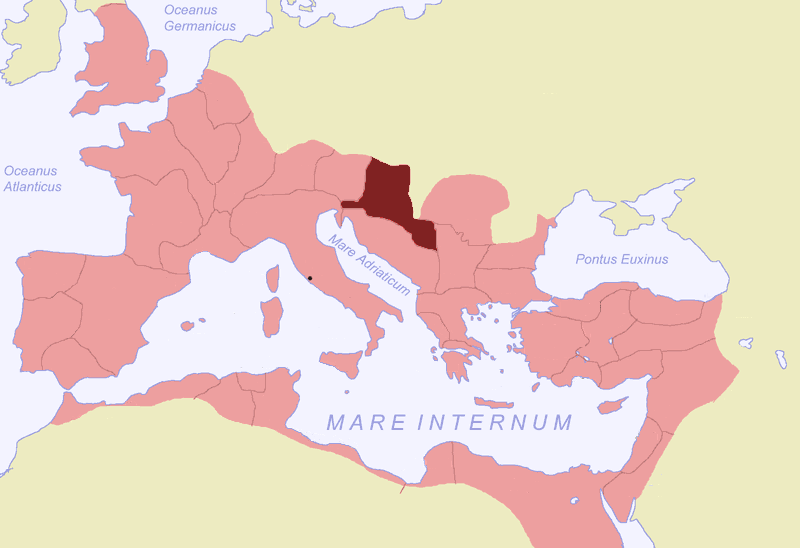
Mapa de la ubicació de la província romana de Pannònia, actualment Hongria.

#### La invasió romana
La invasió d'Hongria per part de Roma s'ha d'emmarcar en la seqüència de conquestes de l'"orient mediterrani". Un cop Roma aconseguix absorbir tot l'antic imperi hel·lè, si més no fins a Palestina i Israel, els exèrcits varen traslladar-se tot naturalment contra els Balcans i van mirar d'anar més enllà. És així com Roma intenta trepitjar terra hongaresa però tot i els esforços, no anirà més lluny, sinó que es limitarà a Pannònia.
L'any -35, Pannònia és envaïda per Octavi que encara no porta el títol d'August. Ho sabem mercès a Suetoni, un funcionari romà, responsable de diverses obres biogràfiques. L'acaparament d'Octavi a les seues batalles contra Marc Antoni no li permet prosseguir. És doncs vers el -12 i -9 que els romans, comanditats per Tiberi reprenen la conquesta d'Il·líria. Però la invasió genera una revolta l'any 6 després d'un temps de pau i portarà de cap Roma fins a l'any 9. Dàlmates i panonis s'aixequen contra l'autoritarisme del règim. Tiberi ha d'enviar-hi reforços i intervenir-hi directament. Són 15 les legions destinades amb un efecftiu d'entre 150.000 i 180.000 soldats.
Després de la revolta, Il·líria queda dividida en dues províncies: Dalmàcia i Pannònia. Pannònia és justament Hongria -tot i que compartia territori amb l'actual Croàcia- i en aquest territori s'hi procedix a un procés de romanització. Des d'aleshores, Pannònia se solleva regularment contra Roma. La població tenia les seves arrels profundament marcades i la romanització topava ben sovint. Per això Roma es veu moltes vegades obligada a incorporar alguns mites aborígens a la seva mitologia. Pannònia mira doncs de trobar els punts febles de l'Imperi per fer-lo caure.

#### Procés de romanització

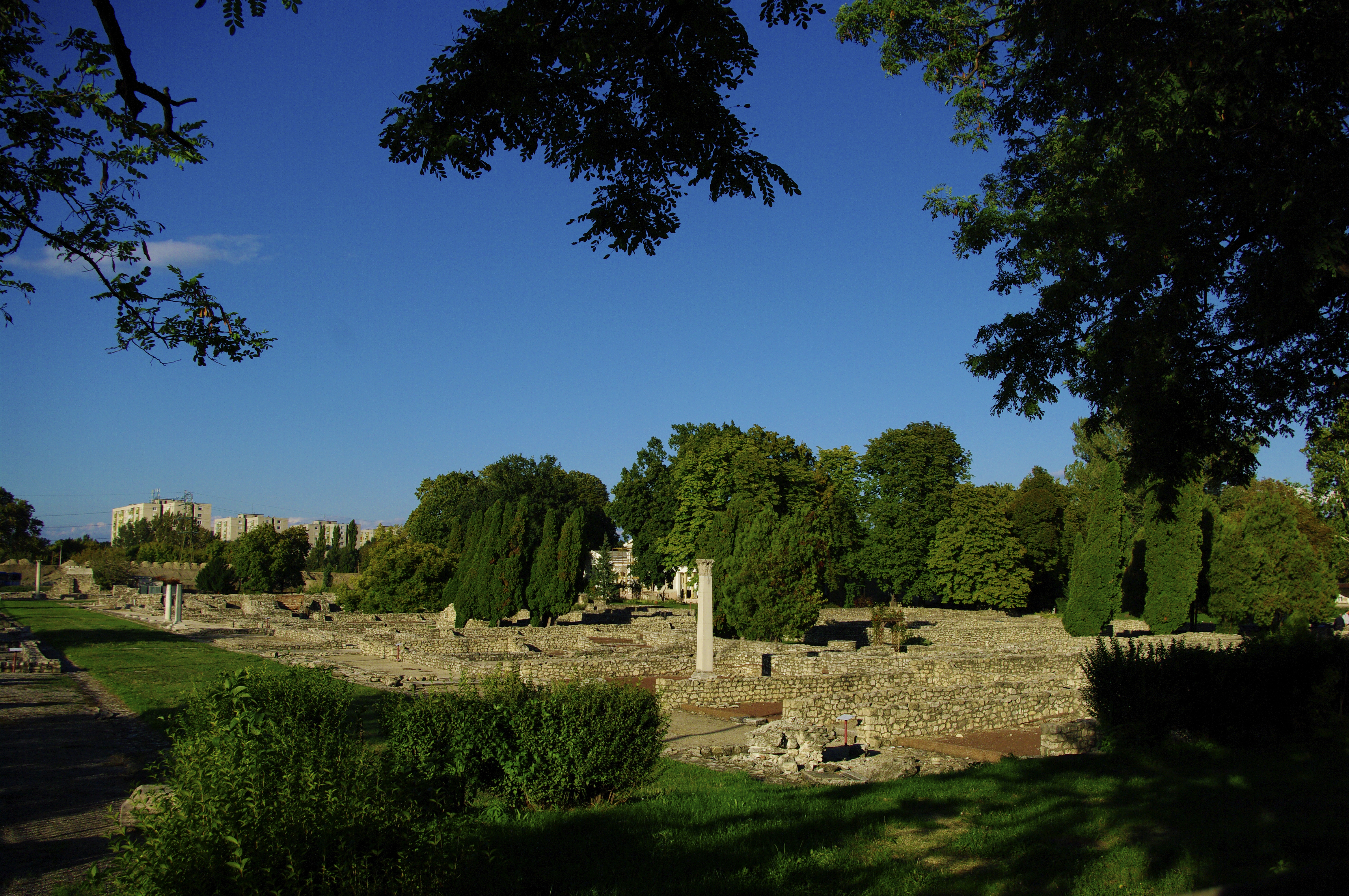
Aquíncum

Roma procedix a aculturar les poblacions envaïdes i aquest fou el cas de Pannònia. L'actual capital Budapest es transforma en una ciutat romana que connecta amb tot de vies terrestres. Es podria dir que s'hi construïx efectivament la primera ciutat del país. És un centre neuràlgic que perdura amb el temps i patix tot d'evolucions amb els canvis socials que s'esdevenen a la història. Aquíncum n'era el nom i hui existix a Budapest mateix un museu que fa pedagogia sobre l'estada de l'Imperi romà a Hongria tot prenent la ciutat com a fil conductor.
Les restes d'Aquíncum varen ser excavades al final del segle xix. Constituïx actualment un dels parcs arqueològics més grans de tota Hongria. La reconstrucció de la ciutat s'ha dut a terme entre l'any 1960 i l'any 1970. La seua reconstrucció permet caminar als antics carrers, apreciar-ne els temples, les botigues, les cases i els banys de la ciutat. Això indica que Roma urbanitza Hongria.
Entre els segles I i III hi ha una acceleració del procés de romanització i amb això s'hi introduïx la llengua llatina. Sota Trajà, Pannònia passa a dividir-se en Pannònia Superior i Pannònia Inferior. La regió inferior romana s'estenia per les actuals Croàcia, Bòsnia-Hercegovina, Sèrbia i Hongria. La superior per Eslovàquia, Hongria, Eslovènia, Àustria i Croàcia. Aquíncum es torna capital de la Pannònia inferior. La superior era governada per un consulat i vigilada per tres legions. La Pannònia inferior va ser en mans pretorianes i controlada únicament per una legió.
Sota Dioclecià hi va haver una gran reforma administrativa que va contribuir a dividir encara més aquests dos territoris. Pannònia quedava distribuïda en quatre regions. Totes aquestes divisions i redefinicions varen contribuir de ben segur a mantenir el règim perquè permetia barrejar la població i desdibuixar les arrels celtes de la població d'aquella època.

#### Les fronteres olimes

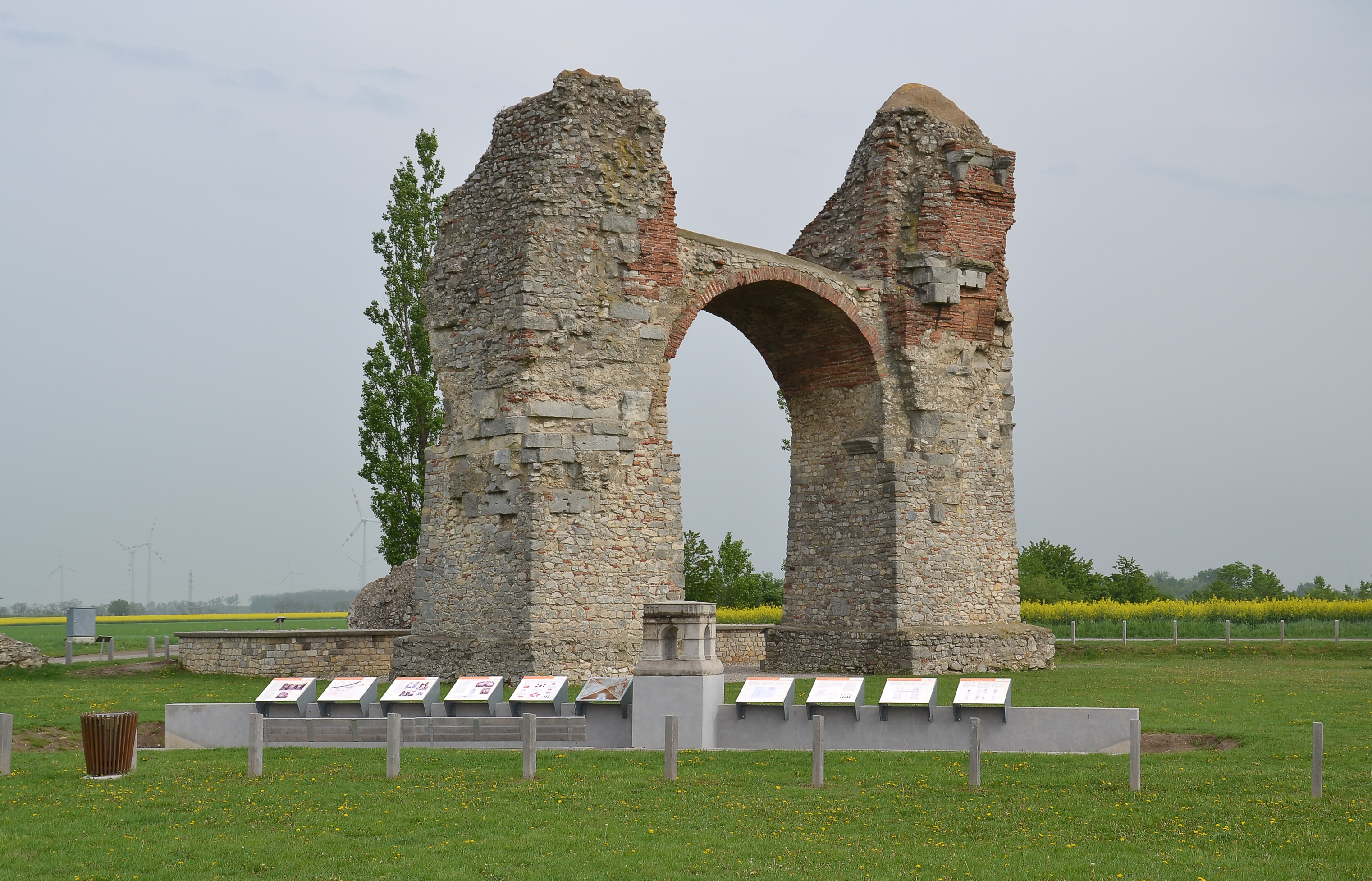
Heidentor, fortificació romana

Més amunt d'Hongria, les terres estan habitades pels pobles germànics que han anat reemplaçant la presència celta. Roma no aconseguix passar el límit de Pannònia a causa de la forta resistència germànica. És a les fronteres amb l'actual Eslovàquia que s'hi van lliurar les anomenades guerres Marcomanes. Roma volia construir-hi una província més i sota Marc Aureli els limes pannonis són reforçats.
En efecte, degut a migracions vingudes de Polònia, el territori eslovac es veu envaït pels germànics, concretanent pels quades, una tribu germànica que presentà resistència a les ambicions de Marc Aureli. Establerta a Bohèmia-Moràvia, nord d'Àustria i oest d'Hongria, es desfan dels dacis, instal·lats a l'actual Romania i, de fet, Roma aprofita l'ocasió per apoderar-se d'aquest territori. La pressió demogràfica vinguda de Polònia i les poblacions germàniques es tornen un vertader malson per a Roma. Així doncs Roma aprofita l'ocasió i mira d'estendre Dàcia amunt i, per tant, projecta la construcció d'una nova província, la Marcomània sota l'espasa de Marc Aureli.
Eslovàquia, Romania, Hongria i Txèquia presentaven aleshores una frontera militar del costat romà anomenat limes. Eren línies militars, murs de contenció, que havien d'evitar qualsevol invasió germànica.
Els limes es poden agrupar en tres:
- Limes del Danubi
- Limes de Pannònia
- Limes de Mèsia

És precisament tot al llarg d'aquests tres limes que es desenvolupen les guerres entre marcomans i romans, situació que dura fins a la caiguda de Roma.

#### Caiguda de l'Imperi Romà
Roma és objecte de grans canvis vers el segle Vè. Les temperatures a les estepes russes s'han tornat més gèlides i obliguen a les poblacions nòmades que hi viuen a desplaçar-se cap al sud. El sud ja està poblat i, per tant, els pobles germànics que feien frontera a Europa amb l'Imperi Romà han de traslladar-se encara més al sud, és a dir, penetrar en territori romà. Roma, per la seua banda, no sap fer-hi front alhora que es troba sacsejada per conflictes interns que en debiliten el poder. L'Imperi és d'unes dimensions desmesurades i l'administració de cada part del territori es torna molt difícil.
Tot això es conjuga i amb les migracions germàniques, encetades pels huns, cau l'Imperi Romà que és objecte de pillatges, destrosses, morts, sang i una descomposició d'alçada. En poc més d'un segle, Roma desaparïx. Pel que fa a Hongria, es torna, en aquesta època de convulsions, el passatge privilegiat per atacar Roma. El territori nacional és objecte d'invasions de tota mena. Sàrmates, quades, ostrogots, gots, visigots o llombards, gairebé tots els pobles germànics hi passen aprofitant la seua situació geogràfica per tal de penetrar en territori romà.
Els huns són els primers a assentar-hi un estat. Segons l'historiador Jordanès, els huns varen arribar a Europa, travessant el Volga, vora l'any 375, sota el comandament del cap Balamber. Eren un tipus de població molt adaptada a la guerra a cavall per la que Roma no estava preparada. S'establixen en terres alienes, al nord del Caucas, en territori dels alans. Fan esclatar les onades migratòries degut a la pressió que exercixen sobre els gots d'Ucraïna i Moldàvia. Cap al 407 la defensa romana a Mangúcia (Alemanya) a la batalla de Mogoncíacum cau i la Gàl·lia és envaïda. Els burgundis s'instal·len com una federació a la regió de Worms mentre que els sueus marxen de la Gàl·lia romana en direcció a Galícia a la Península ibèrica.
Aleshores es fa evident que els huns són un perill per als dos imperis romans, dividits entre l'Orient i Occident. Les defenses romanes de Pannònia són reforçades. Però, davant la impossibilitat d'aturar-los, Roma preferix acceptar el pagament d'un tribut als huns a canvi que puguen establir el seu propi regne. D'aquest tracte, el romans aconseguixen soldats que nacionalitzen amb la fi d'incorporar-los a l'exèrcit romà i contenir més bé l'avançada dels pobles germànics.
Res hi pot i sota Àtila, dit el Gran, Hongria, tots els actuals països dels Balcans i el nord d'Itàlia són envaïts. Una proesa militar que valdrà justament a Roma la seua caiguda definitiva perquè va aplanar el camí a d'altres pobles. Hongria es torna llavors un passatge quasi obligatori. Ostrogots, visigots, llombards, alans, etc, totes les poblacions que vivien més enllà de les defenses romanes passen a instal·lar-se dins Roma i a muntar-hi els seus propis estats. Una multitud de regnes veu la llum i Roma no deixa de qualificar tota aquesta onada de "bàrbars".

## El Principat d'Hongria

### Alta edat mitjana (500-1000)

#### El regnat dels àvars

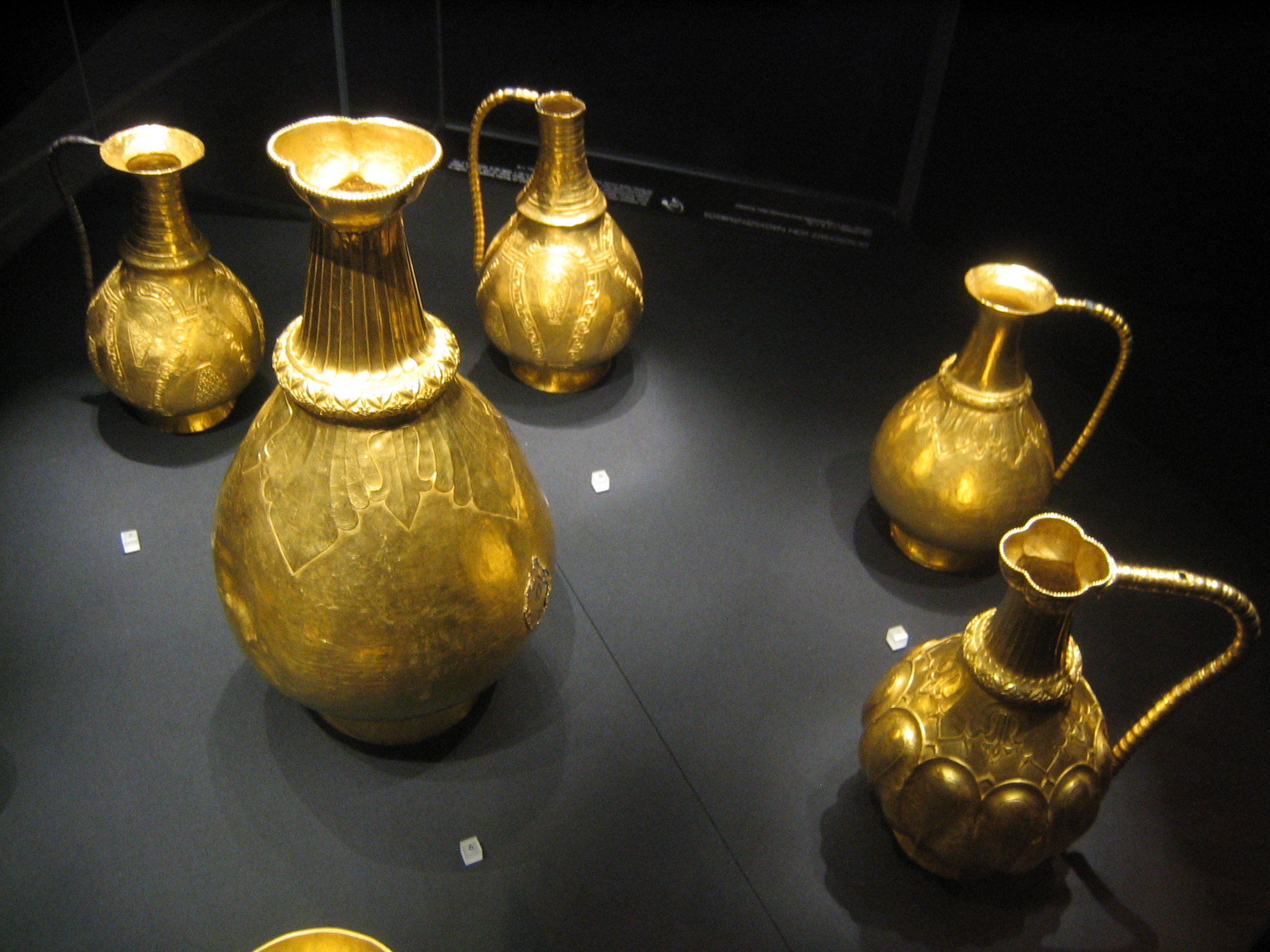
Vasos del tresor de Nagyszentmiklós.

Els huns aconseguiren tenir estat propi però tan bon punt el muntaren, també el desmuntaren. Els àvars semblen doncs ser els primers a instaurar-se durablement a Hongria en una segona onada que va concernir sobretot l'est d'Europa. Ens trobem ja a l'edat mitjana quan els àvars comencen a produir art orfebre. Els seus orígens no es coneixen molt bé i tot indica que provenen de Mongòlia. Traçar-ne els orígens es força difícil perquè no hi ha fonts escrites. L'historiador romà d'Orient, Teofilacte Simocata, en fa el recorregut però com tota font romana, cal prendre els seus escrits amb cautela. Segons que fa constar, són falsos àvars. Es tractaria d'huns que s'haurien donat el mèrit de designar-se com a àvars. Els dubtes són encara vius i per això es recorre a la lingüística.
En tot cas la seua presència a Europa es remunta a l'any 555, segons en testimonia Zacaries Escolàstic, escriptor religiós grec. Clouen un pacte amb Justinià el Gran per tal de fer fora les migracions truques de Roma. En efecte, mentre l'Imperi occidental es desfà i s'hi instal·len en lloc seu tot de regnes germànics, l'oriental es reconvertix en l'anomenat Imperi Romà d'Orient. Quan Justinià el Gran puja al poder, mira de reconquistar l'Imperi occidental i, malgrat tot l'èxit, que el duu a Itàlia, a la seua mort, retrocedixen totes les conquestes. És doncs en aquest context que cal situar els àvars.
L'any 562 sembla que arriben al Danubi i demanen terres a Justinià I i aquest els conferix la Pannònia Superior. Llancen llavors vàries campanyes militars contra els eslaus. El seu passatge és devastador però a la seua mort, el descendent ja no sembla voler donar tot el suport que havia conferit l'Imperi Romà d'Orient als àvars i el Kanat khàzar, situat al Caucas, és requerit per fer fora els àvars. Arraconats a Hongria, miren de fer fora els longobards d'Itàlia i l'any 626 fan escalada a Constantinoble. Intent fallit, han de deixar part de les seus ambicions en mans dels búlgars. Es repleguen a Hongria on hi construïxen un regne que hauria viscut gairebé 230 anys.
De l'art orfebre que ens ha quedat, el tresor de Nagyszentmiklós és molt apreciat. Es tracta de vint-i-tres peces de vaixella d'or que es varen descobrir cap al segle xviii i que un cop analitzades i desvetllades no deixen dubtes sobre el desenvolupament tècnic i probablement econòmic del regne àvar d'Hongria. S'assentaren a Ring dels Àvar, que hui dia podríem designar com a capital; una fortificació on hi guardaven els tributs que l'Imperi Romà d'Orient els havia anat pagant.
L'ascens de Carlemany al poder de l'actual França canvia tot el paradigma àvar. Els francs miren d'exterminar-los o en tot cas de convertir-los. La qüestió és que l'afrontament va ser molt violent. Això, almenys, podem extreure de les fonts escrites. Retornen cap per avall. Les tropes franques s'apoderen de Txèquia i es desfan d'ells. Carlemany mira de cristianitzar-los o si més no, les seues campanyes militars anaven plenes de propaganda cristiana. Una justificació per tal de fer-se amb territori aliè i mirar de reconstruir l'antiga Roma. Txèquia es torna una rereguarda contra els Àvars abans que els francs els diluïxen. Tot aprofitant-se de les antigues defenses romanes, munten a l'antiga Pannònia una marca militar, nodrida de comtats militars. És l'anomenada marca àvara.
S'ha d'emmarcar aquesta marca dins les altres marques militars carolíngies com és el cas de la bretona o l'hispànica. A Bretanya els francs hi signen un acord de pau a canvi de protegir els bretons dels saxons. Els bretons conservaven així la seua independència a canvi de fornir una marca militar contra els saxons. Un episodi semblant degué de muntar-se al voltant d'Hongria on part del territori es depenen, altre absorbit directament i utilitzat com a marca de defensa militar. Hongria no és res aleshores. Un simple territori on hi regna la comunió de diversos pobles absorbits pels francs.
El seguit de la història d'Hongria es deu a la invasió i establiment dels "magiars" o "hongaresos". Com la resta de pobles apareguts amb les invasions "bàrbares" no tenim molta certesa de la seua procedència però, sense mirar de traçar-ne l'origen, la qual cosa complicaria l'explicació, podem dir que eren al segle xi unes set tribus sota l'ordre del kanat khàzar (o jàtsar) del Caucas nord. La llengua hongaresa actual és hereua d'aquesta població caucàsica. Designats com a "ungris" en turc, d'aquí el terme hongarès, aprofiten la caiguda del Kanat khàzar cap al segle ix i es llancen contra l'Imperi Carolingi. Arriben d'aquesta manera a Hongria on s'hi instal·len definitivament.

#### El principat hongarès i el seu viatge per Euràsia

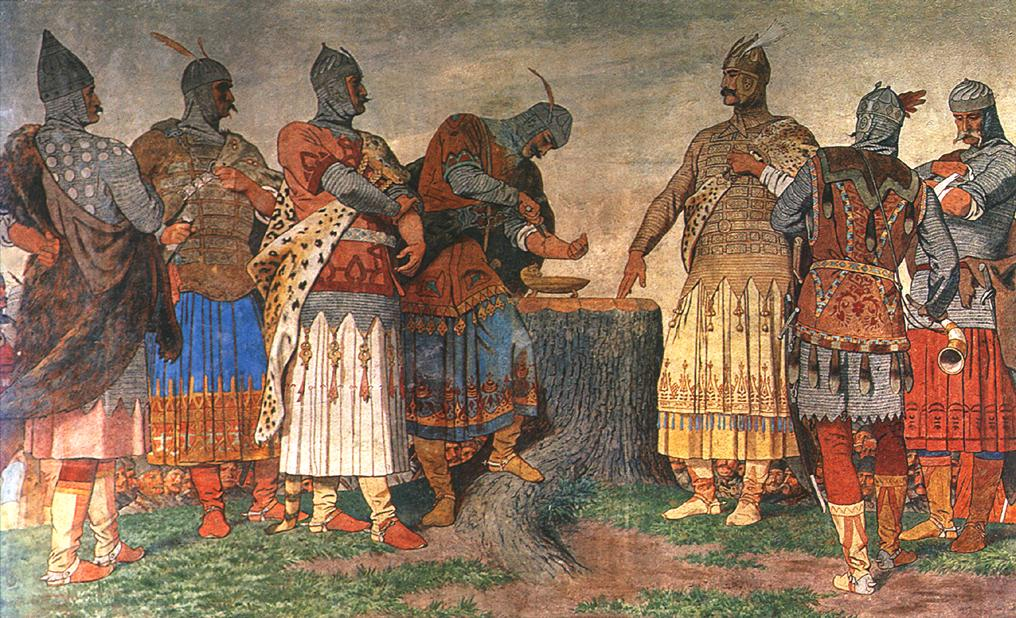
Pacte de sang dels set líders tribals hongaresos. Obra de Bertalan Székely

Els magiars, coneguts majoritàriament com a hongaresos a Occident, foren un poble organitzat en un principat, amb característiques nòmades, provinent de les planures de l'Àsia occidental, fins a l'emigració cap a l'Europa Central a les acaballes del segle ix, quan van establir-se a l'actual Hongria. Aquest llarg viatge i la semblança amb els huns tracta de ser explicat amb incomptables formes i en diverses llegendes, com per exemple en la dels germans Húnor i Màgor.
El principat hongarès es trobava compost per diverses tribus de la mateixa llengua i sota el comandament dels prínceps. Era per això que precisament rebia el nom de doble principat hongarès. Un dels prínceps duia el títol de kende, aquest era el líder religiós dels hongaresos i el seu símbol era el sol; l'altre príncep duia el títol de gyula, i era el cabdill militar del poble, sota el símbol de la lluna.
Cap a començaments del segle ix, el principat hongarès, que ja venia avançant des de la regió de Levèdia, es trobava sota la influència del Kanganat jàtsar, un estat d'ètnia turquesa que es trobava a Euràsia, al nord de la mar Negra. A causa d'una guerra civil cap al 830, les tribus hongareses es desplaçaren cap a occident, cap a l'Europa de l'Est i arribaren a la regió coneguda com la terra entre dos rius (en hongarès, Etelköz). No van romandre en aquesta regió per gaire temps, car els atacs dels petxenegs el 854 els van forçar a continuar avançant cap a occident. Per a l'època del viatge a través de l'Etelköz s'estima que el kende era el príncep Levedi i el gyula el príncep Álmos.
El principat estava compost al començament per set tribus hongareses, i en un moment de la seua història prèvia a l'arribada al territori actual hongarès, els seus líders Álmos, Előd, Kond, Tas, Huba, Töhötöm i Ond feren un pacte de sang, tot reconeixent totes les tribus com a iguals (com si es tractara d'una sola tribu) i alhora totalment supeditades a un cabdill únic, Álmos, i la seua nació. Es calcula que aleshores el poder reial del principat queia en la figura del gyula. Així doncs, Álmos, i després el seu fill Árpád, foren els que varen conduir el poble hongarès fins a la conca dels Carpats.

#### Árpád i l'arribada dels hongaresos a la conca dels Carpats

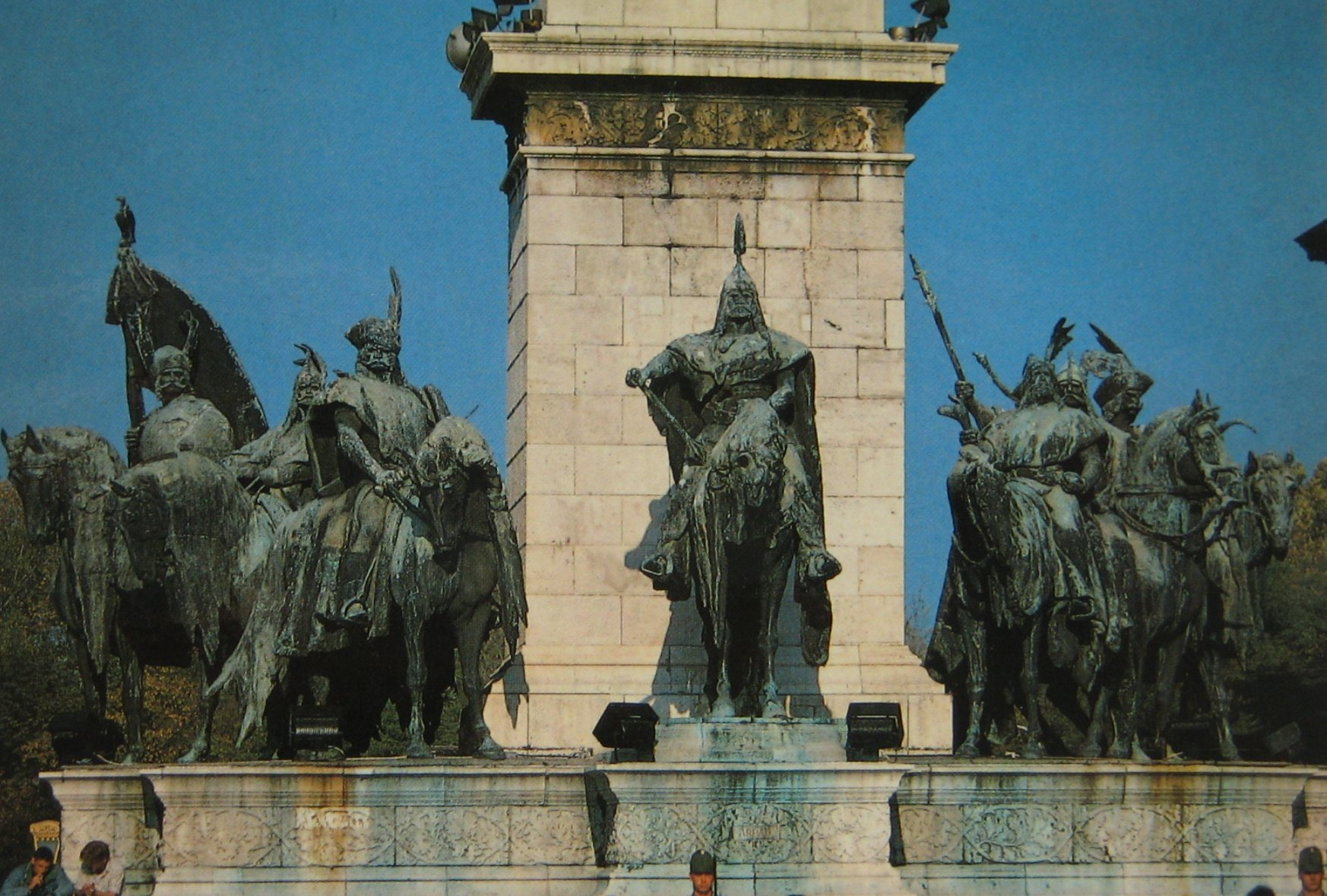
Els set caps tribals hongaresos guiats per Árpád d'Hongria

Els hongaresos van ser guiats des d'Àsia fins a la conca dels Carpats pel príncep Álmos, que, en cerimònies religioses i segons la llegenda, per la seua pròpia voluntat havia estat sacrificat per obtenir futures victòries, abans de travessar les muntanyes dels Carpats. Árpád, el fill del príncep Álmos, va prendre el comandament del principat i de les tribus, bo i ordenant a les tropes hongareses que entressen a la conca dels Carpats. Aquests soldats es trobaren amb els dominis del príncep morau Svatopluk, a la regió nord dels Carpats i al territori de l'actual Eslovàquia. El 894 se signà una aliança, i en poc de temps va morir Svatopluk, deixant problemes successoris entre els seus fills. L'any 895, el príncep Árpád va conduir l'exèrcit principal dels hongaresos a la conca dels Carpats, creuant les muntanyes pel pas de Verecke. Mentre s'efectuava la baixada de les muntanyes, la rereguarda hongaresa va ser atacada pels búlgars del tsar Simeó I (a causa que un any abans els hongaresos havien assistit a l'emperador romà d'Orient en una campanya contra els búlgars).
El 896, els hongaresos s'assentaren al voltant del riu Tisza i després, el març de 899, per una aliança amb el rei de la França oriental, Arnulf de Caríntia, els exèrcits d'Árpád varen envair Itàlia i vèncer el rei Berenguer I. Després d'aquesta victòria, Arnulf va reconèixer el territori dels hongaresos sobre les terres de Pannònia. El 901 van establir-se al voltant del Balaton; subsegüentment, ocuparen també part de l'est d'Àustria i el sud-oest d'Eslovàquia, fins a cobrir en la seua totalitat la conca dels Carpats, coneguda també amb el nom de conca panònica. El 902, les tropes hongareses atacaren el gran principat moravià i aconseguiren ensorrar les restes dels dominis del ja mort Svatopluk. Sota el comandament d'Árpád varen començar, aleshores, a aventurar-se per tot Europa, incloent-hi els territoris de les actuals Àustria, Suïssa, el sud de França i la península Itàlica i Ibèrica.

#### Les incursions dels hongaresos a Europa

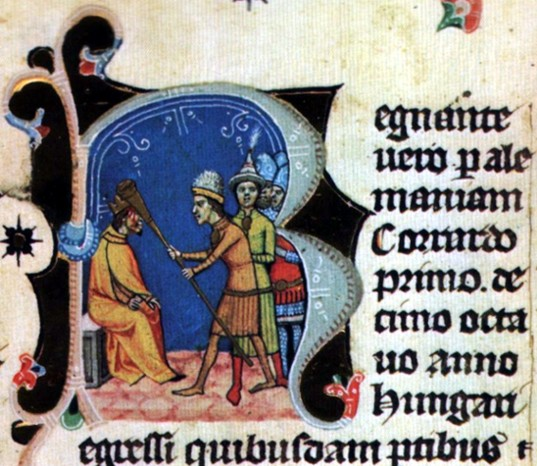
Lél colpejant Conrad amb el seu corn de batalla. Imatge de la Crònica il·lustrada hongaresa

Les incursions van acabar sent un malson per al Sacre Imperi Romanogermànic i altres estats medievals, que no varen enfrontar enemics nòmades semblants des dels huns. Tot de ducs i reis menors de les regions germàniques i itàliques començaren a contractar les tropes hongareses perquè ataquessen i vencessen llurs respectius enemics. D'aquesta manera, a conseqüència d'aquests avançaments en altres regnes i ducats medievals, els hongaresos van executar incomptables saqueigs i varen cremar totes les viles que trobaven de camí. Cap a l'estiu del 904, els hongaresos s'havien fet notar al territori germànic, i el rei Lluís IV va fer cridar diversos líders hongaresos, entre els quals el príncep Kurszán, per negociar la pau. Després que arribessen al seu campament, al riu Fischa, el rei germànic els assassinà. Amb la mort de Kurszán, que duia el títol de kende, el doble principat hongarès va acabar, i segons es narra, el comandament total del principat va passar a mans del gyula. Després d'això, el 905, els hongaresos van envair Llombardia i més endavant van signar la pau amb el rei Berenguer I.
El 907 el rei Lluís IV, tement les invasions hongareses i anhelant expulsar-los dels territoris moravians, va comandar un exèrcit germànic cap als territoris dels magiars. Els germànics foren derrotats per les tropes del gran príncep Árpád a la batalla de Bratislava (907). Les fronteres del principat hongarès van estendre's fins al riu Enns i, mesos després, el 908, els hongaresos eixiren de nou amb èxit de la batalla d'Eisenach.
Tanmateix, després d'aquesta derrota, els exèrcits hongaresos van continuar mobilitzant-se i el 911 van envair i saquejar Burgúndia. El 915, els hongaresos van assetjar sense èxit la ciutat alemanya de Fulda i van cremar Bremen. El 919, derroten les forces de l'emperador germànic Enric I a la batalla de Puchen, fent-li pagar un tribut durant els propers deu anys. El 926, els hongaresos assetjaren i cremaren la fortalesa de Sankt Gallen, tret del monestir. D'altra banda, el 932 l'emperador Enric I es negà a pagar el tribut i, un any més tard, els exèrcits imperials van vèncer els hongaresos a la batalla de Merseburg el 933.
L'any 934, les tropes hongareses van arribar a Constantinoble i van exigir un impost a l'emperador, que, després de ser pressionat, accepta pagar-los-el a canvi de nou anys de pau. D'altra banda, contingents hongaresos es mobilitzen cap a la península Ibèrica i arriben a Al-Àndalus el 942, assetjant sense èxit les ciutats del sobirà musulmà Abd-ar-Rahman III, com el setge de Lleida (942). A causa de la manca d'armes de setge i aliment, van veure's forçats a retirar-se i a tornar als seus dominis de Pannònia. Posteriorment, el 943, tornaren al següent emperador romà d'Orient i en aquesta ocasió van exigir tributs a canvi d'uns altres cinc anys de pau.
Els hongaresos pagans estaven organitzats en un sistema de tribus dins d'una federació dirigida per la figura del gran príncep. A mitjan segle x, aquest poder central va començar a afeblir-se, i les tribus i llurs caps van gaudir de més independència i organitzaren campanyes independentment i sense coordinació. D'altra banda, el 950, el cap tribal Gyula de Transsilvània viatjà a Constantinoble i, com a fet rellevant i inèdit, es va fer batejar segons el ritu oriental ortodox, adoptant la fe cristiana i rebent el títol de patrici. Gyula i l'emperador Constantí VII es feren amics íntims, i quan tornà als seus dominis, el cap hongarès va emportar-se un bisbe grec, Hierotheos, que començà el procés d'evangelització de la cort del cap hongarès (si bé aquest va ser el primer intent de cristianitzar els hongaresos, va caldre esperar mig segle més perquè el rei Esteve I d'Hongria, net de Gyula, completara aquesta tasca, tot i que amb la tradició catòlico-romana).
El 947, Fajsz, net d'Árpád, va pujar al tron del principat hongarès i governà fins al 955, quan Taksony, també net d'Árpád, aconseguí el poder després de la derrota que van patir els hongaresos aquell any. És el 955 que el rei alemany Otó I -i futur emperador- va infligir als hongaresos una devastadora derrota a la batalla de Lechfeld. Durant la batalla foren capturats Lél, Bulcsú i Sur, tres dels cabdills hongaresos, i després van ser enviats a la forca per Enric I de Baviera. Hi ha una llegenda que relata que, en portar-los davant de qui els havia capturat, probablement Conrad el Roig, Lél va amollar-li un cop mortal al cap amb el seu corn de batalla. Després d'aquest esdeveniment, els magiars varen començar a establir-se definitivament a la conca dels Carpats.

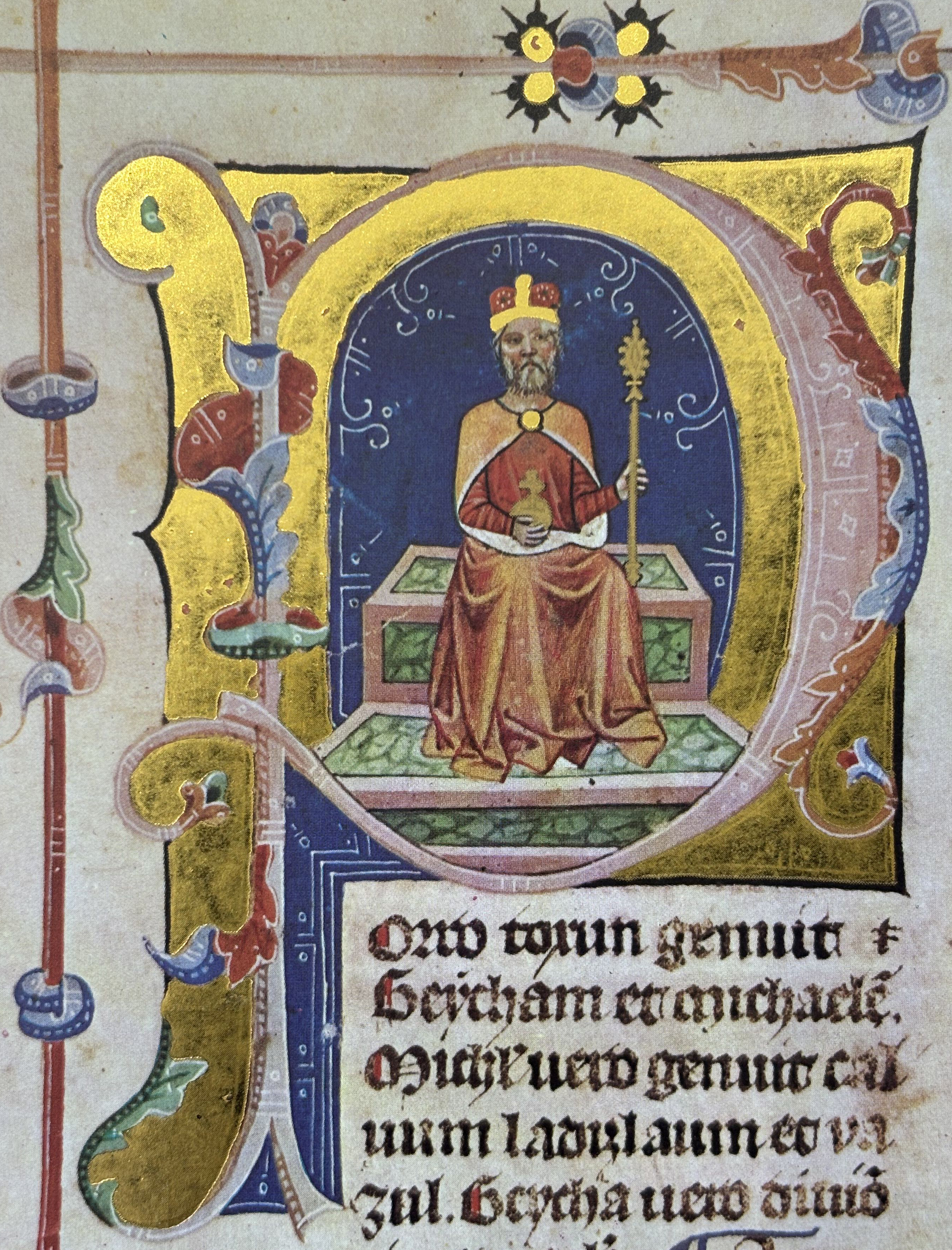
Géza d'Hongria. Imatge de la Crònica il·lustrada hongaresa

Després de la derrota a Occident, els hongaresos van continuar llurs incursions a Orient, tot arribant a les fronteres de l'Imperi Romà d'Orient i fins i tot van exigir un tribut a l'emperador. Segons la tradició, el 960 les tropes hongareses d'Apor arribaren a Constantinoble i, per evitar una gran carnisseria, organitzaren un duel entre el millor soldat de cada bàndol. De la banda dels romans d'Orient lluità un grec gegant, i de la dels hongaresos el cap Botond. L'hongarès va vèncer el grec i els romans d'Orient pagaren imposts durant un temps no gaire llarg.
Els descendents d'Árpád esdevingueren la casa regnant dels magiars durant els segles xi i xii. Zoltán, el fill d'Árpád, fou el pare de Taksony, pare del gran príncep Géza. El príncep Géza va apreciar els avantatges de pertànyer al món cristià europeu medieval, així que lentament va començar a acceptar l'arribada de missioners al Principat d'Hongria després d'haver-se reunit el mateix any de la seua pujada al tron, el 973, a Quedlinburg amb Otó I per signar la pau. Posteriorment, va ser batejar i va casar-se amb Sarolta, la filla del príncep hongarès de Transsilvània, que pertanyia a la religió cristiana ortodoxa. Géza també va fer batejar el seu fill Vajk, que adoptà el nom d'Esteve i més endavant va pujar al tron hongarès com a Esteve I d'Hongria.

## El Regne d'Hongria

### Baixa edat mitjana (1000-1458)

#### L'Hongria cristiana del rei sant Esteve

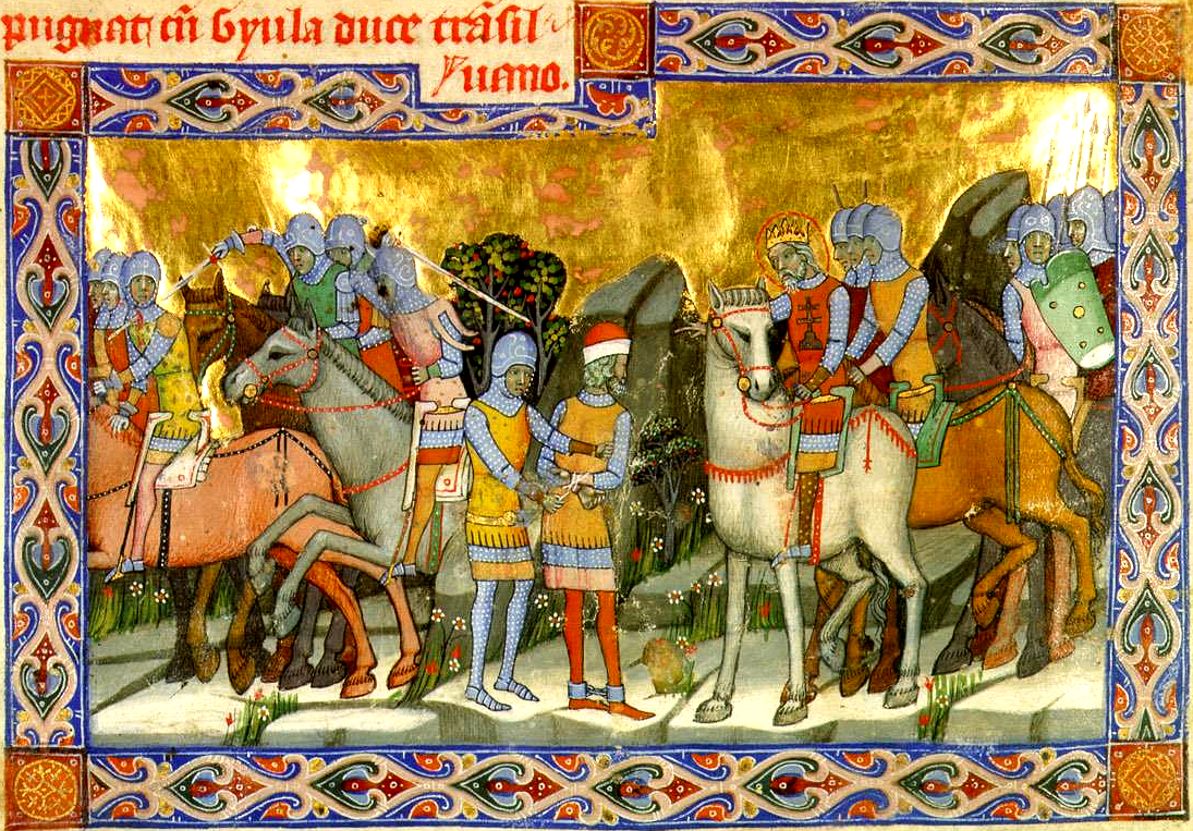
Esteve derrota Gyula el Jove, cap tribal de Transsilvània

Esteve va néixer a la ciutat d'Esztergom, la seu o capital del Principat d'Hongria i després capital politicoadministrativa del Regne d'Hongria. Després de l'arribada d'Adalbert de Praga el 993 per demanda del príncep Géza, Esteve va ser batejat i va aprendre'n les arts cristianes i llatí, preparant-se per al regnat d'un estat cristià medieval. El 996, va tornar de nou Adalbert a territori hongarès amb el seu pupil sant Anastasi, a qui va deixar encarregat de la tasca evangelitzadora del Principat d'Hongria. Si bé Géza estava batejat també, ell, com a líder de tots els hongaresos, practicava alhora cerimònies cristianes i paganes, fent servir com a argument que «ell era un príncep tan gran que podia adorar diversos déus alhora».
El Regne d'Hongria fou fundat per Esteve I d'Hongria, que fou coronat el desembre del 1000 per sant Anastasi, que havia estat enviat a Roma a demanar una corona i la benedicció al papa Silvestre II. Sant Esteve era descendent directe d'Árpád i fill del príncep Géza, cabdill de tots els hongaresos, que va morir el 997. Ja que en l'Hongria pagana hi havia el costum del senioratus, en què el membre més gran de la família governant prenia el lloc del líder suprem després de la mort de l'anterior, Esteve va haver de lluitar amb Koppány, un parent llunyà també descendent d'Árpád. Koppány va exigir la reina Sarold, i vídua de Géza, com a muller i el tron d'Hongria. Després d'una llarga batalla prop de la ciutat de Veszprém, Esteve va aconseguir derrotar-lo gràcies a l'ajut de tropes germàniques, que arribaren a Hongria amb Gisela de Baviera, dona de sant Esteve; per això la rebel·lió de Koppány va ser sufocada el 997 a la batalla de Veszprém. Una de les aliances més importants que s'havia gestat era la unió matrimonial de sant Esteve I d'Hongria i Gisela de Baviera, germana de l'emperador Enric II del Sacre Imperi romanogermànic, l'últim home descendent viu de la família reial d'Otó I el Gran.
Després de vèncer Koppány, fou coronat com a rei d'Hongria i començà el procés de fundació de l'estat hongarès, on va introduir el cristianisme i fundà incomptables esglésies, monestirs, claustres i basíliques per tot el territori. La més rellevant fou la basílica de Székesfehérvár, acabada abans de la mort del rei; aquesta edificació podia acollir prop de 9.000 persones alhora a les naus, i fou el lloc de coronació i sepultura dels següents reis hongaresos fins a la destrucció a finals del segle xvi.
D'altra banda, prèvia a la cristianització i sedentarització, el poble hongarès estava organitzat en un sistema de federació de tribus, en què la figura del gran príncep guiava i representava tots els caps menors. A mitjan del segle x, el poder d'aquest gran príncep va anar caient i si bé el reconeixien i respectaven, no l'obeïen cegament. Quan Esteve va començar a organitzar l'estat i l'Església, es va veure forçat a escombrar les restes d'aquest sistema tribal. Un en va poder ser el mateix Koppany, però aviat va enfrontar-se al seu oncle matern, consolidant el seu poder sobre la regió de Transsilvània en vèncer el líder Gyula, que era germà de la seva mare Sarolta. Després d'això, Transsilvània va convertir-se formalment en una altra regió del regne, ja havent estat originàriament poblada per hongaresos i la gent d'origen székely. A continuació, les forces d'Esteve van topar contra el cap Ajtony a la batalla de Nagyősz el 1008, on van matar-lo, consolidant el poder del sant monarca hongarès al sud del regne.

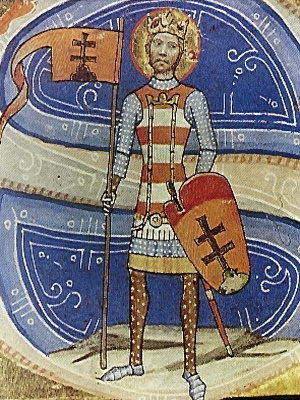
Imatge del rei sant Esteve, Crònica il·lustrada hongaresa

Amb la introducció del cristianisme, els ordes més importants que arribaren al regne foren el benedictí i el franciscà, per això Hongria va tenir dues arxidiòcesis: Esztergom i Kaloczsa, i deu diòcesis: Esztergom, Győr, Veszprém, Pécs, Vác, Eger, Kalocsa, Csanád, Bihar i Transsilvània. A més a més, el regne fou dividit en comarques, i prengué com a patró la distribució del Sacre Imperi romanogermànic, i al cap de cada comarca va col·locar-se un ispà (governador de província), que era escollit pel mateix rei.
Esteve instituí l'ús de la moneda (anteriorment es pagava basant-se en animals) i va establir impostos comercials i el delme. El 1001 i, posteriorment, a finals del seu regnat sancionà dos codis, el primer amb 35 decrets i el segon amb 21. Aquests codis contenien serioses mesures contra el robatori, l'adulteri i l'assassinat; també va dotar l'Església de terrenys i animals per a la construcció i manteniment de monestirs i esglésies, ordenava els deures dels bisbes i sacerdots, així com els dels hongaresos d'assistir a missa i complir amb els sagraments i mesures del cristianisme.
Durant els seus últims anys de vida, Esteve va perdre el seu únic fill i hereter, Emeric, durant una cacera, i nomenà el seu successor Pere I, fill de les germanes del rei, nascut a Venècia. A més a més, un cosí d'Esteve, Vazul, va pretendre el tron, però davant l'amenaça fou capturat i empresonat a Nitra. El senyor Budó, un noble hongarès, va rebre l'ordre de treure'l de la presó i conduir-lo a Székesfehérvár, però Vazul va ser cegat per un grup dirigit per l'ispà Sebös, presumptivament per ordres de la reina hongaresa Gisela. Davant tal notícia, els tres fills de Vazul deixaren immeditament el regne: Andreu I i Levent fugiren al Principat de Kíev i Béla I a Cracòvia. Hom no sap si aquest atemptat va dur-se a terme amb el consentiment d'Esteve, però va assegurar el tron a Pere I.
Esteve va morir el 1038 i esdevingué pare del Regne d'Hongria, així com l'evangelitzador i legislador del poble hongarès.
Actualment la festa nacional més important d'Hongria és el 20 d'agost, data en què es commemora la santificació del rei el 1083.

#### Reis delseglexi

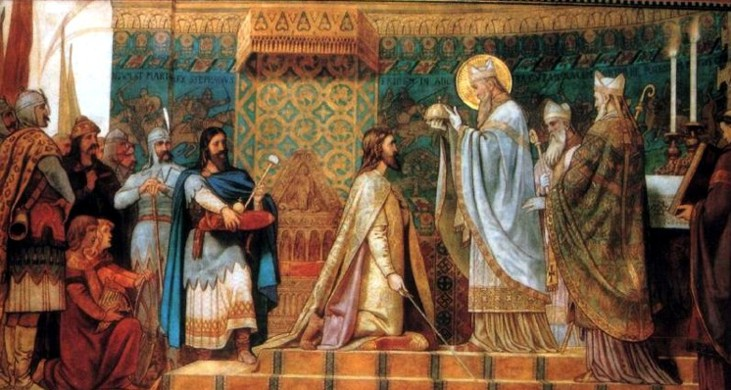
Coronació d'Andreu I. Obra de Bertalan Székely

Després de la mort de sant Esteve, no va haver-hi successor directe. El seu fill Emeric I havia mort de jove durant una cacera de porcs senglars. Pere I, fill d'una germana d'Esteve, havia estat nomenat hereter en els últims anys de vida del rei, però tal nomenament no era ben vist per la noblesa hongaresa.
El regnat de Pere de Venècia fou força difícil, i va pretendre oferir el Regne d'Hongria com a vassall a l'emperador germànic a canvi de la seua protecció, per això va ser destronat pels nobles hongaresos i reemplaçat per Samuel Aba. El regne de Samuel Aba durà fins al 1044 i va caracteritzar-se per un caos intern i una política de rebuig cap a la noblesa que va donar suport a Pere I. Molts nobles i clergues, com el bisbe Gerard Sagredo, criticaren les accions del nou rei i van considerar adient la tornada de Pere I.

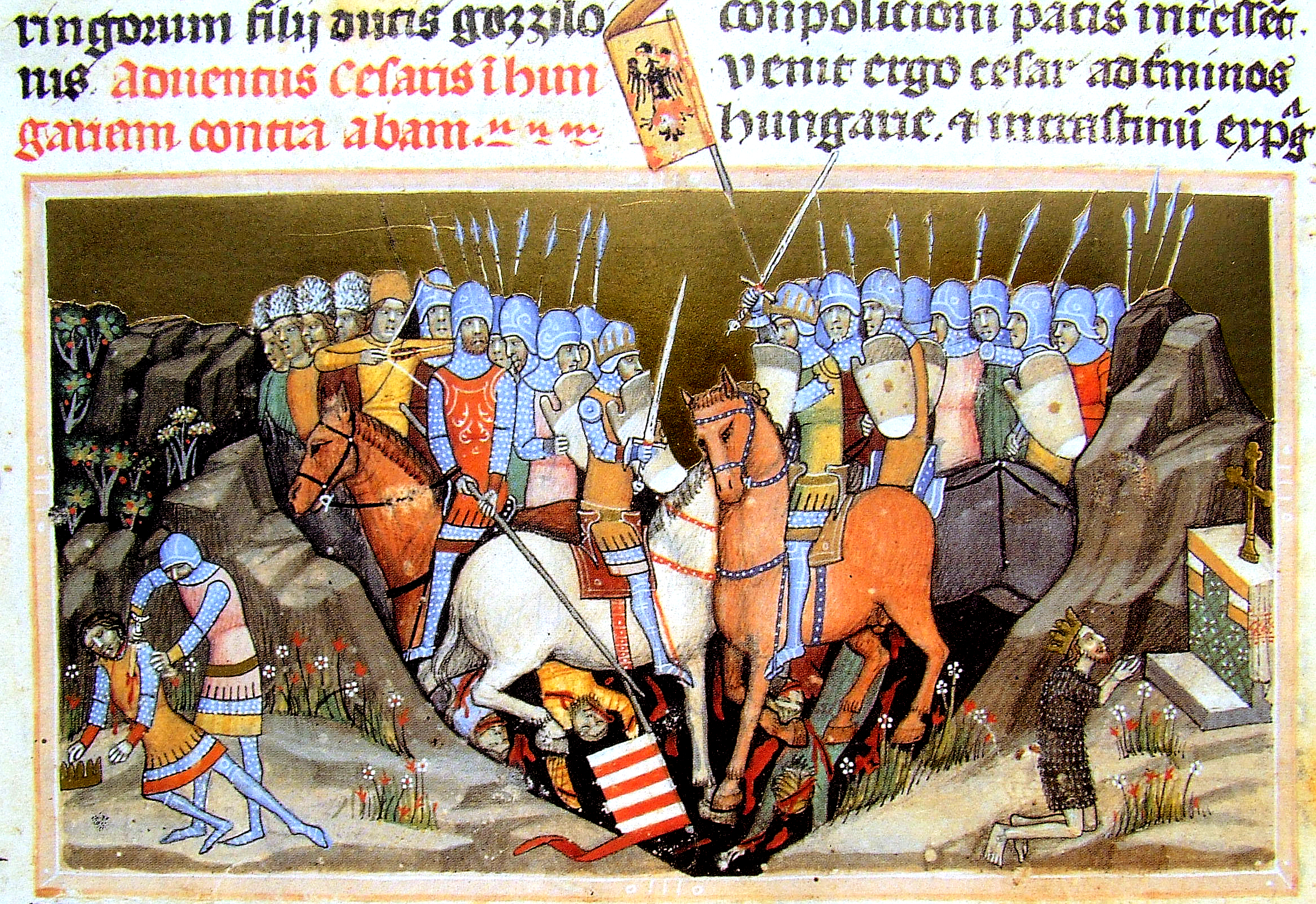
Batalla de Ménfő, en què Pere I venç Samuel Aba i recupera el tron d'Hongria

Pere I va tornar, doncs, al poder amb assistència germànica i derrotà Samuel Aba a la batalla de Ménfő el 1044, recuperant així el tron. Durant aquesta situació caòtica, va sorgir per tot Hongria la revolta de Vata de 1046, en què els pagans van mostrar-se contraris a Pere I i al cristianisme, exigint que Andreu I, fill de Vazul, un cosí d'Esteve, fora nomenat rei i tornara l'antiga fe a Hongria. Després de diversos enfrontaments, Andreu I fou el nou rei hongarès després de vèncer-lo i Hongria deixaria de trobar-se en perill d'estar en posició de vassallatge envers l'Imperi germànic. Si bé Andreu s'alià amb els pagans guiats per Vata per obtenir el tron d'Hongria, assegurant-los que s'aferraria a l'antiga fe, després de la seua victòria i sobretot durant el seu regnat va mantenir relacions molt estretes amb l'Església i va promoure el cristianisme a Hongria.
En morir Andreu I, segons la llei corresponia el tron al seu fill, però el jove príncep Salomó no havia arribat encara a l'edat adequada per governar, així que Béla I, germà d'Andreu I, ocupà el tron durant tres anys. Així doncs, Salomó va fugir al Sacre Imperi Romanogermànic, car estava compromès en matrimoni amb la princesa Judit de Suàbia, filla de l'emperador Enric III i germana d'Enric IV. Posteriorment, tornà amb tropes alemanyes per recuperar el tron i d'aquesta manera el 1063 va ser coronat Salomó, després que el rei Béla I haguera mort accidentalment durant l'atac, quan el respatller del tron de fusta va caure-li al damunt.
El regnat de Salomó va transcórrer amb conflictes, aquesta vegada amb els seus cosins, els fills de Béla I, Ladislau i Géza. Tot i que els prínceps lluitaren al costat de Salomó contra les invasions de tribus asiàtiques (els petxenegs i els cumans), finalment Ladislau i Géza derrocaren Salomó després de vèncer-lo a la batalla de Mogyoród el 1074. Géza I fou el següent rei d'Hongria i governà durant tres anys, així com el seu pare. Géza era conegut com un rei sobretot religiós i just, precisament s'alçava oposat a com era Salomó. En morir Géza, el rei Ladislau fou coronat el 1077.

#### L'Hongria de sant Ladislau
Ladislau fou conegut pels hongaresos medievals al llarg de la seua vida, abans i durant el seu regnat, com un cavaller profundament religiós. Tot de llegendes en què rescata donzelles i venç enemics impossibles van sorgir durant i després de la seua vida, bo i descrivint-lo físicament com un home alt i amb molta força.
Sant Ladislau heretà una Hongria devastada per les lluites internes i per les invasions bàrbares provinents d'Àsia. Davant els atacs dels cumans i els petxenegs, les poblacions rurals hongareses s'havien posat en moviment reprenent llur estil de vida seminòmada i davant la crisi començaren a robar als senyors nobles hongaresos i a l'Església. Amb aquesta situació, Ladislau va sancionar lleis molt rigoroses. Al llarg de la seua vida, va promulgar tres codis: el tercer amb 42 decrets, el segon amb 18 i el primer amb 29, aconseguint amb èxit contenir la crisi en el regne i dur de nou el poble hongarès al cristianisme.
Durant la lluita de les Investidures, Ladislau va romandre sempre del costat del papa Gregori VII, ja que precisament l'emperador alemany Enric IV havia estat qui havia protegit Salomó i va voler que el Regne d'Hongria fora un estat vassall. Ladislau s'havia casat amb la princesa Adelaida, filla del príncep de Suàbia, aliat del papa i opositor directe d'Enric IV, fet que va marcar encara més la seua posició en aquest conflicte.
L'any 1038, sant Ladislau obtingué del papa Gregori VII la santificació de sant Esteve, sant Emeric, sant Gerard Sagredo i d'altres dos religiosos hongaresos. En honor de la celebració i com a demostració de bona fe, Ladislau alliberà el seu cosí i anterior rei, Salomó, de la presó de Visegrád, després que hagués intentat dues vegades atemptar contra la vida del rei. Salomó intentà més endavant atemptar de nou contra Ladislau, però no aconseguí matar-lo.
Gairebé una dècada després, el 1091, quan mor el rei croat Zvonimir (que no va tenir cap fill), Hongria va heretar el Regne de Croàcia, ja que la princesa Helena, una germana de sant Ladislau, havia estat la vídua del difunt monarca. Ladislau mobilitzà les seus tropes cap a Croàcia aquell any i hi col·locà com a regent el seu nebot Álmos, fill del ja mort rei Géza I (així doncs, Croàcia seria part de la corona d'Hongria fins al 1919, al final de la Primera Guerra Mundial).
Sant Ladislau va morir el 1095 sense cap fill hereter, havent tingut solament filles. Abans de morir, s'assegurà que fora nomenat hereter el seu nebot Kálmán I, fill de Géza I.

#### Reis delseglexii

##### L'annexió de Croàcia i els conflictes successoris del Regne d'Hongria

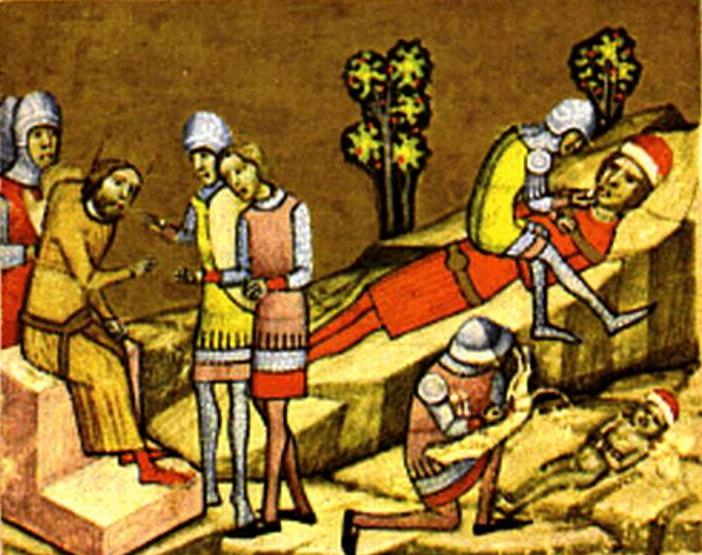
El rei Kálmán I d'Hongria ordena el cegament del príncep Álmos i del seu fill Béla. Imatge de la Crònica il·lustrada hongaresa

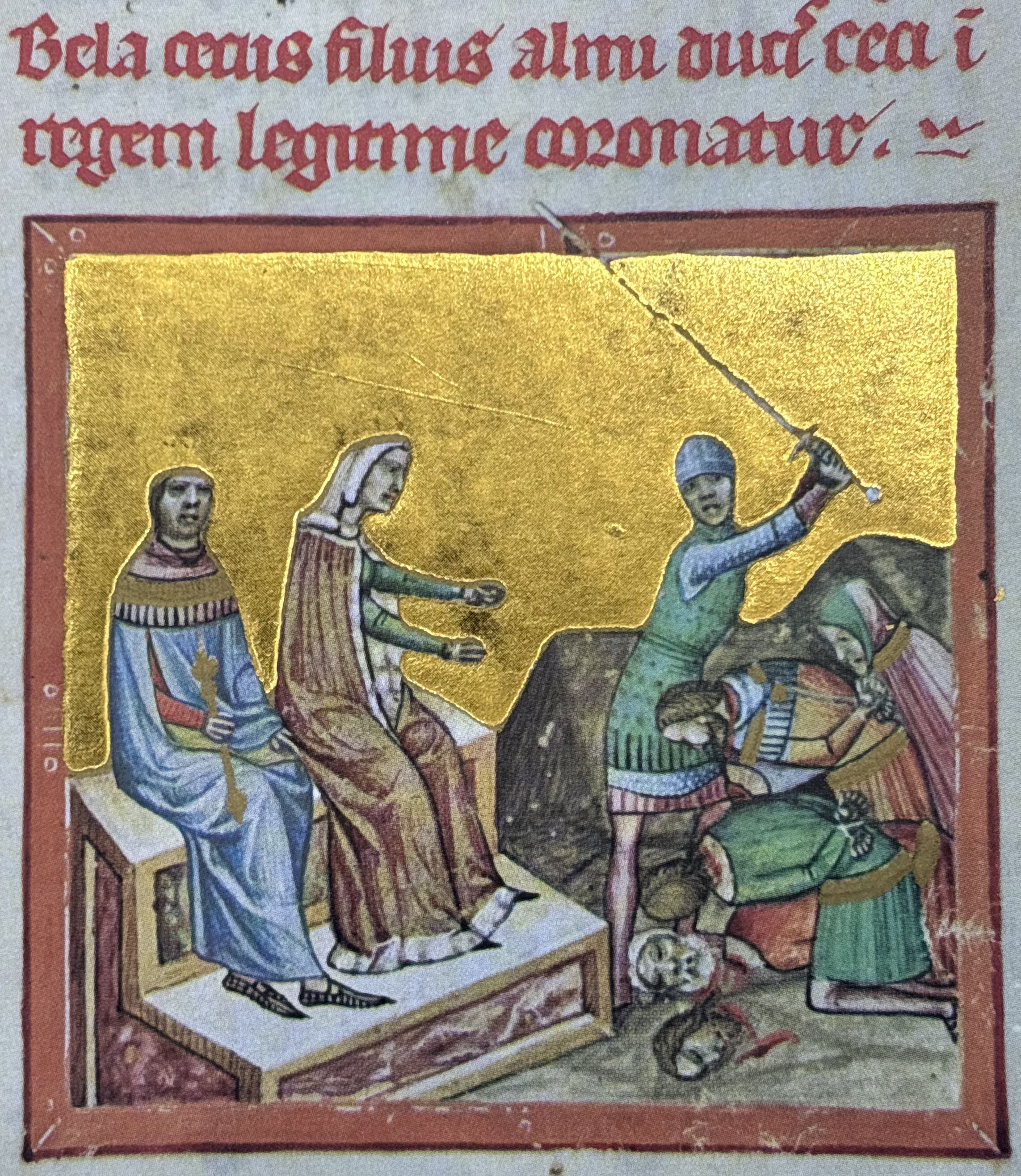
Béla II d'Hongria el Cec i la seua dona Helena de Raška es vengen dels nobles que donen suport a Kálmán a la sentència de cegament del seu pare i ell

Després de morir sant Ladislau, va haver-hi tot de disputes entre el príncep Álmos i el rei Kálmán, que al principi havia estat educat per ser clergue i no pas per ser rei. D'altra banda, Álmos havia rebut entrenament militar i havia estat designat per un temps regent de Croàcia pel seu oncle, però la decisió d'últim moment de Ladislau de designar com a hereter Kálmán ho va canviar tot. El 1097, Kálmán va dirigir les seues tropes a la Batalla de la muntanya de Gvozd, on va conquerir de nou els territoris croats i tornà a col·locar el seu germà, el príncep Álmos, com a governador.
Tanmateix, Álmos va prosseguir un incessant setge contra Kálmán, fins que finalment fou capturat i el 1113 fou condemnat a ser cegat amb una barra d'acer incandescent pel seu germà Kálmán. El fet de cegar l'adversari era l'únic mode a l'època d'incapacitar per al regnat sense haver d'arribar a la mort. No sols el príncep Álmos va ser cegat, sinó també el seu fill Béla, que posteriorment va esdevenir Béla II d'Hongria.
Després de la mort de Kálmán, el seu fill Esteve II va succeir-lo al tron, bo i governant fins al 1131. Amoïnat que no hi haguera més membres vius de la casa d'Árpád, va fer cridar tot seguit el seu nebot cec Béla, quan s'assabentà que encara era viu amagat en un monestir. Béla II el Cec va ser coronat rei d'Hongria, i la seua dona Helena de Raška va assistir-lo en el govern. En morir Béla II el Cec el 1141, el seu fill gran, Géza II d'Hongria, va regnar fins al 1162. Géza II va veure's obligat a enfrontar l'emperador romà d'Orient Manuel I Comnè, que tenia intencions d'afegir el Regne hongarès a l'esfera d'influència de Constantinoble. Després de diversos enfrontaments, Géza II va aconseguir calmar Manuel I Comnè, tot signant diversos tractats de pau. Géza II fundà el 1150 l'orde de Sant Esteve d'Hongria, un orde de cavalleria hospitalari que operava a Hongria i a Terra Santa protegint els pelegrins. En morir Géza II, el seu fill i successor Esteve III va pujar al tron, tot i que va veure's obligat a bregar amb l'emperador romà d'Orient Manuel I Comnè, que es resistia a renunciar a les seues pretensions sobre el Regne hongarès.

##### La influència de l'Imperi Romà a Hongria: Esteve III i Béla III

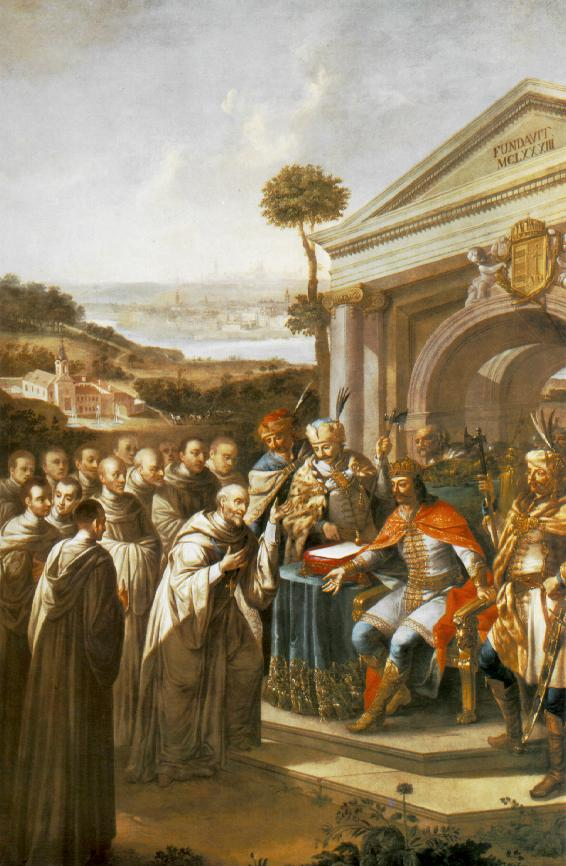
Béla III d'Hongria. Obra d'István Dorffmaister. Segle XVIII

Després de la mort de Géza II, va haver-hi conflictes familiars en què el seu germà Ladislau II va lluitar contra el seu germà Esteve IV i contra el seu nebot, Esteve III. Ladislau II i Esteve IV havien rebut l'ajut de l'emperador romà i governaren per períodes curts d'uns pocs mesos. Esteve III, amb el suport de l'emperador del Sacre Imperi Romanogermànic, va ser qui va prevaler finalment. Esteve III, el fill gran de Géza II, fou coronat el 1162 i regnà fins a la seua mort, el 1172.
Durant la seua vida, va sostenir nombroses disputes amb l'emperador romà Manuel I Comnè, amb qui finalment va signar un tractat de pau el 1164 i envià el seu germà xiquet, el príncep Béla, a Constantinoble com a acte de bona fe. Béla va ser-hi educat segons els costums grecoromans i va casar-se amb la princesa Maria, neboda de l'emperador.

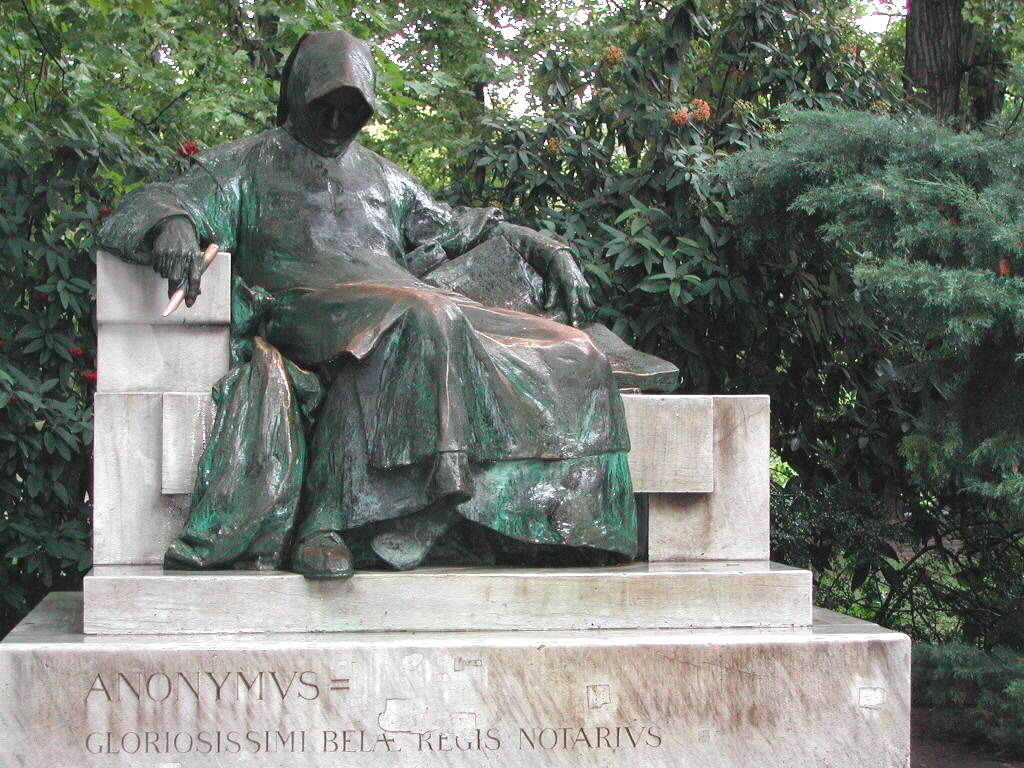
Anonimus

Quan mor Esteve III, el príncep Béla torna a Hongria, i és coronat com a Béla III. Després de la tornada, va dur costums grecoromans com el registre escrit de transaccions i dades històriques, i en el seu període de govern se li adjudica l'escriptura de la Gesta Hungarorum, l'autor anònim de la qual passaria a la història amb aquest pseudònim després de signar solemnement amb P. dictus magister. Aquest escrit, en llatí, fou el primer sobre la història dels hongaresos.
Així com Béla III va dur la creu doble ortodoxa romana a Hongria i la va fer part dels escuts, va construir també un ample palau a la ciutat d'Esztergom i altres edificacions a Székesfehérvár i Óbuda. Després de les derrotes patides pel seu germà gran, va recuperar els territoris de Croàcia i Dalmàcia, en tenir a favor seu l'emperador romà. Si bé Béla va créixer a l'Imperi Romà, Hongria no va veure's afectada per la cultura grecoromana. Ans al contrari, durant aquesta època va florir la cultura francesa i els llaços entre tots dos regnes van fer-se cada cop més estrets. La seua primera dona era d'una família francesa, i la segona era la filla del rei Lluís VII. És així com als segells reials Béla hi aparïx amb vestimentes franceses i no pas amb les romanes, i els trets cavallerescs, artístics, així com els ordes religiosos preponderants al país van estar en estreta relació amb el Regne franc.
El 1189 s'organitzà la tercera croada, i l'emperador Frederic I creuà el Regne d'Hongria envers Terra Santa. A la seua estada va demanar assistència al príncep Géza, germà del rei Béla III. Així, amb l'exèrcit de Frederic I, també varen avançar cap a l'Imperi Romà al voltant de 2.000 soldats hongaresos sota el comandament del príncep. Aquesta cooperació va ser la primera participació activa dels hongaresos a les guerres croades.
El 1190, Béla III serveix d'àrbitre entre l'emperador alemany i el romà, i aconseguix que tots dos signin la pau i ell mateix signa un armistici de dos anys amb Venècia. El 1192, aconseguix la santificació de sant Ladislau i lluita contra Sèrbia.
Poc després, va patir una malaltia que el faria afeblir-se i finalment mor, deixant el regne en mans dels seus dos fills, els prínceps Emeric i Andreu.

#### Andreu II i labutlla d'or

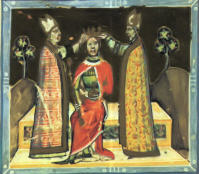
Coronació d'Emeric I d'Hongria. Imatge de la Crònica il·lustrada hongaresa

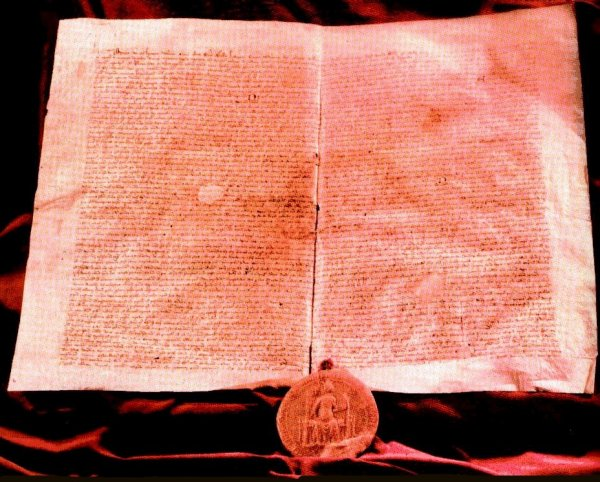
Butlla d'or de 1222 d'Andreu II d'Hongria

Després de morir el rei Béla III, el seu fill Emeric I fou coronat rei el 1196. El seu regnat es caracteritzà per lluites constants amb el seu germà petit Andreu, contra qui va trobar-se en un enfrontament armat a Croàcia el 1197. En patir una derrota, Andreu conservà els territoris croats, on regnà de forma independent del seu germà gran Emeric. Un any després, el papa Innocenci III va intercedir i demanà a Andreu que cessara tota hostilitat contra el seu germà i lluités millor a les croades contra els infidels musulmans.
Cap als volts del 1199, Andreu fou vençut prop del llac Balaton després d'enfrontar-se de nou contra el seu germà Emeric, i fugí al territori austríac. El 1203, després d'haver signat la pau, Andreu tornà a alçar-se en armes contra el seu germà. Fou fet presoner, però més endavant els seus seguidors varen alliberar-lo. Emeric feu coronar el seu fill petit de tres anys, Ladislau, el 1204 i poc després va morir tot deixant la seua dona vídua amb el nen acabat de coronar. El príncep Andreu va prendre el poder i així la reina vídua Constància i el seu fill petit escaparen a territori austríac, on l'any següent va morir Ladislau III.
D'aquesta manera, el camí al tron estava absolutament lliure i el príncep Andreu es feu coronar el mateix any com a Andreu II d'Hongria. El nou rei va veure's aleshores forçat a enfrontar atacs cumans com els seus antecessors i el 1211 les tropes hongareses foren auxiliades pels cavallers teutònics que hi tornaren com a reforç (l'amenaça cumana fou continguda durant els anys vinents i foren expulsats el 1225). Eixe mateix any, el 1211, Andreu II atorgà als cavallers teutònics el districte de Barcaság, a la regió hongaresa de Transsilvània, com a recompensa per llur heroica actuació i s'esforçà per establir relacions amb els alemanys, ja que volia donar en matrimoni una de les seues filles al fill del margrave de Turíngia.
Andreu II participà a la cinquena croada (1217-1218) i a causa de la seua absència al regne va haver-hi un cert caos. La seua dona Gertrudis de Merània va estar estenent la seua influència a l'esfera religiosa i política, bo i col·locant familiars germànics com a bisbes, situació que no fou del grat dels nobles hongaresos. Finalment, fou assassinada el 1213, quan encara Andreu II no havia arribat. Finalment va casar-se amb una nova dona.
Davant el creixent poder dels nobles, ja convertits en senyors feudals, cada vegada exercien més pressió sobre la figura reial. Això va motivar Andreu a sancionar el 1222 un document conegut com la butlla d'or, que contenia 31 articles que disposaven que els nobles no havien de pagar impostos, només havien d'assistir al rei militarment quan el regne fora atacat; en cas que fora una campanya de conquesta, el rei havia de pagar les tropes dels nobles, així com altres disposicions que afavorien la noblesa.
El 1224, els cavallers teutònics d'Hongria varen enviar una demanda formal al papa Honori III perquè ordenara que els cavallers haguessen de respondre directament només a la Santa Seu i no, en canvi, a Andreu II. Molest i amoïnat pel recent poder dels cavallers, el rei hongarès va resoldre expulsar-los del regne, el 1225. Això no obstant, va permetre's que molts colonitzadors alemanys romanguessen a les regions antigament sota control teutònic a Hongria.

#### Béla IV i la invasió tàrtara

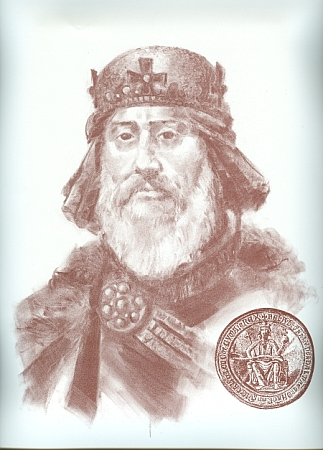
Béla IV d'Hongria

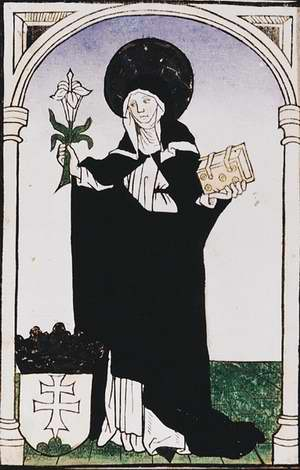
La princesa Margarida d'Hongria

En morir Andreu II d'Hongria, va succeir-lo al tron el seu fill Béla IV el 1235. Gairebé una dècada després, el 1241-1242, Hongria fou atacada per hosts mongoles, els tàrtars guiats per Batu Khan. La invasió havia estat avisada pel monjo Julianus, un religiós dominic que realitzà diversos viatges cap a Orient cercant l'origen dels hongaresos. El Regne d'Hongria fou saquejat i destruït després de la derrota a la batalla de Mohi, on nombrosos soldats hongaresos, cavallers templers i estefanites varen morir. El rei Béla IV d'Hongria va haver de fugir a l'illa xiqueta hongaresa de Trogir, a la mar Adriàtica.
Les ciutats i abadies més fortes de l'oest del regne amb prou feines van poder repel·lir l'atac. A conseqüència de la mort del Gran kan Ogodei, Batu Khan i les seues hosts van veure's forçades a tornar a llur terra natal, bo i abandonant la destruïda Hongria. Un cop va haver passat l'amenaça, Béla IV va tornar al regne i ordenà immediatament la construcció d'una línia de defensa amb nombrosos castells amb murades gruixudes (cap al final del seu regnat n'hi havia més de 100, de fortaleses).
Béla, després de perdre les seues dues filles petites i temorós que l'atac tàrtar fora un càstig diví, va oferir sota jurament la seua filla Margarida a l'Església, i va créixer al convent de l'illa Margarida, vora el Danubi. La princesa Margarida va ser coneguda com una monja força religiosa, humil i servicial, que sempre va rebutjar propostes de matrimoni i honrà el jurament del seu pare. Un cop morta, van santificar-la com a santa Margarida d'Hongria.
El rei Béla IV va estar-se molt de temps a l'assentament de Buda, ordenant la construcció d'una fortalesa al capdamunt del turó, i fundà pròpiament Buda com a ciutat medieval. De la mateixa manera, Visegrád va ser fortificat en aquella època mitjançant el castell construït al capdamunt de la muntanya. Més endavant, les seves construccions emmurallades també varen servir per a contenir els diversos atacs de l'Imperi Otomà durant el segle xv.
Tot aprofitant la crisi posterior a la incursió tàrtara a Hongria, el duc Frederic II d'Àustria atacà la ciutat hongaresa de Bratislava la primavera de 1242. Tanmateix, l'exèrcit de Béla IV aconseguí repel·lir les hosts austríaques i reprendre el control sobre els seus territoris. El 1246, Frederic II d'Àustria va decidir atacar novament i va vèncer els txecs, avançant perillosament sobre Hongria. La batalla més gran va esdevenir-se a la vora del Leita el 15 de juny de 1246, on lluità el duc rus Rosztiszlav, que havia pres per muller a l'Anna, la filla de Béla IV. Fins i tot amb l'ajut dels russos, els exèrcits hongaresos no varen aconseguir derrotar els alemanys en l'enfrontament, que més endavant va veure's frustrat després de la sobtada mort del duc austríac en el camp de batalla. Aviat, però, les tropes germàniques van retirar-se'n i els hongaresos van obtenir la victòria.
Mentrestant, fugint de la caòtica vida ciutadana i política, el canonge Eusebi d'Esztergom va retirar-se cap l'any 1250 a les muntanyes amb altres monjos cristians per iniciar una vida d'ermità. Eusebi va convertir-se en el guia d'eixa comunitat i més endavant fundà l'orde de Sant Pau Primer Eremita, que en el futur va ser una de les institucions més influents del regne, que vetllava per la gent amb més necessitats, així com per la preservació de l'idioma, història i cultura hongaresos.
No debades, els conflictes polítics a l'Europa central no semblaven tenir fi, ja que el comte Hermann va esdevenir el nou duc d'Àustria, amb el suport del papa. Ni els hongaresos ni els txecs van enfrontar-se a Hermann, però quan va morir el duc al 1250, van succeir-se severes guerres internes pel tron. Finalment, al 1251 el tron austríac va obtenir-lo el marcgravi moravià Otakar, fill del rei Venceslau I de Bohèmia. Per això, Béla IV va demanar assistència al duc rus Danilo d'Hàlitx, que va sumar-se a l'exèrcit hongaresocumà que entrà en territori austríac el juny de 1253. La campanya aviat va acabar després de la intervenció del papa Innocenci IV, que va aconseguir la pau entre Béla i Otakar.
El 1254, Béla signà la pau amb el rei txec Otakar II de Bohèmia i van repartir-se el comtat austríac després d'haver comandat una campanya militar contra el governant austríac. D'altra banda, Béla va haver d'enfrontar-se diversos cops al seu propi fill Esteve V, que aferrissadament volia derrocar el seu pare, fins que finalment el 1266 signaren la pau a l'illa dels Conills. Prèviament, però, el rei Béla IV havia segrestat el seu propi net Ladislau, el fill de dos anys d'Esteve V, així com lluitat incomptables vegades contra els nous grans senyors nobles, que després de la invasió tàrtara havien afeblit el poder reial. Així doncs, Béla IV va haver de fer front a una tempestuosa situació política durant els últims anys del seu regnat, fins que sis anys després de signar la pau amb el seu fill, va morir el 1270, bo i coronant Esteve nou rei d'Hongria.

#### Esteve V, Ladislau IV (el cumà), Andreu III i la fi dels descendents d'Árpád

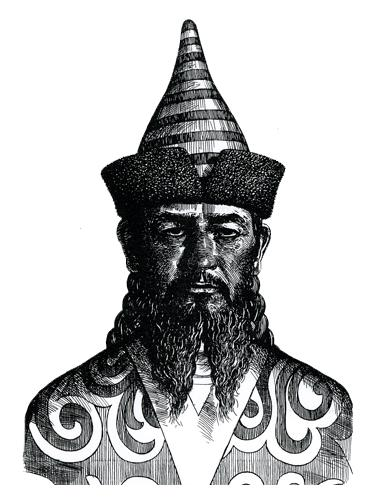
Ladislau IV el Cumà

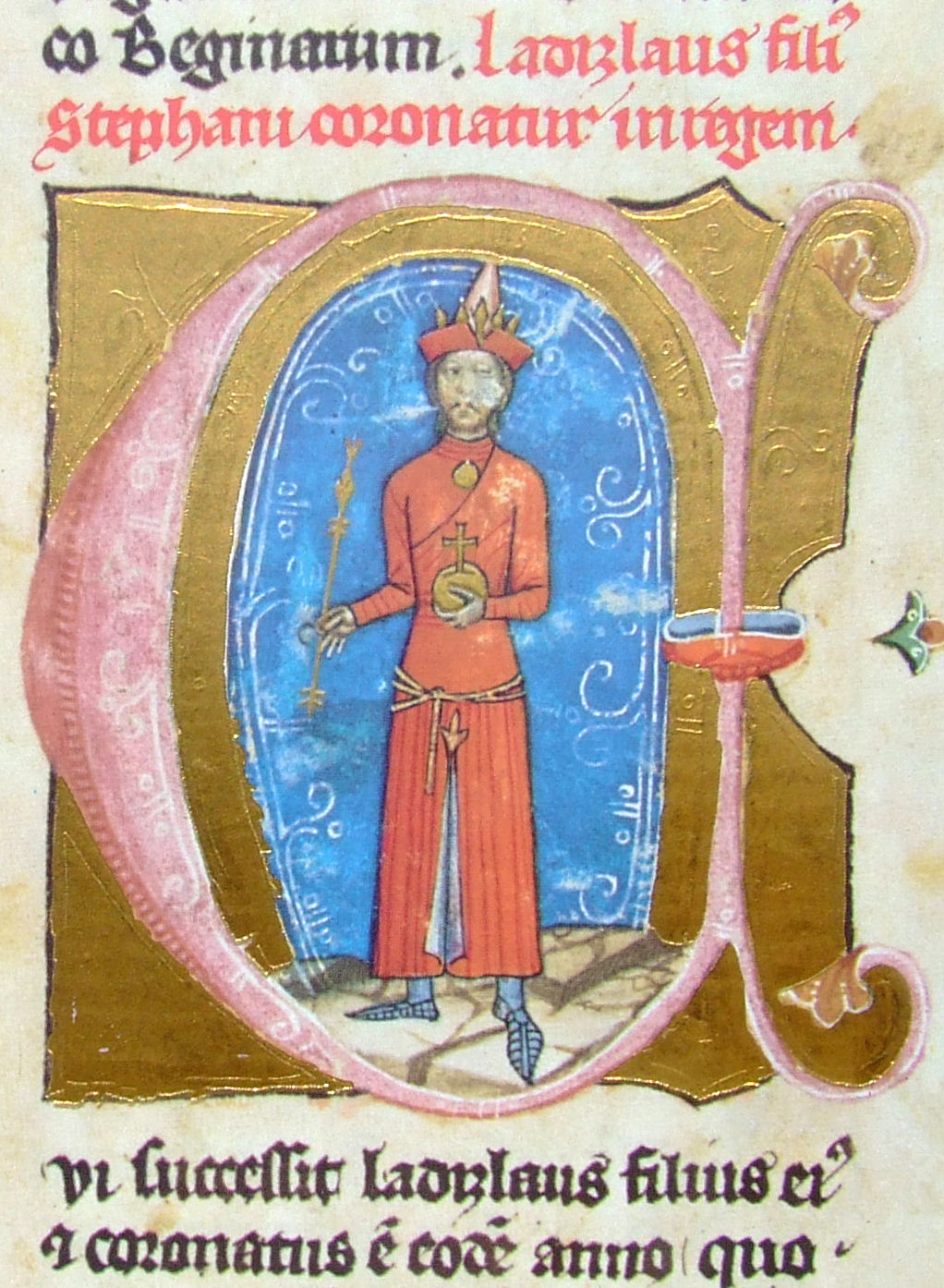
Ladislau IV el Cumà. Imatge de la Crònica il·lustrada hongaresa

El 1270 Esteve V fou coronat rei, i gairebé immediatament entrà en conflicte amb Otakar II de Bohèmia, que atacà Hongria el 1271, però Esteve va expulsar-lo del país sense cap problema signant la pau poc després. El 1272 el rei i la cort van traslladar-se a Dalmàcia per trobar-se amb el rei Carles I d'Anjou (consogre del rei hongarès, ja que Ladislau havia pres com a muller Isabel, filla de Carles I; i Maria, filla d'Esteve, va casar-se amb Carles II, fill del rei d'Anjou). Aleshores el regent d'Eslavònia, Joaquim Gutkeled, segrestà el fill del rei hongarès, el príncep Ladislau. Varen dur-lo a la fortalesa de Kapronca i el desesperat rei Esteve V va assetjar la fortalesa llargament fins que el juliol de 1272 el monarca, adonant-se que moriria aviat, va demanar que el duguessen a l'illa de Csepel, on va morir poc després.
Encara no s'ha trobat cap explicació contundent, però immediatament després de la mort d'Esteve, Joaquim Gutkeled i Isabel, la reina vídua, van afanyar-se per dur a Székesfehérvár el jove príncep Ladislau, on va ser coronat Ladislau IV d'Hongria el Cumà.
Van donar a Ladislau IV el pseudònim d'El Cumà precisament perquè la seua mare era una princesa cumana. El 1273, va esclatar la Guerra txecohongaresa, puix que el rei Otakar II seguia amb aspiracions de conquerir Hongria. Al final de la guerra, el mateix any va fer perdre les ciutats hongareses d'Óvár, Moson, Győr i Sopron, així com els terrenys dels voltants.
L'octubre d'eixe mateix any va ser coronat rei dels alemanys Rodolf I d'Alemanya, i Otakar II no va reconèixer-lo, sinó que, ans al contrari, li ho va retreure. Davant d'aquesta ofensa, va convocar-se una assemblea a Nuremberg el 1274, on es va donar l'aprovació a Rodolf d'atacar Otakar II i de prendre els seus territoris. El 1276 va produir-se l'atac contra Bohèmia, on Hongria va ser aliada del rei alemany, i finalment va recuperar tots els territoris que havien pres abans els bohemis, tret de Sopron, que el va prendre més endavant Ladislau IV. D'igual manera, el rei Ladislau IV va ajudar Rodolf d'Habsburg a estendre el seu control sobre Àustria i assegurar la dinastia en una posició propera al tron imperial germànic.
Després que el 1278 arribessen sacerdots a Hongria com a enviats de Roma, juntament amb un comunicat en què es limitava el poder del rei, Ladislau IV va trencar lentament els lligams amb l'Església i el 1284 va traslladar-se a viure amb els cumans. El 1285, els tàrtars liderats per Talabuga Khan, besnet de Batu Khan, van tornar a Hongria i van envair-la fins a Pest. Finalment, les forces hongareses van contenir-los i van canviar llur destinació cap a Polònia, territori que van envair el 1286-1287. Ladislau havia romàs al seu campament cumà i no va intervenir directament en la defensa d'Hongria, i posteriorment va seguir rebutjant qualsevulla intervenció de l'Església, fins que àdhuc l'arquebisbe d'Esztergom, el 1287, va excomunicar-lo per dur una vida pagana. Ladislau no sols va mantenir males relacions amb l'Església, sinó també amb la seua pròpia dona, vestint, parlant i comportant-se com un cumà, abandonant l'estil de vida hongarès (europeu occidental cristià) i vivint en un campament mig nòmada. El 1290, un grup de nobles cumans, Árbóc, Törtel i Kemence, atacaren Ladislau IV prop de la fortalesa de Körösszeg, i van matar-l'hi.
Després de morir Ladislau, el seu nebot Carles Martell d'Anjou, fill de Maria d'Hongria, reina de Nàpols, germana del ja mort rei hongarès, reclamà el tron. Tanmateix, avançant-se des de Venècia, fou coronat Andreu III, net d'Andreu II, que regnà només fins al 1301. Durant l'època d'Andreu III, el Regne hongarès va iniciar guerres amb els seus veïns, mantenint la seua supremacia. No endebades, la noblesa va anar adquirint cada cop més poder, i el que ja va començar amb la butlla d'or de 1222, en aquella època va agreujar-se, afeblint enormement la figura reial. Després de la mort d'Andreu III, en no deixar cap fill hereter, només filles (entre les quals hi havia Isabel d'Hongria, verge), va extingir-se definitivament la dinastia Árpád.

#### Interregnum

##### Mateu Csák i la transició

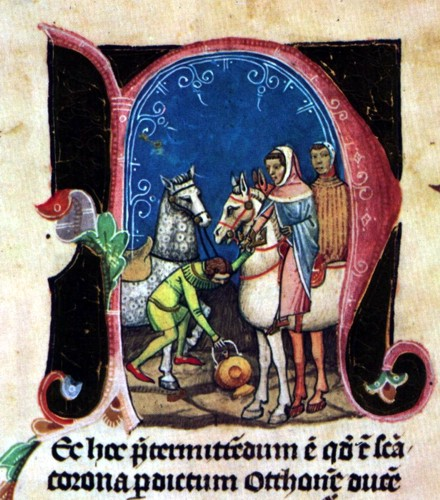
Otó i la corona de sant Esteve

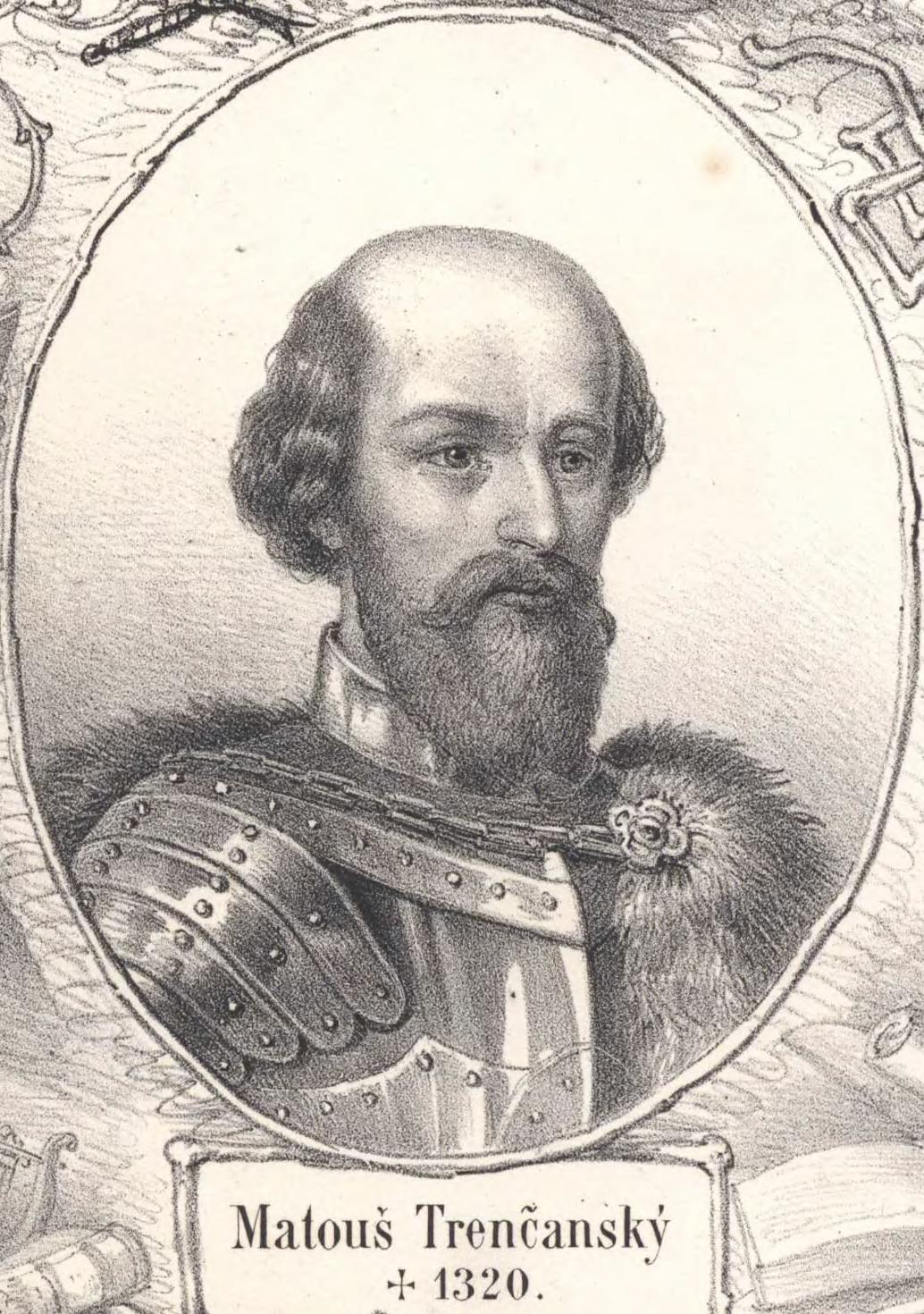
Mateu Csák, un dels barons hongaresos que s'enfrontà al rei Carles I al llarg del seu regnat

Un cop mort Andreu III, va esclatar una cursa per trobar el monarca més apropiat per al tron d'Hongria. Varen sorgir tot de candidats que eventualment foren coronats. El primer de tots fou el jove príncep Venceslau, fill del rei Venceslau II de Bohèmia, que va arribar a Hongria per mitjà del seu pare, i coronat el 1301. De la mateixa manera, la dona de Venceslau era Isabel, filla d'Andreu III, així que aquestes raons el feien d'alguna manera apropiat per heretar el tron hongarès. Venceslau regnà a Hongria amb el nom de Ladislau V, però en la història d'Hongria no se'l coneix per aquest nom, sinó senzillament pel seu nom txec.
D'altra banda, Carles Martell d'Anjou havia mort el 1295, i el seu jove fill fou qui va seguir mantenint les seves pretensions al tron d'Hongria. Un altre pretendent al tron era Carles I, besnet d'Esteve V. Carles I ja havia estat coronat uns mesos abans de Venceslau, la primavera d'aquell mateix any, però a la ciutat d'Esztergom i amb una corona provisional. Aquesta cerimònia havia estat considerada il·legítima per l'alta noblesa hongaresa, puix que no s'havia realitzat a la ciutat de Székesfehérvár i amb la corona de sant Esteve i per això s'havien proposat coronar Venceslau nou rei d'Hongria l'agost de 1301.
Davant d'aquesta situació, Mateu Csák, Joan Kőszegi i Amadeu Aba, els barons hongaresos que regien grans territoris, donant suport a Venceslau i ignorant Carles I, foren la causa d'incomptables enfrontaments entre ells i el monarca il·legitimitzat. Després d'un regnat truculent, Venceslau renuncià al tron i va fugir cap a Bohèmia, on va ser coronat com a rei i el clergue hongarès va escollir un nou monarca. El rei Otó III, duc de Baviera, era fill d'Isabel d'Hongria, duquessa consort de Baviera, filla del rei Béla IV d'Hongria. Això el feia igualment apte per a regnar, i així va ser coronat el 1305 pel bisbe de Csanád per governar durant dos anys, fins al 1307. Otó va regnar a Hongria amb el nom de Béla V, i així com va passar amb Venceslau, no va ser reconegut en la història amb aquest nom, sinó amb el seu nom alemany.
Davant el caos en què es trobava el regne, amb Carles I lluitant contra els barons hongaresos, que cada cop donaven més suport al rei i cercaven obtenir el poder per a ells mateixos, el 1306 Otó III va abandonar la ciutat de Buda i va dur-se la corona de sant Esteve. Otó III va viatjar a Transsilvània, on es trobaven els saxons que li donaven suport, però el voivoda transsilvà Ladislau Khan va capturar-lo la primavera de 1307. Mesos després va alliberar-lo a canvi de les joies de la corona hongaresa i després d'un llarg viatge, Otó III va arribar a casa seva, a Baviera.
Fou així com, un cop fou tant Venceslau com Otó III, Carles I fou l'únic candidat apropiat per dur la corona del regne.

#### Dinastia d'Anjou

##### Carles I d'Hongria

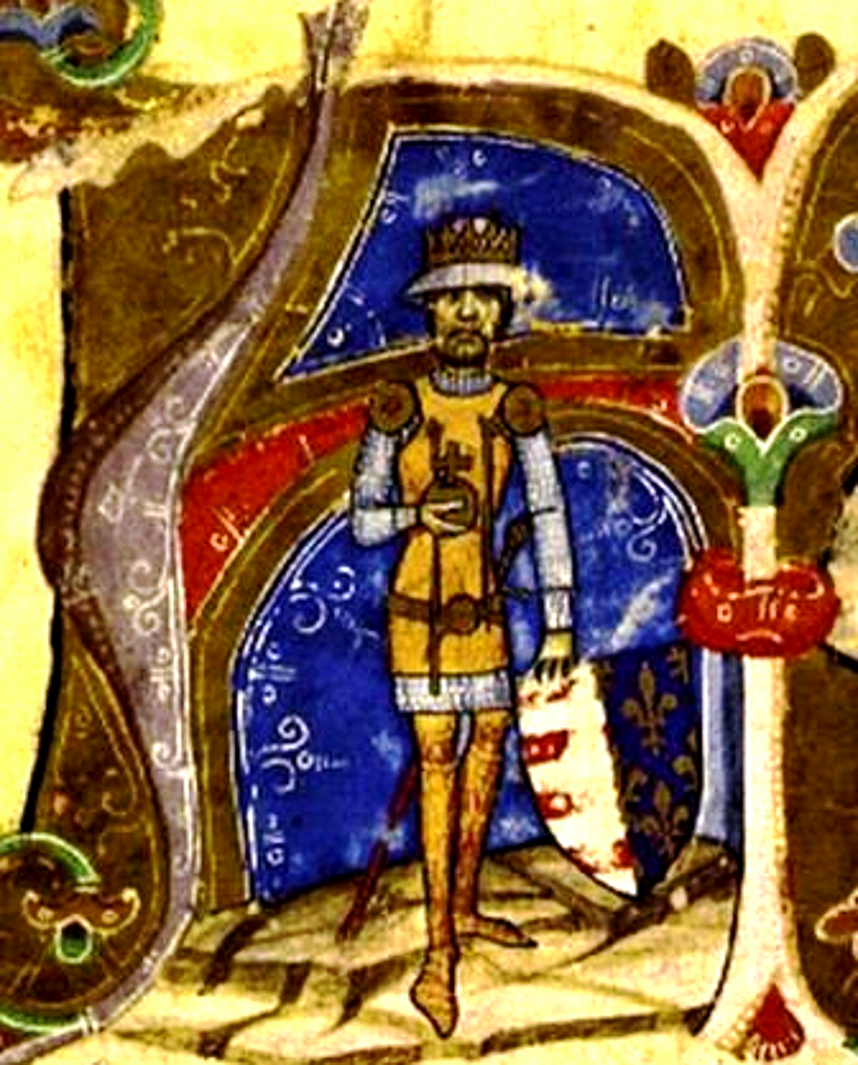
Carles I d'Hongria

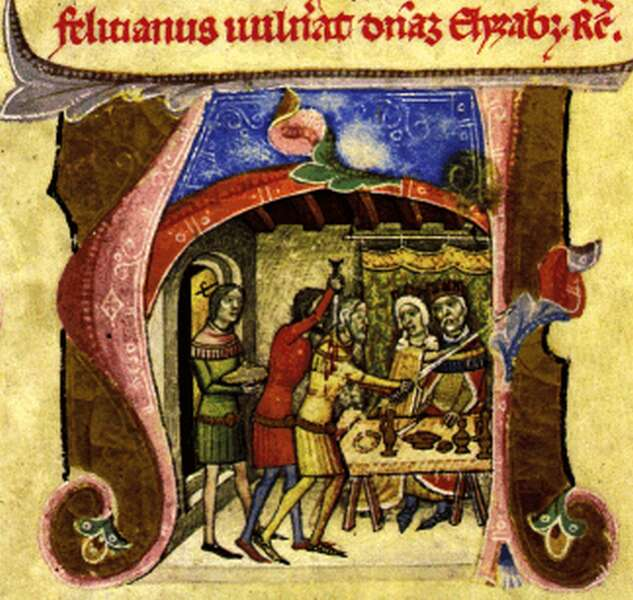
Atemptat de Felicià Zách contra Carles I i la seva família

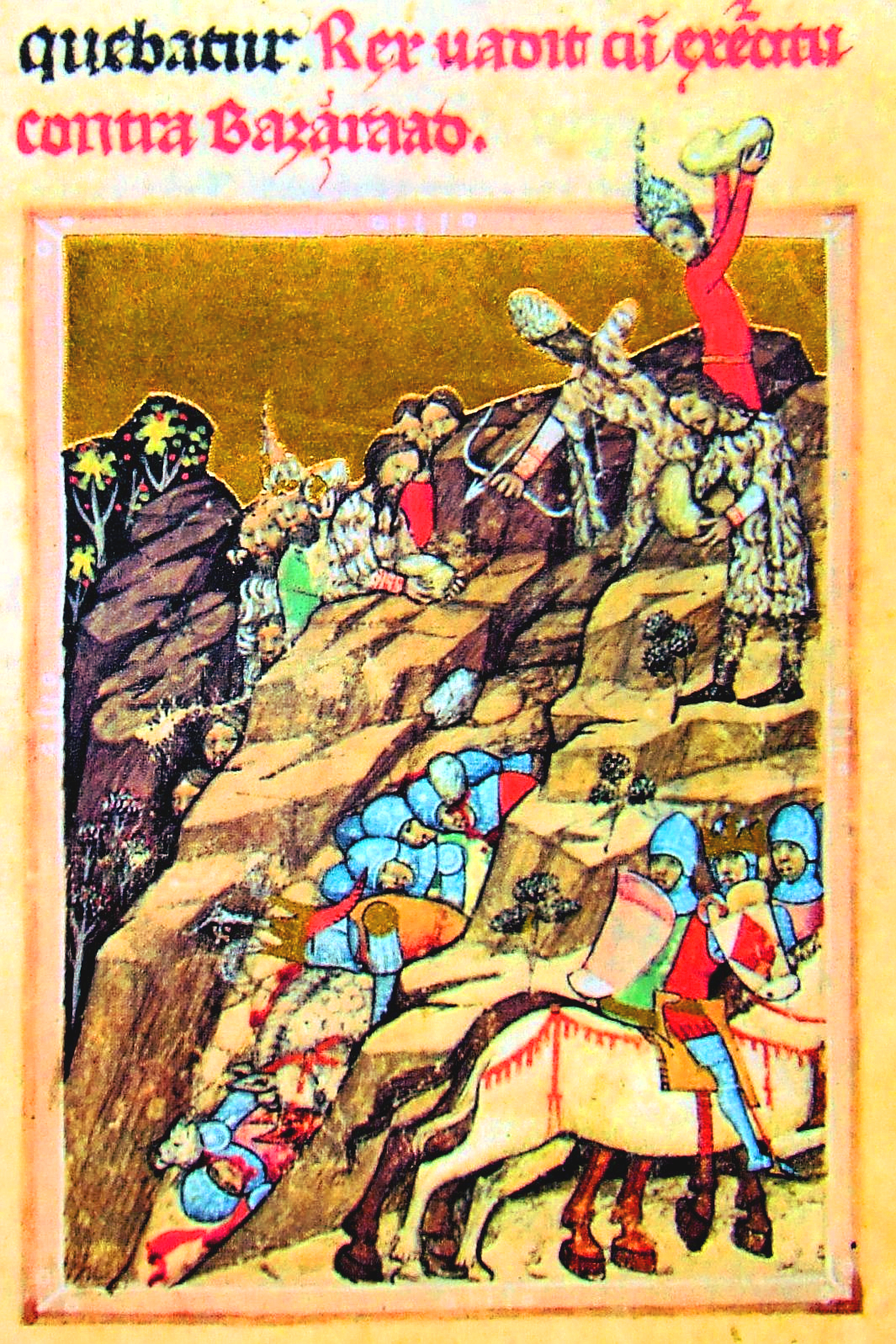
Derrota hongaresa en la Batalla de Posada a Valàquia

Després de la desaparició de la dinastia Árpád i del regnat de diversos monarques emparentats amb l'extingida família reial, fou coronat Carles I d'Hongria, fill de Carles Martell d'Anjou. Carles Martell era fill de Carles II d'Anjou, i més important encara, de la reina Maria d'Hongria, filla d'Esteve V, per això va heretar el tron hongarès com a únic portador de la sang d'Árpád.
Si bé la seva coronació amb 15 anys no fou ben vista pels nobles hongaresos, va demostrar ser un gran monarca, estrateg i reformador econòmic (va ser coronat en tres vegades diferents: 1301, 1309 i finalment el 1310). En l'última coronació, va fer-ho amb la corona de sant Esteve, després que el voivoda de Transsilvània, Ladislau Kár, la fes tornar per amenaces de l'Església.
Carles I lluità contra els falsos reis, nobles feudals que havent adquirit grans extensions de territori s'havien aventurat a obtenir el tron d'Hongria i havien donat suport als anteriors monarques hongaresos Venceslau i Otó. El més important dels opositors, Mateu Csák, havia dut a terme diverses campanyes en contra de Carles I. El juny de 1311, el noble Mateu Csák, després d'haver promès respectar el rei, avançà i assetjà Buda, tot obligant el rei i la seva dona a fugir a la ciutat de Timișoara, que va ser fixada momentàniament per Carles I com a seu reial d'Hongria.
Un dels poderosos barons hongaresos era Amadeu Aba, que donava suport a Carles I. Després que els saxons de Košice l'assassinessin el 1312, els seus fills van alçar-se contra Carles I i el 1313 va tenir lloc la batalla de Rozgony, en què van ser derrotats i Mateu Csák va veure's forçat a fugir-ne.
Entre el 1312 i el 1321, les tropes del rei Carles I aconseguiren recuperar només set fortaleses del poder de Mateu Csák. Per exemple, la fortalesa de Visegrád fou recuperada el 1316 i la de Komárom, després de dos llargs mesos de setge, el 1318. Mateu Csák va morir el 1321 i un any després la seu reial va traslladar-se a Visegrád. Els enormes territoris del baró derrotat van ser repartits entre el rei i els nobles menors, i d'aleshores ençà Carles I va poder per fi governar sense cap impediment.
Tot i així, va haver d'enfrontar-se aviat al voivoda de Valàquia Basarab I, que el 1325 va mobilitzar les seves hosts i va prendre la regió hongaresa de Szörény. Les ambaixades diplomàtiques de Carles I van ser inútils, només l'exèrcit hongarès va poder recuperar la regió i continuar pressionant el voivoda cap a Valàquia durant els següents anys.
Per assegurar el control sobre la nova noblesa dominant que sorgia després de la caiguda dels oligarques, Carles I va fundar el 1326 l'orde de Sant Jordi d'Hongria, en el qual va fer entrar les 50 figures més poderoses del regne d'aleshores. Els nomenà cavallers i els feu jurar lleialtat al rei d'Hongria, nomenant un dels seus comandants militars més propers, Tomás Szécsényi, com canceller de l'orde. Aquest fou el primer orde de cavalleria laic al món i el seu objectiu fonamental era enfortir el poder reial per damunt del dels nobles.
L'abril de 1330, mentre Carles I es trobava al seu palau a Visegrád, un noble anomenat Felicià Zách atemptà contra ell. Segons el que s'ha estudiat, la dona de Carles I, Isabel, havia ajudat el príncep Casimir III de Polònia a seduir Clara Zách, filla de Felicià. Enfurismat, el noble havia aparegut en un banquet de Carles I i va ferir el monarca, també va tallar-li els dits a la reina, i va assassinar diversos criats de la casa reial. Felicià Zách fou assassinat i els seus membres van ser enviats a diferents parts del regne com a advertència a aquells que volguessin desafiar la monarquia. D'altra banda, el càstig de Clara Zách fou una execució pública, precedida per la mutilació del nas i les orelles i una processió per diverses ciutats del regne.
L'ocupació de Valàquia era un fet. Aviat, les forces de Carles I van rebre un gran cop. El novembre de 1330 va tenir lloc la batalla de Posada entre hongaresos i valacs, liderats pel voivoda Basarab I. La batalla va concloure amb la derrota dels exèrcits hongaresos i una dependència temporal hongaresa dels valacs. El 1335 aconseguí que el rei polonès signés la pau amb el rei txec Joan a la ciutat de Visegrád.
Quan va morir Carles I d'Hongria el 1342, deixà un regne força ric, amb edificacions pomposes i un poder sòlid, tot resultat d'una extensa reforma econòmica, amb rigorosos impostos de duanes i interns. Havia introduït un nou tipus de moneda, el fòrint, segons el patró de Florència, i cedint part dels beneficis a les mines d'or i plata als propietaris nobles, que abans no en rebien cap benefici, ja que aquestes mines eren propietat exclusiva del rei. Va succeir-lo en el tron el seu fill Lluís I d'Hongria el Gran, que va continuar l'obra del seu pare.

##### Lluís I d'Hongria

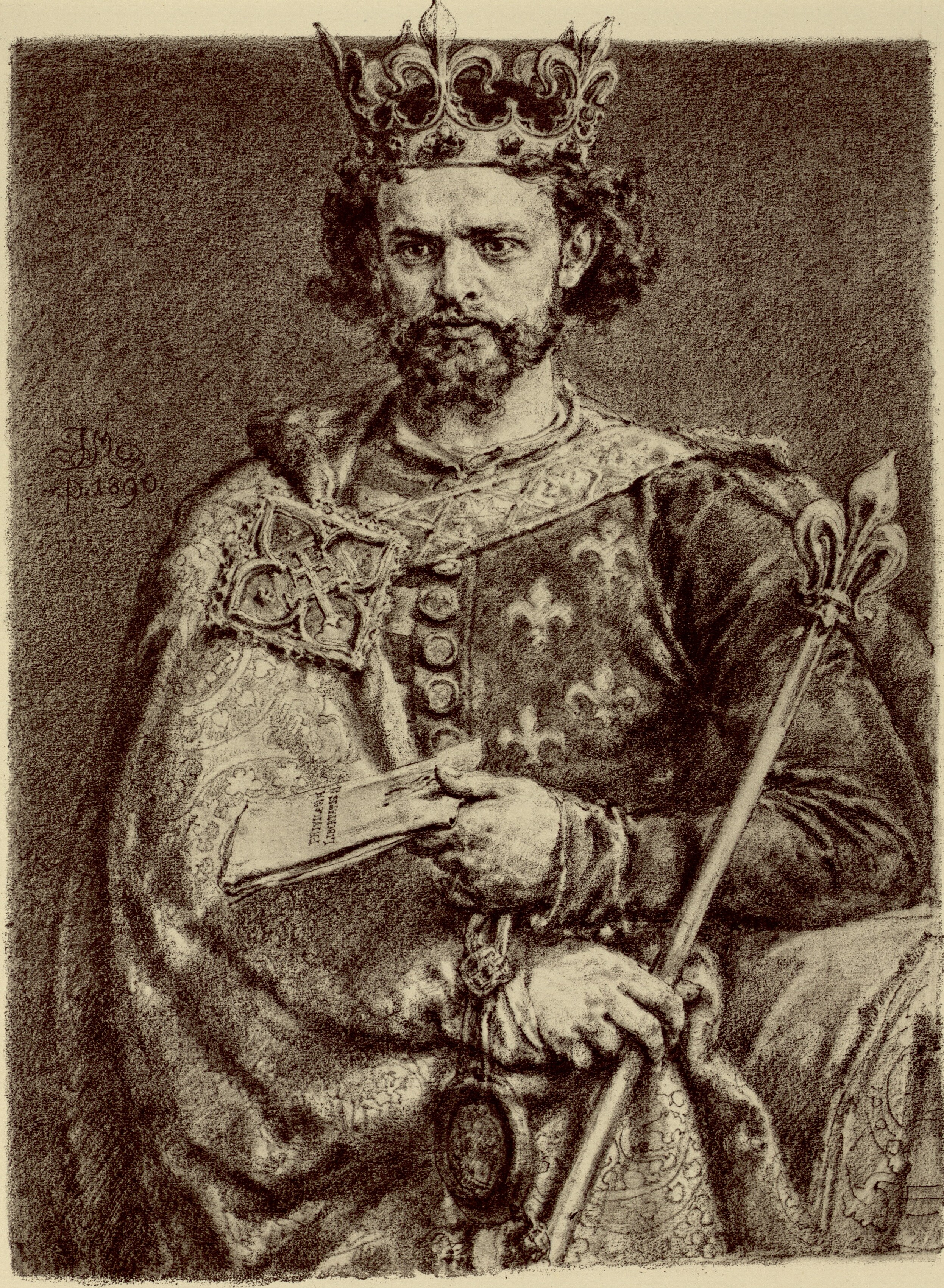
Lluís I el Gran

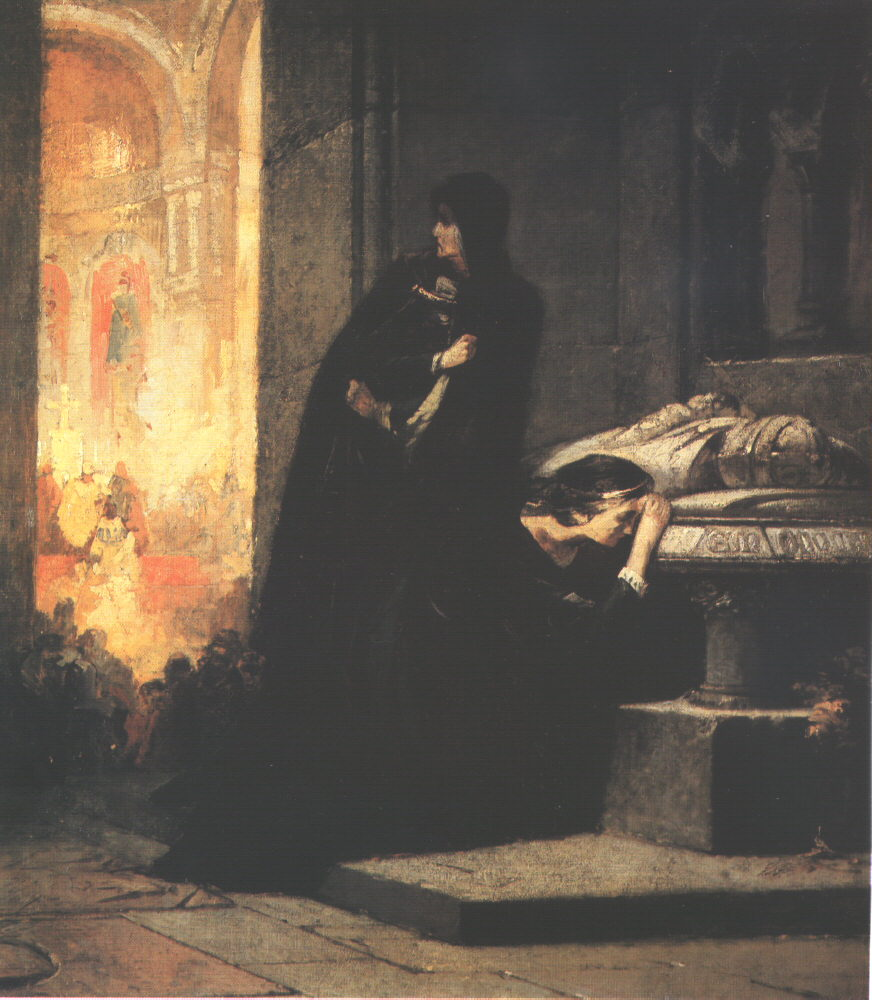
La reina vídua Isabel Kotromanić i la seva filla Maria vora el sepulcre de Lluís I el Gran. Obra d'Alexander von Liezen-Mayer

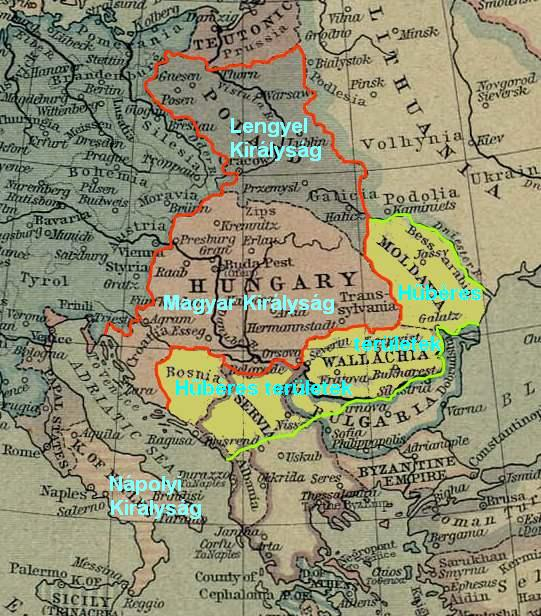
El Regne d'Hongria i els seus regnes vassalls durant l'època de Lluís I el Gran: Hongria, Polònia, Moldàvia, Valàquia, Bòsnia, Sèrbia i Nàpols

Lluís I el Gran era el fill gran de Carles I i d'Isabel Łokietek, nascut el 1326. Després de morir el seu pare, el 1342 pujà al tron i gairebé cada any va veure's involucrat en algun combat durant els vint anys del seu regnat. El 1344 va reconquerir Valàquia i el 1345 Croàcia, però va patir una derrota contra l'exèrcit de Venècia prop de la ciutat de Zadar el 1346.
Al llarg del seu regnat, va lluitar almenys set vegades contra Sèrbia, cinc contra Moldàvia i tres contra Bòsnia i Valàquia. Freqüentment, va rebre suport militar del seu oncle, el rei Casimir III de Polònia, i prop de sis vegades va prendre part personalment en els combats contra els tàrtars i lituans que havien atacat el rei polonès.
Carles I havia signat un tractat amb el rei Robert I de Nàpols el 1333, en què s'estipulava que la seva neta Joana es casaria amb Andreu, el fill petit de Carles I, i la nova parella reial seria nomenada heretera del tron de Nàpols. En morir Carles I, i després el rei napolità, Joana va obrar hàbilment per ser coronada ella sola, deixant el seu marit Andreu fora de la cerimònia. Andreu, tot tement per la seva vida en moltes ocasions, va escriure a la seva família d'Hongria, fins que fou assassinat per ordre de la reina, Joana de Nàpols. El tràgic esdeveniment va generar una enorme commoció a Hongria, i per venjar el seu germà petit, Lluís I dugué a terme dues campanyes, el1347-1348 i el 1350, contra Nàpols. El 1347, hagué de suspendre les seves incursions davant l'arribada de la pesta negra, que començà a arrasar la ciutat itàlica. El 1350, tornà i aconseguí la victòria absoluta sobre les forces napolitanes, bo i conquerint el regne i forçant Joana a fugir a Avinyó, que era aleshores la seu papal. En comprendre que annexar Nàpols a Hongria seria gairebé improbable, el 1352 signà la pau amb la reina Joana I de Nàpols i tornà a casa.
Si bé la pesta negra no va resultar ser tan tràgica a Hongria com als altres territoris europeus, va provocar incomptables morts, com la del petit Carles Martell, de 3 anys, fill de l'assassinat Andreu i de Joana I de Nàpols, que l'havien dut a Hongria a la cort de Visegrád, car el papa havia decidit que la seva custòdia i educació corresponien més bé al rei hongarès. D'altra banda, la pesta també va fer morir la dona del rei, la reina Margarida, filla de l'emperador Carles IV, i Lluís I va haver de casar-se immediatament amb Isabel, filla del regent de Bòsnia, amb qui tingué tres filles: Caterina (1370), Maria (137) i Eduviges (1373).
El 1356, va esdevenir-se un combat entre el duc de Venècia i Lluís I el Gran, quan llurs exèrcits van enfrontar-se de nou pel control de Zadar. El 1358 signaren la pau i el 1372 i 1378 tornaren a enfrontar-se els dos monarques quan Hongria donava suport a la coalició guiada per Gènova contra Venècia.
A Polònia, la successió del tron es trobava qüestionada, puix que el rei Casimir III, oncle de Lluís I el Gran, no tenia fills, així que va decidir nomenar el seu nebot, tot passant així els drets al rei hongarès. El 1370, va morir Casimir III i Lluís I va ser elegit rei de Polònia (que també va dur problemes successoris, car Lluís I només tenia filles).
Cap als volts de 1375, Lluís I estava lluitant contra els turcs otomans que ja havien envaït Valàquia i començaven a atansar-se perillosament al Regne d'Hongria tot amenaçant el món cristià. El 1381 va acabar la guerra i el tractat de Torí va assegurar a Lluís I els territoris de Dalmàcia, així com una situació amistosa amb els seus veïns austríacs i txecs.
D'altra banda, davant el problema pendent de successió a Nàpols (Joana hi seguia governant, però malgrat haver tingut 4 marits, no tenia cap hereter), Lluís I d'Hongria nomenà Carles d'Eslavònia hereter al tron napolità. Carles era besnet del ja mort Carles II d'Anjou i durant els conflictes militars l'havien portat a Hongria, on cresqué a la cort reial i guanyà molts simpatitzants entre els nobles. Aviat, doncs, Carles avançà cap a Nàpols amb exèrcits hongaresos encapçalats per Joan Horváti i va prendre el Regne italià, fent-se coronar Carles III de Nàpols, i ordenà que la reina Joana I de Nàpols fos escanyada a la fortalesa de Muro.
Durant el seu regnat, traslladà la seu reial hongaresa a la fortalesa de Miskolc, la qual va enriquir i modernitzar. Cap a les acaballes de la seva vida, va tenir lepra i lentament va anar retirant-se de la vida pública, fins que va morir el 1382 sense cap fill hereter.

#### Segimon I i la reina Maria I d'Hongria

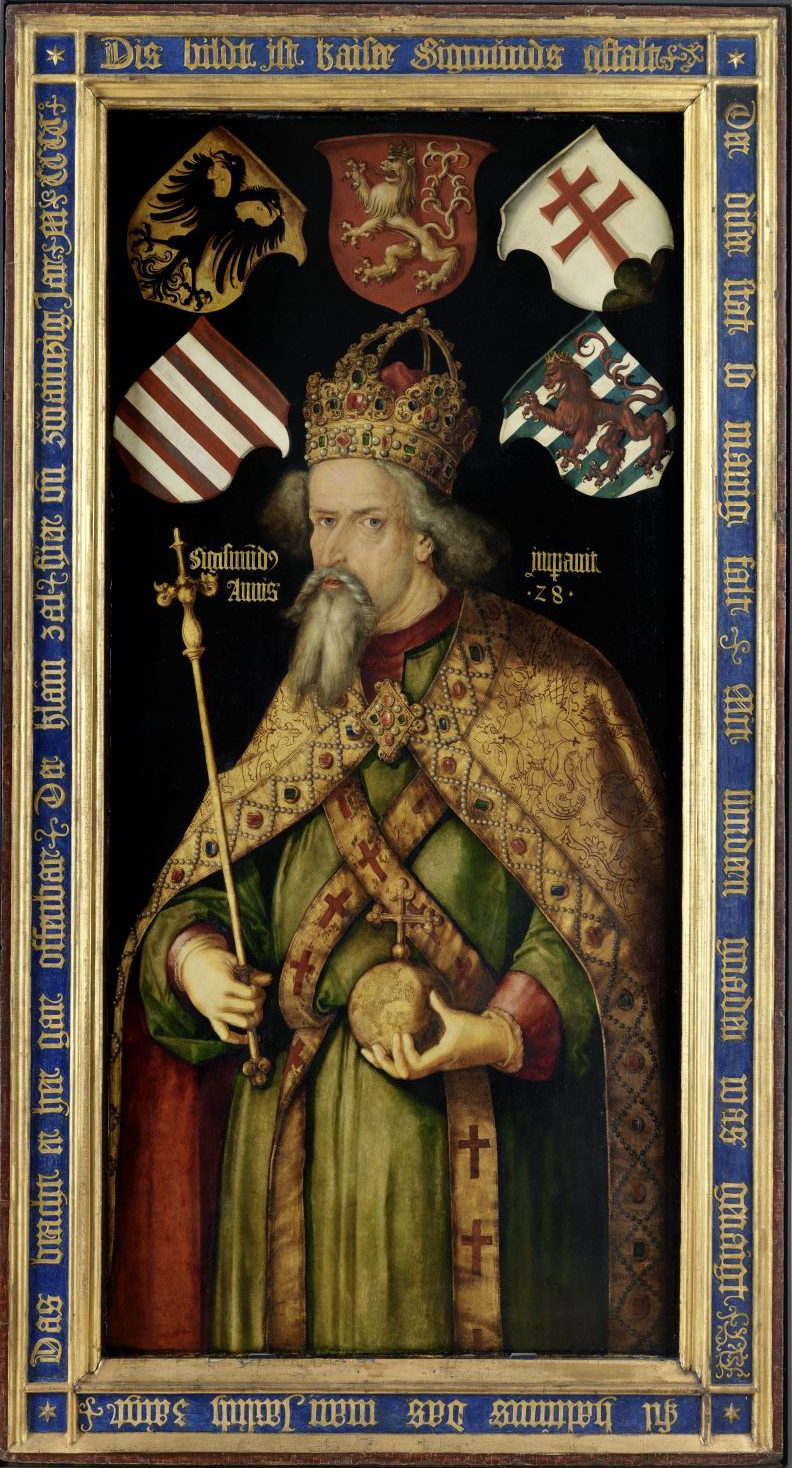
Segimon d'Hongria (1387–1437)

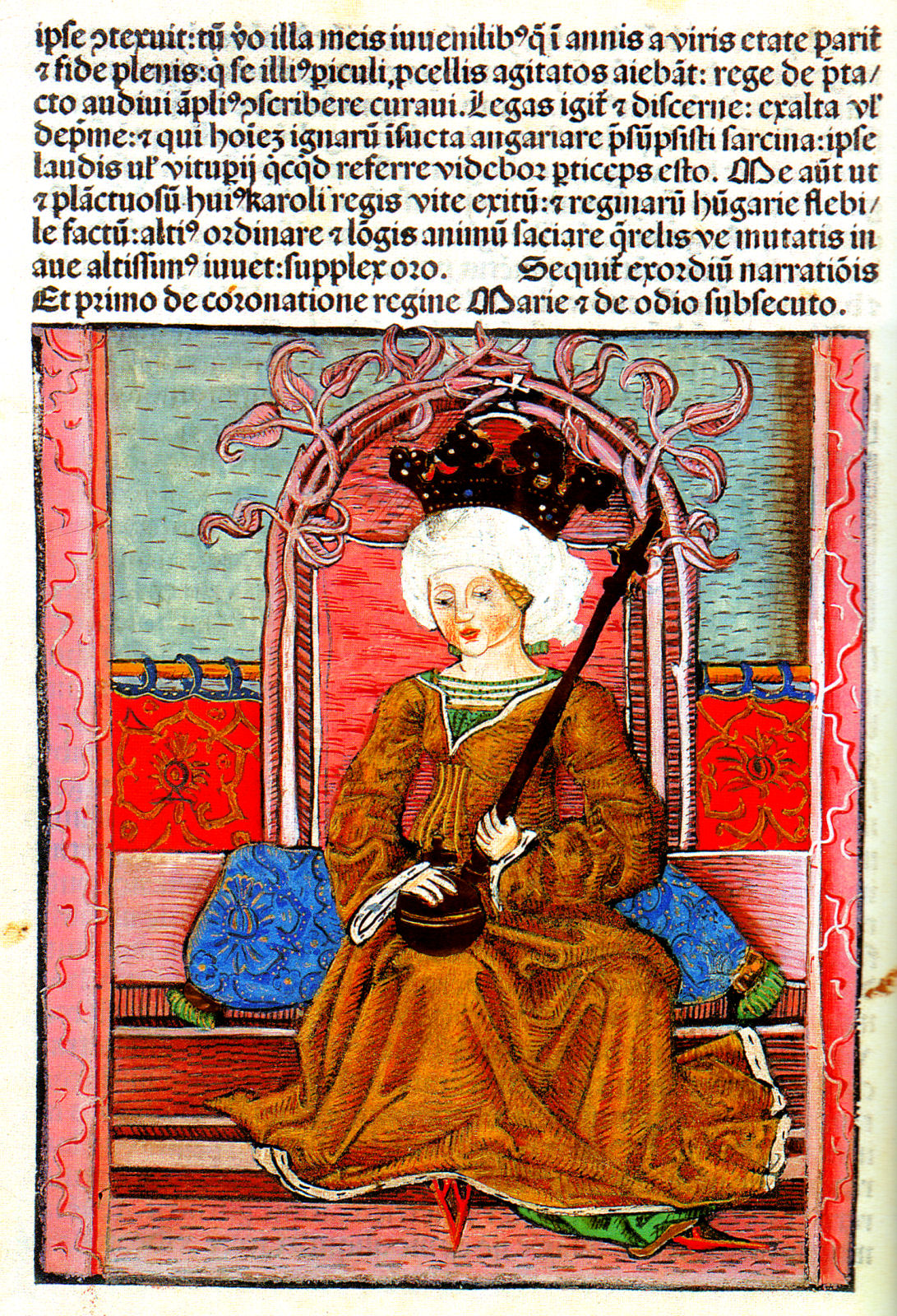
La reina Maria I d'Hongria

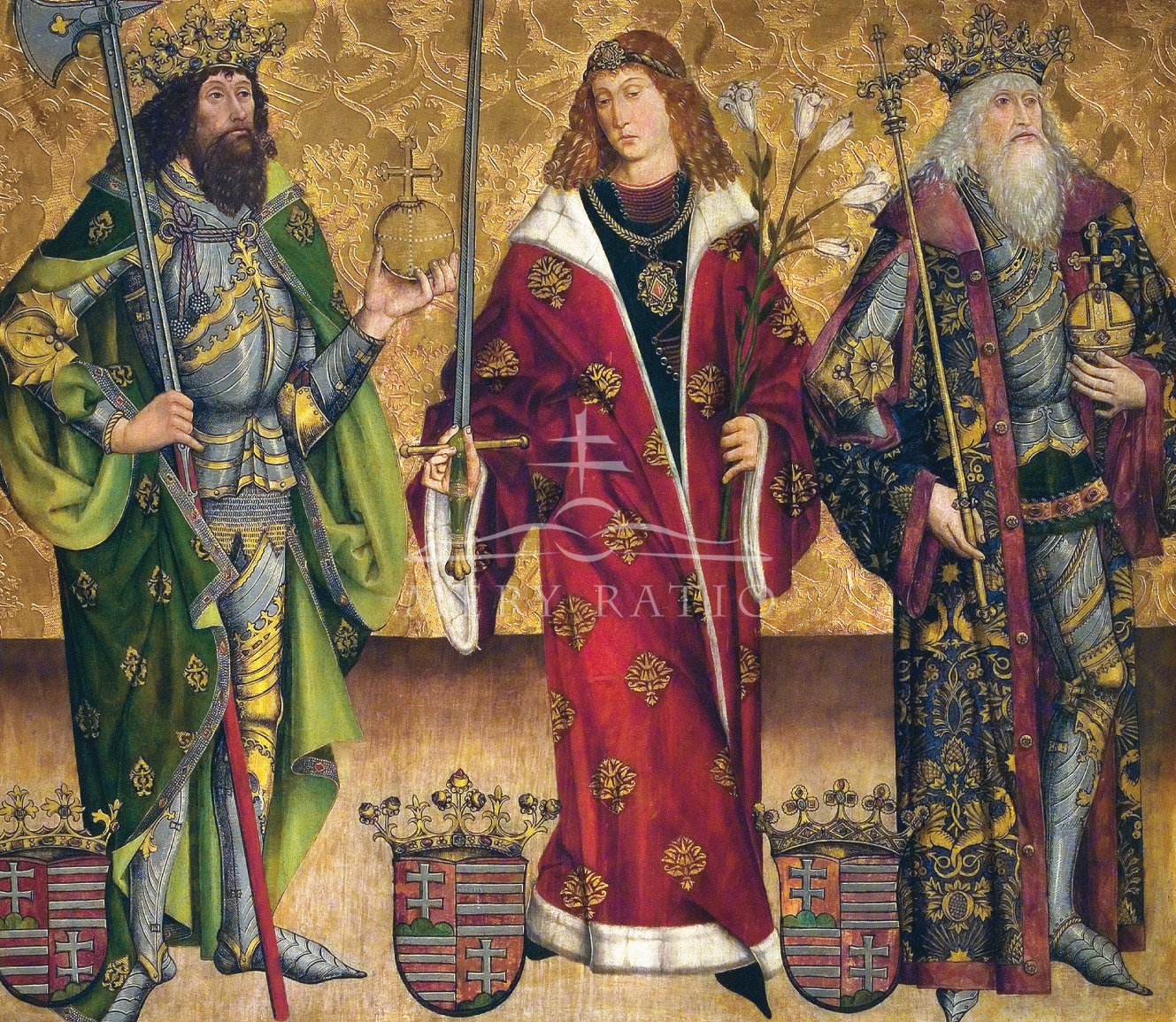
Els reis sants: sant Ladislau, sant Emeric i sant Esteve. El culte als tres monarques va estendre's profundament durant l'edat mitjana fins tal punt que la dinastia va ser coneguda com "el llinatge dels reis sants". Pintura de l'altar de l'església de Szepeshely, 1478

En morir Lluís I el Gran sense cap fill hereter, la seva filla Maria fou coronada reina. Va ser l'única reina de l'Hongria medieval, evidentment com a governant i cap d'estat, no sols com a dona d'un rei.
Durant l'hivern de 1379 va comprometre's amb Segimon I, el fill de l'emperador Carles IV, i el setembre de 1382 fou coronada reina d'Hongria. Tanmateix, el poder reial requeia sobre la seva mare, la reina Isabel, i el regent Nicolau Garai. Segimon havia viscut un parell d'anys a la cort del rei Lluís I, experiència que va ajudar-lo a adoptar l'idioma i costums hongaresos, així com a guanyar adeptes entre la noblesa del regne. Això no obstant, no tots donaven suport a Segimon, la noblesa hongaresa estava dividida: una part donava suport només a la reina i a la seva mare; una altra, a la unió de Maria i Segimon, perquè ell pogués governar; i una altra donava suport al rei napolità Carles III, l'últim hereter viu dels Anjou, que havia viscut llargament a la cort de Lluís I i governat la regió d'Eslavònia.
La reina vídua Isabel odiava Segimon, i intentà, amb estratègies, que la seva filla es casés amb el germà petit del rei Carles IV de França, però mai no va haver-hi tal unió. Maria i Segimon varen contraure matrimoni el 1385 i pocs mesos després, Segimon va haver de marxar del regne a causa de la inestabilitat. Després que ell se n'anés, l'assemblea nacional a Buda va fer que la reina renunciés al tron, que passaria a Carles III, que fou coronat com a Carles II d'Hongria el desembre d'aquell any en presència de Maria I i Isabel.
Carles II no va estar-se més de 38 dies al tron, ja que el febrer de 1386, el mestre de copes de Maria va enganyar-lo i va matar-lo amb un ganivet, probablement per ordres de la vídua Isabel i el seu còmplice Nicolau Garai, home de confiança de les reines. Van dur Carles, encara agonitzant, al castell de Visegrád, on van matar-lo poc després. De seguida, va haver-hi alçaments al regne i el juliol de 1386, mentre les reines viatjaven per aquests territoris creient que llur presència faria acabar les protestes, foren arrestades pels partidaris de l'assassinat Carles II. El mestre de copes i Nicolau Garai van ser assassinats davant de les reines i llurs caps van ser enviats a la vídua del rei de Nàpols. Les dues reines foren empresonades a la fortalesa de Novigrad, on posteriorment la vídua del rei Lluís I el Gran, Isabel, va ser escanyada davant de la seva pròpia filla, la destronada Maria I d'Hongria. Declarant-se capità d'Hongria, i aconseguint reforços italians, Segimon va alliberar la seva dona Maria el 1387 amb una flota veneciana i formalment durant un any fou considerada dona del monarca, però després de 1388 no va prendre part ja en decisions polítiques.
Després de l'assassinat de Carles II, va esclatar una guerra civil a Hongria, guerra que va ser calmada per Segimon donant enormes extensions de territori i posicions de govern als nobles descontents, convertint-se en la nació amb grans latifundis que va perdurar gairebé mig mil·lenni.
Cap als volts de 1389, els turcs otomans varen vèncer la coalició dels estats eslaus del sud, i Sèrbia esdevingué vassall de l'Imperi Otomà. Això modificà el veïnatge del Regne d'Hongria, bo i esdevenint els otomans una amenaça molt propera. El 1390 començaren les incursions turques pels territoris hongaresos del sud, i en contra d'aquesta invasió, Segimon va haver de fer front el 1391 a aquells nobles hongaresos que, malgrat haver rebut territoris, se sentien exclosos del govern. Els nobles col·locaren al cap de llur moviment el fill de Carles II d'Hongria i III de Nàpols, Ladislau I de Nàpols, per venjar així la mort del seu pare i reclamar el tron d'Hongria.
El 1392, Segimon va conduir una campanya contra els turcs en territori hongarès i tres anys després va combatre'ls a Valàquia i a Moldàvia. Aquell mateix any, el 1395, la reina Maria va morir després de caure del cavall mentre caçava, i Segimon va quedar vidu.
Els otomans varen vèncer el 1396 les forces croades de Segimon en la Batalla de Nicòpolis. Poc de temps després, els nobles hongaresos encara descontents s'alçaren contra Segimon el 1401 i el 1403: en totes dues ocasions van perdre. Segimon va continuar en el poder durant els propers quaranta anys sense cap mena d'obstacle successori.
El 1408 Segimon fundà l'orde del Drac, en què reuní els aristòcrates més poderosos del Regne d'Hongria, entre els quals es trobava Nicolau Garai el Jove, Armand II el Celje i Stibor de Stiboricz. El 1409 i 1410 va enfrontar-se a l'orde Teutònic. Des de 1411, quan fou nomenat rei d'Alemanya, fins a 1413, va lluitar contra Venècia. El 1419 va morir el rei txec Venceslau I i Segimon va heretar-ne el tron. El 1424, van acabar les reformes al palau de Buda de Segimon, que fou la seu reial, però els otomans no van donar oportunitat al rei de descansar, car el 1427 atacaren i ocuparen la fortalesa de Golubac a la vora del Danubi, al sud-oest del regne. Segimon va morir el 1437, després de lliurar incomptables batalles i resistir els atacs turcs contra Europa.

#### Diverses dinasties i els Hunyadi

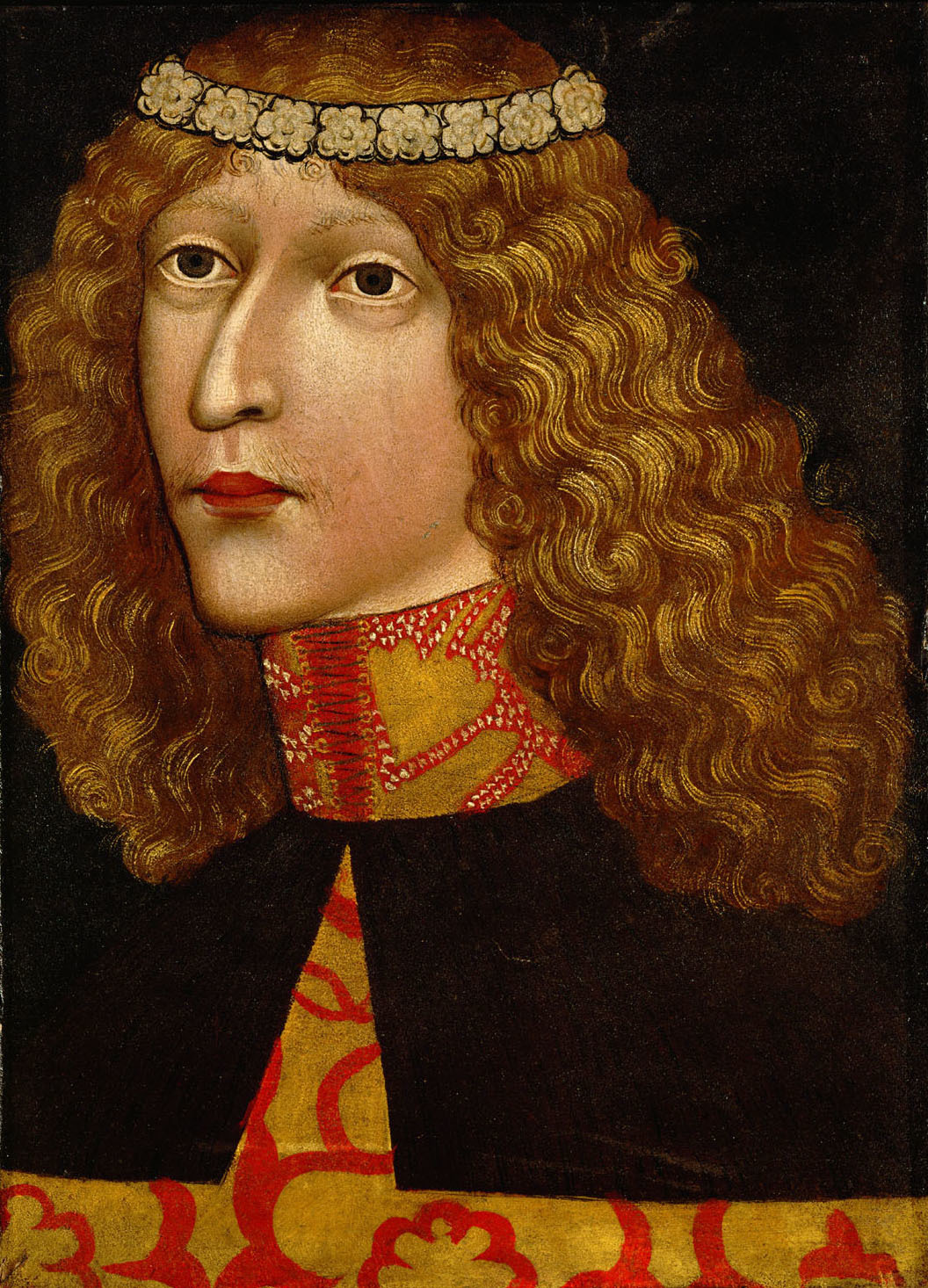
Ladislau V d'Hongria, que va morir amb 13 anys

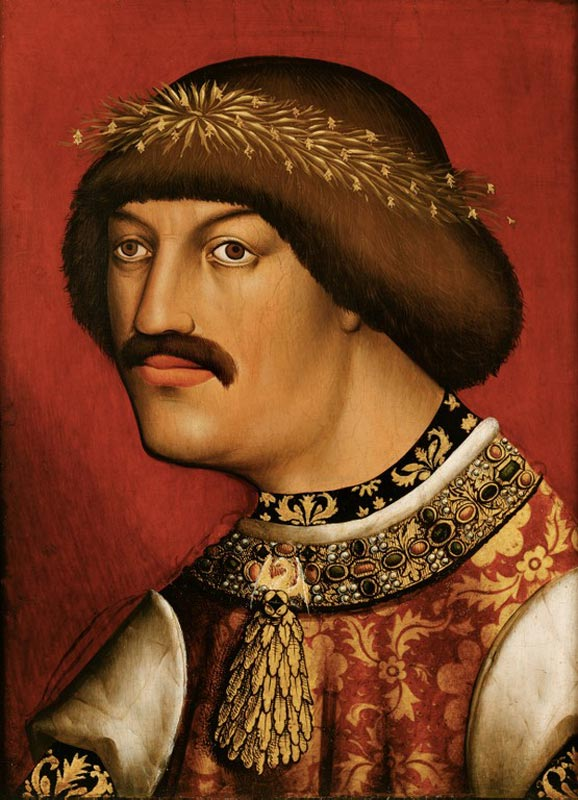
Albert II d'Alemanya, rei d'Hongria

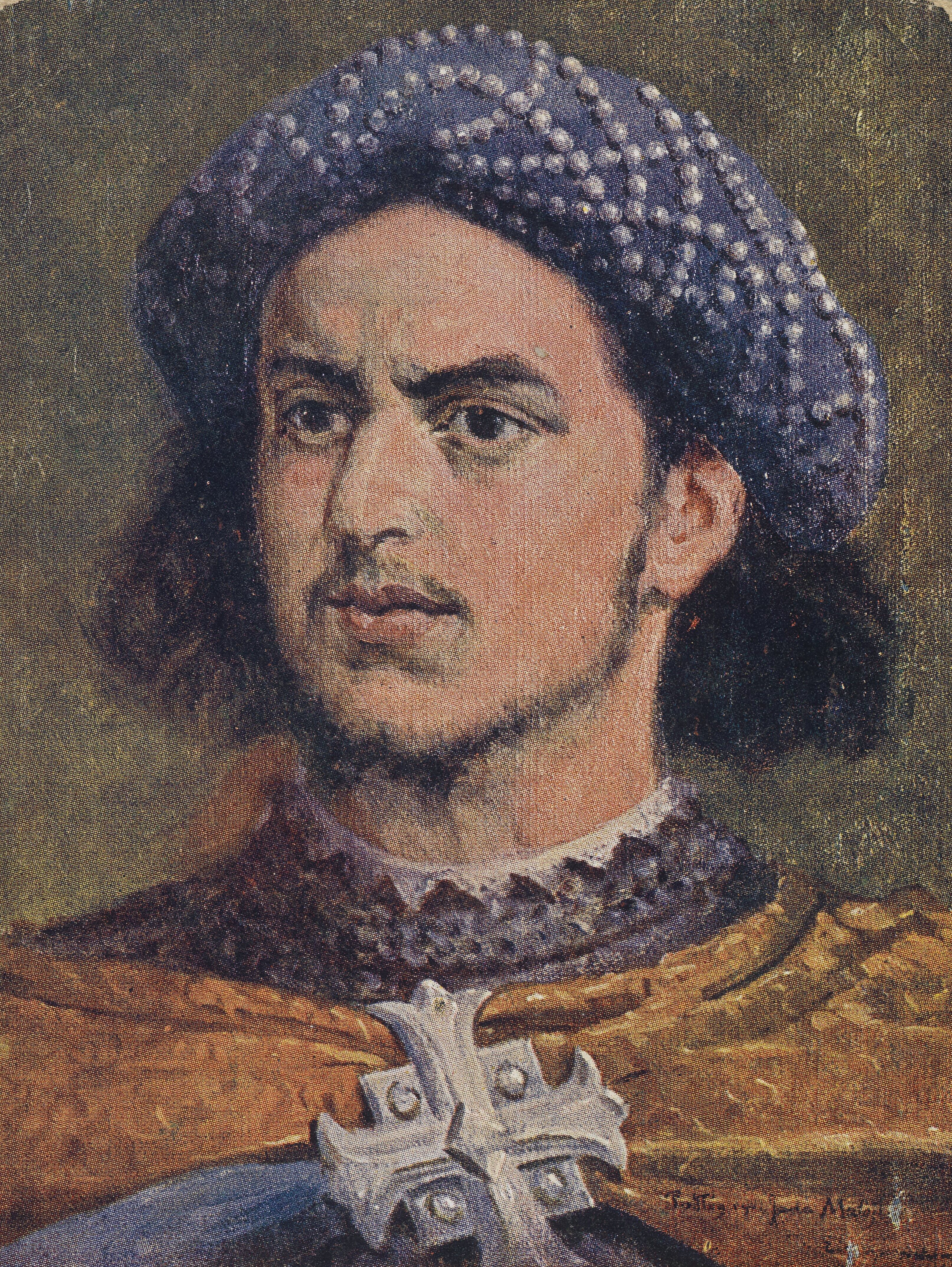
Ladislau de Varna rei d'Hongria i III de Polònia

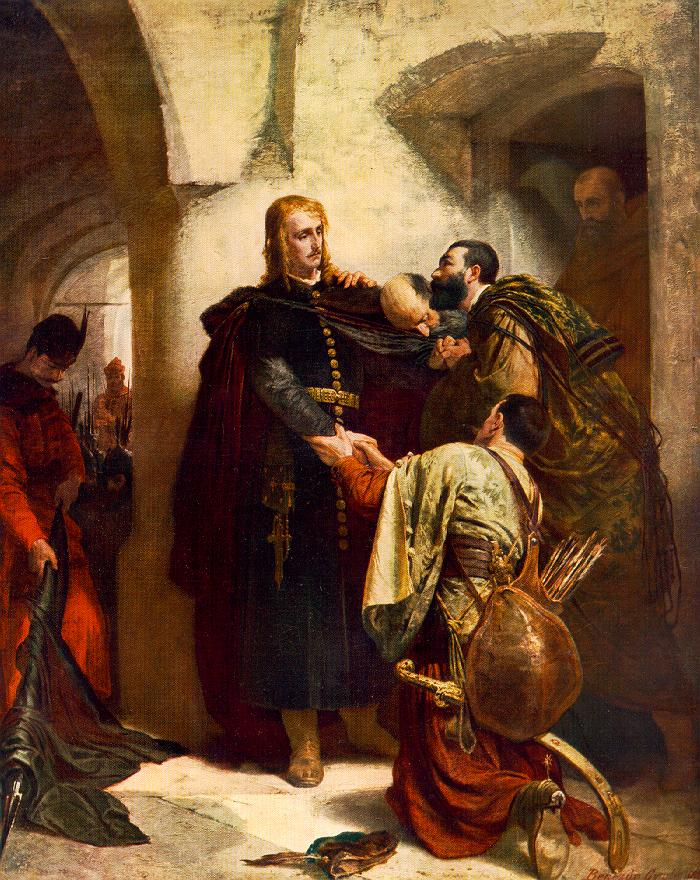
Acomiadament de Ladislau Hunyadi. Obra de Gyula Benczúr

El 1422, el duc austríac Albert II d'Alemanya va casar-se amb Elisabet de Luxemburg, la filla de Segimon I. Com que Segimon I no va tenir fills hereus, Albert va prendre part activa en la realització de la política exterior europea de l'emperador, tot ocupant el lloc d'hereu no oficial del tron d'Hongria.
El 1437, Albert II fou escollit rei hongarès a Bratislava en morir Segimon i el 1439 feu una incursió militar a Transsilvània contra els turcs, després d'haver nomenat regent d'aquell territori János Hunyadi. El mateix any va lluitar també contra els turcs a Sèrbia, i finalment va morir a causa d'una malaltia epidèmica prop d'Esztergom.
La seva vídua Elisabet va donar a llum Ladislau V el 1440, i amb tan sols quatre mesos fou coronat per l'arquebisbe d'Esztergom, que va traslladar-se ràpidament a Székesfehérvár amb la corona de sant Esteve, després que una de les dames de la cort de la reina Elisabet la robés del castell de Visegrád. Tota aquesta situació plena d'accions clandestines havia estat motivada per l'amenaça dels nobles hongaresos amb inclinacions poloneses, que donaven suport al rei Ladislau III de Polònia, conegut també com a Ladislau de Varna. La coronació del nounat no fou reconeguda pels nobles hongaresos i el juliol d'aquell any fou coronat el monarca polonès com rei d'Hongria. L'estiu esclatà una guerra civil entre tots dos bàndols, una guerra que durà dos anys, fins que a mitjan 1442 se signà la pau a Győr, després que llurs comandants, Nicolau Újlaki i János Hunyadi, haguessin aconseguit diversos èxits en l'empresa.
Els propers dos anys, 1443 i 1444, Ladislau I dirigí la seva atenció cap a la lluita contra els turcs, fent servir com a braç executor János Hunyadi. Si bé no va haver-hi grans victòries en aquestes campanyes, l'agost de 1444 se signà la pau amb el soldà Murat II a la ciutat de Nagyvárad. Tanmateix, aquest tractat no va ser respectat per Ladislau de Varna, i les seves tropes van patir una important derrota després d'atacar els turcs a Varna; és aquí, en la batalla de Varna, que morí Ladislau de Varna.
Després de la mort de Ladislau III de Polònia (Ladislau de Varna), la noblesa d'Hongria i de Moràvia va fer ús de la seva influència per a alliberar el jove Ladislau V de la cort del seu tutor, l'emperador Frederic III, i nomenà el 1446 János Hunyadi regent d'Hongria, fins que l'encara petit Ladislau V arribés a l'edat acceptable per governar. János Hunyadi va lluitar incansablement contra els otomans fins que el 1452 renuncià al seu càrrec de regent d'Hongria a Viena i Ladislau V fou coronat rei txec a Praga un temps després. János Hunyadi va mantenir el seu càrrec de capità general de l'exèrcit hongarès i el 1456 va obtenir una enorme victòria a Belgrad contra les hosts del soldà turc Mehmet II, després de la fi del setge de Belgrad. Les tropes hongareses van estar assistides en gran part per contingents de pagesos al comandament del frare italià Joan de Capistrano, que va predicar a Hongria per dur a terme una guerra santa contra els turcs invasors. Ni Capistrano ni Hunyadi van sobreviure gaire temps després de la gran victòria, la notícia de la qual va estendre's per tot Europa. Tots dos varen caure víctimes de la pesta i van morir al campament militar el 1456.
Després de morir János Hunyadi, el càrrec de capità general del país va recaure en Ulric II de Celje el 1456, oncle de Ladislau V el Pòstum. Ulric de Celje va avançar més endavant amb les seves tropes cap a Nándorfehérvár, i després d'una discussió verbal amb Ladislau Hunyadi, fill de János Hunyadi (que s'havia convertit en el nou cap de família), Ulric fou assassinat pels seguidors d'Hunyadi. Davant d'aquest fet, el jove rei Ladislau V va accedir a concedir-li el perdó i no prendre represàlies contra els Hunyadi. Ladislau V, però, va desempallegar-se de la influència de Ladislau Hunyadi i, ja a Buda, feu arrestar els dos germans, Ladislau Hunyadi i Maties Hunyadi, i fou condemnat el primer per un tribunal reial a morir decapitat.
És aleshores que esclatà una guerra civil al país entre Ladislau V i els partidaris dels Hunyadi. Per això, el rei hongarès va marxar i va endur-se el jove Maties Hunyadi, primer a Viena i després a Praga. Quan es trobava a la cort reial de Bohèmia preparant el seu matrimoni amb Magdalena, la filla del rei Carles VII de França, va declarar-se una terrible pesta a la capital txeca, i aquesta malaltia va posar fi a la vida del rei el 1457.

### El Renaixement a Hongria (1458-1526)

#### Maties Corví

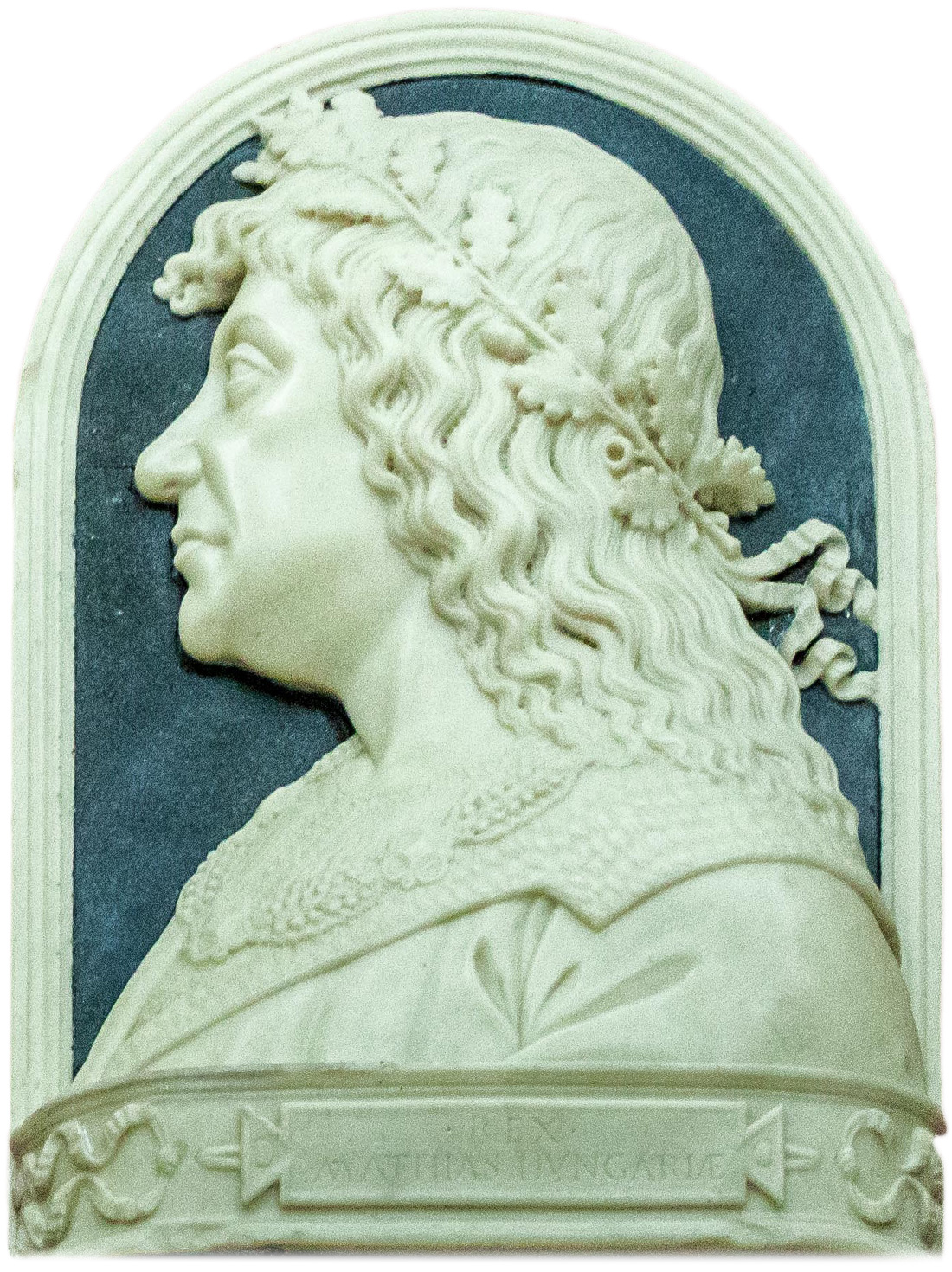
Maties Corví, rei d'Hongria

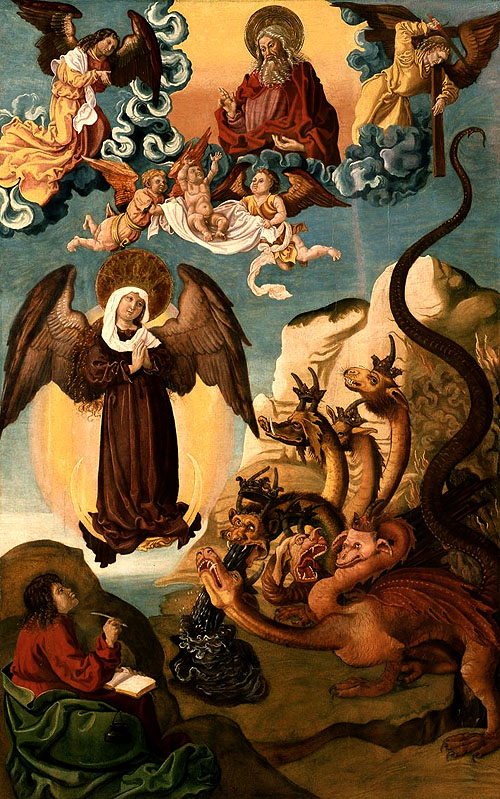
Napbaöltözött Asszony (La dona vestida de sol) i Maties Corví. Obra renaixentista d'autor desconegut exhibida a la Galeria Nacional Hongaresa

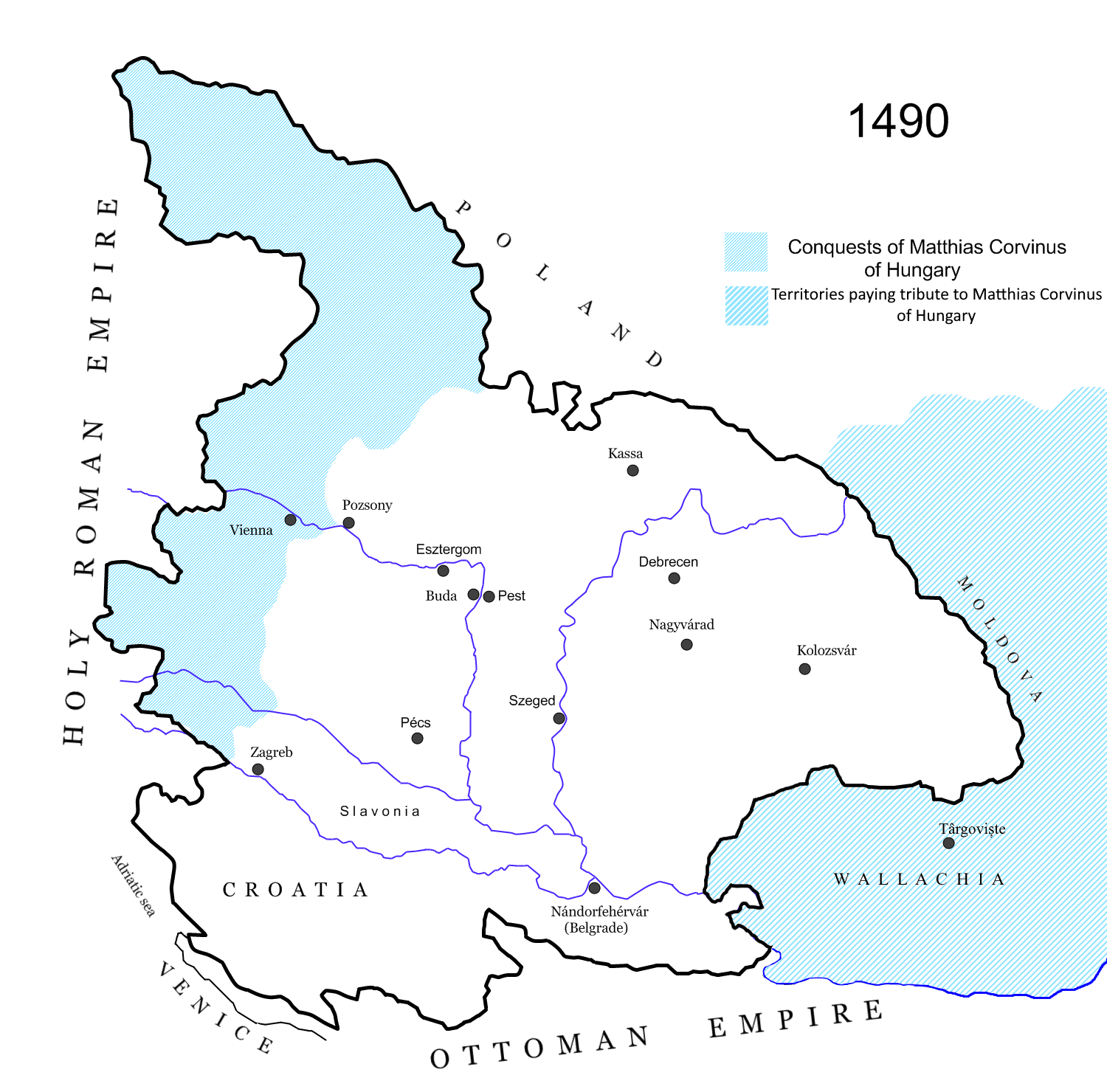
L'imperi de Maties pels volts del 1490

Bandera de l'Exèrcit Negrede Hongarès format per mercenaris al servei del rei Maties

Després de la mort de Ladislau V, Maties Corví va prendre com a presoner el regent bohemi Jordi de Poděbrady, el qual va ser alliberat després de comprometre'l amb la seva filla Caterina. El 1458, va ser coronat després d'haver estat escollit per influència del seu oncle Miquel Szilágyi, un noble de Transsilvània, que va actuar de regent fins que el jove Maties fos major d'edat. Així doncs, el regne va trobar-se durant un parell d'anys en mans del seu oncle Miquel Szilágyi i de la seva mare Isabel Szilágyi, la vídua de Joan Hunyadi.
Quan va prendre el control d'Hongria, s'esforçà per mantenir la pau i apaivagar els nobles hongaresos que donaven suport a l'emperador Frederic III. Signada la pau amb el Sacre Imperi el 1463, va conduir el seu exèrcit contra els turcs i reconquerí els territoris de Bòsnia. El 1464, fou coronat després d'haver recuperat la corona de sant Esteve, que es trobava sota domini de l'emperador.
Durant el seu regnat i sobretot durant la dècada de 1460, construí un sumptuós palau renaixentista a Buda, tot reemplaçant l'anterior castell de Buda, i reformà el castell de Visegrád, també amb un estil renaixentista. Fundà la Biblioteca Corviniana amb més de 2.500 llibres, creà la primera impremta hongaresa el 1472 i establí una etiqueta a l'estil napolità, mesclant els costums hongaresos amb els italians nobles de l'època. També van arribar astròlegs, científics i tota mena d'intel·lectuals i artistes renaixentistes, que no van trigar a poblar la cort. Després d'haver estat coronat definitivament, Maties Corví començà a reformar la cancelleria hongaresa, així com l'administració del tresor nacional, i creà nous jurats per tot el regne. El 1465, a demanda del rei hongarès, el papa Pau II fundà la Universitas Istropolitana a la ciutat de Pressburg (avui dia Bratislava), la qual va esdevenir un dels centres culturals més importants de l'època a l'Europa central.
El 1467, realitzà reformes en el sistema d'imposts per corregir les febleses dels béns reials, reformes mitjançant les quals es varen aconseguir grans quantitats de diners. Tots aquests béns va destinar-los a la creació d'un exèrcit mercenari, conegut com l'Exèrcit Negre Hongarès, amb el qual tenia previst conquerir països veïns i crear un nou imperi a l'Europa central. Per començar aquesta tasca, mobilitzà l'exèrcit contra el seu sogre Jordi de Poděbrady, que aleshores havia estat coronat rei de Bohèmia i governava sota la confessió cristiana reformada hussita. El papa Pau II convocà les forces militars catòliques de Maties per a una guerra santa contra el rei bohemi. Si bé no aconseguí ocupar el Regne de Bohèmia quan va atacar-lo per primer cop el 1468, la decepció augmentà, i és que el 1471 fou nomenat rei txec Vladislau II, i es tancà la seva oportunitat de conquerir Bohèmia. Llavors començà una guerra de Maties Corví contra el nou rei de Polònia i Bohèmia, guerra que durà fins al 1478 i tingué com un dels camps de batalla la regió de Silèsia el 1474. La pau va signar-se finalment el 1479 mentre a l'altre extrem del regne els comandants de Maties Pau Kinizsi i Esteve Báthori vencien els turcs a Transsilvània el mateix any.
D'altra banda, conduí una llarga campanya contra els turcs otomans, durant la qual el 1475-1476 obtingué diverses victòries i el 1479 s'hi enfrontà a la regió de Kenyérmező, batalla en què Maties va vèncer. Maties Corví va dirigir les seves tropes tres vegades (el 1477, el 1482 i el 1485) contra l'emperador Frederic III d'Habsburg, ja que l'emperador mantenia pretensions sobre el tron hongarès. A la tercera oportunitat, Maties va derrotar l'emperador i ocupà Viena, on va establir la seva nova seu reial. D'aquesta manera, va continuar consolidant el seu domini a les regions de la baixa Àustria el 1487.
Quan Maties va morir el 1490 a Viena per causes naturals, el seu imperi abastava el Regne d'Hongria (que alhora incloïa Croàcia), Bohèmia i una part d'Àustria.

#### Victòria dels turcs

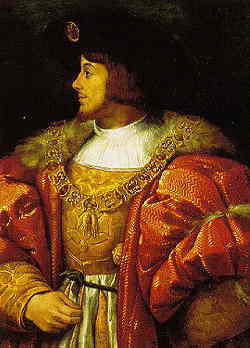
Lluís II d'Hongria

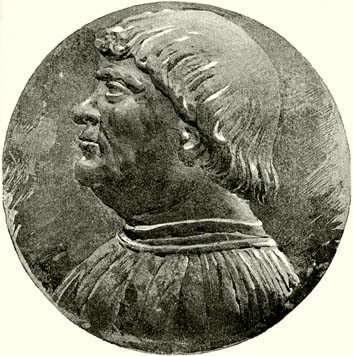
Tamàs Bakócz, canceller d'Hongria i arquebisbe d'Estrigònia

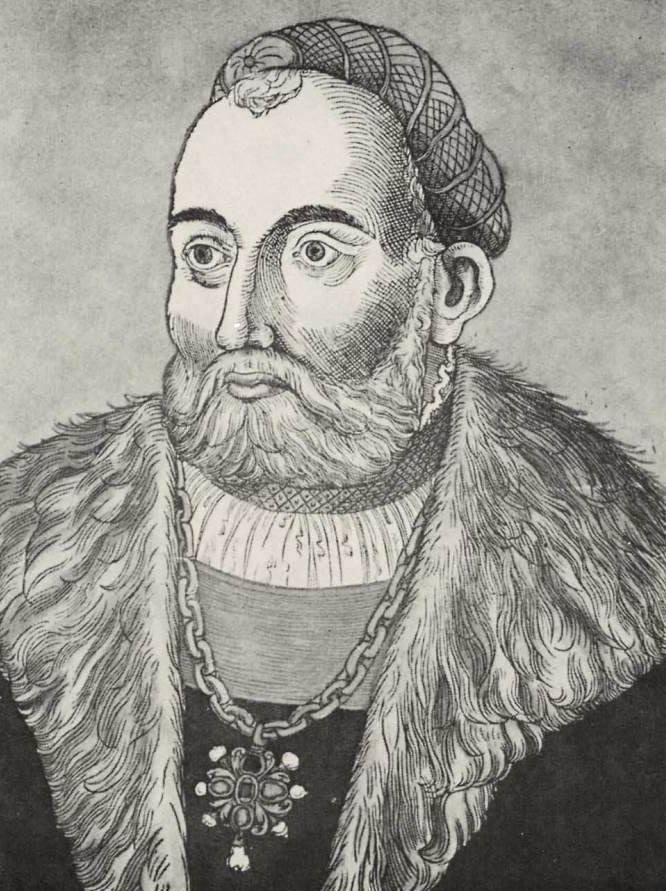
Rei Joan I d'Hongria

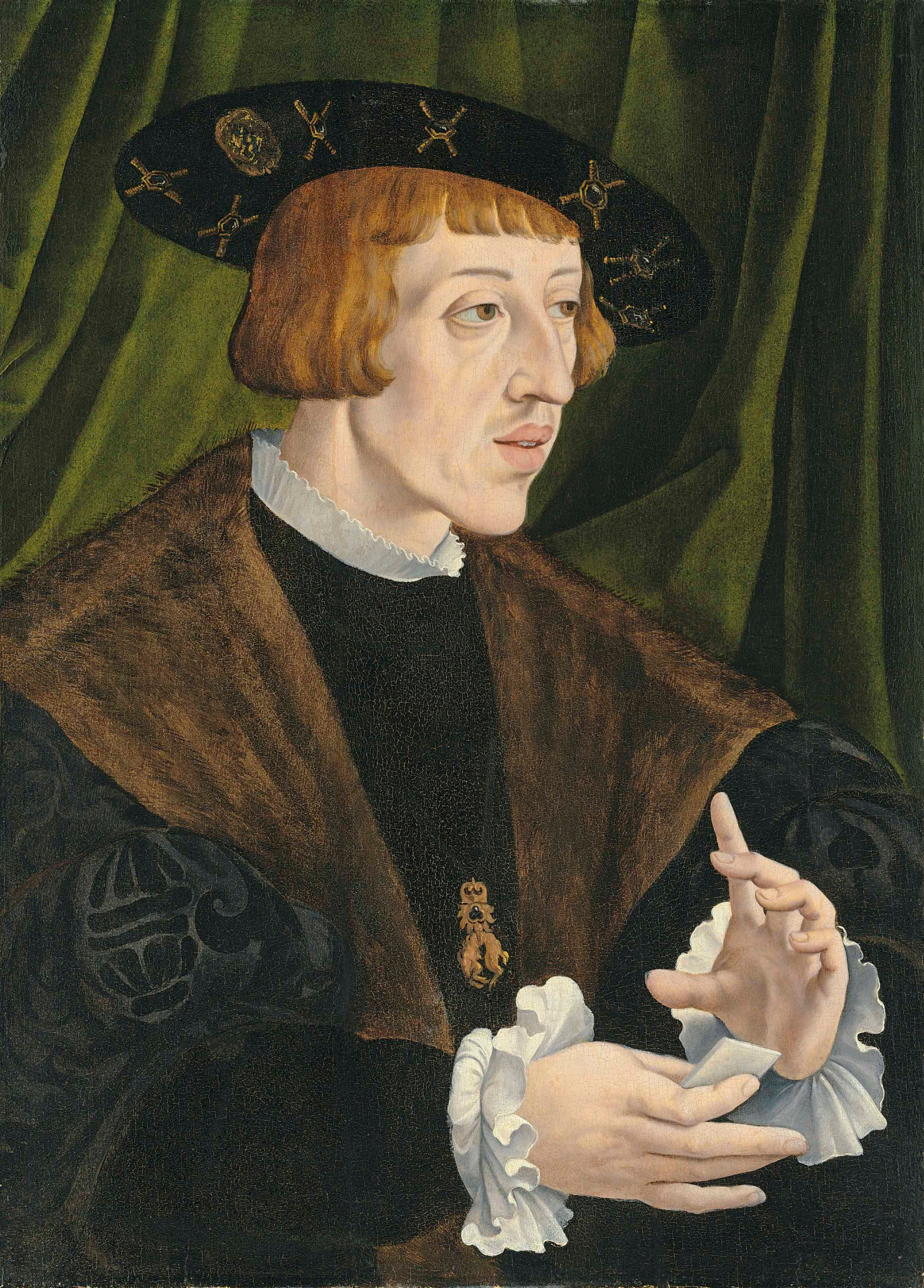
Ferran I d'Habsburg

Després de la mort de Maties Corví, el tron hongarès va quedar vacant, ja que no havia deixat cap descendent legítim (el fill del rei era Joan Corví, que havia nascut fora de matrimoni i, si bé havia estat reconegut pel seu pare i honrat amb títols i propietats, per la seva condició d'il·legítim, la noblesa hongaresa no va reconèixer-lo), per això el control va passar a mans del rei de Bohèmia, Vladislau (net del rei Albert II d'Alemanya per via materna), que fou coronat el 1490 com a Vladislau II de Bohèmia i Hongria. D'altra banda, el rei era nebot per via paterna del ja mort Ladislau I d'Hongria, que havia regnat entre el 1444 i el 1457. L'esfera d'influència txeca va augmentar immediatament, i molts nobles hongaresos van donar suport al nou rei, considerant efectivament que no hi havia cap altre més capacitat per a ocupar el tron d'Hongria, car es requeria algú que pogués lluitar contra els turcs, i que ajudés el regne amb els exèrcits bohemis. Vladislau II va traslladar-se a Buda, la capital del Regne d'Hongria, des d'on va governar les dues nacions fins que va morir el 1516. Durant aquest període, les decisions importants les va prendre el canceller hongarès Tamás Bakócz i Jordi Szatmári, que més endavant van tenir tots dos càrrecs eclesiàstics. Després de morir, va pujar al tron el seu fill, nascut a Hongria, amb domini de la llengua hongaresa i integrat en els costums del país. Per consegüent, Lluís II d'Hongria va esdevenir el 1516 monarca d'hongaresos i bohemis.
Lluís II va regnar només deu anys. Així com els seus predecessors hongaresos, Lluís I, Segimon i Maties Corví, Lluís II també va haver de lluitar contra els invasors otomans. S'enfrontà a la més gran amenaça de l'època, ja que el soldà Solimà I el Magnífic havia llançat el seu exèrcit cap a Europa i el 1521 havia conquerit Belgrad, tot i l'heroica defensa d'hongaresos i serbis. El comandant hongarès de la ciutat, el comte Valentí Török, amb prou feines va aconseguir escapar-ne, tot fent caure així l'última ciutat fronterera dels hongaresos i deixant el camí lliure per als turcs cap a Buda, la seu reial. El món cristià catòlic romà es veia severament amenaçat, no sols per la imminent invasió turca, sinó per l'aixecament per tot Europa del protestantisme, seguidors de Martí Luter, contra l'Església catòlica romana. El 1523 la Gran Assemblea de Buda decretà que tots aquells hongaresos que s'enfrontessin directament a l'Església i no paguessin el delme serien condemnats a perdre llurs béns per tal de mantenir l'ordre al regne.
Si bé els organismes reials aconseguien contenir lentament el caos, les forces de Solimà avançaven amb més força en direcció a l'oest del regne. El 1526, el sultà va donar un cop decisiu a les tropes hongareses de Lluís II. La Batalla de Mohács va finalitzar amb la derrota dels hongaresos. Els reforços txecs, croats i transsilvans no van arribar-hi a temps, i va causar que els hongaresos fossin delmats pels turcs i que Lluís II d'Hongria perdés la vida en l'empresa. Tots els comandants principals hongaresos també varen perdre la vida en la batalla: l'arquebisbe d'Esztergom, Ladislau Szalkai, l'arquebisbe de Kalocsa Pau Tomori i el comte Jordi de Zápolya. Amb aquesta derrota, va començar a Hongria un període de més d'un segle i mig de batalles entre hongaresos i turcs, així com la posterior divisió del regne en tres parts.
Al començament, la corona d'Hongria fou disputada per dos personatges molt influents de l'època. Un n'era el comte hongarès Joan I de Zápolya, influent voivoda de la regió de Transsilvània; l'altre era Ferran I d'Habsburg, germà del mateix emperador Carles V, que reclamava els seus drets sobre Hongria per haver-se casat amb Anna d'Hongria, germana del ja mort Lluís II. Tots dos varen fer-se coronar el 1526, per això va començar una guerra interna (1526-1538) entre els dos pretendents, en què Zápolya va rebre el suport turc per assegurar el tron a canvi d'un tribut de vassallatge als otomans. Finalment, ja que Joan de Zápolya, com a Joan I d'Hongria, no tenia cap fill hereter, els contendents pactaren que primer regnaria Zápolya fins que morís i després Ferran I. Tanmateix, el 1540 va néixer un fill de Joan I, que fou anomenat Joan Segimon de Zápolya. L'acord va quedar trencat, Joan I coronà immediatament el seu fill com a Joan II, coronació que causà la ira de Ferran I. Joan I de Zápolya va morir aquell mateix any, segellant així el destí de la corona hongaresa, que inqüestionablement va passar a mans de Ferran I.

### L'ocupació turca i el sorgiment del Principat de Transsilvània (1541-1571)

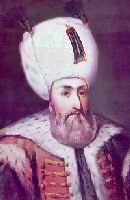
Solimà I el Magnífic

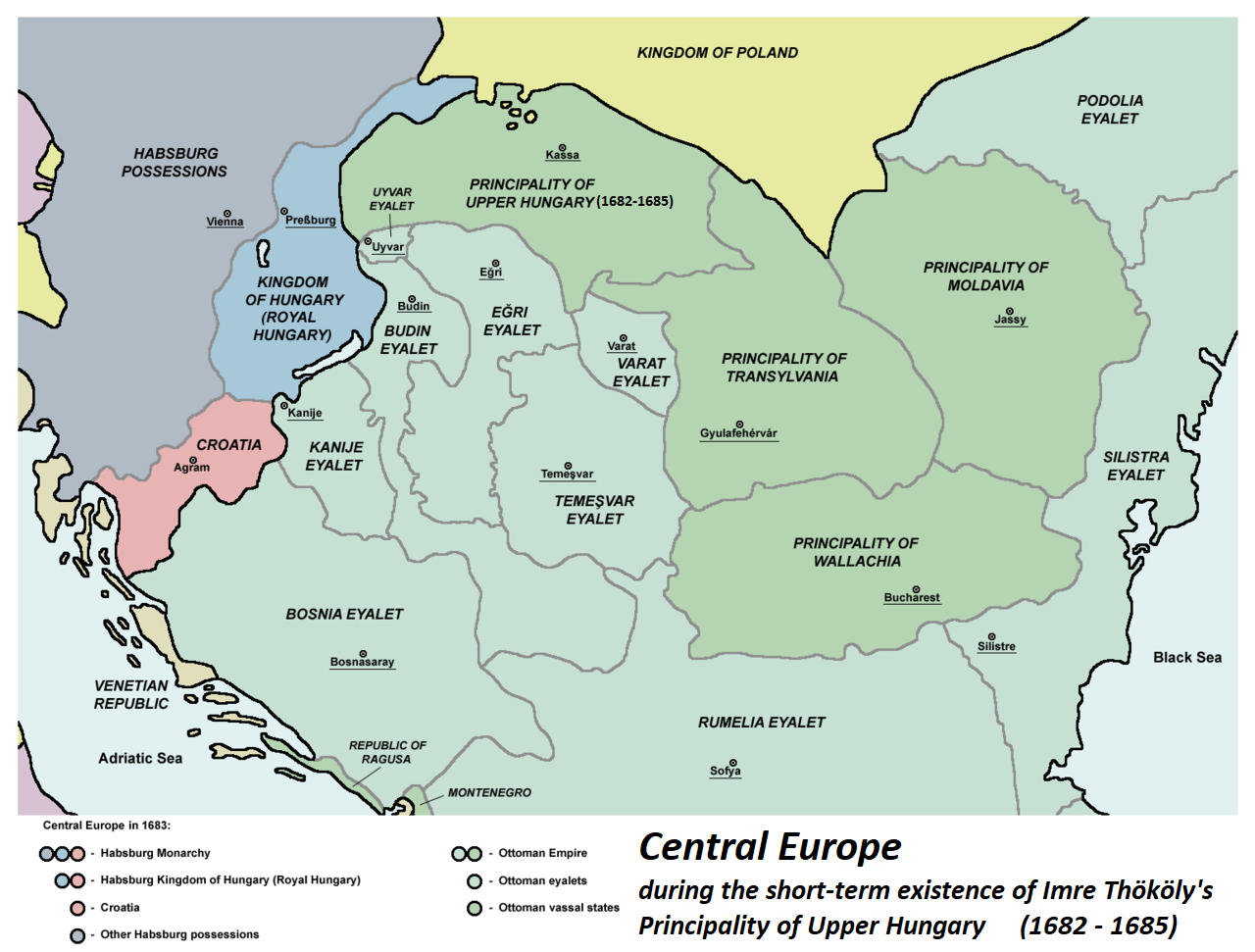
El Regne d'Hongria dividit: Royal Hungary (Hongria reial: sota el control dels Habsburg), Ottoman Hungary (Hongria otomana) i Principality of Transilvania (El Principat de Transsilvània)

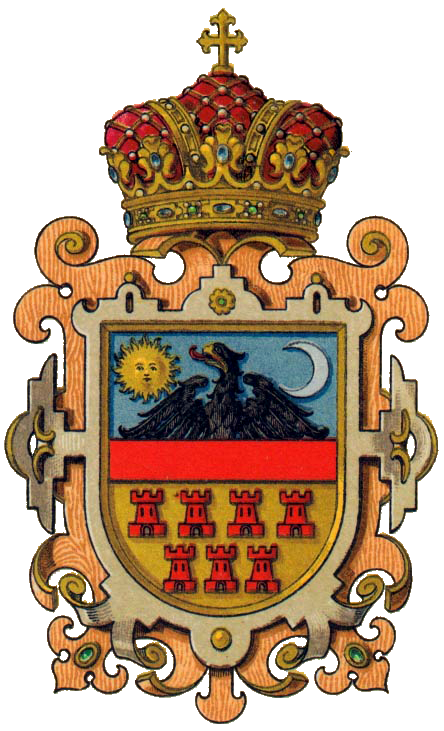
Escut d'armes del Principat de Transsilvània

El 1541, el soldà Solimà va adonar-se de l'acord de Szapolyai i Ferran I; ofès, decidí que els hongaresos no eren dignes de confiança i tot seguit va avançar cap a la ciutat de Buda, seu reial, per ocupar-la. El sultà ordenà que es creés una organització politicoadministrativa a la regió central d'Hongria anomenada Wilaya de Buda, designant un paixà per governar-la. Transsilvània estava aleshores governada per la vídua de Joan de Zápolya, la reina Isabel Jagelló, que actuà de regenta mentre el nounat Joan Segimon de Zápolya feia la majoria d'edat per governar. La regió de Transsilvània es trobava cada vegada més allunyada de l'esfera d'influència dels Habsburg, i Ferran I de mica en mica deixava de mantenir les seves pretensions sobre l'est del país.
D'altra banda, les regions occidental i nord del Regne hongarès passaren a Ferran I, el germà de l'emperador germànic, que governà com a rei de l'Hongria lliure de l'islam. No obstant això, el soldà va decidir conquerir aquests territoris i va emprendre una campanya per sotmetre'ls a la Wilaya de Buda.
El 1552, al sud del Regne d'Hongria, a la frontera amb Transsilvània, l'exèrcit del paixà Ahmed va prendre la ciutat de Temesvár (l'actual Timișoara a Romania), i poc després els exèrcits unificats dels paixàs Alí i Ahmed avançaren cap al nord-oest de Transsilvània a la ciutat de Várad, la qual va ser conquerida després d'un llarg setge. Aquell mateix any, les tropes del paixà Alí ocuparen la fortalesa de Drégely, al nord d'Hongria, assegurant-se així el control sobre la regió central del regne. El 1552, també les forces turques van assetjar la ciutat d'Eger al nord, gràcies a la seva posició i a la logística emprada pels seus defensors; els otomans van ser derrotats i van ser forçats a retirar-se'n. Durant els anys següents, va haver-hi tot de batalles menors entre hongaresos i turcs. En morir Ferran I el 1564, el seu fill Maximilià II va succeir-lo en el tron i en el control sobre els territoris hongaresos no islàmics.
Després de morir Ferran I, el capità de la ciutadella hongaresa de Szigetvár, el comte Miklós Zrínyi, va negar-se a pagar el tribut al soldà otomà, i això provocà la ira de Solimà, i com a càstig envià més de mil soldats otomans per assetjar-la. El 1566 el sultà mobilitzà els seus exèrcits cap al sud-oest de Mohács, on va tenir lloc la Batalla de Szigetvár, fortalesa hongaresa que estava defensada per Zrínyi i per 2.500 guerrers. El setge durà més d'un mes. De sobte, va morir Solimà I el Magnífic a causa d'una malaltia al seu campament. Això no modificà gens el curs del setge, però, i els turcs continuaren avançant per les muralles de la ciutat, fins que el capità Zrínyi fou capturat i decapitat juntament amb els seus últims soldats.
La mort de Solimà va crear un cert caos a l'Imperi Otomà i de seguida Selim II va succeir el seu pare. El 1568, se signà la pau d'Adrianòpolis entre l'emperador germànic Maximilià II i el nou soldà Selim II, en què s'estipulava que l'emperador havia de pagar cada any 30.000 peces d'or al soldà com a tribut, i s'havien de suspendre les incursions de totes dues faccions en territoris enemics. D'altra banda, el 1570, l'emperador i Joan Segimon de Zápolya signaren l'acord de Speyer, en què es declarava la independència de Transsilvània, i fou reconeguda com el Principat de Transsilvània, forçant així el comte Joan Segimon de Zápolya a renunciar a les seves aspiracions reials sobre els territoris anteriorment sota control de Ferran I i ara de Maximilià II. L'emperador germànic fou aleshores coronat com a rei absolut dels hongaresos i se segellà així la separació d'Hongria en tres regions politicoadministratives independents.

### La reforma protestant i la Contrareforma a Hongria

#### Reforma protestant

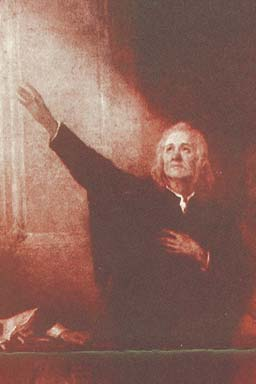
Ferenc Dávid, fundador de l'unitarisme a Transsilvània

El moviment protestant reformador iniciat pel monjo agustí Martí Luter va popularitzar-se molt aviat al Regne d'Hongria, a la Wilaya de Buda i al Principat de Transsilvània. Després de la batalla de Mohács (1526), l'Església catòlica romana va patir un període d'afebliment a Hongria. Nombrosos sacerdots, bisbes i arquebisbes catòlics van morir en aquella batalla, bo i deixant un camp obert per a nous religiosos d'estrats inferiors que simpatitzaven amb la Reforma protestant. Molts nobles hongaresos, així com alemanys i francesos, van veure en la Reforma l'oportunitat de desfer-se del pagament del delme i de la supervisió de l'Església catòlica, així que ells i els seus vassalls foren passant a poc a poc al luteranisme. El 1541, va publicar-se la primera traducció a l'hongarès del Nou Testament, obra del monjo Joan Sylvester i, més endavant, el 1590, el pastor protestant Gáspár Károli publicà la primera Bíblia completa en hongarès.
Les escoles protestants eren cada vegada més populars a ciutats com Bratislava, Sopron, Szárlőrinc o Sárvár, així com als assentaments saxons al Principat de Transsilvània. De la mateixa manera, el nou moviment religiós de Jean Cauvin, conegut com a calvinisme, va seguir les passes del luteranisme i la regió nord-est del Regne hongarès va capbussar-se tant en la nova confessió cristiana que la ciutat de Debrecen va ser anomenada la Roma calvinista de l'època.
Els prínceps de Transsilvània no varen trigar gaire a convertir-se al luteranisme o al calvinisme, contraposant-se a la lleialtat catolicoromana dels emperadors germànics. El pastor Ferenc Dávid (1510-1579), que primer professà el luteranisme i després el calvinisme, va fer-se un gran defensor de l'antitrinitarisme, ço és, no acceptava l'existència de la Santíssima Trinitat, introduint així l'unitarisme a Transsilvània i afegint una confessió religiosa més al ja gran mosaic existent aleshores. La diversitat religiosa al principat va arribar a uns nivells tan alts que el voivoda i antirei hongarès Joan Segimon de Zápolya, de confessió protestant, aconsellat pels seus religiosos, convocà la Gran Assemblea de Transsilvània i va sancionar-se l'edicte de Turda el 1568. Aquest document sostenia que totes les confessions religioses cristianes eren acceptades per igual. Fou el primer estat del món a reconèixer la diversitat de culte cristià: catolicisme, luteranisme, calvinisme i unitarisme.
A causa de l'enemistat i constants guerres dels otomans i els Habsburg, com a principals representants del cristianisme a l'Europa central, molts cops els turcs s'aliaren amb els protestants en comptes d'aliar-se amb els catòlics. Al territori hongarès ocupat pels turcs (la Wilaya de Buda), els sacerdots catòlics eren vistos en rares ocasions. Tanmateix, els turcs mai no van voler introduir-se en les disputes religioses entre les dues faccions. Per a ells, el més important era que els cristians paguessin el tribut al soldà.

#### Contrareforma (Reforma catòlica)

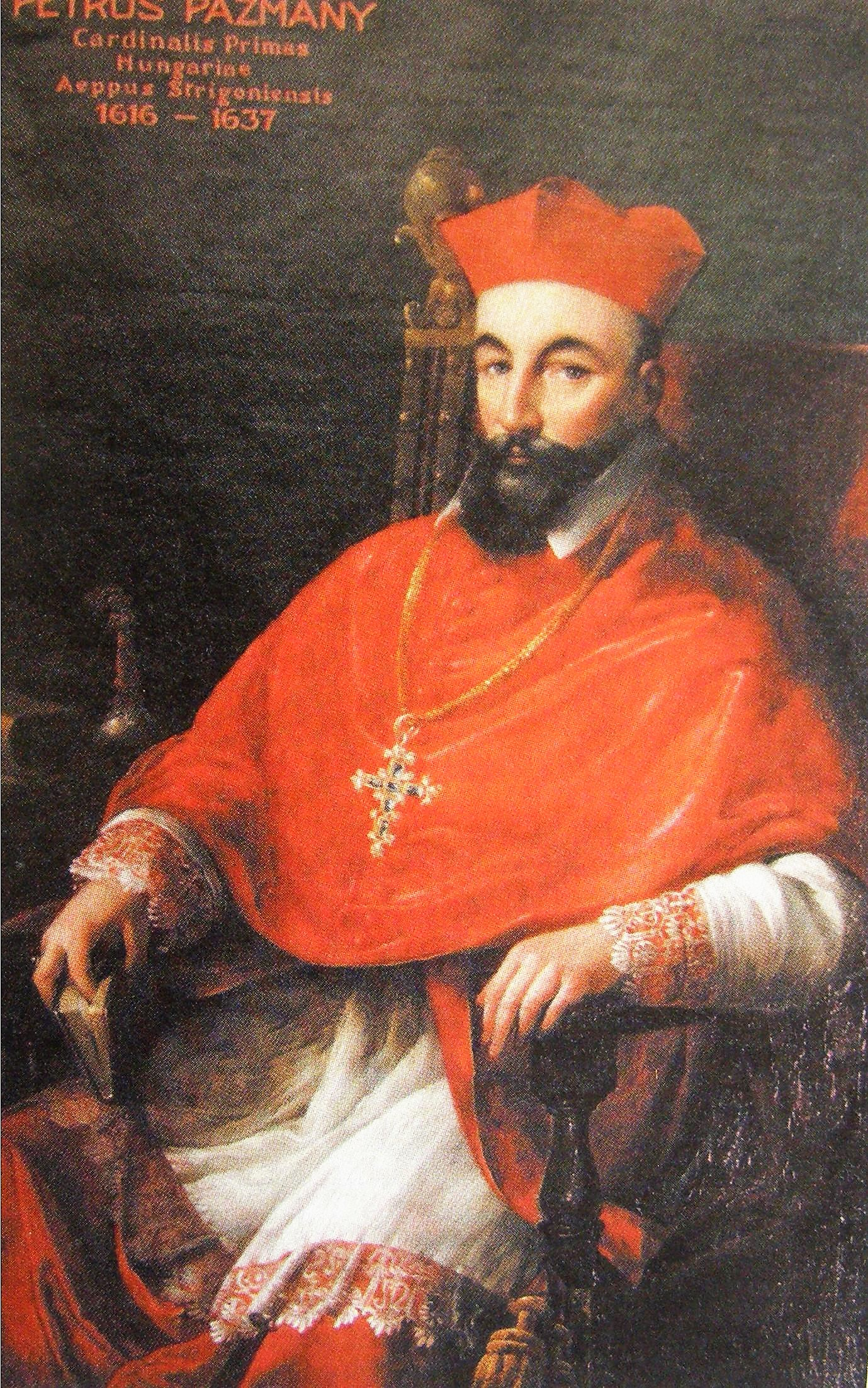
L'arquebisbe jesuïta Pere Pázmány, principal figura de la Contrareforma a Hongria

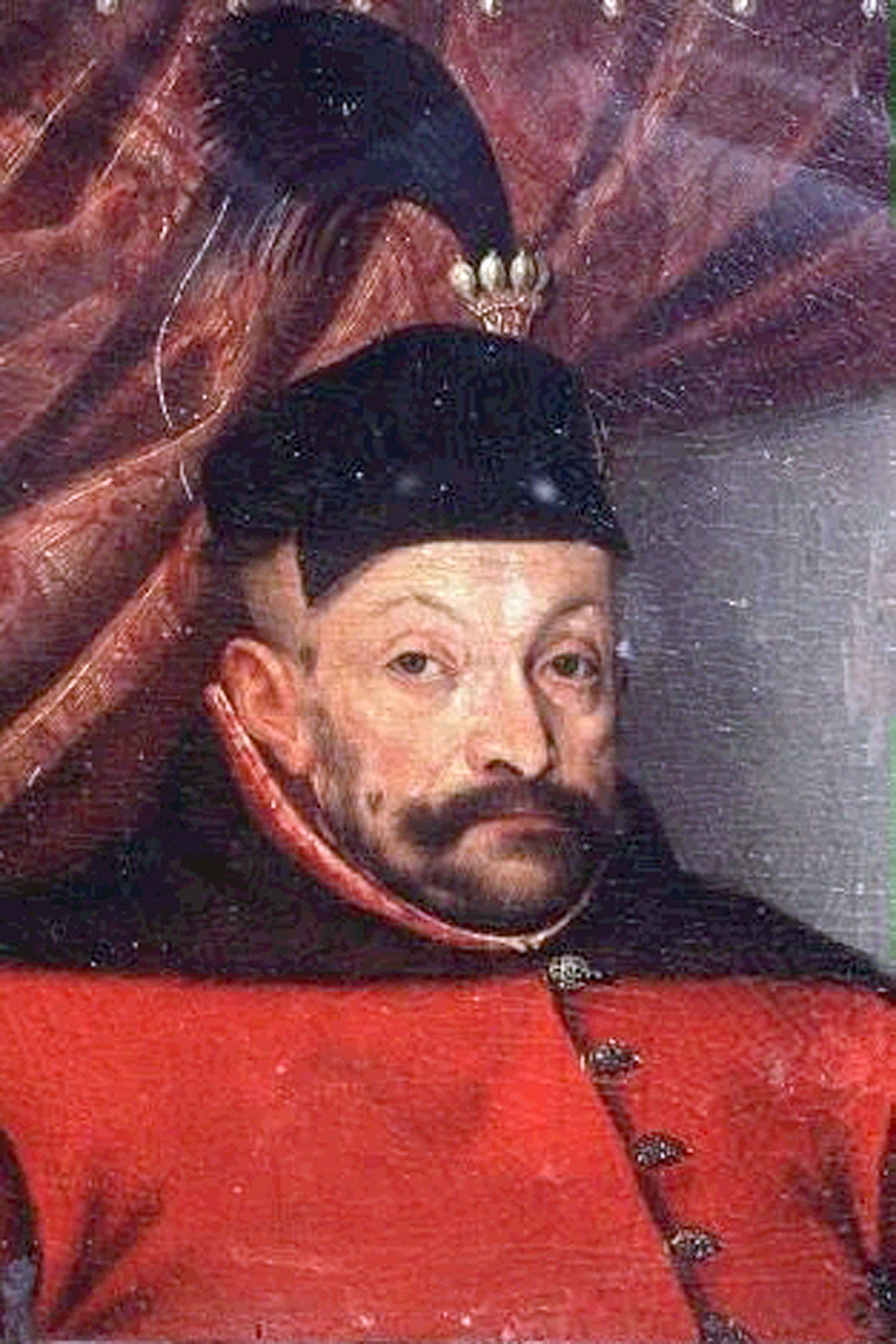
Esteve Bathory, príncep de Transsilvània, rei de Polònia i gran promotor de la Contrareforma hongaresa

A la Wilaya de Buda, la zona ocupada pels otomans, els hongaresos no van ser obligats a convertir-se a l'islam. Això no obstant, aquells que eren cristians havien de pagar imposts més alts que els musulmans. L'Hongria reial, sota influència germànica, va continuar en gran part catòlica, i el nou orde religiós dels jesuïtes va introduir-se als territoris hongaresos tot introduint-hi també la Contrareforma. El 1571, va morir el príncep transsilvà Joan Segimon de Zápolya, i va succeir-lo en el tron el comte Esteve Bathory I, que era catòlic, i de seguida va començar a obrar per assegurar l'èxit de la Contrareforma. Mitja dècada després, Bathory I fou escollit rei de Polònia el 1576 i continuà afavorint en tots dos regnes els moviments jesuïtes catòlics. La Contrareforma va consumar-se a Hongria a partir de la coronació de Rodolf II el 1572 com a rei d'Hongria, que actuà juntament amb Esteve Bathory per afavorir aquesta empresa. Així doncs, a Hongria molts van tornar a la confessió catòlica, que cada vegada prenia més força, sota una nova atmosfera de renovació i canvi intern.
És aleshores que sorgiren tot d'importants figures de la nova onada de renaixement al Regne d'Hongria, com Bálint Balassi, que fou el fundador de la poesia lírica hongaresa moderna. La primera Bíblia catòlica en hongarès fou traduïda i publicada el 1626 pel jesuïta Jordi Káldi. De la mateixa manera, el religiós jesuïta Pere Pázmány, arquebisbe hongarès, esdevingué la principal figura de la Contrareforma, fundant el 1635 la Universitat de Nagyszombat i produint tot de texts religiosos catòlics ja en hongarès.
De seguida, la noblesa hongaresa anti-Habsburg va adonar-se que no era intel·ligent propiciar un trencament amb la dinastia, ja que era qui mantenia l'ordre al regne i la manca del poder germànic en aquell moment històric seria desfavorable. D'altra banda, els nous pastors protestants eren majoritàriament d'origen pobre, i després del sorgiment d'aquests moviments religiosos, ja estaven freqüentant els alts estrats. Els Habsburg protegien els interessos dels nobles i terratinents hongaresos, i s'originà una sèrie de factors que lentament varen contribuir que el catolicisme fos restaurat en gran part al territori hongarès que anteriorment havia abraçat el protestantisme.

### La Guerra dels Quinze Anys (1591-1606)

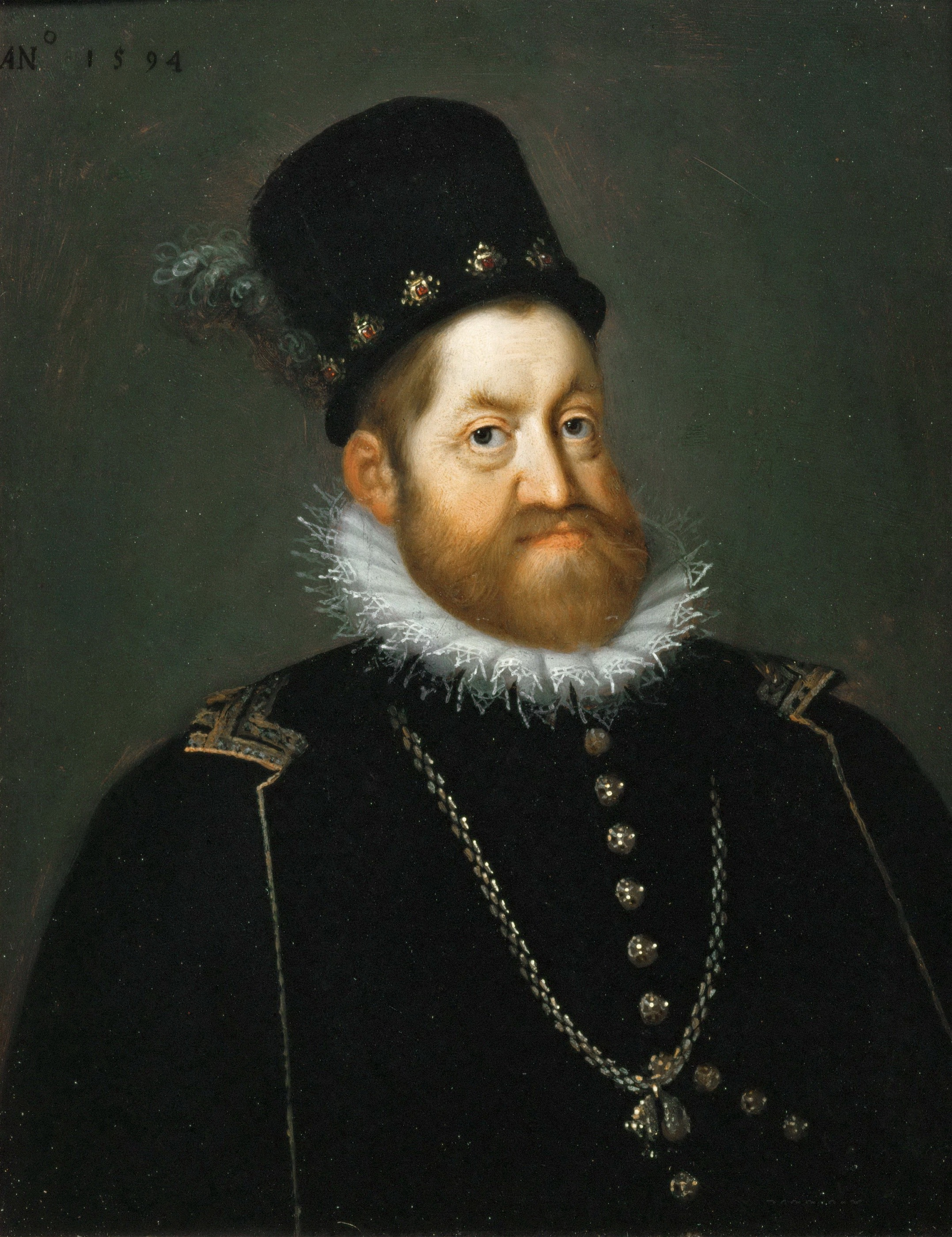
Rodolf II del Sacre Imperi romanogermànic, rei d'Hongria

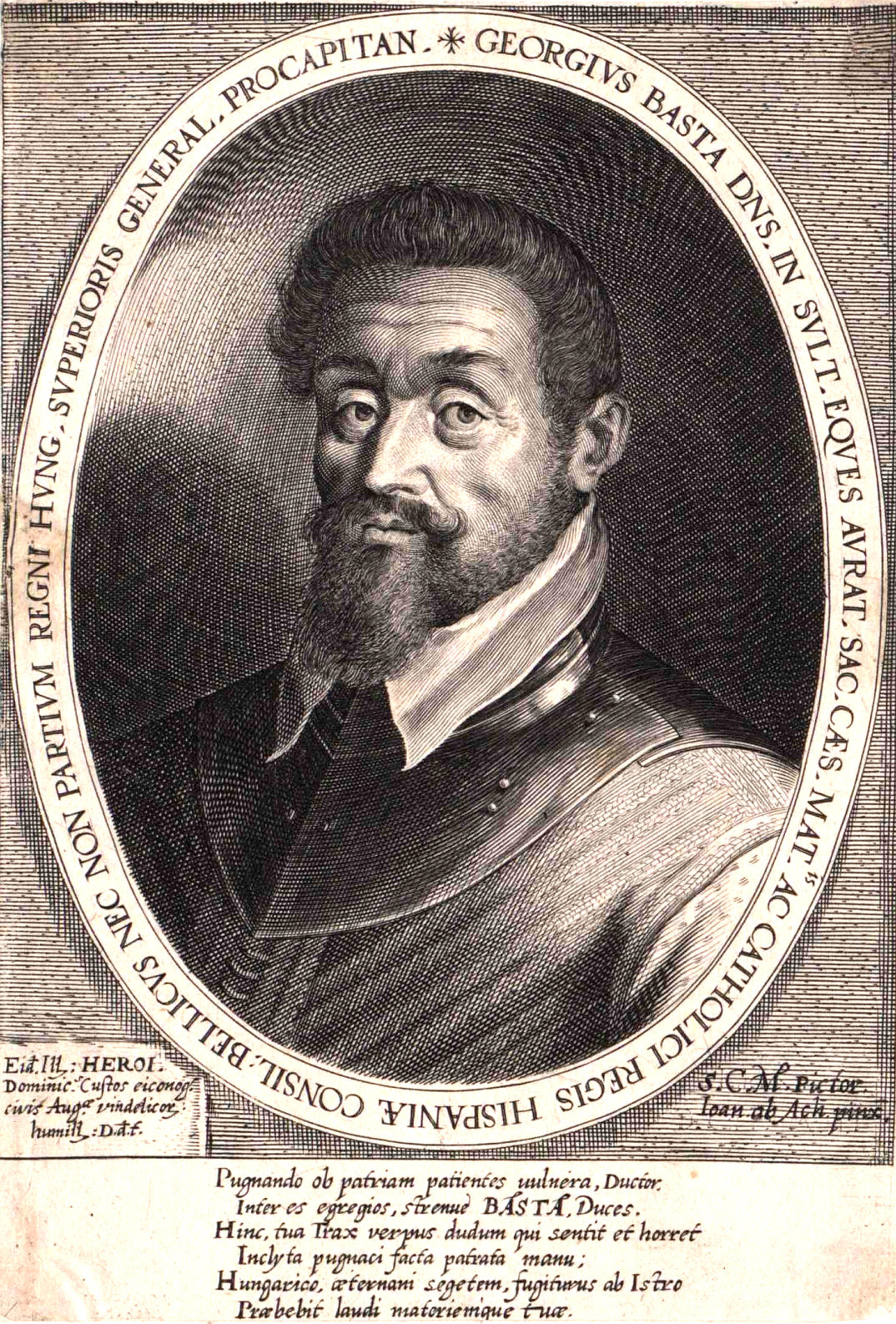
Giorgio Basta, general mercenari del Sacre Imperi romanogermànic

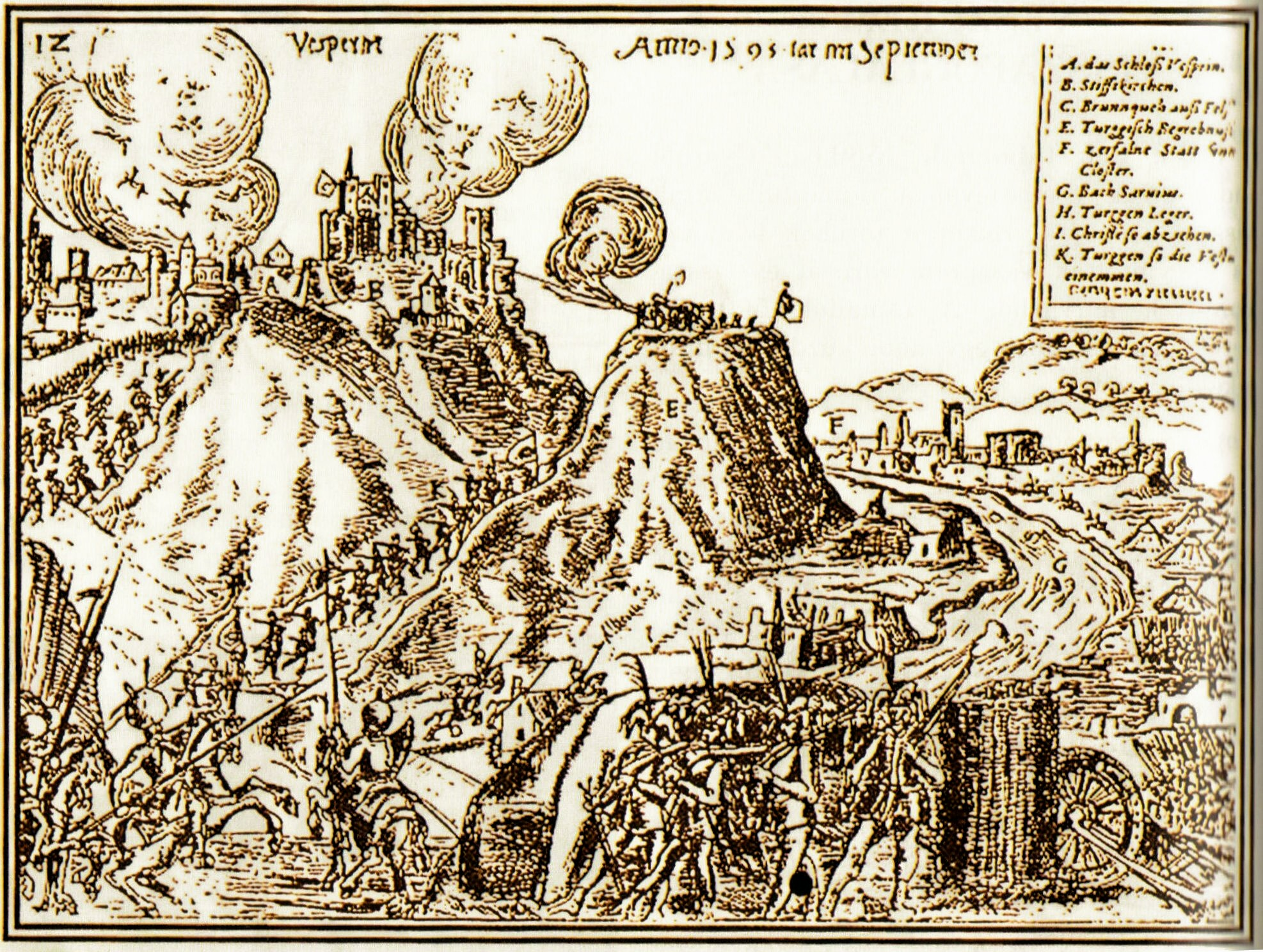
Exèrcits otomans assetjant la ciutat hongaresa de Veszprém el 1593

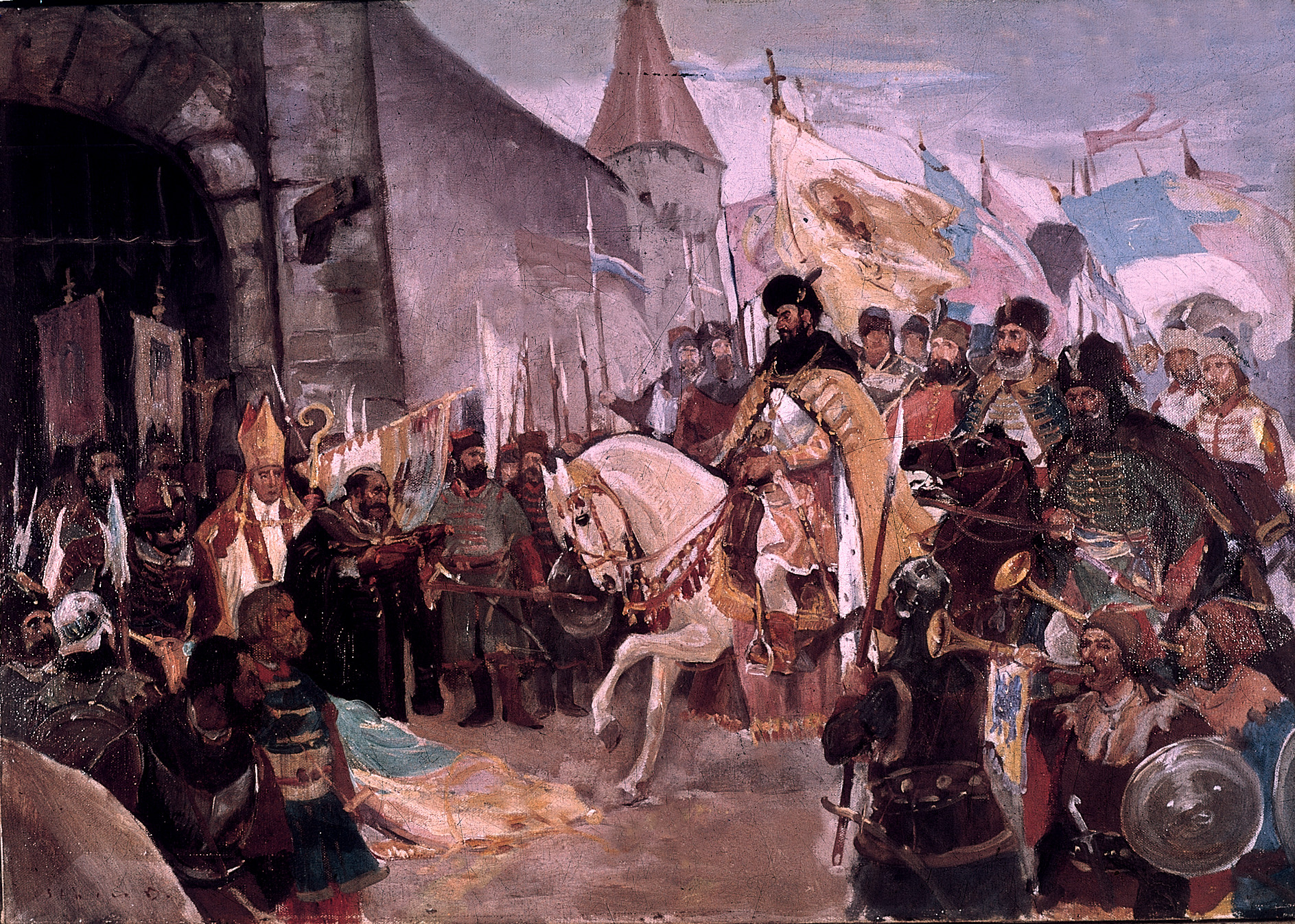
Entrada de Miquel el Valent a Gyulafehérvár, quan exigeix ser nomenat príncep de Transsilvània

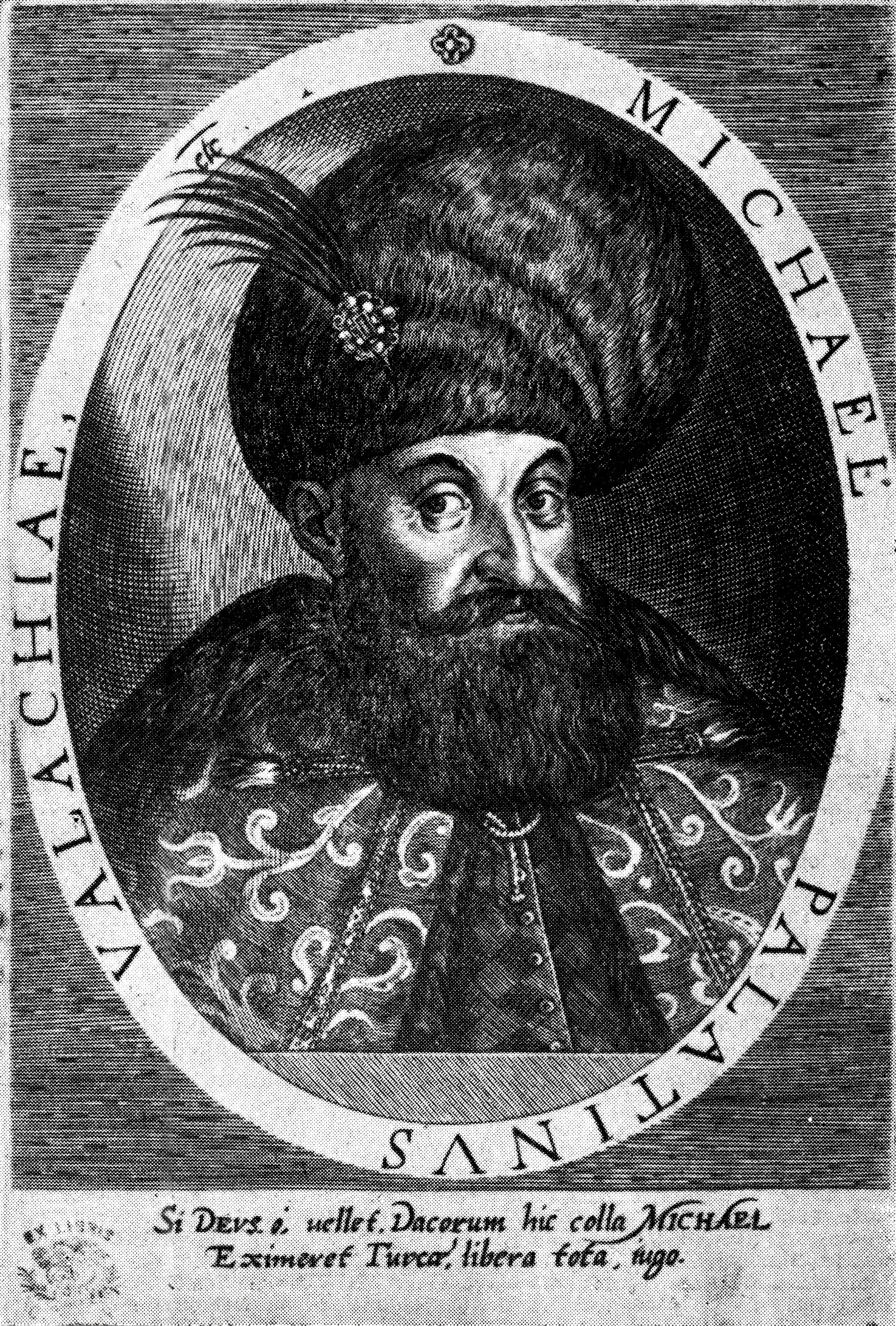
Miquel el Valent, príncep de Transsilvània i voivoda de Valàquia

La situació cada vegada va fer-se més hostil entre el món cristià i el món musulmà, tot generant enfrontaments entre hongaresos i germànics contra els turcs fins al 1593, quan va esclatar de nou la guerra. Ja al començament de les hostilitats el 1591, el príncep de Transsilvània Segimon Bathory, que havia assumit el tron en morir el seu oncle Esteve Bathory, s'havia unit a la Santa Lliga contra els otomans, la columna vertebral de la qual eren els Habsburg. Com els transsilvans no confiaven en l'èxit dels cristians, la Gran Assemblea va decidir el 1594 que no s'acceptaven les disposicions d'independència dels turcs, i Segimon va veure's forçat a renunciar al seu càrrec. Si bé va pretendre's lliurar el poder al seu cosí Baltasar Báthory, no ho va fer mai, ja que el comandant de Várad, el baró Esteve Bocskai, l'oncle de part de mare de Segimon, va reconsiderar l'afer i va tornar-lo a nomenar príncep.
Mentrestant, continuaven els enfrontaments entre turcs, hongaresos i germans, i regnava el caos a Hongria. Entre els nombrosos caps militars hi havia el baró hongarès Ferenc Nádasdy, que, lluitant juntament amb els germans contra els turcs, ocupà el 1594 les ciutats de Segesd, Berzence i Szőny, i després amb tropes de les províncies de Vas, Sopron i Zala va participar en el setge d'Esztergom. Al costat seu, combatia el seu amic el baró hongarès Nicolau Pálffy, que havia recuperat nombroses fortaleses. Pálffy fou considerat una de les ments militars més valuoses de la història del país, i juntament amb el seu comandant, el comte Adolf von Schwarzenberg, va assetjar i conquerir Győr el 1598. L'èxit de Pálffy al servei de Rodolf II va fer-li guanyar el títol de comte de Bratislava, així com l'apel·latiu d'heroi de Győr i salvador d'Hongria. Tanmateix, la mort de Pálffy per causes desconegudes va fer fracassar aquesta ofensiva, i els otomans varen pressionar els hongaresos i germans cap a l'oest, guanyant de nou el territori perdut.
Segimon va casar-se amb Maria Cristina d'Àustria, i signà un tractat el 28 de gener de 1595 amb Viena, després d'haver eliminat els partidaris dels turcs que es trobaven a les altes esferes de Transsilvània. El 1596 va patir una greu derrota en la Batalla de Mezőkereszt i renuncià per segona vegada al càrrec de príncep, lliurant Transsilvània al rei hongarès dels Habsburg. Davant de la incertesa que va sorgir després de la guerra contra els turcs, que semblava tranquil·litzar-se, el 20 d'agost de 1598 arribà a Kolozsvár (l'actual Cluj-Napoca) i de nou va ser nomenat príncep de Transsilvània. Per la pressió interna i la dels Habsburg, va veure's obligat a renunciar per tercera vegada al títol de príncep. Segimon va fer cridar immediatament el seu nebot Andreu Báthory, que era a Polònia, i va convèncer-lo de rellevar-lo en el càrrec, perquè el control de Transsilvània romangués en la família.
Evidentment, això fou difícil de fer complir. El cardenal catòlic Andreu Bathory no era ben considerat pels székely i pels saxons de Transsilvània, que donaven suport al cabdill dels exèrcits d'Udvarhelyszék, Moisès Székely. Bathory procurava mantenir bones relacions amb els otomans i no pagar tributs als turcs, sinó enviar un regal cada sis mesos al soldà turc. L'emperador Rodolf va considerar Bathory com un usurpador del tron i va donar suport al voivoda de Valàquia, Miquel el Valent. El 18 d'octubre de 1599, Bathory va patir una terrible derrota a la vila de Sellenberk, on va ser assassinat pels seus enemics mentre fugia, deixant així via lliure per a Miquel el Valent. Els guerrers székely van dur el cap d'Andreu Bathory al voivoda polonès com a símbol de respecte, però després van ser castigats. El voivoda polonès va entrar a la ciutat de Gyulafehérvár (l'actual Alba Iulia), seu del principat, i obligà la Gran Assemblea a nomenar-lo príncep.
En saber l'emperador i rei d'Hongria Rodolf II l'actualitat de la situació i adonar-se que Miquel no estava disposat a lliurar-li Transsilvània, envià un exèrcit de mercenaris contractats per ocupar el principat hongarès. Aquesta acció fou ben vista en un principi pels nobles hongaresos transsilvans, els quals ja havien demanat assistència a l'emperador per desempallegar-se de Miquel el Valent. L'exèrcit va avançar el 1598 al comandament del general mercenari Giorgio Basta, amb ordres d'apaivagar a la força els partidaris de Miquel el Valent i rebutjant la possible tornada de Segimon Bathory. Considerant-lo un rival perillós, Basta va decidir atacar-lo i el derrotà el 18 de setembre de 1600, prop de Miriszló.
Miquel el Valent va fugir i van tornar a nomenar príncep de Transsilvània Segimon Bathory, mentre Basta era capturat pels nobles transsilvans, que el consideraven un delinqüent i un assassí. Després, va ser alliberat i fugí a la cort germànica, d'on va tornar el 1601 amb un nou exèrcit, al qual va sumar-se el de Miquel el Valent, que cercava recuperar el poder que aleshores pertanyia a Segimon Bathory. El 3 d'agost aconseguiren vèncer Segimon a Goroszló, però el 19 d'agost Basta va ordenar assassinar Miquel el Valent perquè no aconseguís el poder.
A partir d'aleshores, el poder de Transsilvània passà a mans de Giorgio Basta, els soldats del qual robaren, atacaren i actuaren amb violència per tot el principat. Per això Segimon Bathory intentà per últim cop traspassar el poder de Transsilvània al noble Moisès Székely, que fou nomenat príncep el 1602 i comptava amb el suport militar i polític turc. Un any després, el 1603, Moisès Székely i els seus soldats van ser derrotats per Radul, voivoda de Valàquia, un adepte de Giorgio Basta, derrota en què Székely morí al camp de batalla. L'assemblea del sud de Transsilvània va haver d'acceptar els dictàmens de Basta, tot i que l'emperador havia decidit governar directament el principat.
La situació a l'Hongria sota control germànic no era pas gaire millor, ja que la guerra dels hongaresos i germans contra els turcs encara durava. El 1601 havia caigut la ciutat de Székesfehérvár, i el 1603 començà el setge de Buda, que va acabar un any després, amb la mort del comte Ferenc Nádasdy. Tot i això, Rodolf havia començat una sèrie de judicis injustificats contra molts nobles hongaresos (la majoria dels quals eren protestants), tot privant-los de llurs béns i possessions i obtenint-ne una gran quantitat de diners per finançar la guerra contra els turcs, que semblava una empresa extremament difícil. Molts d'aquests nobles van veure's obligats a fugir i a amagar-se dels judicis injustos. Al cap dels que fugien, hi havia el baró Esteve Bocskai, un noble hongarès calvinista, que també havia estat acusat amb càrrecs semblants i no estava disposat a acceptar les accions de Giorgio Basta a Transsilvània, contra les quals ja havia protestat en diverses ocasions anys anteriors.

#### La Guerra d'independència d'Esteve Bocskai (1604-1606)

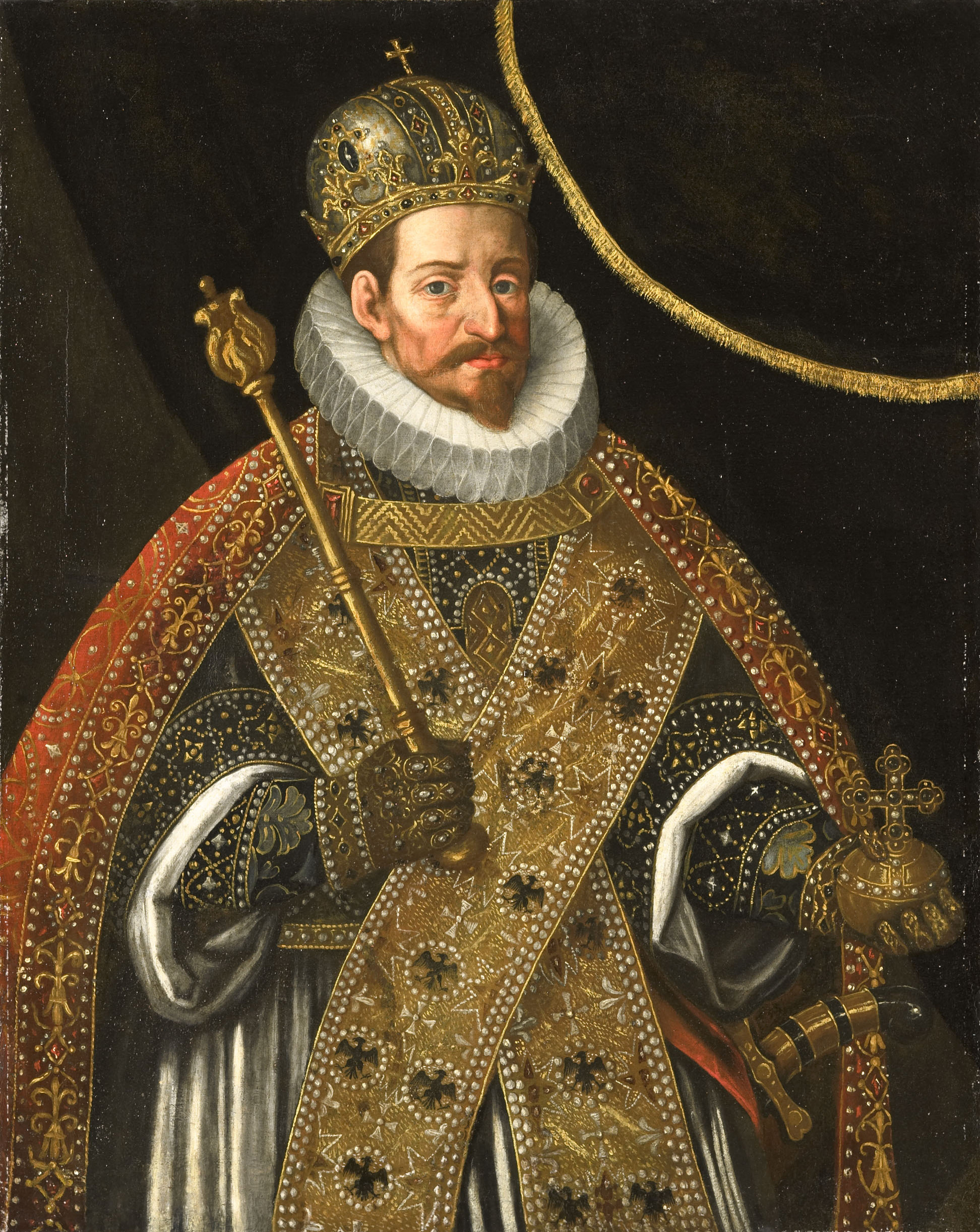
Maties I del Sacre Imperi romanogermànic

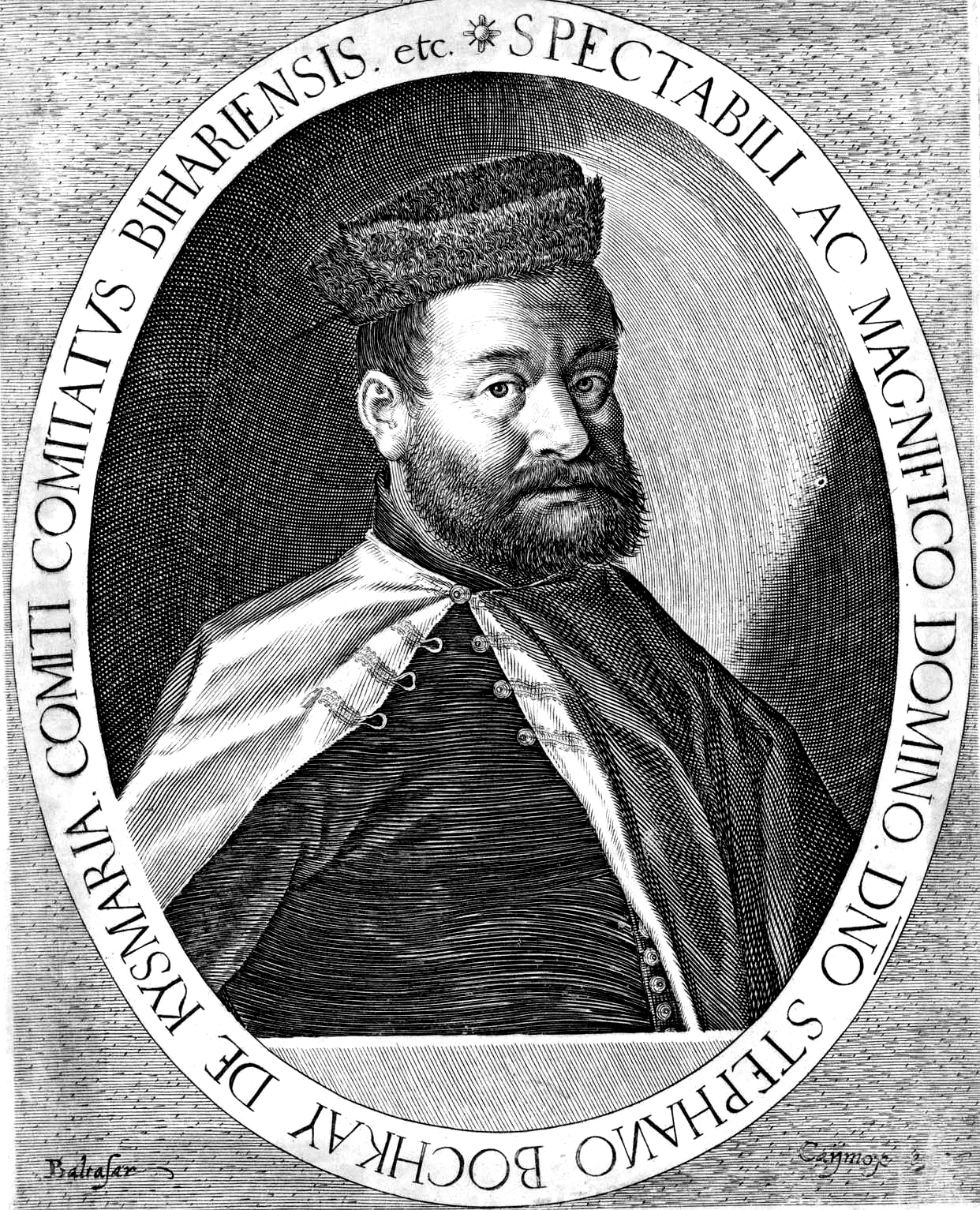
Esteve Bocskai, príncep de Transsilvània

Si bé Esteve Bocskai havia estat partidari dels Habsburg durant la situació hostil contra els nobles protestants a Hongria, i el comandant general militar d'Hongria, Giacomo Barbià Belgiojós, havia atacat les ciutats del nord del regne; va veure's forçat a reaccionar. La tardor de 1604 començà a reunir els militars rurals hongaresos, els hajdú, que eren bàsicament ramaders, i les tropes de les cinc ciutats lliures. Amb el nou exèrcit, va prendre la ciutat de Debrecen i vencé les forces germàniques a Álmosd. Més endavant va entrar a Kassa l'11 de novembre, on va instal·lar la seu reial.
Els soldats de Beligiojós i els reforços de Basta foren empaitats cap al nord-oest del país, guanyant així Bocskai molta influència en gran part del territori hongarès. A les acaballes de novembre, el soldà otomà Ahmet I va atorgar-li el títol de príncep de Transsilvània, així com el de rei d'Hongria. La noblesa transsilvana també estava al costat seu, com els székely, per això la Gran Assemblea va escollir-lo príncep de Transsilvània el 21 de febrer de 1605.
El 20 d'abril d'aquell any, una assemblea realitzada a Szerencse va nomenar-lo príncep d'Hongria. Només els saxons que vivien a Transsilvània van enfrontar-s'hi, però cap a finals de setembre el noble hongarès ja havia obtingut el suport total de les tres nacions transsilvanes (székely, hongaresa i saxona). Les seves tropes ocuparen la regió de Dunántúl, i continuà al llarg d'aquell any amb l'objectiu de reunificar el regne. L'11 de novembre de 1605 va arribar a Pest, on va prendre del gran líder turc Lalla Mehmet l'athname (la carta del sultà que podia investir amb títols reials) i la corona. Tanmateix, per suggeriment dels seus aliats, Bocskai no va prendre el títol de rei d'Hongria oficialment, preveient les conseqüències sobre la independència dels hongaresos davant dels Habsburg. Bocskai havia vist que tenint els turcs del seu bàndol, cada ciutat que Bocskai prenia als Habsburg passava immediatament sota influència otomana. El seu objectiu era mantenir en equilibri les relacions polítiques dels hongaresos, que es trobaven entre les dues grans potències. Així doncs, canvià la seva prioritat, s'enfocà a conservar la independència de Transsilvània i començà a negociar la pau a la cort de Viena.
Les negociacions foren fructíferes, i el juny de 1606 arribaren a un acord de pau negociat pel príncep hereter Maties I, germà de Rodolf II. L'acord estipulava que Transsilvània era novament independent de l'Hongria reial i obtenia les regions d'Ugocsa, Bereg i Szatmár, a més del castell de Tokaj. D'altra banda, els nobles hongaresos de confessió protestant podien continuar practicant llur fe mentre no ofenguessin els catòlics. L'Imperi Otomà i els Habsburg signaren també un tractat de pau la tardor de 1606 mitjançant Esteve Bocskai, en què els turcs renunciaven a cobrar imposts dels hongaresos i no hi hauria cap intervenció militar durant un període de deu anys.

### Transició després de la mort d'Esteve Bocskai (1606-1613)

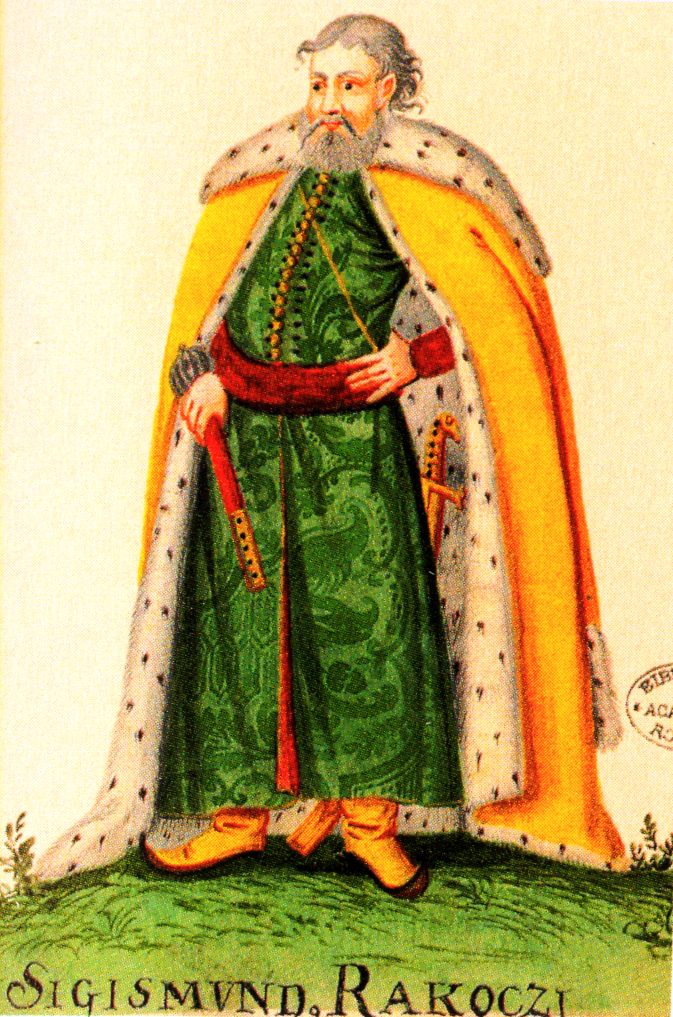
Segimon II Rákóczi, príncep de Transsilvània

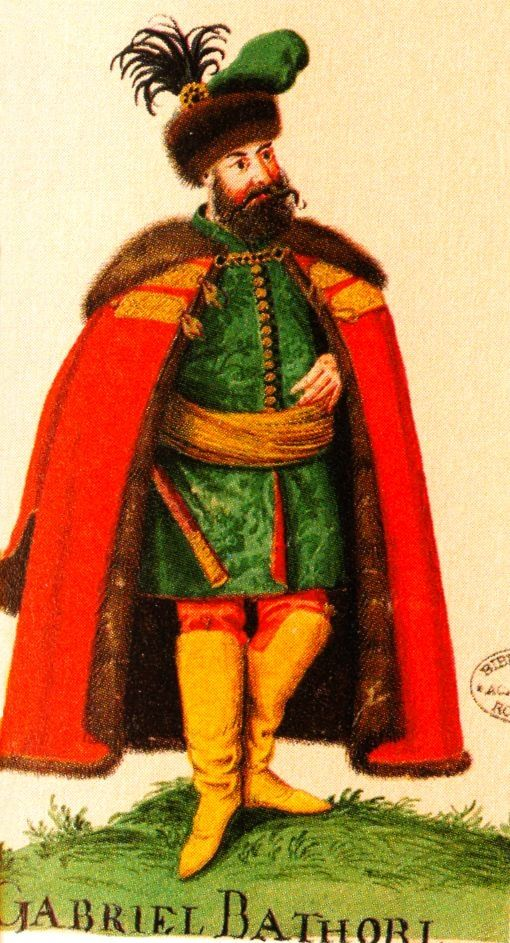
Gabriel Bathory, príncep de Transsilvània

Després de morir Esteve Bocskai el 1606, no va haver-hi unanimitat a l'hora de decidir qui havia de ser el nou governant de Transsilvània. Abans de morir, Bocskai havia nomenat hereter Valentí Drugeth Homonnai, un militar amb molta fama aleshores. Un altre candidat era Gabriel Bathory, que encara tenia 18 anys. Això no obstant, tots dos varen cometre un greu error en acompanyar la comitiva fúnebre de Bocskai des de la ciutat de Kassa fins a Gyulafehárvár, i poc després, el 9 de febrer de 1607, el també influent comte Segimon II Rákóczi, fou escollit príncep de Transsilvània per la Gran Assemblea. No va trigar gaire a expulsar els jesuïtes del país i va donar títols i privilegis als székely, entre els quals va fer-se molt popular.
A la cort de Viena, consideraven el govern de Segimon Rákóczi com quelcom passatger i desitjaven ferventment col·locar al tron Gabriel Bathory, en qui veien la possibilitat de restaurar el catolicisme a Transsilvània i apropar-la a l'esfera d'influència dels Habsburg. Bathory va reunir un exèrcit de soldats hajdú i poc després aconseguí que Rákóczi inclinés el cap davant d'ell. L'octubre de 1607 van arribar a un acord i Segimon ocupà el tron fins a la seva mort, el 5 de desembre de 1608, com una figura respectada pels soldats hajdú. El 7 de març de 1608 Bathory pujà al tron de Transsilvània i signà un tractat amb el rei d'Hongria Maties I i feu que s'establissin els soldats hajdú. Tanmateix, el 1610, després d'una mala política interna que va descontentar els nobles hongaresos i fins i tot l'emperador, Bathory va cometre l'error d'atacar els Habsburg, de la mateixa manera que ho feu Bocskai temps abans, i va perdre els favors del rei Maties I. L'11 d'abril de 1613, finalment signà un acord a Bratislava amb la cort de Viena, en què a canvi que l'emperador reconegués la independència del principat, ell permetria l'entrada de tropes germàniques a Transsilvània.
La noblesa transsilvana, indignada, començà a actuar per solucionar aquella situació. El comte Gabriel Bethlen guanyà el suport del soldà i amb ajuda otomana va avançar amb les seves tropes a Kolozsvár, on es feu nomenar príncep per la Gran Assemblea. Bathory va recular a la ciutat de Várad, i el 27 d'octubre de 1613 fou assassinat, consolidant-se així la figura de Gabriel Bethlen a Transsilvània.

### Època d'or del Principat de Transsilvània (1613-1686)

#### Gabriel Bethlen, príncep de Transsilvània (1613-1629)

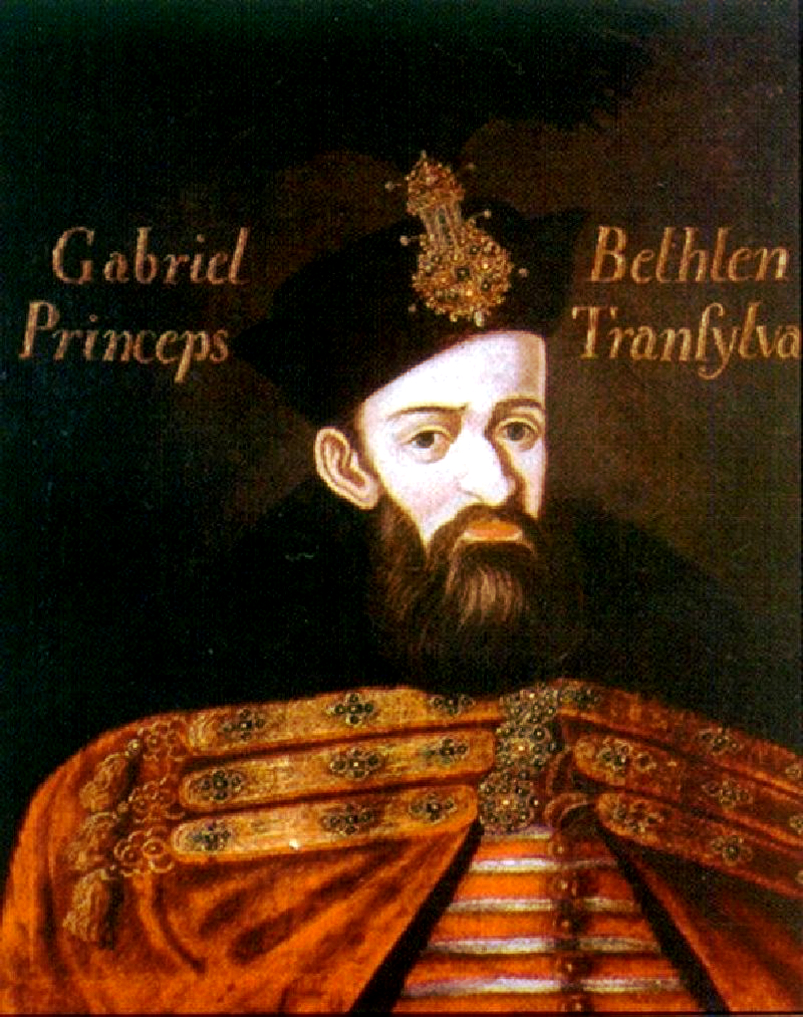
Gabriel Bethlen, príncep de Transsilvània

Amb la seva hàbil política, Gabriel Bethlen va recuperar els territoris lliurats a l'Imperi Otomà i va obrir Transsilvània a miners, comerciants i artesans valacs, moldaus i serbis, que van generar una prosperitat econòmica prou important. També va centrar-se en el vessant humanístic, cultural i científic, fent-se envoltar de tota mena de savis. Bethlen va actuar pacientment i el 1615 signà un acord amb els representants de Maties I, que havia estat escollit emperador germànic només dos anys abans. D'altra banda, l'Imperi Otomà va exigir el lliurament de la ciutat de Lipova a Transsilvània el 1616, que va significar una gran pèrdua, ja que era la porta comercial al territori sota ocupació turca al centre del Regne d'Hongria.
El 1618 va esclatar la Guerra dels Trenta Anys i l'any següent mor l'emperador, que va ser succeït per Ferran II, que fou coronat també com a rei d'Hongria. Després de rebre l'aprovació del sultà turc, Bethlen va anar a Viena amb l'exèrcit transsilvà, els soldats hajdú i székely, per unir-se a la Unió Protestant i tractar de derrotar els Habsburg. Aquesta empresa no sols va estar motivada per les tendències catòliques de l'emperador, a les quals s'oposava Bethlen, sinó que veia també en aquesta guerra l'oportunitat de desempallegar-se de la influència política del Sacre Imperi Romanogermànic.
Aquell mateix any conquerí les ciutats de Kassa, Érsekújvár i Bratislava, i va aconseguir la corona de sant Esteve. El 1620, l'assemblea de Bratislava va oferir-li el títol de rei d'Hongria, però ell no va voler fer-lo servir, sinó que va prendre el de príncep d'Hongria, i signà un tractat amb Ferran II. L'assemblea hongaresa de Bestercebánya va oferir-li de nou el títol de rei d'Hongria, però de nou va rebutjar la idea de coronar-se. Aquell any va guanyar la lliga catòlica a la Guerra dels Trenta Anys i el 1622 Bethlen signa la pau de Nikolsburg, en què el príncep renuncia al títol de rei d'Hongria i Ferran II li atorga set províncies com a intercanvi. L'any següent Bethlen torna a guerrejar contra Ferran II i el 1624 signen de nou la pau.
El 1626, la Gran Assemblea designa la dona de Bethlen, Caterina de Brandenburg, com a successora seva, ja que ell no tenia fills que poguessin heretar. El 1626 Bethlen efectua la seva tercera campanya contra l'emperador Ferran II, i després d'observar que no podria obtenir cap victòria, ha de tornar a acordar la pau basada en els punts de l'anterior pau de Nikolsburg. Gabriel Bethlen finalment mor el 1629 sense haver acomplert el somni de reunificar Hongria i independitzar-la dels Habsburg.

#### Caterina de Brandenburg (1630)

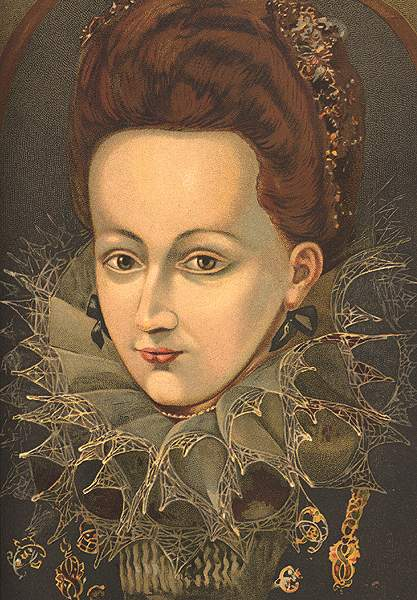
Caterina de Brandenburg, princesa de Transsilvània

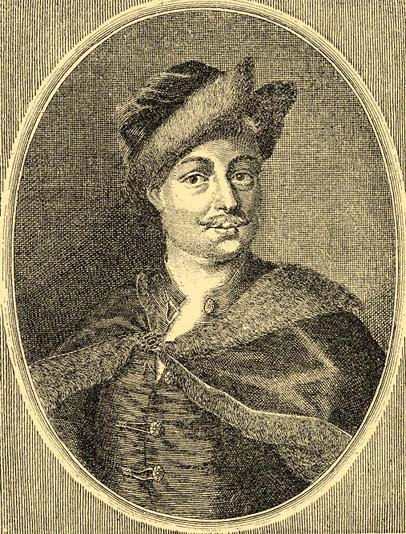
Esteve Bethlen

Després de la mort de Gabriel Bethlen, la seva dona, Caterina de Brandenburg, va assumir el govern del principat i tot seguit va lliurar a l'emperador germànic les terres del nord d'Hongria. Els soldats hajdú i molts d'altres no volien jurar fidelitat al rei hongarès. Tanmateix, un dels terratinents més importants d'Hongria, Jordi I Rákóczi, fill del ja mort Segimon Rákóczi, no va voler actuar. Aquests esdeveniments van deteriorar la relació entre Caterina i el regent Esteve Bethlen, el germà petit de Gabriel Bethlen.
D'altra banda, el fill del regent, que també es deia Esteve Bethlen, alcalde de la ciutat de Nagyvárad, i David Zólyomi van decidir fer-se càrrec de l'afer dels hajdú i declarar-se partidaris de Jordi I Rákóczi, amb l'esperança que ell dirigís el nou exèrcit que s'oposava a Caterina i a Esteve Bethlen (pare). Llur intent no va tenir gens d'èxit a causa de la prudència de Rákóczi, que va decidir no posar-se al front de l'alçament en aquell moment. El 9 de setembre de 1630 va aconseguir-se solidificar l'exèrcit reial, i el jove Esteve Bethlen va obrir les portes de la ciutat de Várad a l'exèrcit de Rákóczi, que el conduïa cap a Viena.
A Viena, el 3 d'octubre, va saber que cinc dies abans Caterina de Brandenburg havia estat obligada a renunciar al tron i que Esteve Bethlen, germà de Gabriel Bethlen, havia estat nomenat príncep. Els nobles que van escollir-lo clarament li tenien por, i el mateix príncep va esforçar-se per donar una mala reputació a Rákóczi davant els turcs. Caterina de Brandenburg simpatitzava, però, amb Rákóczi, ja que no s'oblidava de l'insult de Bethlen contra ella. Els otomans no aconseguien decidir a qui havien de donar suport, així que van enviar dues cartes a la vídua, l'una amb el nom de Rákóczi, i una altra amb el de Bethlen. Així doncs, l'1 de desembre de 1630, la princesa Caterina va llegir a l'assemblea nacional de Sárospatak la carta nomenant príncep de Transsilvània Jordi I Rákóczi.

#### El poder dels Rákóczi (1630-1660)

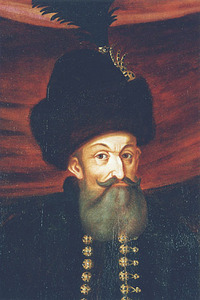
Jordi Rákóczi I, príncep de Transsilvània

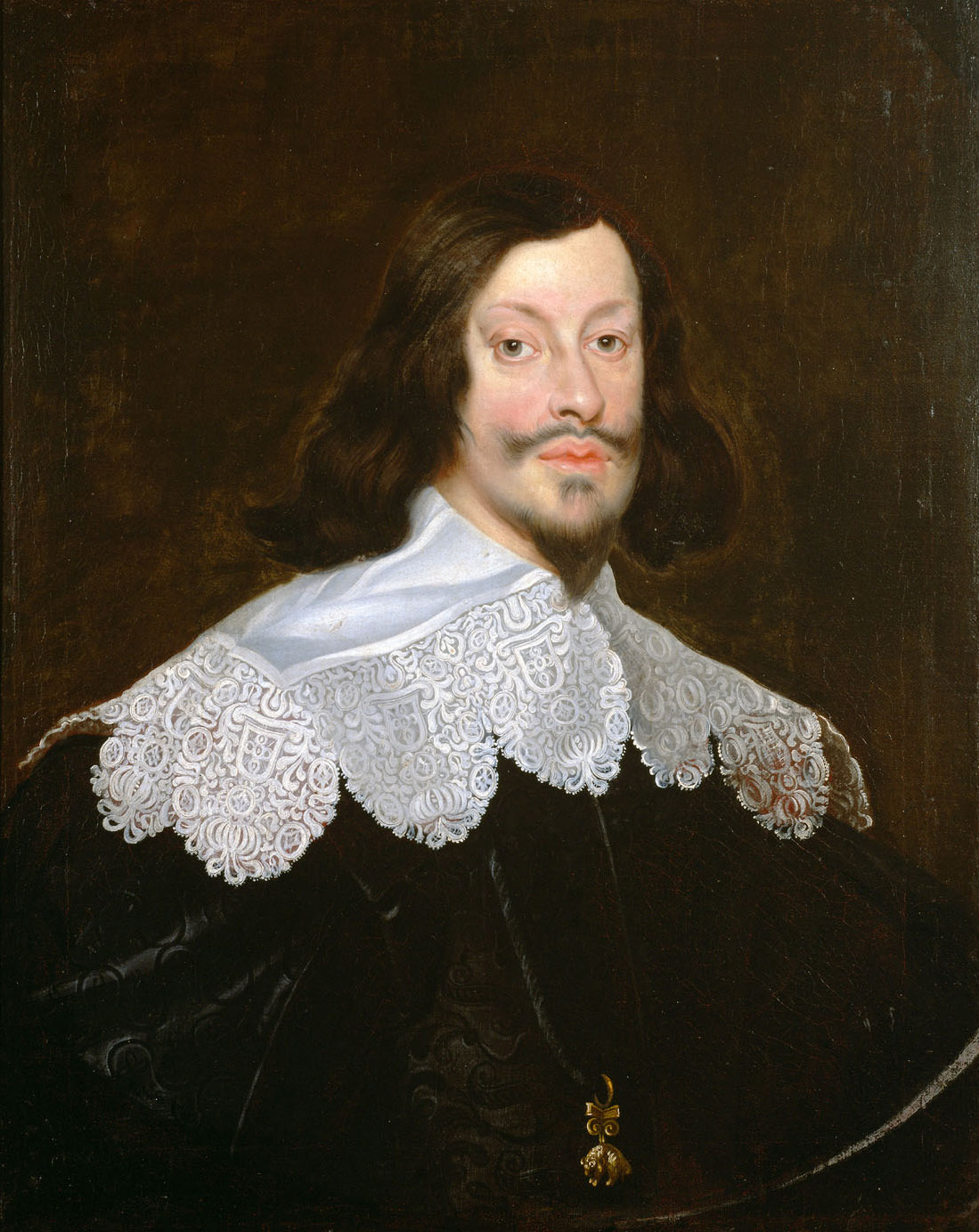
Ferran III, emperador germànic i rei d'Hongria

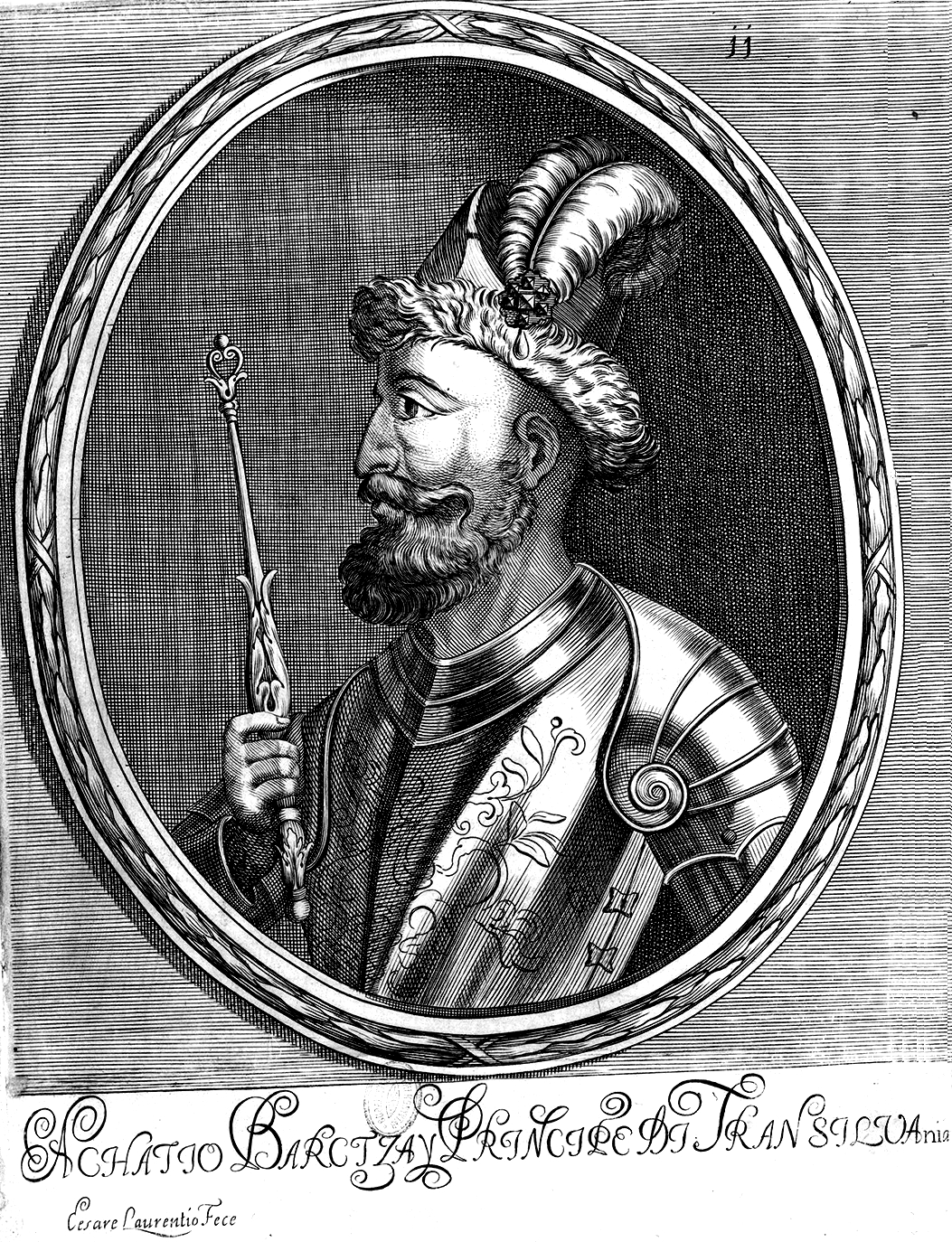
Ákos Barcsay, príncep de Transsilvània

Jordi Rákóczi I, de fe calvinista, va perseguir els que seguien tradicions no cristianes a Transsilvània. El 6 d'octubre de 1636 va enfrontar-se, i vèncer, a Esteve Bethlen, el destituït príncep transsilvà, que tractava de recuperar el tron amb l'ajut del paixà de Buda. D'altra banda, Rákóczi atorgà gran llibertat als voivodes romanesos de Valàquia, i així va guanyar-se llur simpatia.
Jordi Rákóczi compartia el mateix anhel de Bocskai i de Gabriel Bethlen, i va intervenir en la Guerra dels Trenta Anys la primavera del 1644 després de demanar l'aprovació del soldà, aliant-se amb els suecs i els francesos protestants. No va trigar a obtenir els territoris del nord d'Hongria, però l'atac de Ferran III va obliga-lo a retrocedir fins al riu Tisza. A la pau de Linz de desembre 1645, l'emperador va posar al seu costat el príncep Jordi Rákóczi a canvi de garantir als estaments hongaresos el dret de representació imperial i la llibertat de religió per als protestants, fet que va impedir la Contrareforma i el futur domini absolutista a Hongria.
L'11 d'octubre de 1648 va morir Jordi Rákóczi I, i fou escollit en lloc seu el seu fill, que també es deia Jordi Rákóczi, conegut com a Jordi Rákóczi II després del seu nomenament com a príncep. Jordi Rákóczi II va trobar un ambient extremadament hostil, en què l'enemistat entre els cosacs i els polonesos augmentava colossalment. Aleshores, el príncep va haver d'expulsar de Moldàvia el 1653 els partidaris dels cosacs que fomentaven el caos a la regió. El 1655 va oposar-se a l'alçament de soldats mercenaris i després de vèncer-los, va sotmetre el voivoda valac Constantin Brâncoveanu, amb la qual cosa va guanyar-se el respecte de l'alta noblesa europea, com per exemple del nou emperador germànic i rei d'Hongria Leopold I.
Rákóczi no va tenir gaire cura dels afers otomans i protestà contra l'acusació dels turcs que el príncep estava abusant dels valacs, mentre ells pagaven religiosament els tributs. Rákóczi va pensar que encara podia aconseguir el tron de Polònia i decídi amb Carles X Gustau de Suècia que obtindria la corona polonesa mitjançant una invasió militar. El príncep transsilvà no ho notificà al soldà i encara menys va demanar permís per realitzar aquella empresa, així que el 17 de gener de 1657 el gran visir Mehmed Köprülü, abans que Rákóczi deixés el país, obligà la Gran Assemblea a nomenar regents els nobles Ákos Barcsay (nebot de Gabriel Bethlen) i Francesc Rhédey.
Com a conseqüència de la campanya contra Polònia, el gran visir turc de Buda ordenà que els nobles regents de Transsilvània trenquessin les relacions amb els Rákóczi, tot i que no s'atrevien a girar l'esquena al príncep transsilvà. Tanmateix, per demanda dels otomans, el 2 de novembre de 1657 fou escollit nou príncep Francesc Rhédey, que estava ben relacionat amb els turcs. De manera immediata, Jordi Rákóczi II tornà amb soldats hajdú i székely i el gener de 1658 va prendre per força el seu càrrec, tot fent-ne fora Rhédey.
Després del cop d'estat, Rákóczi va demanar assistència contra els turcs a l'emperador Leopold I, però no va obtenir-ne cap resposta. Cansat ja, el gran visir Mehmed Köprülü va decidir posar ordre ell mateix, ocupà les fortaleses de Jenő i n'expulsà els voivodes romanesos lleials a Rákóczi. Després va fer cridar els tàtars, els quals destruïren Transsilvània tant com van voler, tal com ho feren el 1241 sota el regnat de Béla IV. El gran visir feu que l'assemblea escollís com a príncep Ákos Barcsay, que era una persona de confiança per als turcs, i va pujar al tron el 14 de setembre de 1658.
La tardor de 1659, no reconeixent Barcsay, Rákóczi inicià una guerra interna per recuperar el tron de Transsilvània, però va rebre una ferida mortal en la Batalla de Szászfenes el 22 de maig de 1660, i el 7 de juny va morir a Várad. Barcsay acordà el pagament d'un alt tribut al soldà per aliar-s'hi, però a causa d'un retard en el pagament, el gran visir de Buda va posar-lo sota arrest domiciliari. La popularitat de Barcsay va disminuir entre els nobles hongaresos i àdhuc començaren a donar suport a Joan Kemény, que fou escollit el 14 de desembre de 1660. Per evitar una guerra civil, Ákos Barcsay va renunciar al tron el 31 de desembre de 1660.

#### Avanç dels otomans cap a occident i moviment rebel d'Emeric Thököly (1660-1686)

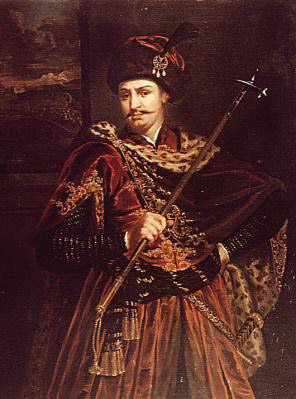
Comte Emeric Thököly, príncep de Transsilvània, rebel hongarès anti-Habsburg

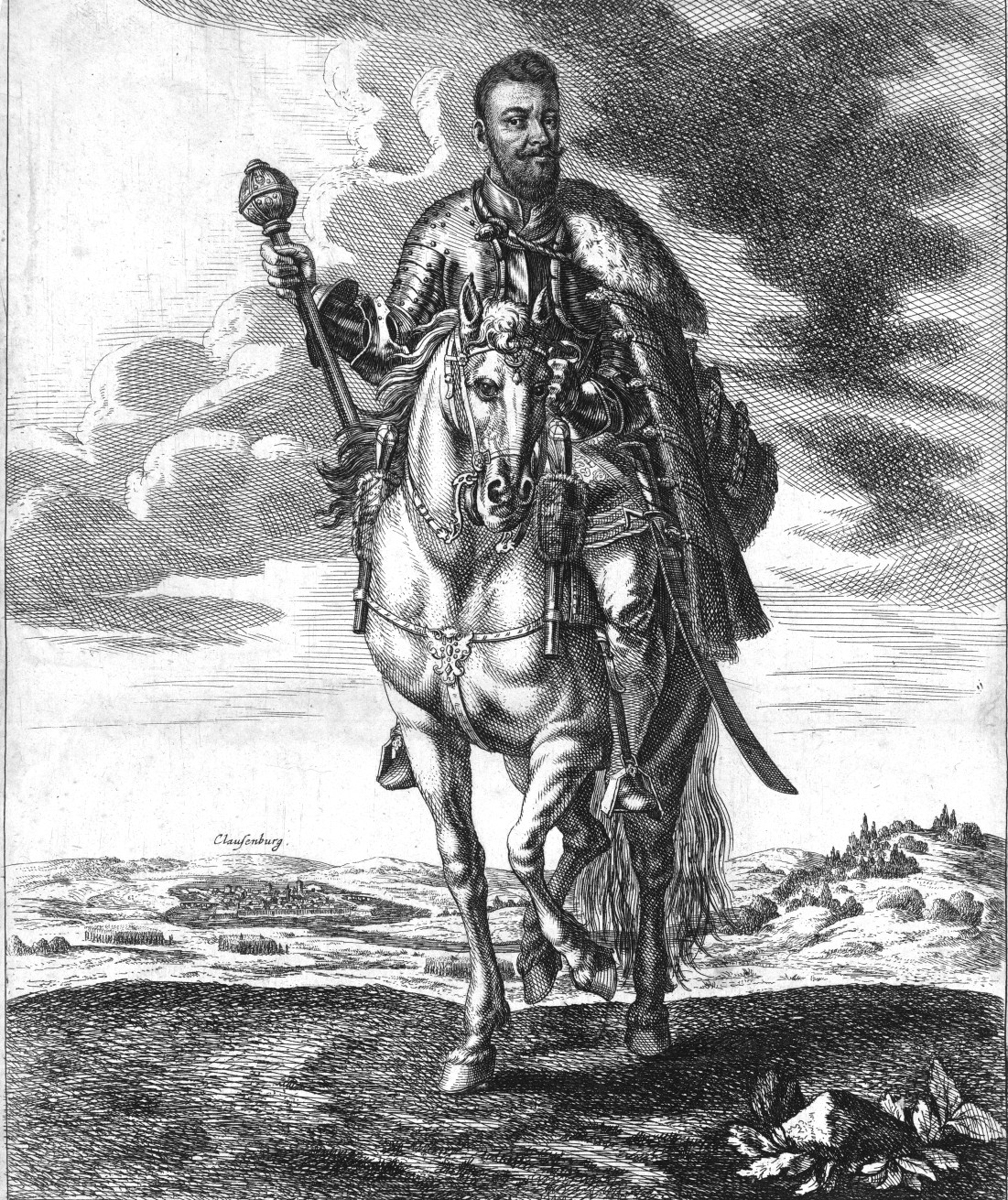
Miquel Apafi I, príncep de Transsilvània

Joan Kemény pujà al tron de Transsilvània com a figura de rígida oposició als turcs i aviat feu executar molts nobles simpatitzants dels otomans, trencant també les relacions amb el soldà. Davant d'aquesta situació, els turcs van atacar amb violència i Kemény va acudir a Leopold I cercant ajuda, a qui va haver d'acudir de nou després que els otomans emprenguessin una campanya militar contra Transsilvània. El soldà escollí el noble hongarès Miquel Apafi I (lleial als turcs) per reemplaçar Joan Kemény. Poc de temps després, va haver-hi diversos enfrontaments armats entre tots dos bàndols, que van concloure el 23 de gener de 1662 amb la mort de Joan Kemény en la Batalla de Nagyszőllős per no haver rebut prou reforços de l'emperador.
Miquel Apafi I fou nomenat príncep de Transsilvània el 14 de setembre de 1661 per demanda del paixà de Buda. El nou monarca transsilvà estava totalment subjecte a la voluntat otomana, i així fou com, el 1663, Apafi avançà juntament amb el gran visir Ahmed Köprülü cap a Viena per atacar-la. L'intent va fracassar i el 1664 es va signar la pau de Vasvár entre el soldà i Leopold I, que reconegué que Transsilvània seguia sent territori de l'Imperi Otomà.
Apafi, bo i obeint ordres del soldà, rebutjà l'assistència a les províncies hongareses que van rebel·lar-se contra els Habsburg i posteriorment, quan França i Polònia començaren una guerra contra el Sacre Imperi Romanogermànic el 1671, rebutjà de nou l'oferta de participar-hi per prohibició dels turcs.

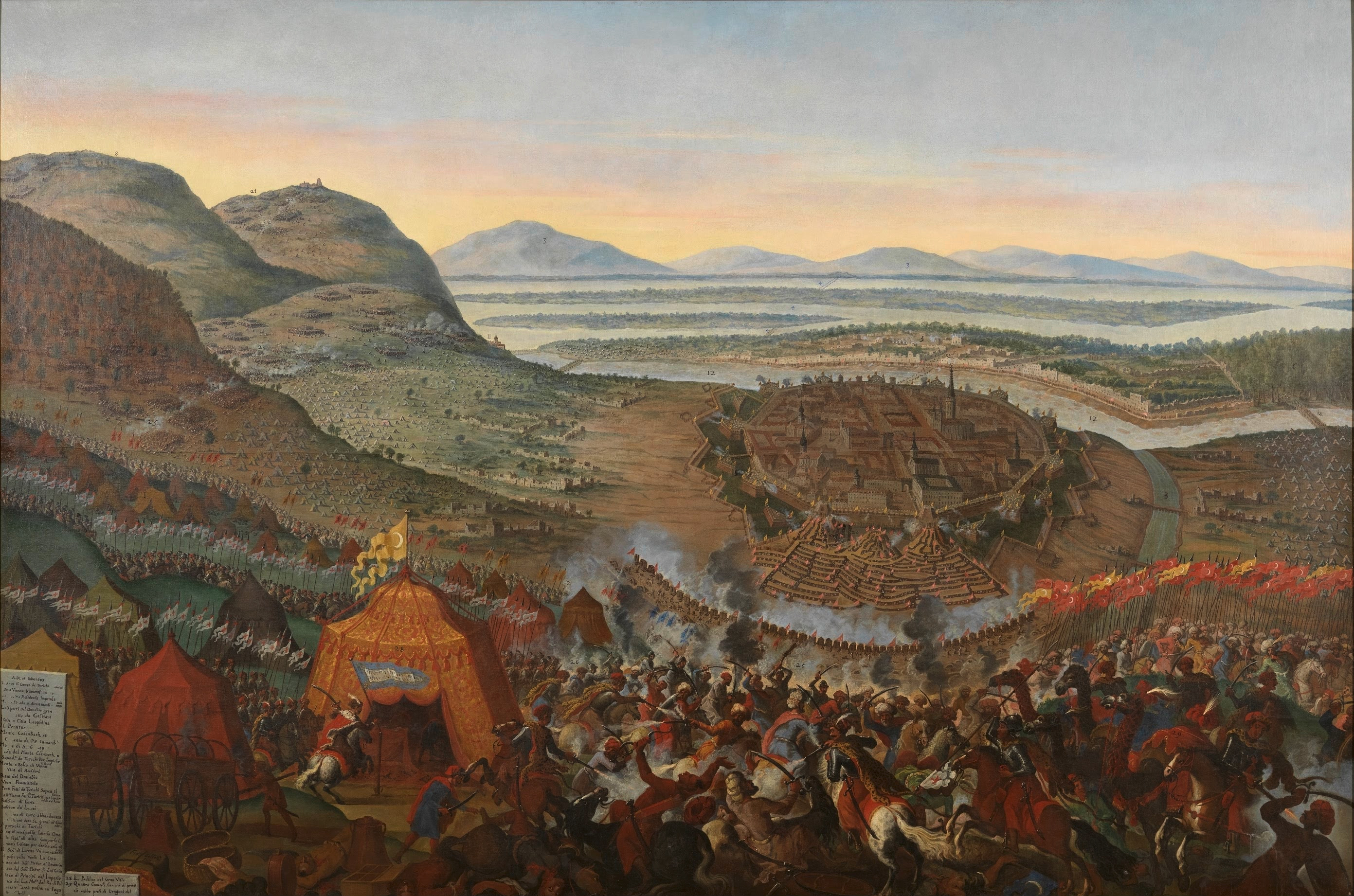
Setge de Viena (1683)

Aprofitant la feblesa dels germànics després de tantes guerres, esclatà un moviment anti-Habsburg als territoris hongaresos sota control germànic. Aquest moviment, el formaven fugitius polítics hongaresos de les regions turques i germàniques que s'havien lliurat als otomans o als Habsburg, respectivament, i a partir del 1673 començaren a reunir-se amb Pau Wesselényi com a comandant. Els transsilvans fugitius escolliren com a líder el comte Miquel Teleki, i tots dos bàndols varen reunir-se el 1672 a Torda, tot prenent les ciutats hongareses de Szádvár i Torna el 1675 i Ónod el 1676. Aquell any, el 1676, Miquel Apafi I nomenà comandant general del moviment Miquel Teleki i ordenà a Wesselényi que renunciés al comandament, però no va voler renunciar-hi i va continuar lluitant per la seva banda.
El 1677, el comte transsilvà Emeric Thököly va unir-se al moviment amb permís de Miquel Apafi, i avançà ràpidament fins a esdevenir segon comandant el 1678. El 1679, després de la malaltia de Teleki, el príncep transsilvà va nomenar-lo substitut. Va haver-hi enfrontaments entre els hongaresos fugitius i les tropes de l'emperador fins al 13 de novembre de 1681, quan els enviats de Thököly signaren un tractat de pau amb Leopold I. Entre les peticions de Thököly figurava que l'emperador li atorgués el control sobre les províncies de l'Hongria germànica, que eren de la família Rákóczi, i que li permetés casar-se amb la noble Ilona Zrínyi, vídua de Francesc Rákóczi I. La resposta va ser una gran desil·lusió, ja que l'emperador va ignorar tots els requisits i només li va permetre el matrimoni, que va celebrar-se el 1682.
El 1681, el soldà Mehmet IV va ordenar a Miquel Apafi que mobilitzés les seves tropes contra Leopold I i donés suport a Emeric Thököly, que comandava les forces hongareses de soldats kuruc amb Miquel Teleki. La campanya va tenir lloc el 1682 als territoris hongaresos sota control germànic, i el 1683 el soldà ordenà a Apafi que dirigís les seves forces cap a Viena i s'unís als turcs en el setge. Les forces germàniques al comandament del príncep Eugeni de Savoia, juntament amb altres aliats cristians, tenien la missió de planificar i consumar la defensa de Viena. El setge fou tot un fracàs, i les tropes turques, les transsilvanes de Miquel Apafi i les dels fugitius kuruc hongaresos de Thököly van veure's forçades a retirar-se'n cap a Hongria.

### Domini austríac i les guerres d'independència (1686-1867)

#### L'alliberament de Buda i l'expulsió dels otomans

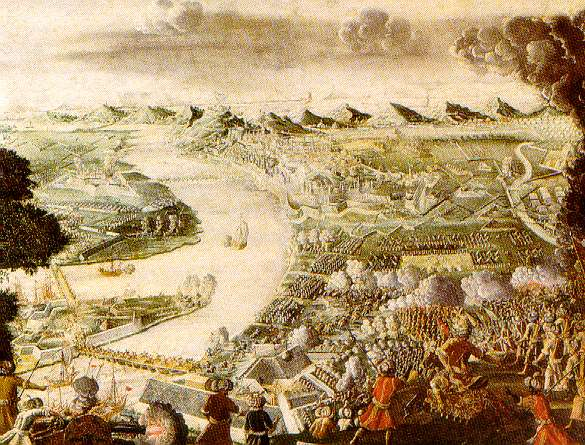
Setge del palau de Buda el 1686

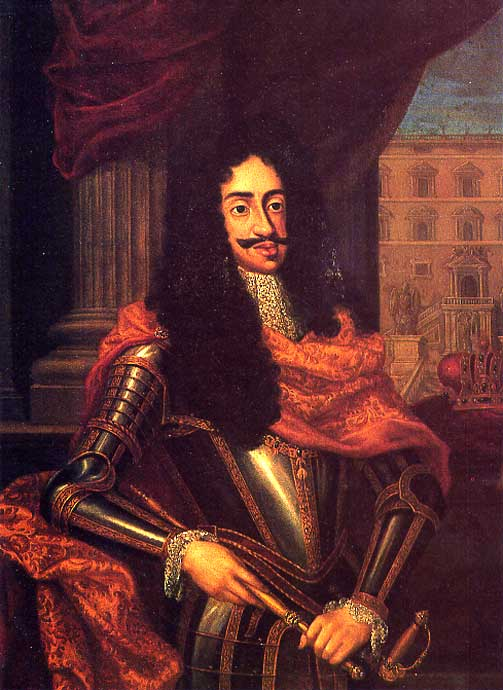
Leopold I, emperador germànic i rei d'Hongria

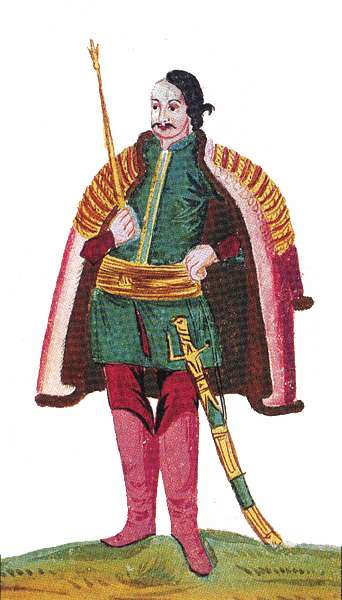
Miquel Apafi II, príncep de Transsilvània

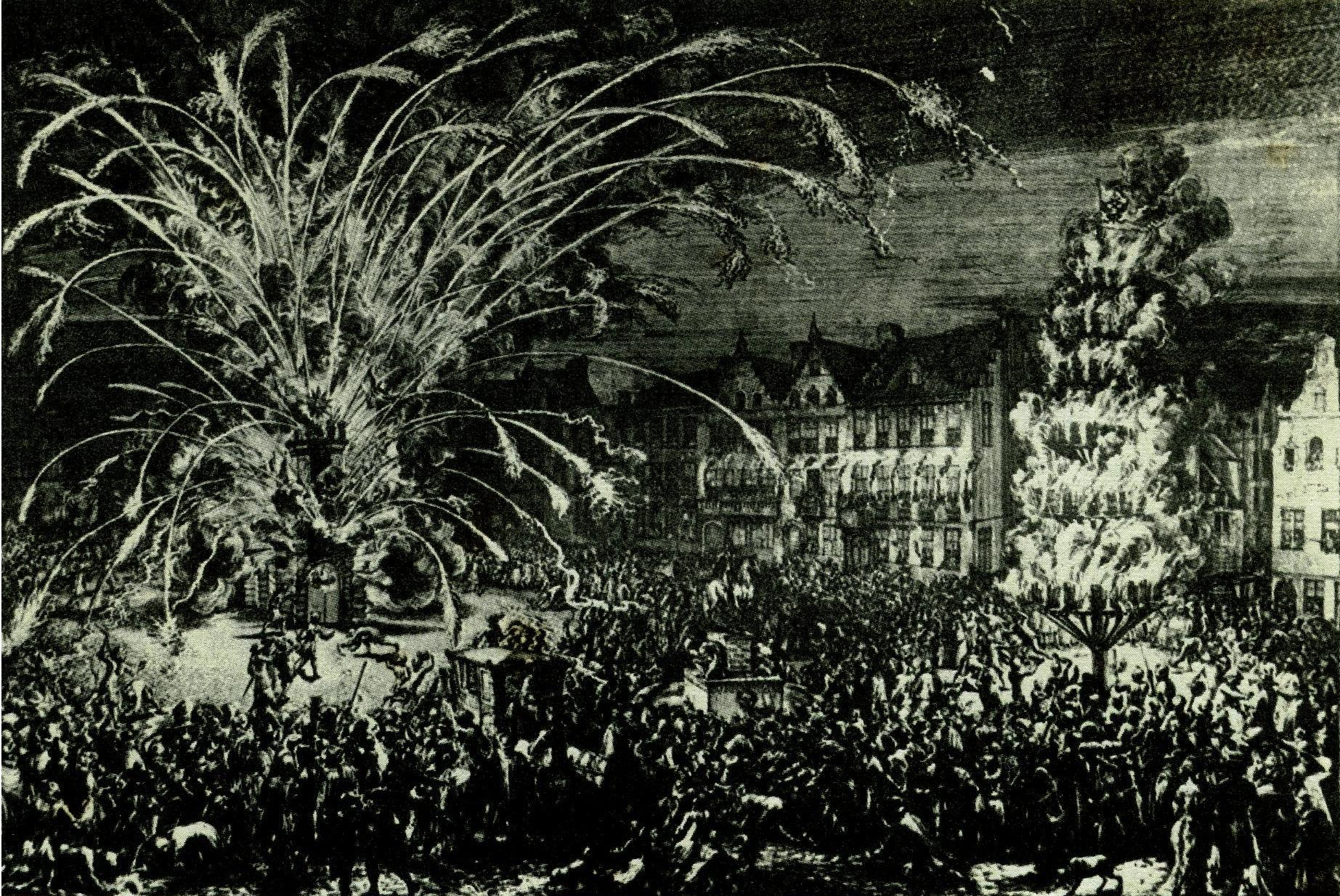
Focs d'artifici a Brussel·les en commemoració de l'alliberament de Buda de 1686 el 1686

Després de l'èxit dels cristians a Viena el 1683 contra els otomans, la Santa Lliga, organitzada pel papa Innocenci XI i encapçalada per Leopold I, va decidir envair el territori hongarès sota domini otomà, i el 1686 van començar a assetjar la ciutat de Buda, que era la principal ciutat sota domini turc des del 1541.
Els exèrcits cristians estaven comandats per l'elector germànic Maximilià II de Baviera, pel duc Carles V de Lorena i per Lluís Guillem de Baden-Baden, i tenien 10.000 soldats. El setge durà tres mesos, des del 18 de juny fins al 2 de setembre. Si bé va haver-hi grans pèrdues en tots dos bàndols, van guanyar els cristians, que van expulsar els turcs de la ciutat i van ocupar la regió, fet que es coneix com l'alliberament de Buda de 1686.
Durant el conflicte, el soldà ordenà diverses vegades al príncep de Transsilvània, Miquel Apafi I, que enviés provisions als turcs de Buda, però no va obeir. Tanmateix, després de l'ocupació d'Hongria, els turcs van retrocedir fins a Transsilvània cercant-hi refugi, i això va fer que aquest fos el proper objectiu de la Santa Lliga.
El 1687 l'exèrcit de Leopold I va envair Transsilvània, obligant Miquel Apafi I a reconèixer la superioritat de l'emperador. Les forces imperials continuaren desplegant-se per tot el regne, tot ocupant ciutats regides tant per turcs com per hongaresos que no estaven disposats a acceptar el règim absolutista de Leopold I. Tal fou el cas de la dona de Thököly, Ilona Zrínyi, que va haver de dirigir la defensa de la ciutat de Munkács durant més de tres mesos, fins que va veure's obligada a lliurar-la a les forces imperials. El 1690 va morir el príncep de Transsilvània, i el seu fill, Miquel Apafi II, que tenia 14 anys, va pujar al tron. Els nobles hongaresos de Transsilvània van demanar a l'emperador que reconegués el títol del jove rei, cosa que va fer, però d'altra banda va sancionar el Diploma Leopoldinum el 1690, el qual estipulava que Transsilvània continuava sent un principat, però ara part del Sacre Imperi Romanogermànic i havia de pagar-li un impost anual. També va decretar que s'havien de nomenar tres regents per a les tres nacionalitats de Transsilvània, l'hongaresa, la székely i la saxona, fins que Miquel Apafi II fos major d'edat.
Miquel Apafi II temia que l'emperador no reconegués la seva autoritat com a príncep, i per això esperava la confirmació per part del Regne d'Anglaterra i pel Regne d'Holanda. Els seus protectors van fer que es comprometés en matrimoni (sense autorització de l'emperador) amb la comtessa Kata Bethlen, anhelant així unir totes dues famílies, que eren de gran poder. Després del casament, només un parell de setmanes després, van cridar-lo a la cort de Viena, on l'emperador va obligar-lo que canviés les seves propietats a Transsilvània per unes altres d'una zona d'Hongria sota domini germànic. L'emperador Leopold I assegurà ràpidament la nova situació política europea i signà la pau de Karlowitz el 1699, bo i reafirmant el seu control sobre tots els territoris del Regne d'Hongria, així com al Principat de Transsilvània.
Les petites revoltes hongareses per tot el regne aviat van ser sufocades, i Emeric Thököly va haver d'exiliar-se a territori otomà. Més endavant la seva dona, Ilona Zrínyi, va haver de seguir-lo. Fou així com acabà tota oposició al nou règim i es va eliminar tota existència tant d'otomans com d'hongaresos que anhelaven la independència d'Hongria respecte del Sacre Imperi romanogermànic. D'altra banda, Leopold I va investir Miquel Apafi II amb el títol de príncep imperial germànic, forçant-lo a renunciar al de príncep de Transsilvània el 1701 i, per tant, l'expríncep de Transsilvània va haver de romandre a la cort de Viena fins a la seva mort el 1713.

#### La Guerra d'Independència de Francesc Rákóczi II

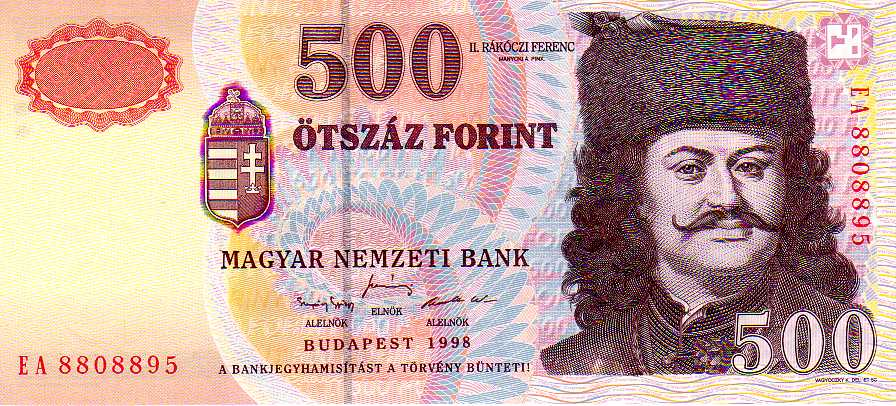
Francesc Rákóczi II en un bitllet de 500 florins

El jove Francesc Rákóczi II, fill d'Ilona Zrínyi, va créixer des del 1688 a la cort de Viena amb Leopold I, criat per jesuïtes. Després de la pau de Karlowitz el 699, Francesc Rákóczi II va prendre la decisió de continuar amb l'empresa independentista que havien intentat abans la seva mare i el seu marit, Emeric Thököly. El 1701 escrigué a Lluís XIV de França aprofitant l'enemistat entre els Borbons i els Habsburg, però la carta fou interceptada i l'emperador va posar-lo sota arrest domiciliari el 18 d'abril a Hongria. Francesc, però, n'escapà el 7 de novembre cap a Polònia.
Bo i aprofitant-se de la Guerra de Successió espanyola, Rákóczi va posar-se en contacte amb els guerrers hongaresos que havien lluitat de part del seu padrastre i inicià un moviment contra els Habsburg, que ja el 1703 tenia un gran suport. Tanmateix, la noblesa hongaresa no hi estava d'acord, car considerava l'afer una revolta de camperols. Això, però, no significà cap impediment, i el 1704 les seves tropes varen ocupar gran part del Regne d'Hongria, aprofitant que els Habsburg havien de lluitar en molts fronts alhora.
El 1704, l'alt comandament dels rebels hongaresos de Transsilvània va escollir Francesc Rákóczi príncep de Transsilvània i continuà, doncs, la guerra contra l'exèrcit imperial en diverses regions del Regne d'Hongria. En morir Leopold I el 5 de maig de 1705, el seu fill, Josep I, va succeir-lo en el tron, i va haver d'afrontar tant la Guerra de Successió espanyola com la Guerra d'Independència de Rákóczi.
Més endavant, el setembre de 1705, l'assemblea de Szécsény va nomenar el líder dels hongaresos Francesc Rákóczi II príncep, i va constituir-se un senat de 24 membres que operava amb Rákóczi. El resultat de les batalles era variat, i el 1706 les forces rebels de Rákóczi van veure's forçades a retirar-se a poc a poc davant la força imperial. Després d'una sèrie de batalles, Rákóczi va romandre ferm en la seva campanya i el 13 de juny de 1707 declarà oficialment a l'assemblea d'Hongria d'Ónod que els Habsburg estaven usurpant el tron hongarès, fet que generà una escomesa més violenta per part de les forces imperials. El 3 d'agost de 1708 va tenir lloc la Batalla de Trencsen, en la qual Rákóczi va caure del cavall i va desmaiar-se. Com que els soldats van creure que era mort, van retirar-se'n i la batalla va concloure amb una victòria dels Habsburg.
Ja que era imminent un nou tractat, Rákóczi començà a apaivagar les seves escomeses contra els Habsburg, i davant la desconfiança de la capacitat de negociació del nou emperador Josep I, abandonà el regne el 21 de febrer de 1711 i va marxar a Polònia. El baró Alexandre Károlyi va quedar-se aleshores al comandament de les forces de Rákóczi i començà a negociar la pau amb l'emperador. Tanmateix, el 17 d'abril va morir l'emperador Josep I i el seu germà Carles VI pujà al tron i continuà amb les negociacions. D'aquesta manera, el 30 d'abril de 1711 se signa la pau de Szatmár entre els rebels hongaresos i els imperials, tancant el capítol d'alçaments anti-Habsburg durant aquella època (Francesc Rákóczi no va tornar mai més a Hongria; va viatjar per diversos territoris europeus buscant protecció i va acabar morint exiliat a Rodostó, en territori turc, el 1735).

#### Maria Teresa I d'Àustria

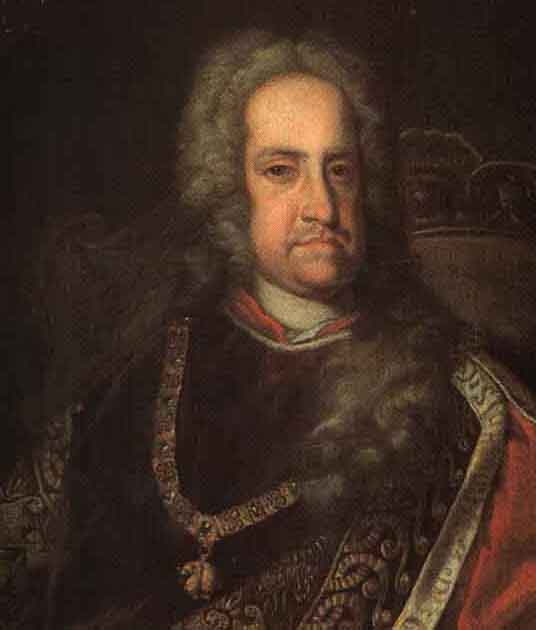
Carles VI, emperador germànic i rei d'Hongria

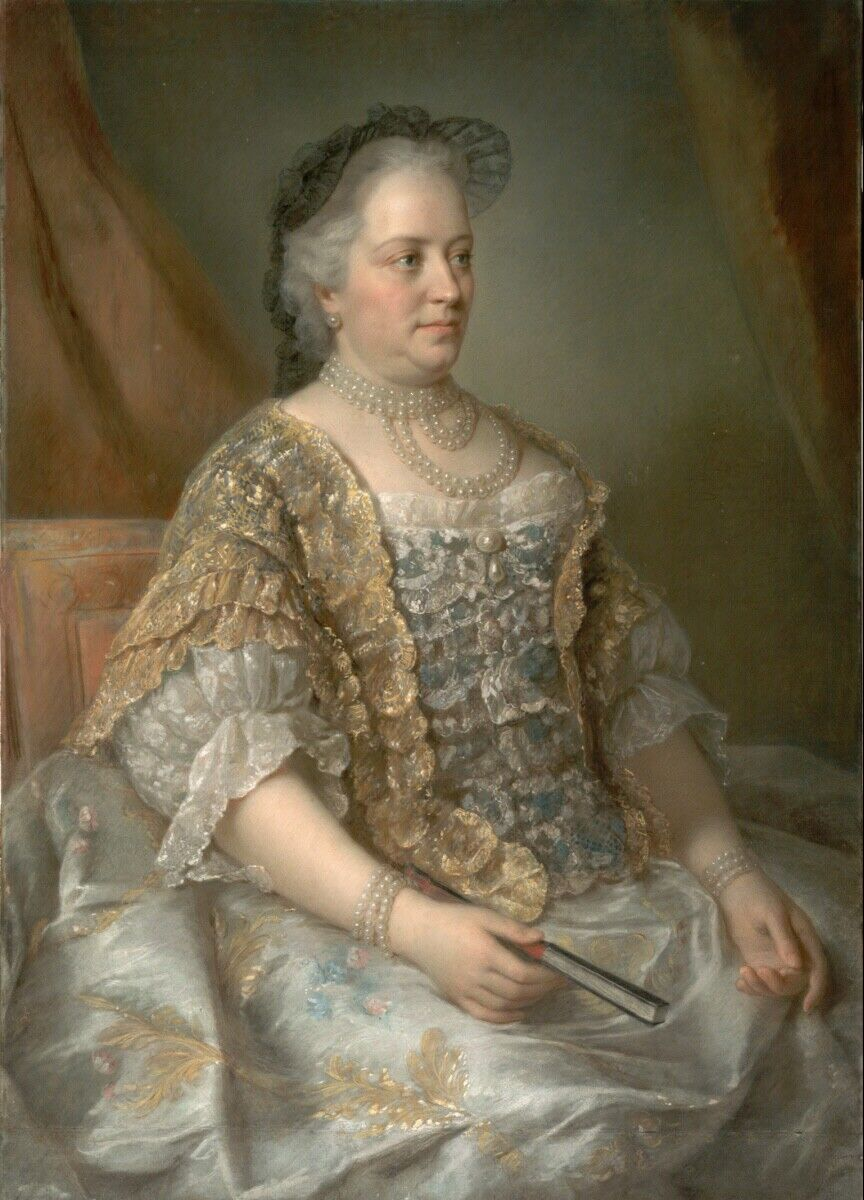
Maria Teresa, reina d'Hongria

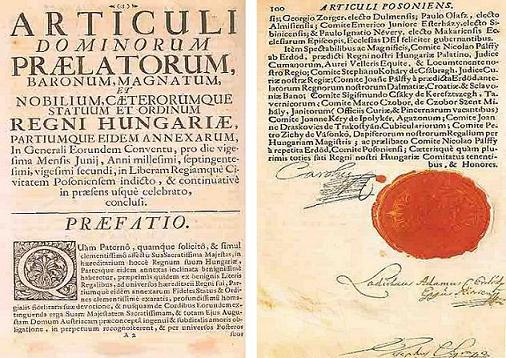
La pragmàtica sanció de 1713

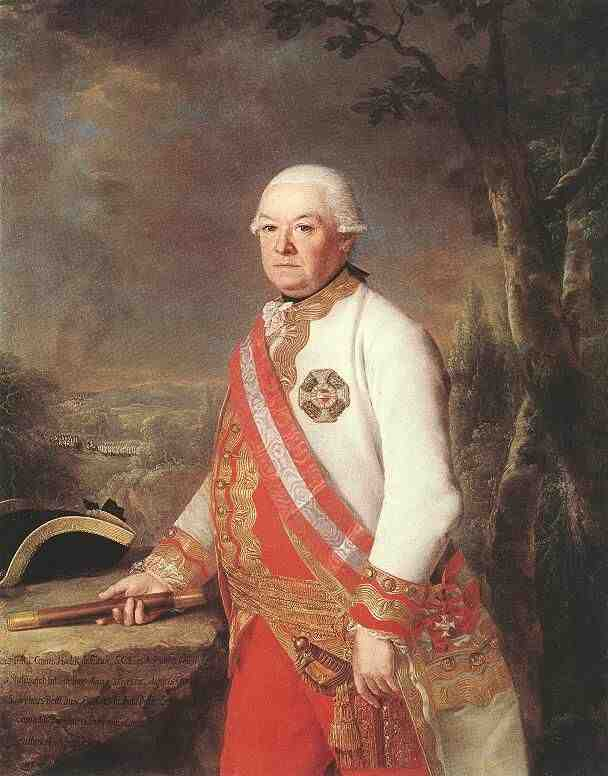
El comte hongarès András Hadik

El 1713 acabà la Guerra de Successió espanyola amb el tractat d'Utrecht, reafirmant-se la supremacia dels Habsburg als seus territoris. Això no obstant, el fill de Leopold I tenia un problema, i és que el nou emperador germànic i rei d'Hongria Carles VI, davant la falta d'hereters, havia previst l'emissió del document conegut com a pragmàtica sanció. S'hi estipulava que la seva filla Maria Teresa, tot i ser dona, podia succeir-lo en el tron, conservant així el cognom dels Habsburg en els seus fills, sense importar qui va ser llur pare.
Els otomans ataquen el 1715 el Regne d'Hongria, confiats que Carles VI era feble després de la guerra contra França. Van dur-se a terme diverses campanyes contra els otomans (1716-1718), i els exèrcits hongarès i imperial unificats reconqueriren la major part de Valàquia i de Sèrbia, expulsant-ne els turcs. El soldà Ahmet III i Carles VI signaren el tractat de Passarowitz el 1718, a partir del qual els turcs van retirar-se definitivament de les regions que ocuparen durant 164 anys. Després d'aquests conflictes, la Gran Assemblea d'Hongria i la Gran Assemblea de Transsilvània acceptaren i reconegueren la pragmàtica sanció de Carles VI, no sols acceptant-lo com a sobirà dels hongaresos, sinó també reconeixent els seus desitjos successoris pel que feia a la seva filla. El 1731 Carles VI sanciona la Carolina Resolutio, en què es legalitzaven les confessions religioses protestants (calvinista, luterana i unitària) al Sacre Imperi Romanogermànic i al Regne d'Hongria.
El 1736 Maria Teresa es casà amb el duc Francesc I, que era regent d'Hongria des del 1732, quan encara l'imperi havia de fer front a l'amenaça turca. Carles VI continuà amb les seves campanyes contra els otomans el 1737, tot i que fou expulsat de Sèrbia el 1738 per les forces otomanes que van conquerir novament aquella regió. Aquests enfrontaments van concloure amb el tractat de Belgrad, segons el qual la part oriental de Valàquia i Belgrad tornaven a formar part de l'Imperi Otomà.
El 1740 mor l'emperador, i puja per fi al tron Maria Teresa, ja casada amb Francesc I. De seguida el rei Frederic el Gran de Prússia manifestà el seu desacord i mobilitzà el seu exèrcit cap a la regió de Silèsia, sense reconèixer Maria Teresa i adjudicant-se a si mateix el dret de regnar en el seu lloc: això va desembocar en la Guerra de Successió austríaca.
Frederic el Gran annexionà Silèsia a Prússia i, d'altra banda, Carles VII va envair la regió septentrional d'Àustria, amb suport de tropes franceses. Urgentment, Maria Teresa es trasllada a Bratislava, una de les ciutats capitals del Regne d'Hongria, i es reuneix amb l'alta noblesa hongaresa per demanar-li ajut en el conflicte. Després de diversos enfrontaments, Maria Teresa signà la pau el 1742 amb Frederic el Gran i va renunciar a Silèsia, però a canvi de ser reconeguda en el seu càrrec de reina. La reina començà, doncs, a obrar per la defensa dels drets dels practicants de la fe cristiana ortodoxa a Transsilvània, i el 1743 fou coronada reina de Bohèmia a Praga. Com que Frederic el Gran no podia permetre-ho, va llançar el seu exèrcit contra Praga, però les tropes de la reina van expulsar-lo de Bohèmia. El 1745, les forces imperials van avançar fins a Baviera al comandament del general hongarès, el comte Carles Batthyány, derrotaren l'emperador usurpador i escolliren en lloc seu Francesc I, marit de Maria Teresa. Fou aleshores que va signar-se de nou la pau, en la qual Silèsia va quedar en territori prussià.
Durant les següents dècades la reina continuà amb una política de reafirmació del seu poder als estats germànics, tot conduint campanyes encapçalades per diversos generals hongaresos, com el comte András Hadik. El 1765, va morir el seu marit i immediatament després el seu fill gran, Josep II va pujar al tron.

#### L'absolutisme il·lustrat dels Habsburg

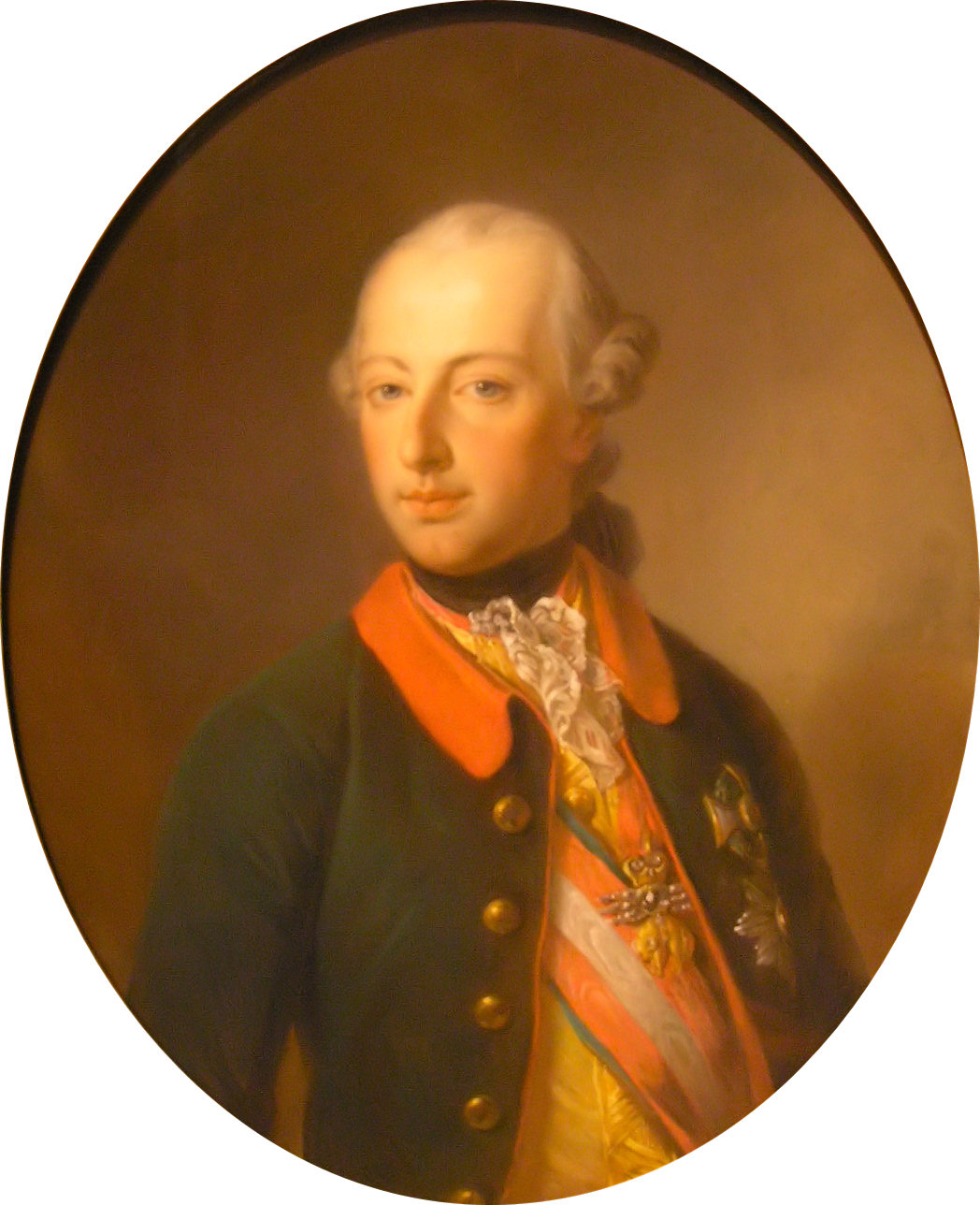
Josep II, emperador germànic i rei d'Hongria

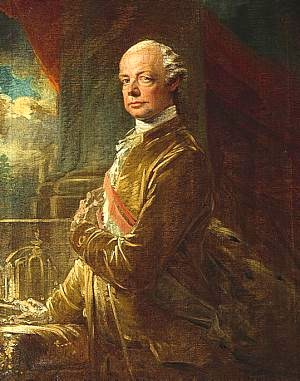
Leopold II, emperador germànic i rei d'Hongria

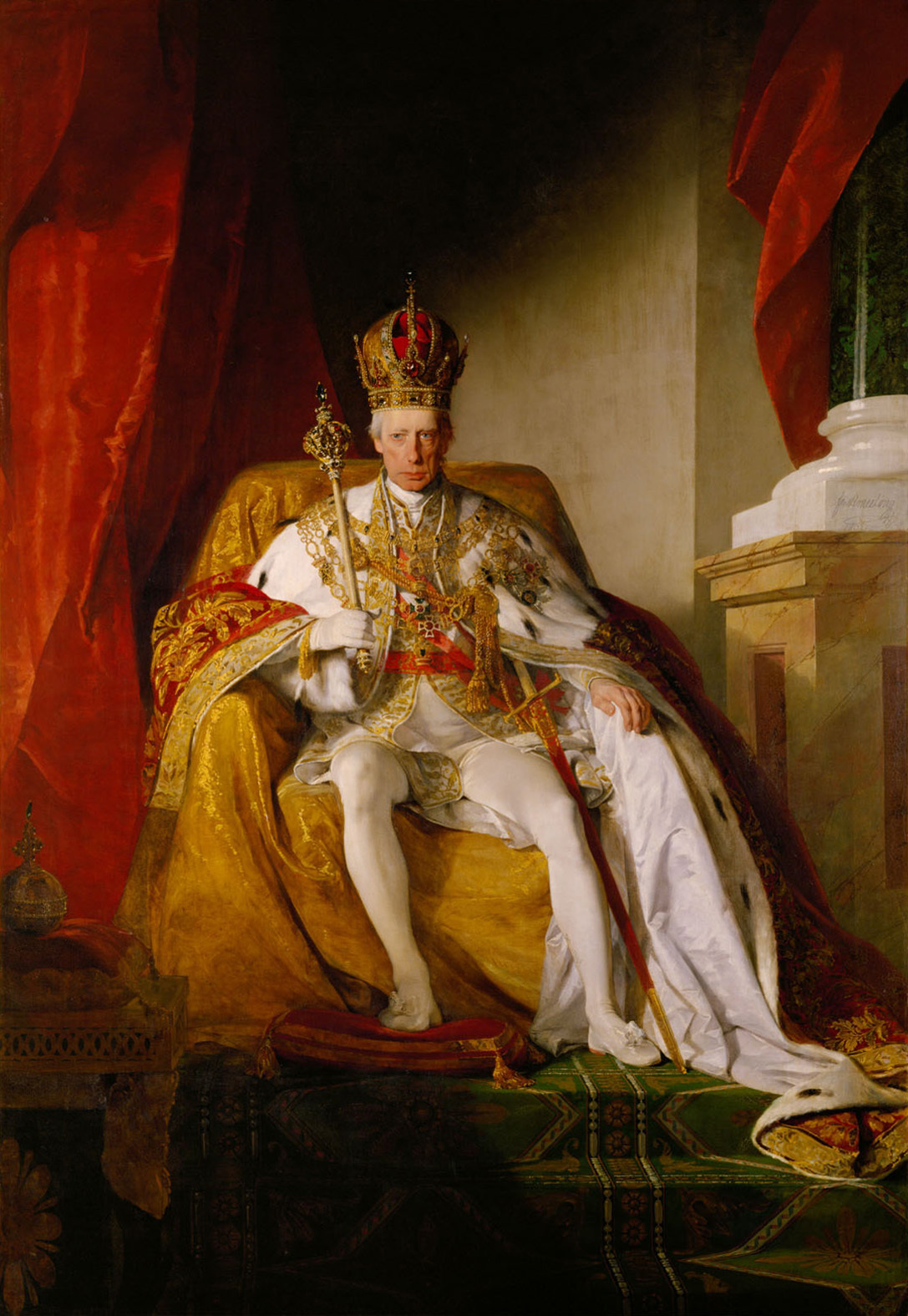
Francesc I d'Àustria, emperador d'Àustria, rei d'Hongria i Bohèmia

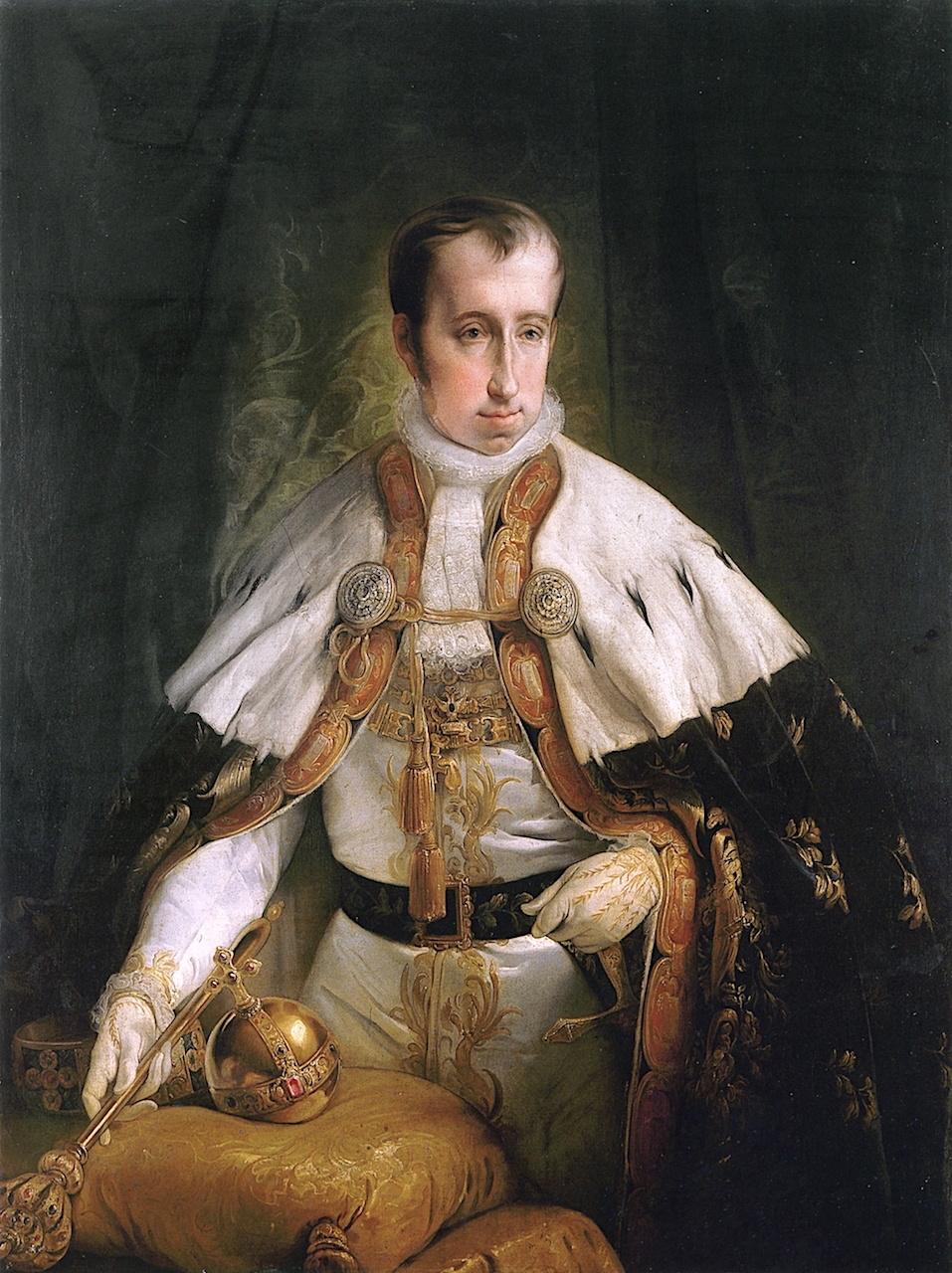
Ferran I d'Àustria, emperador germànic, rei d'Hongria i de Bohèmia

Els seus contemporanis admiraven Josep II per la seva gran cultura i habilitat per a governar. Després de la mort de la seva mare Maria Teresa, fou escollit rei d'Hongria el 29 de novembre de 1780, però per decisió pròpia no va fer-se coronar i tampoc no feu el jurament de monarca. Per tant, no estava compromès a respectar les lleis que protegien els hongaresos del poder absolut del monarca germànic. Per això, va ser anomenat el rei embarretat, ja que no feu servir la corona hongaresa, sinó només barrets.
Va començar tot de reformes en ensenyament i cultura. Començà a limitar l'Església catòlica, restringint-ne l'enviament de diners a Roma des dels monestirs de l'imperi i d'Hongria. També ordenà el 1781 un decret de tolerància per als protestants i per als grecs ortodoxos. El 1783 Josep II feu un viatge per Hongria, i visità les regions de Croàcia i Transsilvània. El 1784 decretà que l'alemany fos la llengua oficial al Regne d'Hongria, i va dividir els territoris d'Hongria i de Transsilvània en noves entitats politicoadministratives i prohibí el maltractament dels serfs, així com que els advocats de l'estat defensessin els interessos dels camperols.
El 1787 va esclatar la Guerra russoturca i el 1788 Josep II intervingué prenent la ciutat de Šabac, però després va veure's obligat a fugir quan intentava assegurar el control a Lugos. Tornà a Viena malalt, però el 1789 ordenà que el seu exèrcit tornés a lluitar, i juntament amb els russos expulsaren els otomans de Valàquia i prengueren definitivament la ciutat de Belgrad.
El 1790 s'independitzà Bèlgica de l'imperi, i Hongria intentà seguir-ne els passos cercant, en va, aliança amb el Regne de Prússia. Aquell mateix any va morir Josep II i fou succeït pel seu germà petit Leopold II. Aquest nou monarca desfeu moltes de les obres que començà el seu germà. Va dissoldre la policia secreta de Josep II i es va restituir a Hongria el llatí en comptes de l'alemany, i el Consell a Buda establí que les sessions es tornessin a fer en hongarès.
Leopold II signà un tractat de pau amb el soldà Selim III. A mitjans d'aquell any, fou escollit emperador i l'Assemblea d'Hongria va traslladar-se a Bratislava, on fou coronat com a rei d'Hongria i on van escollir el seu quart fill, Leopold, palatí d'Hongria. El nou emperador apel·là el 1791 als altres monarques europeus a enfrontar-se a la Revolució francesa i signà un tractat militar amb Frederic Guillem II de Prússia per protegir-se dels francesos. Tanmateix, el 1792 va morir sobtadament, i va succeir-lo el seu fill gran, Francesc I d'Àustria.
Abans que fos coronat emperador germànic i rei d'Hongria, Viena va rebre la declaració de guerra dels francesos, que operaven segons les disposicions de l'Assemblea Legislativa, creada durant la revolució. En març del 1792 fou coronat aleshores Francesc I i l'octubre de 1793 la seva tieta Maria Antonieta d'Àustria i el seu marit, Lluís XVI de França, foren executats pels revolucionaris. Aquell any van començar les guerres de la Revolució francesa (1793-1802), en què les nacions europees (com l'hongaresa), intentaren contenir els exèrcits francesos, en moltes ocasions sense èxit. Un cop que van acabar les guerres, van esclatar les guerres napoleòniques (1802-1815), conduïdes per Napoleó Bonaparte, que el 1806 forçà Francesc I a renunciar al títol d'emperador del Sacre Imperi Romanogermànic, conservant només el títol d'emperador austríac que havia assumit prèviament el 1804.
Napoleó finalment fou derrotat en la batalla de Waterloo el 1815, i el nou mapa d'Europa entra en vigor segons l'acord del Congrés de Viena de 1814. El 1830 va ser escollit a Bratislava Ferran I rei d'Hongria, fill de Francesc I, qui, si bé era president de la nova Confederació Germànica, ja no era considerat com a emperador del Sacre Imperi Romanogermànic. Cinc anys després, Francesc I va morir, i el seu fill, el rei d'Hongria, fou coronat també emperador austríac com a Ferran I d'Àustria.

#### Reformes nacionals
| [[:Image:\|Himne nacional d'Hongria]]                                                            |
| [[Fitxer:\|180px\|noicon]]                                                                       |
| La lletra fou escrita el 1823 per Ferenc Kölcsey i el 1844 Ferenc Erkel va compondre'n la música |
|                                                                                                  |

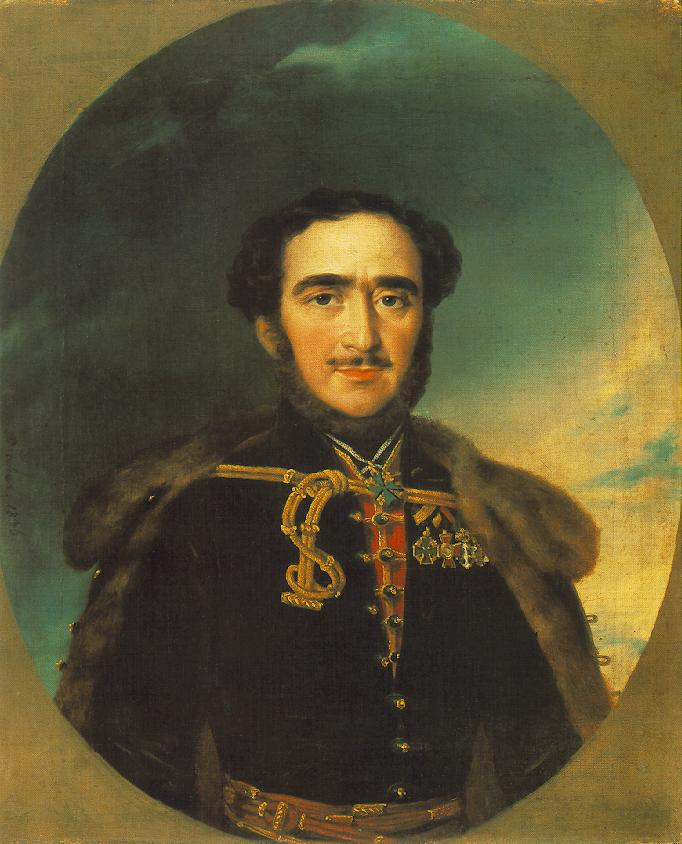
El comte István Széchenyi

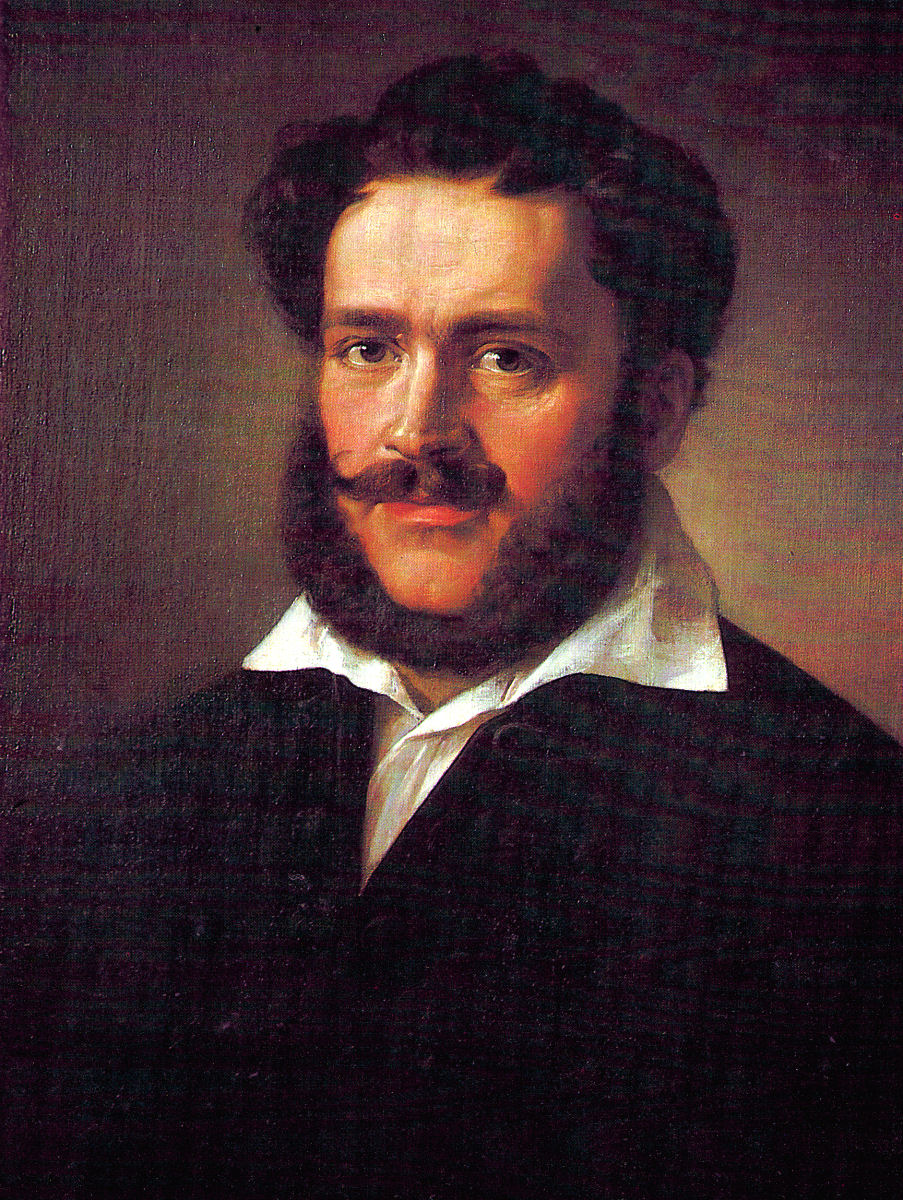
El baró Nicolau Wesselényi

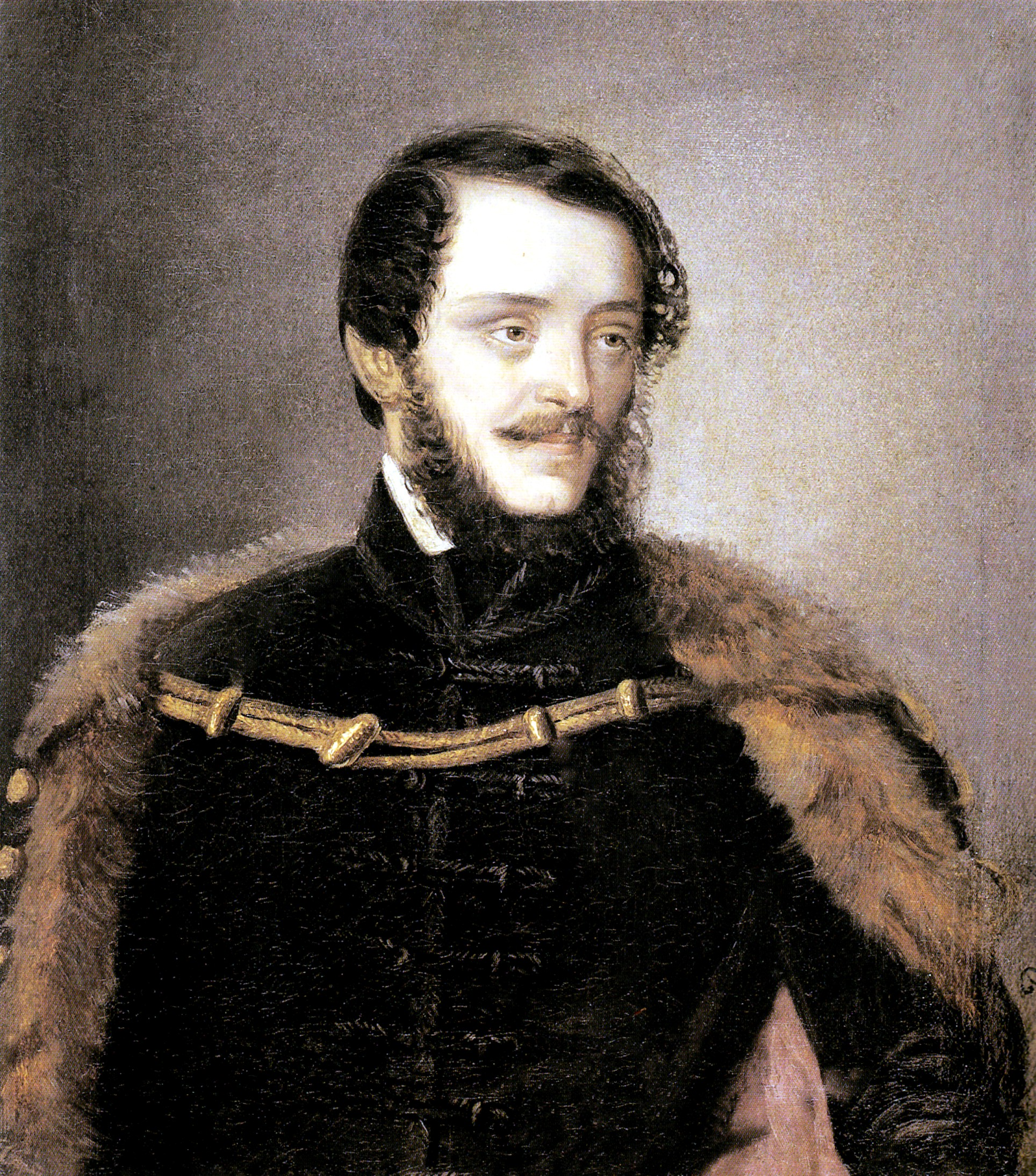
Lajos Kossuth

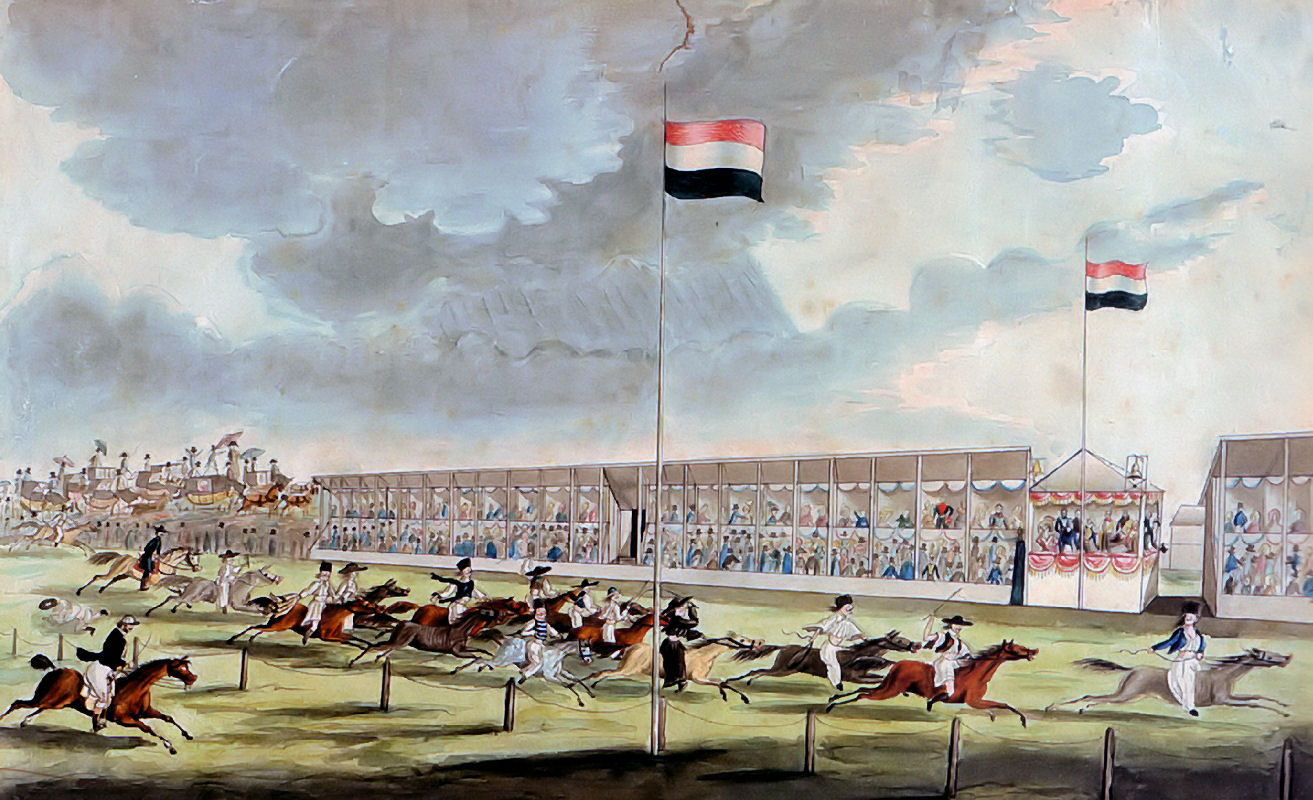
Primera cursa de cavalls a Budapest (1827), per István Széchenyi

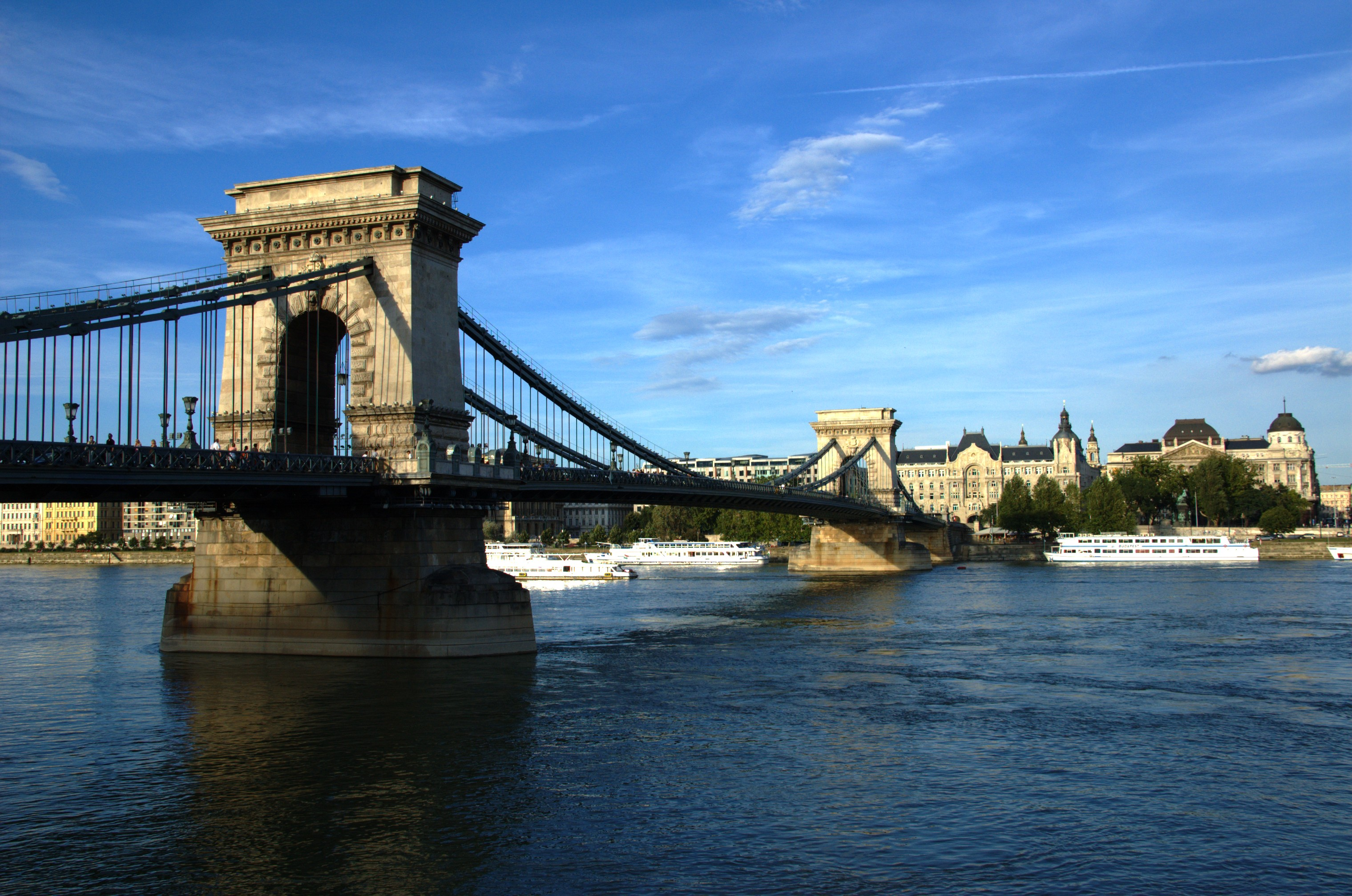
El pont de les Cadenes (1847), una de les obres d'István Széchenyi

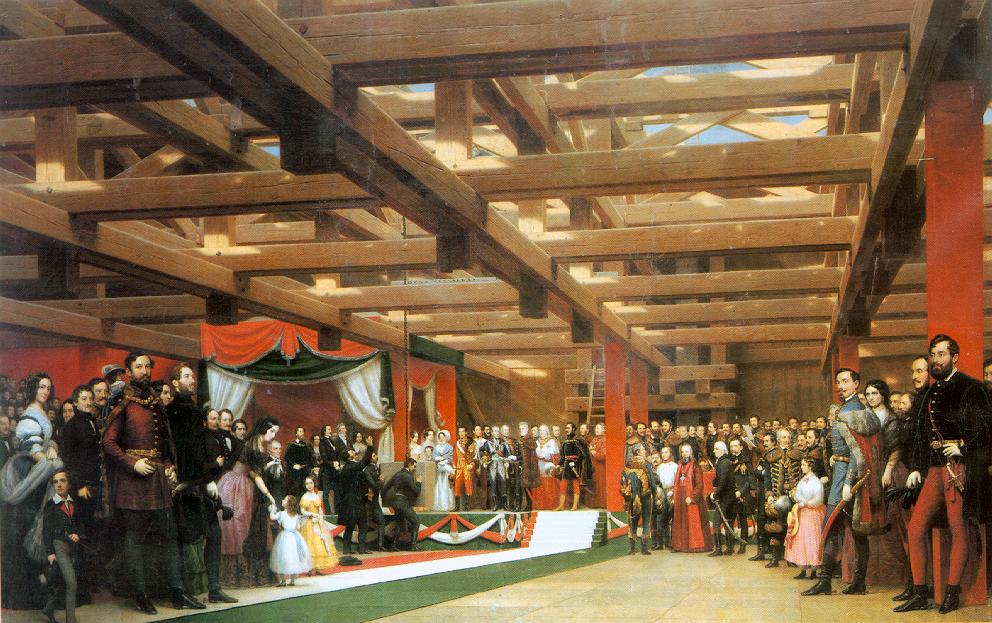
Col·locació de la pedra angular del Pont de les Cadenes. Obra de Miklós Barabás (1864)

Els tres colors de la bandera d'Hongria (utilitzats des de l'època de Maria Teresa I d'Àustria el 1743) s'oficialitzaren i van ser molt populars com a símbol de la identitat nacional

Durant els darrers anys del regnat de Francesc I d'Àustria i els primers de Ferran I, Hongria va experimentar una intensa modernització, irònicament impulsada per la seva pròpia aristocràcia i no pas pel monarca austríac. La nació hongaresa, endarrerida en molts aspectes després d'un segle i mig d'ocupació otomana, amb la manca d'un rei hongarès deslligat del tron de l'Imperi germànic i posteriorment austríac, necessitava un impuls per posar-se al nivell d'altres països com Anglaterra o França. Així doncs, a començaments del segle xix s'inicià una modernització industrial, es va donar una gran importància al món literari i cultural, en què l'idioma i la història hongaresa van rebre prestigi i van començar a estudiar-se; es creà també l'himne nacional i un nou estatus per als serfs.
A partir de 1825 es reprèn la reunió regular del Parlament d'Hongria, on totes les províncies enviaven els seus representants. Això va tenir un gran significat, ja que els mateixos hongaresos nobles anaven guanyant lentament la possibilitat de defensar llurs propis interessos davant dels austríacs.
Una de les principals figures d'aquella època fou el comte István Széchenyi (1791-1860), que, aprofitant l'enorme fortuna de la seva família, va prendre com a responsabilitat pròpia la modernització del país. El 1825, donà una gran quantitat de diners per fundar l'Acadèmia de Ciències d'Hongria i el 1830 publicà un llibre anomenat El crèdit, en què plantejava un nou programa de reformes per donar fi als últims vestigis del feudalisme al regne. Contribuí que el riu Danubi fos navegable amb vaixells de vapor, tot creant-hi ports i drassanes. També participà en la construcció de les vies de ferrocarril més importants; construí estadis per a curses de cavalls, casinos i centres termals, i el 1849 va acabar les obres del primer pont fix que comunicava finalment les dues parts de Budapest, l'anomenat pont de les Cadenes.
Una altra figura important d'aquells temps fou el noble Lajos Kossuth (1802-1894), que cap al 1830 ja era un personatge públic en la política hongaresa de l'època, tractant de convèncer la noblesa perquè donés suport als seus projectes cada cop més independents del poder central del rei hongarès i emperador austríac a Viena. Els principals ofesos i enemics d'aquestes reformes nacionals foren Francesc I d'Àustria i el canceller Klemens von Matternich, que intentaren de fer-les fracassar fent servir el terror i empresonant personalitats com Ladislau Lovassy, el baró Nicolau Wasselényi o el mateix Lajos Kossuth.
Kossuth, finalment, fou arrestat i després de ser alliberat acudí a la cort amb una nova tàctica, car de gener de 1841 ençà esdevingué l'editor general del diari Pesti Hírlap. Si bé una forta censura castigà el periòdic, Kossuth va enginyar-se-les durant els següents anys per comunicar els problemes de la situació social, política i econòmica que assetjaven el Regne d'Hongria aleshores. El seu programa de reformes també fou inserit en els exemplars que es publicaven, en què parlava sobre temes com el deure dels nobles de pagar impostos (cosa que encara no feien en aquella època) i el fet d'acabar amb la situació dels serfs. Amb temes com aquests, units amb el distanciament respecte de la monarquia vienesa, Kossuth s'enfrontà diverses vegades amb el comte Széchényi, que tenia una postura més conservadora i orientada cap al monarca germànic, ja que ell considerava que Hongria no era capaç de sobreviure sola encara.
El baró Nicolau Wesselényi fou un altre personatge de gran rellevància per a la reforma hongaresa a Transsilvània i en altres zones del regne, donant suport apassionadament a l'alliberament dels serfs i puntualitzant la relació vertadera entre nobles i plebeus. També aconseguí que el 1837 es canviés també a Transsilvània el llatí per l'hongarès com a llengua oficial. El comte Aureli Dessewffy (1808-1837) actuà com a opositor de la reforma, formant un partit conservador que treballava directament per a la cort de Viena, i si bé era membre de l'Acadèmia de Ciències i adversari polític de Kossuth, fou reconegut per les seves obres i per les seves contribucions a l'estat com a ciutadà hongarès.
Tots aquests canvis impulsaren l'esclat del nacionalisme hongarès, revifant l'anhel de la independència, jugant amb la idea de no reconèixer el rei d'Hongria, Ferran I d'Àustria, i establir una república independent. Tota aquesta acumulació de sentiments, desitjos, esdeveniments i personatges van fusionar-se el 1848, i davant la revolució alemanya de 1848-1849, Hongria va unir-se a la desobediència a l'Imperi Austríac.

#### Revolució de 1848

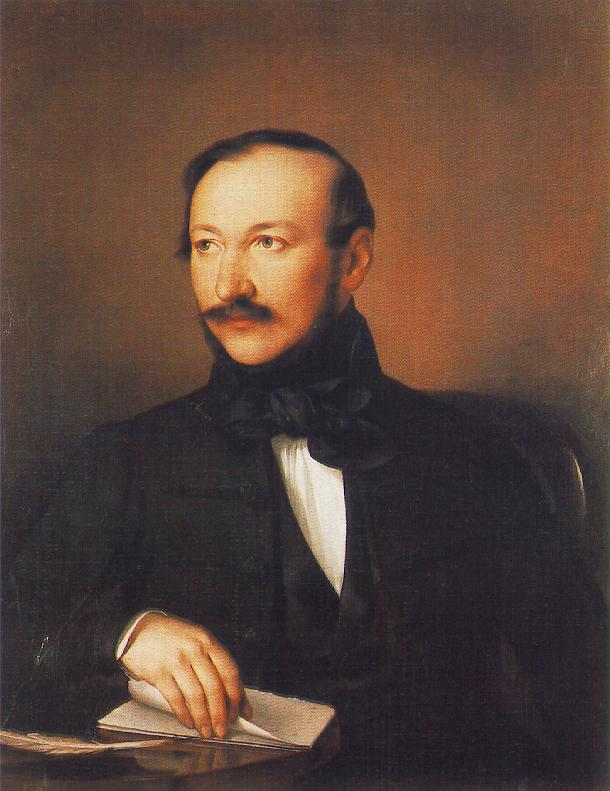
Mihály Vörösmarty, poeta hongarès de la revolució de 1848

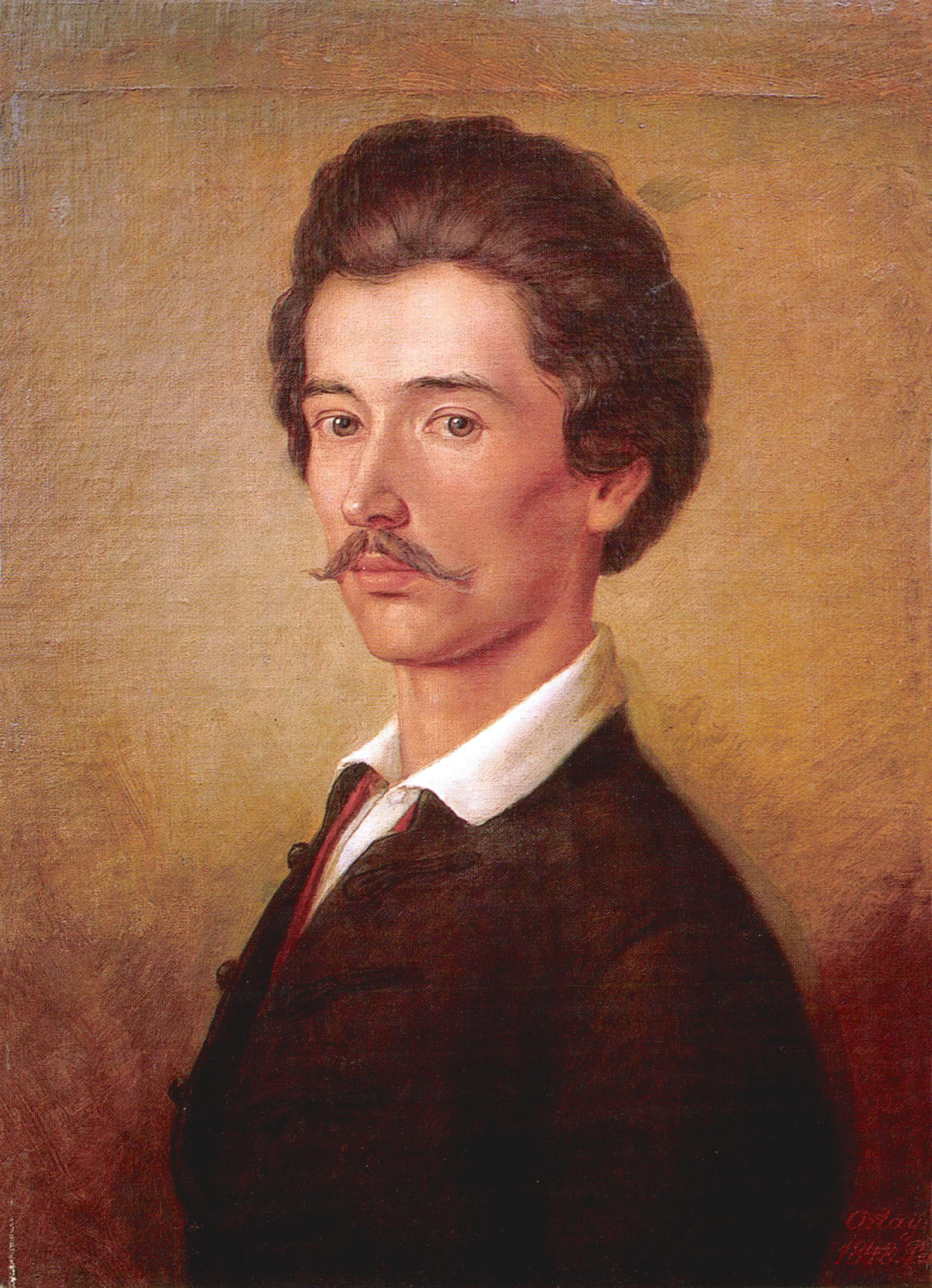
Sándor Petőfi, poeta hongarès, figura rellevant de la revolució de 1848

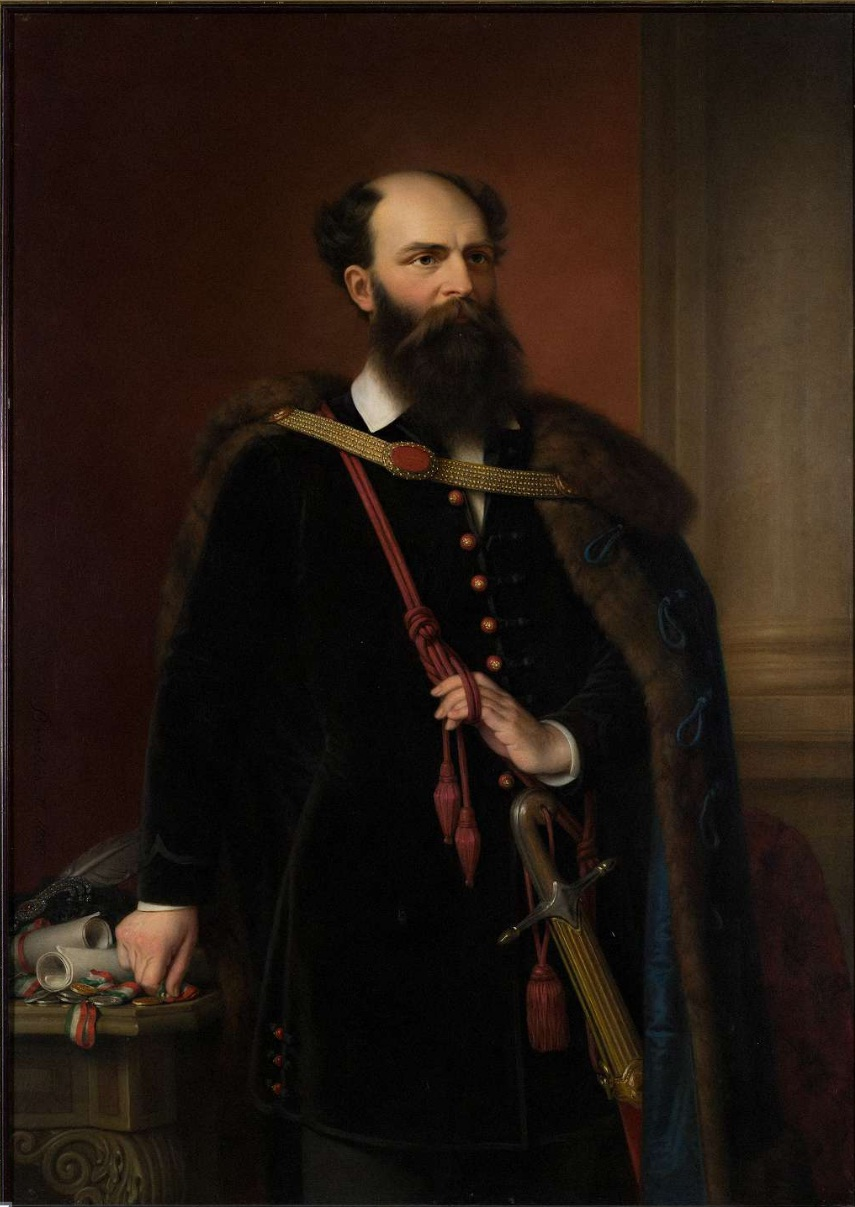
El comte Lajos Batthyány, primer ministre hongarès

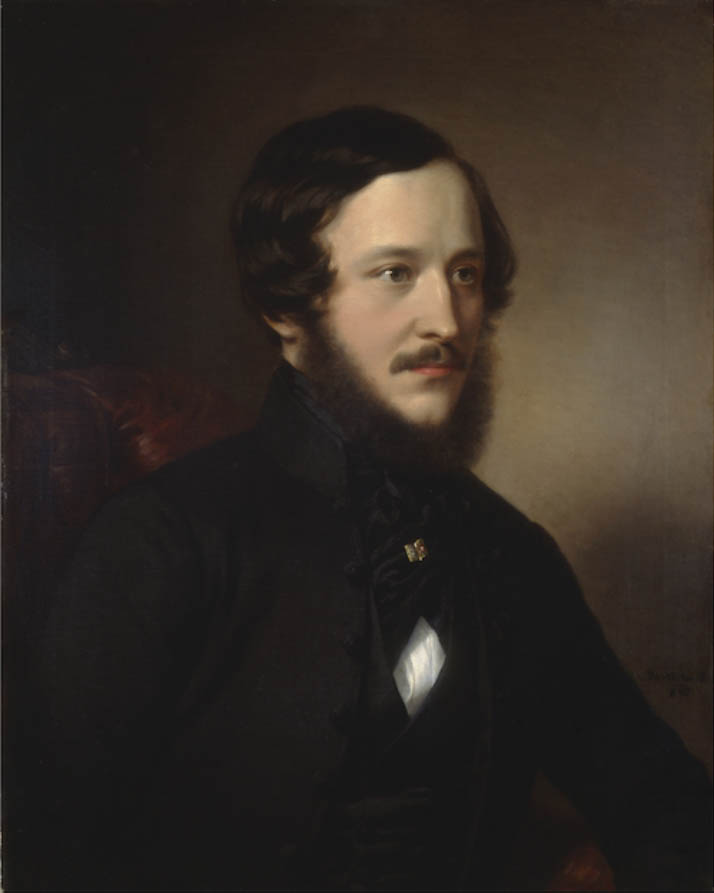
József Eötvös, membre del govern de Batthyány

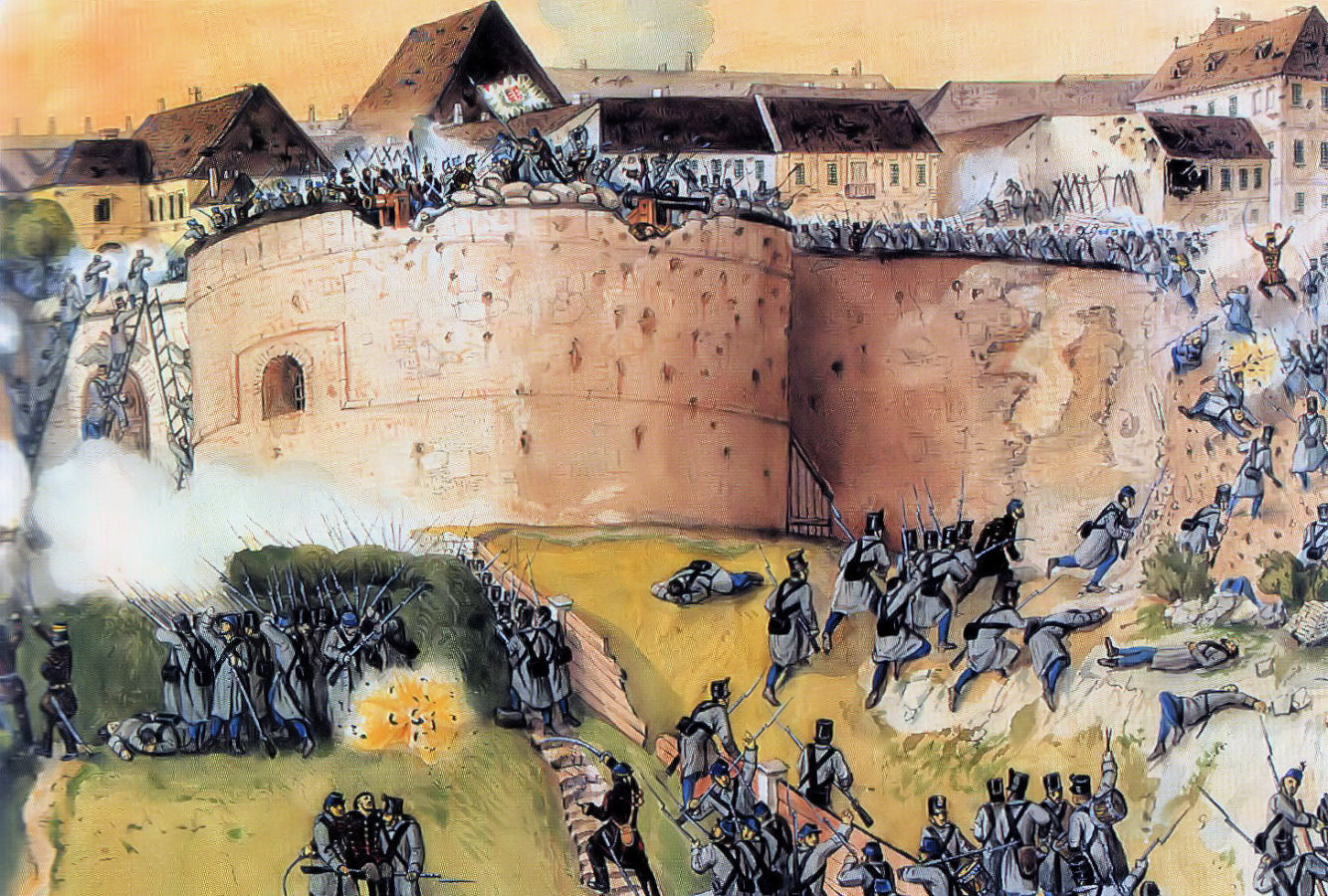
Les tropes hongareses prenen de nou la ciutat de Buda el 21 de maig de 1849

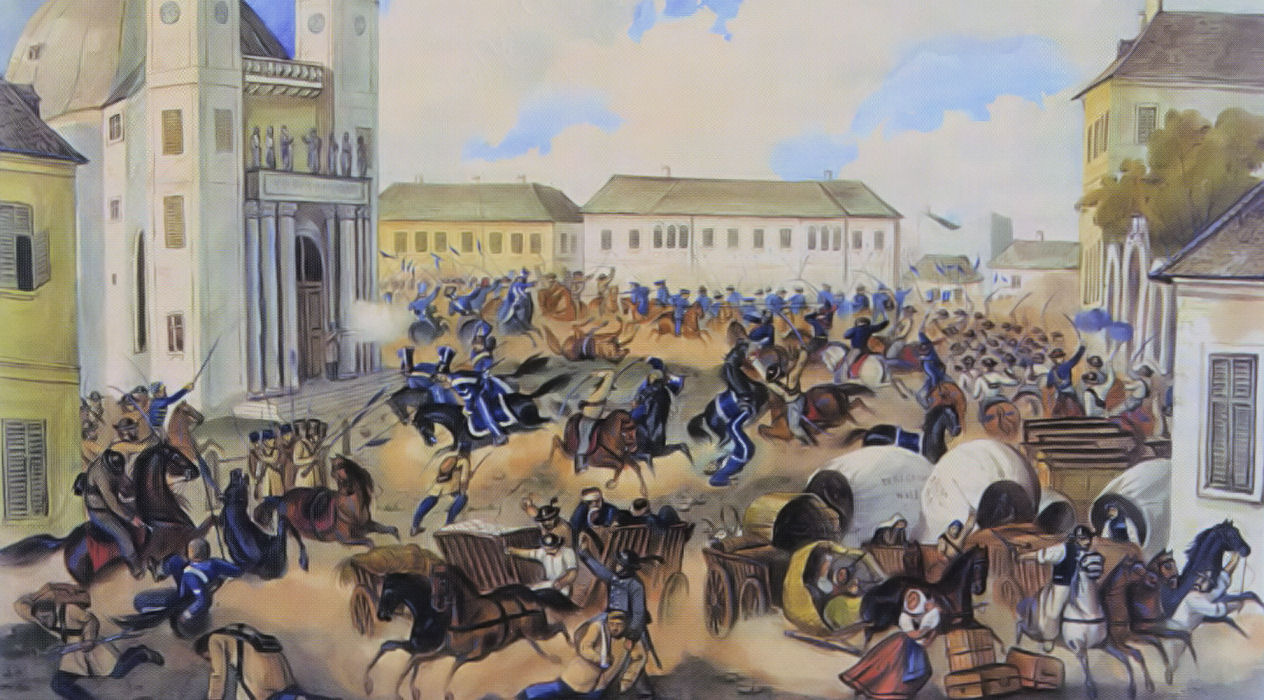
Batalla de Vác el 15 de juliol de 1849

El 1848 va esclatar la revolució a Palerm, després a París i el 13 de març finalment a Viena. Hongria va sumar-se ràpidament a les protestes i el 15 de març un grup de joves hongaresos va reunir-se per iniciar el moviment a Budapest. Un jove poeta hongarès, Sándor Petőfi, va convocar-los i conduir-los amb una poesia nacionalista que va motivar la ciutat per unir-se a la rebel·lió. D'aquesta forma, van publicar dotze punts que contenien demandes de llibertat d'expressió, una guàrdia nacional, independència respecte d'Àustria, la creació d'un banc nacional, la reunió d'una assemblea nacional anual a la ciutat de Pest... Juntament amb la demanda formulada, el vers de la Tonada nacional de Petőfi i la "crida" de Mihály Vörösmarty continuaren encoratjant els hongaresos per enfrontar-se als austríacs. Mentrestant, Lajos Kossuth discutia a Viena amb diversos líders dels moviments rebels locals per assegurar un moviment consolidat en territori hongarès. Ferran I, rei d'Hongria i emperador austríac, no volia donar el vistiplau a l'assemblea hongaresa que es reunia a Bratislava, però el 16 de març va veure-s'hi forçat a acceptar-la davant la revolució.
El monarca va decidir afavorir aquest moviment i el palatí d'Hongria, l'arxiduc Esteve d'Habsburg, nomenà primer ministre hongarès el comte Lajos Batthyány. El 7 d'abril el rei signà l'alliberament dels serfs i els articles sobre la independència del govern hongarès i el reconeixement del càrrec de primer ministre. El govern de Batthyány entrà en funció el 10 d'abril, mentre la revolució continuava a nivell nacional i internacional. El seu govern incloïa personalitats com Bertalan Szemere, ministre d'Interior, Lázár Mészáros, ministre de Defensa, Lajos Kossuth, ministre de Finances, Ferenc Deák, ministre de Justícia, István Széchenyi, ministre de Treball i transports, Gábor Klauzál, ministre d'Agricultura i indústria, József Eötvös, ministre d'Ensenyament, Pál Eszterházy, ministre vocal davant el rei.
Quatre dies després, l'assemblea nacional va traslladar-se de Bratislava a Budapest i el 17 d'abril Ferran I d'Àustria va veure's obligat a fugir a Innsbruck, ja que Viena ja no era una ciutat segura. El 30 de maig l'assemblea de Koloszvár proclamà la total unió de Transsilvània amb Hongria, no considerant-la ja una regió annexionada com ho era des de l'expulsió dels otomans el 1686. El juliol d'aquell any, el govern hongarès assegurà la representació dels plebeus en l'assemblea nacional, així com l'emissió de la primera moneda en paper amb un valor de dos florins.
Això no obstant, l'exèrcit imperial de Ferran I d'Àustria començà a recuperar territori i l'agost de 1848 va prendre la ciutat de Milà, i la cort austríaca va tornar a Viena. Això generà una terrible pressió sobre els hongaresos, i el 10 d'octubre renuncià el govern de Lajos Batthyány.
Les forces imperials van prendre el control dels territoris hongaresos i el mateix Ferran I negà la seva contribució davant el nomenament del govern deposat. Tanmateix, diverses batalles van tenir lloc, en les quals els hongaresos aconseguiren sortir-ne victoriosos en algunes ocasions. El que revifà aquella situació, però, fou un alçament que va tenir lloc a la ciutat de Viena el 6 d'octubre, que obligà el monarca a escapar a Olomouc. Aquest alçament fou sufocat el 31 d'octubre, després que els hongaresos perdessin en la batalla de Schwechat el 30 d'aquell mes.
Aquell caos en l'imperi va anar afeblint el poder del monarca, i davant la seva imminent incapacitat de contenir les revolucions i els alçaments, renuncià al càrrec el 2 de desembre en favor del seu germà petit, l'arxiduc Francesc Carles d'Àustria, que també renuncià al càrrec per la seva incapacitat mental, i finalment el seu fill i únic hereter, Francesc Josep I, pujà al tron austríac.
L'1 de gener de 1849 l'exèrcit imperial ocupà la capital hongaresa i els dirigents militars de la resistència abandonaren la ciutat, tot veient-se forçats a enfrontar-se l'1 de febrer a 10.000 soldats russos a Transsilvània. Francesc Josep I demanà assistència al tsar rus per dominar les revolucions. L'1 d'abril començà la contraofensiva de l'exèrcit hongarès i, 13 dies després, davant tal crisi, Lajos Kossuth és nomenat president regent d'Hongria. El 24 d'abril la capital d'Hongria és alliberada i l'1 de maig es formà el govern de Berlatan Szemere, i Francesc Josep I fa la demanda formal al tsar Nicolau I de Rússia. El 21 de maig es recuperà Buda, l'altra banda de la ciutat de Budapest, a la vora occidental del Danubi. Tanmateix, el dia 30 fou nomenat comandant de l'exèrcit austríac el general Julius Jacob Haynau, i el 8 de juliol les forces imperials ocuparen la ciutat de Buda i de Pest, forçant el govern de Kossuth primer a traslladar-se a Szeged i després a renunciar als seus càrrecs.
El 6 d'octubre de 1849 els darrers soldats hongaresos foren vençuts i 13 generals foren capturats i executats a la regió d'Arad, a Transsilvània, els quals van ser coneguts com els 13 màrtirs d'Arad i profundament honrats en la història i en el folklore del país. A tall d'exemple, com que els militars austríacs brindaren amb cervesa després de l'execució dels generals hongaresos, el brindis amb cervesa va ser rebutjat a partir d'aleshores per gran part de la població hongaresa.

## Àustria-Hongria (1867-1918)

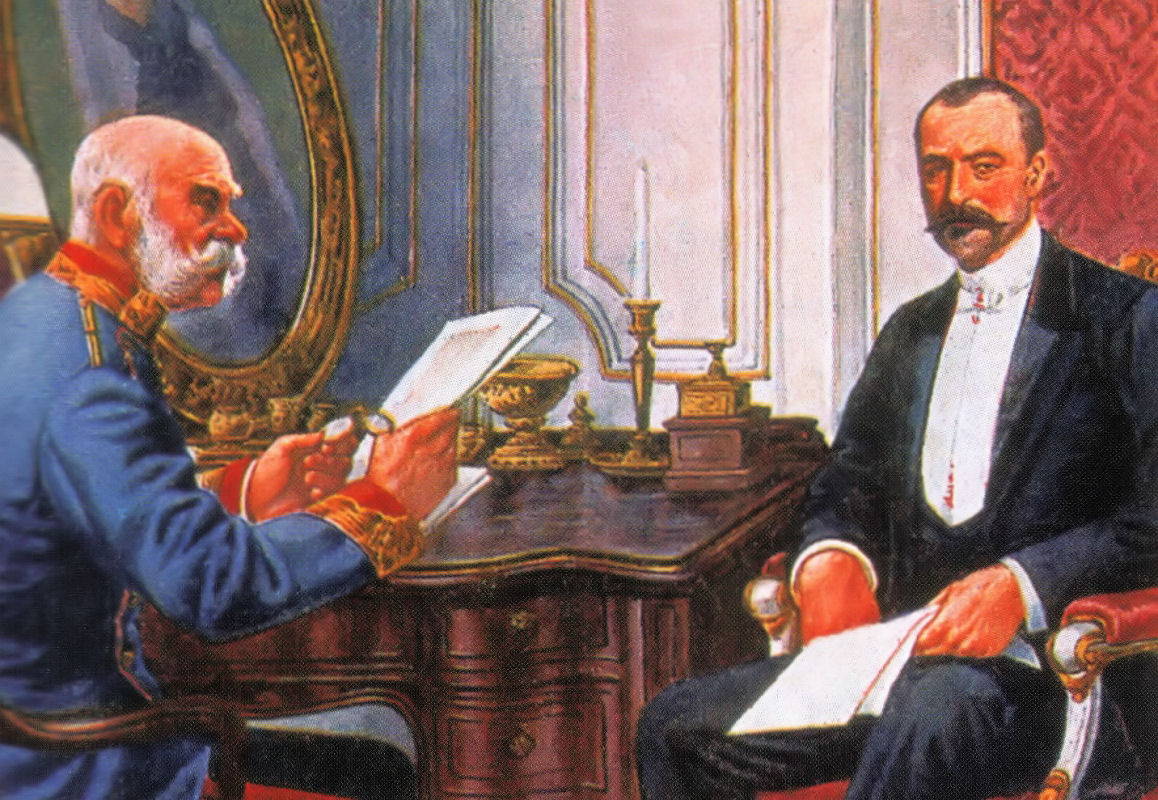
L'emperador austrohongarès Francesc Josep I i el polític hongarès István Tisza, les dues figures que marcaren principalment el període entre el compromís austrohongarès de 1867 i el final de la Primera Guerra Mundial. István Tisza era fill de l'antic primer ministre, Kálmán Tisza, també favorable a l'entesa amb l'emperador, a diferència de l'oposició més nacionalista magiar, que tenia per referència la revolució hongaresa de 1848

Després de l'intent fallit del govern central imperial, les successives derrotes posen de manifest la necessitat de l'emperador d'aconseguir el suport de l'oligarquia militar. Després de llargues negociacions, totes dues parts signen l'acord el 1867 conegut com el compromís austrohongarès de 1867 (l'Ausgleich). Aquest pacte entre l'emperador i la noblesa magiar fa tornar a Hongria el govern constitucional parlamentari, basat en un cens molt reduït i una gran autonomia interna, i així quedà l'estat dividit en dues parts que compartien únicament tres ministeris i l'exèrcit, que quedà controlat per l'emperador. Gran part de la classe política hongaresa s'oposà a l'acord, ja que era partidària de la independència aconseguida efímerament en la revolució de 1848, i també s'hi oposaren les minories.
Poc després de l'acord, es fundà a Hongria el Partit Liberal, amb Kálmán Tisza al capdavant, que dominà la política del país fins a finals de segle, defensant l'acord amb la cort de Viena davant l'oposició més independentista i afavorint un període de ràpid desenvolupament econòmic i industrial d'un país que encara era majoritàriament rural. La minoria jueva, en gran part assimilada ja, guanyà un paper destacat en la indústria, en el comerç i en la banca, mentre que el control polític i social va seguir sota poder de la noblesa i de l'alta burgesia, d'origen sobretot aristocràtic. Es va reprimir el nacionalisme de les minories i el nou moviment socialista. L'acord amb Viena, les clàusules econòmiques del qual s'havien de renovar cada deu anys, fou el principal tema de debat al Parlament, defensant l'oposició el seu canvi per aplicar mesures més nacionalistes.
Després del relleu de Tisza, van succeir-lo alguns gabinets liberals que mantingueren l'essència de la seva política. A començaments del segle xx, es desencadena una greu crisi que enfrontà l'oposició nacionalista hongaresa amb l'emperador a causa de la situació de l'exèrcit austrohongarès. Mentre que l'emperador desitjava aplicar mesures que el reforcessin i augmentessin el nombre de reclutes magiars, l'oposició nacionalista volia que s'apliquessin canvis que el fessin més hongarès, àdhuc l'ús del magiar com a idioma en el comandament en les unitats d'origen hongarès. L'enfrontament va fer que el 1905 se suspengués de nou el govern provisional i el monarca implantés un govern tecnòcrata. Aparentment reconciliades ambdues parts, l'oposició continuà oposant-se als canvis que desitjava el monarca fins pràcticament l'inici de la Primera Guerra Mundial, amb l'ampliació del cens, que l'emperador tractà de fer servir per a afeblir l'oligarquia de classe política magiar, com un dels temes principals de la política magiar fins al final de la guerra. Per sotmetre l'oposició nacionalista, l'emperador nomenà István Tisza (fill de Kálmán Tisza) primer ministre el 1913. Tisza s'oposà als canvis socials i polítics, negant-se a acceptar el creixement del moviment socialista, a concedir poder polític a les minories i a ampliar el sufragi; també va congelar pràcticament l'evolució política del país.

### Primera Guerra mundial

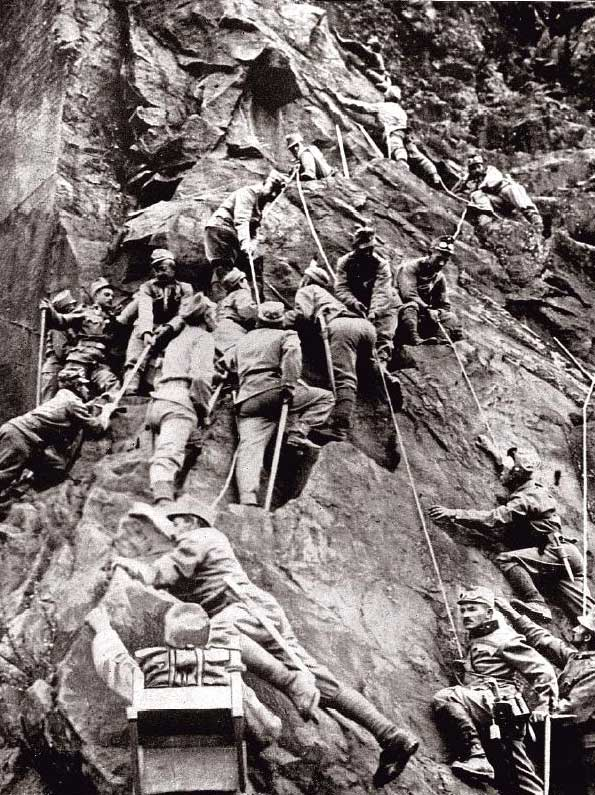
Tropes austrohongareses al Tirol

## Primer període republicà

### La república popular (1918-1919)
Després de la revolució dels Crisantems d'octubre de 1918 va formar-se un govern de coalició d'elements progressistes que tractaren d'implantar un sistema democràtic en la nova Hongria independent i republicana. El desordre intern i l'intens nacionalisme va impedir que es poguessin mantenir els territoris fronterers poblats per eslovacs, eslaus del sud i romanesos, que van decidir separar-se del govern de Budapest i foren ocupats pels països veïns amb el beneplàcit de l'entesa.
Davant les successives pèrdues territorials, el govern va decidir el març traslladar el poder a una coalició socialcomunista, incapaç d'evitar les pèrdues ni d'acceptar la nova exigència de l'entesa.

### Béla Kun i la República Soviètica d'Hongria de 1919

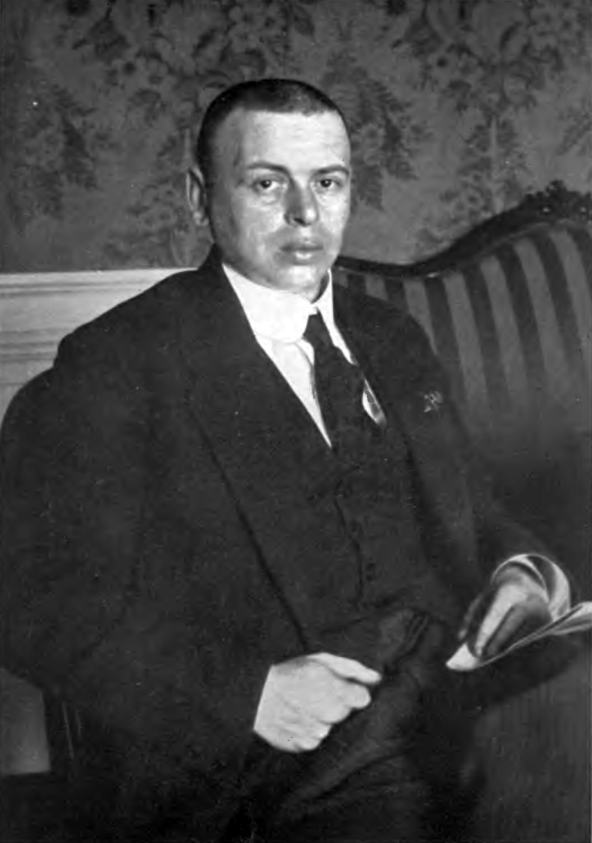
Béla Kun, primer ministre hongarès comunista (1919-1920)

Un cop acabada la Primera Guerra Mundial, Hongria va obtenir definitivament la independència d'Àustria després de més d'un segle de confrontacions. Va ser aleshores, en aquella situació de caos, que el militant comunista Béla Kun va prendre el poder del país durant un període breu de temps del 1919.
Després que tot d'oficials anticomunistes intentessin fer un cop d'estat fallit el 24 de juny d'aquell any, Kun reaccionà de manera violenta i va procedir a crear tribunals revolucionaris en què van sentenciar-se a mort centenars de persones que no donaven suport al comunisme a Hongria. Aquest període es va conèixer com el Terror roig.
Béla Kun fou finalment deposat i després d'un breu període de govern socialdemòcrata, el regent Miklós Horthy va aconseguir el control, reinstaurà la monarquia a Hongria, va portar l'ordre davant d'un caos polític i solucionà els problemes econòmics del país que encara s'arrossegaven de la Primera Guerra mundial. Governà fins al 1944, el final de la Segona Guerra Mundial.

## Regència (1920-1944)

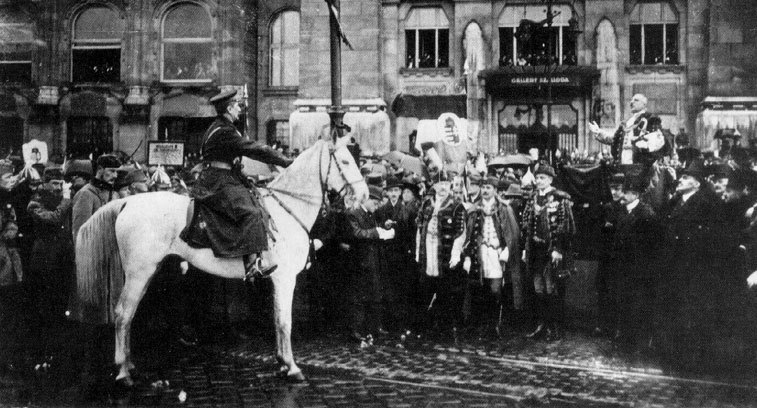
El regent Miklós Horthy és rebut a Budapest el 1919

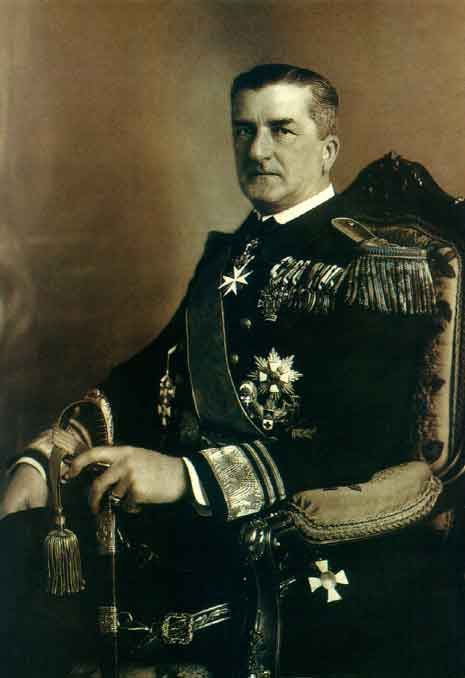
El regent Miklós Horthy

El gener de 1920 els ciutadans d'Hongria votaren en les primeres eleccions del país. Les votacions no van ser del tot lliures, ja que l'esquerra o bé va boicotejar-les o bé va ser exclosa de la votació. Una gran majoria de la dreta fou qui controlà l'assemblea unicameral. El març d'aquell any el Parlament va anul·lar el compromís de 1867 i restaurà la monarquia hongaresa, però va ajornar el retorn del rei fins que el desordre civil hagués cessat. En canvi, Miklhós Horthy fou escollit regent i se li va donar l'autorització de designar el primer ministre del país, d'exercir el dret de veto, de convocar o dissoldre el Parlament i de decidir sobre les forces armades.
En signar Hongria el tractat de Trianon el 4 de juny de 1920 ratificà el desmembrament del país. Les provisions territorials del tractat, que asseguraren la discòrdia continuada entre Hongria i els seus veïns, van requerir que els hongaresos renunciessin a més de dos terços del seu territori. Gairebé un terç dels deu milions d'hongaresos ètnics van quedar fora de llur pàtria. La composició ètnica del país fou homogeneïtzada gairebé totalment: els hongaresos passaren a constituir aproximadament el 90% de la població, els alemanys un 6% i eslovacs, croats, romanesos, jueus i romanins la resta de població.
Les noves fronteres internacionals van separar la base industrial d'Hongria de les seves fonts de matèries primeres i dels seus antics mercats per a productes agrícoles i industrials. Hongria va perdre el 84% dels seus recursos de fusta, el 43% de la terra llauradissa i el 83% de la seva riquesa mineral de ferro. Com que la major part de la indústria anterior a la guerra es concentrava prop de Budapest, Hongria va conservar aproximadament el 51% de la població activa industrial i el 56% de la producció industrial, el 82% de la indústria pesant i el 70% dels bancs. Les noves fronteres suposaren l'aparició d'una gran quantitat d'aranzels que bloquejaren el comerç danubià; per tant, la crisi fou inevitable.

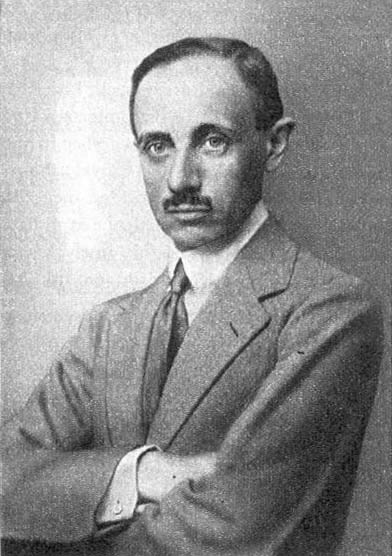
El comte Pál Teleki, primer ministre hongarès

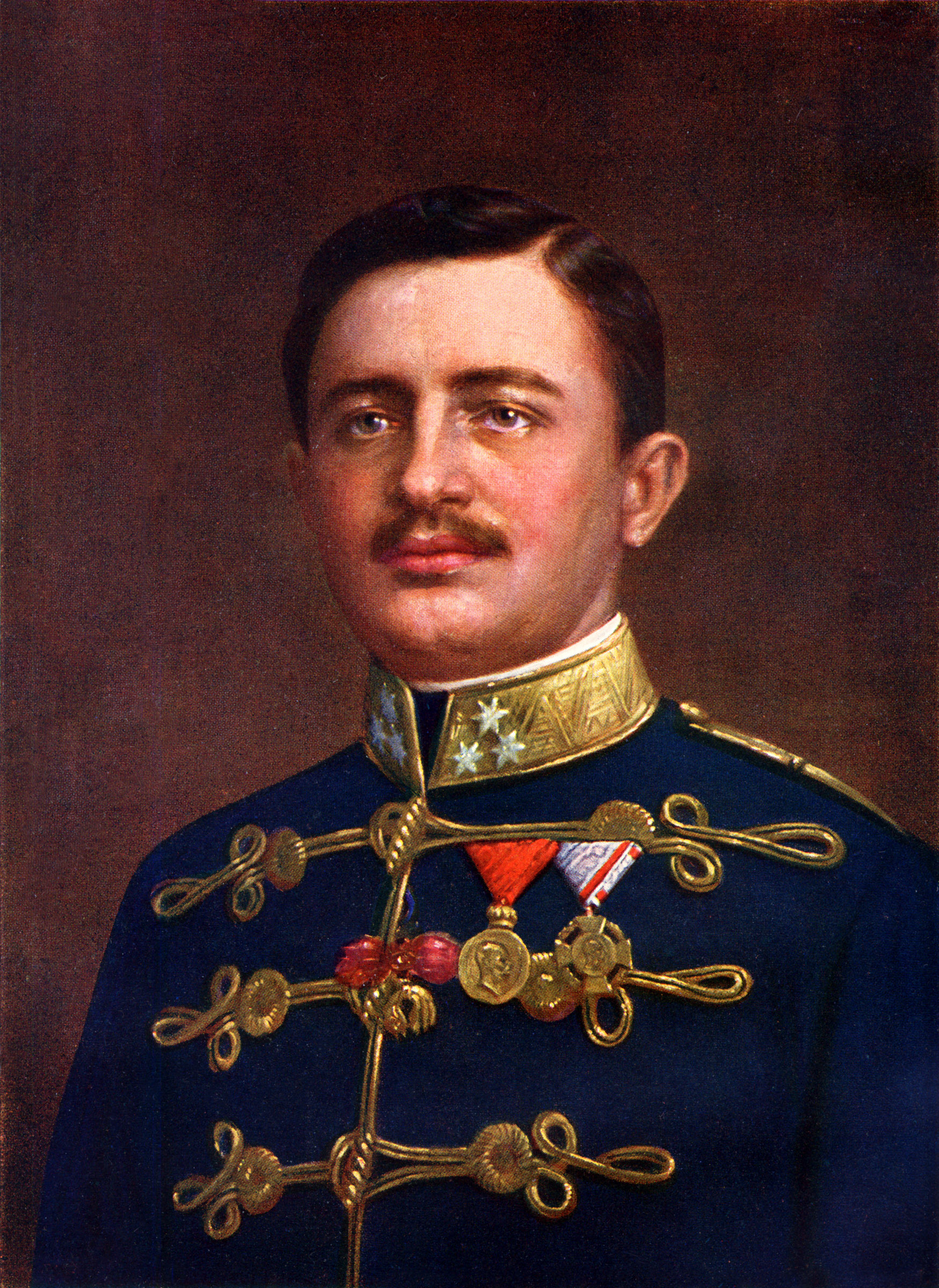
Carles I d'Àustria i IV d'Hongria.

Horthy designà primer ministre el comte Pál Teleki el juliol de 1920. El seu govern de dretes publicà una polèmica legislació centrada en l'admissió restrictiva "d'elements polítics insegurs" (sovint jueus) en universitats, i per calmar el descontentament rural, va prendre mesures inicials envers la realització d'una reforma agrària principal dividint aproximadament 3.850 km² dels latifundis més grans en propietats més petites. El govern de Teleki va dimitir, però, després que l'antic emperador, Carles IV, intentés sense èxit tornar al tron d'Hongria el març de 1921. El retorn de Carles va produir una escletxa entre els conservadors, que afavorien una restauració dels Habsburg, i els nacionalistes de dretes, que donaven suport a l'elecció d'un regent hongarès (concretament, Horthy).
El comte István Bethlen, un membre no afiliat de la dreta del Parlament, aprofità aquest forat per a formar un nou partit d'unitat sota el seu comandament. El regent Horthy va designar primer ministre Bethlen, i Carles IV va morir finalment a Madeira el 1922, poc després de fracassar en el seu segon intent de proclamar-se rei l'octubre de 1921.
Com a primer ministre, Bethlen dominà la política del país entre el 1921 i el 1931. Formà una maquinària política esmenant la llei electoral, proporcionant treballs als seus partidaris en la burocràcia i convocant eleccions manipulades en àrees rurals. Bethlen restaurà l'ordre en el país oferint llocs de feina als contrarevolucionaris a canvi que cessessin llur campanya de terror contra jueus i gent d'esquerres. També va arribar a un acord amb socialdemòcrates i amb sindicats per legislar llurs activitats. Va fer que el país entrés a la Societat de Nacions el 1922 perquè el país deixés d'estar aïllat internacionalment, fet que es produïa d'ençà la derrota en la Primera Guerra Mundial. La finalitat última de la seva política era anul·lar el tractat de Trianon. Això va fer amagar a l'opinió pública els problemes econòmics i socials del país. Els pocs resultats, però, i la gran crisi van fer trontollar greument el govern. El nou primer ministre, Gyula Gömbös, va començar aleshores un apropament a Alemanya el 1933 i hi signà un tractat comercial.

### Segona Guerra mundial

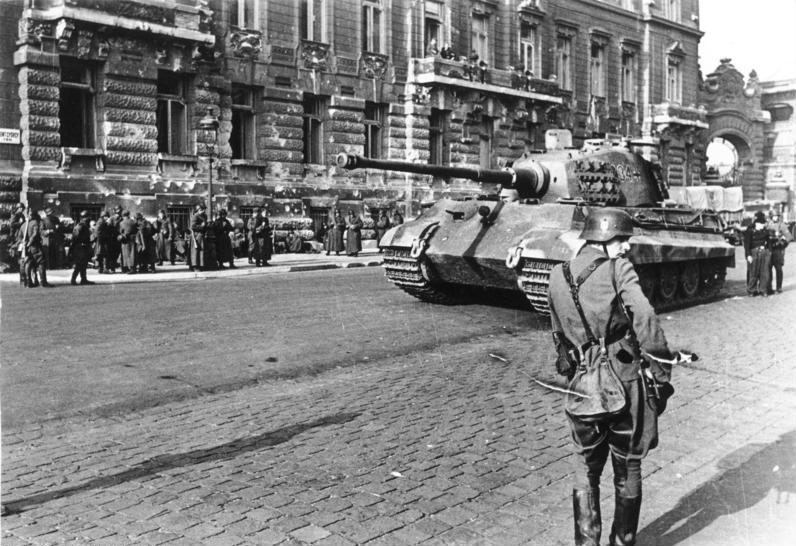
Tanc alemany Königstiger al palau de Buda, Budapest, el 1944

En vigílies de la Segona Guerra Mundial, Adolf Hitler va prometre tornar els territoris perduts en el tractat de Trianon (el tractat imposat a Hongria després de la derrota en la Primera Guerra Mundial), i la pressió econòmica i les amenaces d'intervenció militar varen obligar els hongaresos a donar suport a la seva política, fet que va animar l'antisemitisme a Hongria. El 1935 el partit feixista més important d'Hongria, el Partit de les Creus Fletxades, encapçalat per Ferenc Szálasi, entrà de ple a l'escena política. El primer ministre, Kálmán Darányi, intentà apaivagar els antisemites i els nazis proposant quotes restrictives a la participació jueva en negocis i en activitats professionals. La llei va fracassar en el seu desig de satisfer els radicals antisemites d'Hongria, i el regent aleshores designà el suposat antinazi Béla Imrédy, que finalment va prohibir tots els partits feixistes hongaresos. Quan va mostrar-se massa proper als alemanys, el regent va substituir-lo per un antic primer ministre conservador, Pál Teleki. La situació ja era insostenible, i el 1939 el nou govern de Pál Teleki aprovà una llei antijueva encara més restrictiva que definia els jueus per l'ètnia i no pas per la religió.
Durant el primer arbitratge de Viena, la tardor de 1938, Hongria recuperà parts de Txecoslovàquia (Eslovàquia meridional i part de la Rutènia Carpàtica) amb població predominantment hongaresa. El març de 1939, quan Alemanya ocupava Bohèmia i Moràvia, Hongria ocupava la resta de Rutènia, una àrea sense població hongaresa, i després d'una breu guerra contra Eslovàquia, va conquerir part d'Eslovàquia oriental. Durant el segon arbitratge de Viena recuperà la part nord de Transsilvània el setembre de 1940.
L'octubre de 1940 va començar una política d'aliança teòrica entre Romania i Hongria que va continuar fins al final de la Segona Guerra mundial. Dividint Transsilvània entre tots dos països, Hitler fou capaç de manipular i controlar els dos futurs aliats, que lluitaven pel favor del dictador alemany per aconseguir llurs objectius territorials. El 20 de novembre de 1940 Pál Telekim va afiliar Hongria al pacte de l'Eix sota la pressió d'Alemanya. Uns mesos més tard Hitler va sol·licitar a Hongria suport per envair Iugoslàvia i va prometre atorgar certs territoris a canvi de la cooperació. Incapaç d'evitar la participació d'Hongria en la guerra al costat d'Alemanya, Teleki va suïcidar-se.
L'ultradretà László Bárdossy, ministre d'Afers exteriors, va succeir Teleki i immediatament, l'abril del 1941, envià forces hongareses contra Iugoslàvia, on ocupà les antigues terres magiars de Voivodina, Croàcia i Eslovènia que Hongria havia perdut després de la seva derrota a la Primera Guerra Mundial.
Hitler no va demanar l'ajuda hongaresa per a la invasió de l'URSS, però gran part dels sectors polítics van voler participar en l'atac per no animar el favoritisme nazi envers Romania, que sí que hi participava. Hongria entrà en la guerra a finals de juny, després que la ciutat de Košice (que aleshores pertanyia de nou a Hongria després del primer arbitratge de Viena) fos bombardejada per avions desconeguts i s'acusés l'URSS de l'atac.
Pels volts de desembre de 1941 les esperances d'una victòria ràpida sobre la Unió Soviètica ja s'havien esfondrat i el 1942 el contingent militar d'Hongria havia augmentat a 150.000 soldats. Amoïnat per la dependència creixent d'Hongria respecte d'Alemanya, Horthy cessà Bárdossy i va substituir-lo per Miklós Kállay, un conservador veterà del govern de Bethlen. Kállay va seguir la política de Bárdossy de donar suport a Alemanya contra l'Exèrcit Roig, però també començà negociacions amb els aliats occidentals. L'exèrcit hongarès va patir pèrdues terribles en una batalla al riu Don, poc després de la caiguda de Stalingrad el 2 de febrer de 1943.
A mesura que els exèrcits soviètics recuperaven territori, van multiplicar-se els esforços del govern hongarès per aconseguir un armistici amb britànics i estatunidencs, mentre es mantenia la tradicional postura antisoviètica del període de regència. Davant la traïció italiana i coneixent els intents d'abandó per part del govern hongarès, Hitler ordenà l'ocupació del país el març de 1944. No va haver-hi resistència. El regent mantingué el seu càrrec i va instaurar-s'hi un govern clarament favorable a l'eix amb l'antic ambaixador hongarès a Berlín com a primer ministre, que començà les deportacions massives de jueus als camps d'extermini. Fracassades les converses, el regent Miklós Horthy tractà d'abandonar el bàndol de l'eix el 15 d'octubre de 1944 de manera semblant de com ho havia fet Romania l'agost d'aquell mateix any. L'intent, mal planificat, fracassà i Alemanya controlà totalment el país, lliurant el govern al feixista Ferenc Szálasi, que mantingué la seva aliança amb els alemanys, i esdevingué el país un camp de batalla entre els exèrcits de l'eix en retirada i els soviètics que contraatacaven.
El país, finalment ocupat completament pels exèrcits soviètics la primavera de 1945, quedà arrasat, i la capital, Budapest, va haver de patir un llarguíssim setge durant l'hivern en una de les darreres contraofensives alemanyes prop del llac Balaton. Els soviètics ja havien creat el desembre de 1944 un govern favorable i rival al de Szálasi, amb el general hongarès Béla Miklós al capdavant.

## Comunisme (1945-1989)

### La revolució de 1956
Fou durant el període comunista que Hongria -capbussada en una densa atmosfera de repressió totalitària- intentà a mitjans dels anys 1950 desempallegar-se del control soviètic. Després de diverses protestes d'obrers a Polònia, tot d'estudiants de la Universitat de Tecnologia i Economia de Budapest, reunits durant una conferència l'octubre de 1956, protestaren contra el règim comunista i exigiren llibertat. Després de sortir als carrers, aconseguiren mobilitzar primer tota la ciutat i després tot el país, el qual va declarar-se en rebel·lió contra l'exèrcit d'ocupació soviètic, i va ser aleshores quan van començar els aldarulls als carrers. El primer de tots va sorgir quan el 23 d'octubre d'aquell any una gran gentada desarmada, en la qual hi havia dones, ancians i nens, foren massacrats per les autoritats comunistes. Després d'aquest esdeveniment, la protesta desembocà en una guerra sota la direcció d'Imre Nagy, i Hongria declarà que no desitjava continuar ni amb el règim comunista ni amb el control soviètic.
El govern soviètic de Moscou declarà la guerra a Hongria el 4 de novembre i envià un contingent de 2.000 tancs amb què bombardejaren les principals ciutats hongareses fins que van aconseguir sotmetre-les. Els Estats Units havien promès intercedir pels hongaresos, però el conflicte del canal de Suez va esclatar gairebé alhora que el d'Hongria, i com que el del canal era de més importància per als estatunidencs, els hongaresos van ser abandonats a la seva sort.

### Kadarisme (1957-1989)
Després de destituir i arrestar Imre Nagy (que va ser executat), János Kádár va prendre el càrrec de primer ministre. Kádár va obeir totes les ordres del govern de Moscou i intensificà el règim comunista a Hongria, bo i ordenant l'execució de milers de persones titllades de traïdores a la doctrina comunista. Aquest període es coneix com el kadarisme, i a partir de la dècada de 1960 començà una política de comunisme gulaix, caracteritzada per una poca repressió comparat amb els altres països del bloc soviètic i amb l'augment del nivell de vida. Tanmateix, a finals de 1970, la crisi econòmica interna va agreujar la situació, i va afavorir que el país pogués deslliurar-se del jou totalitari comunista el 1989.

### Caiguda del comunisme

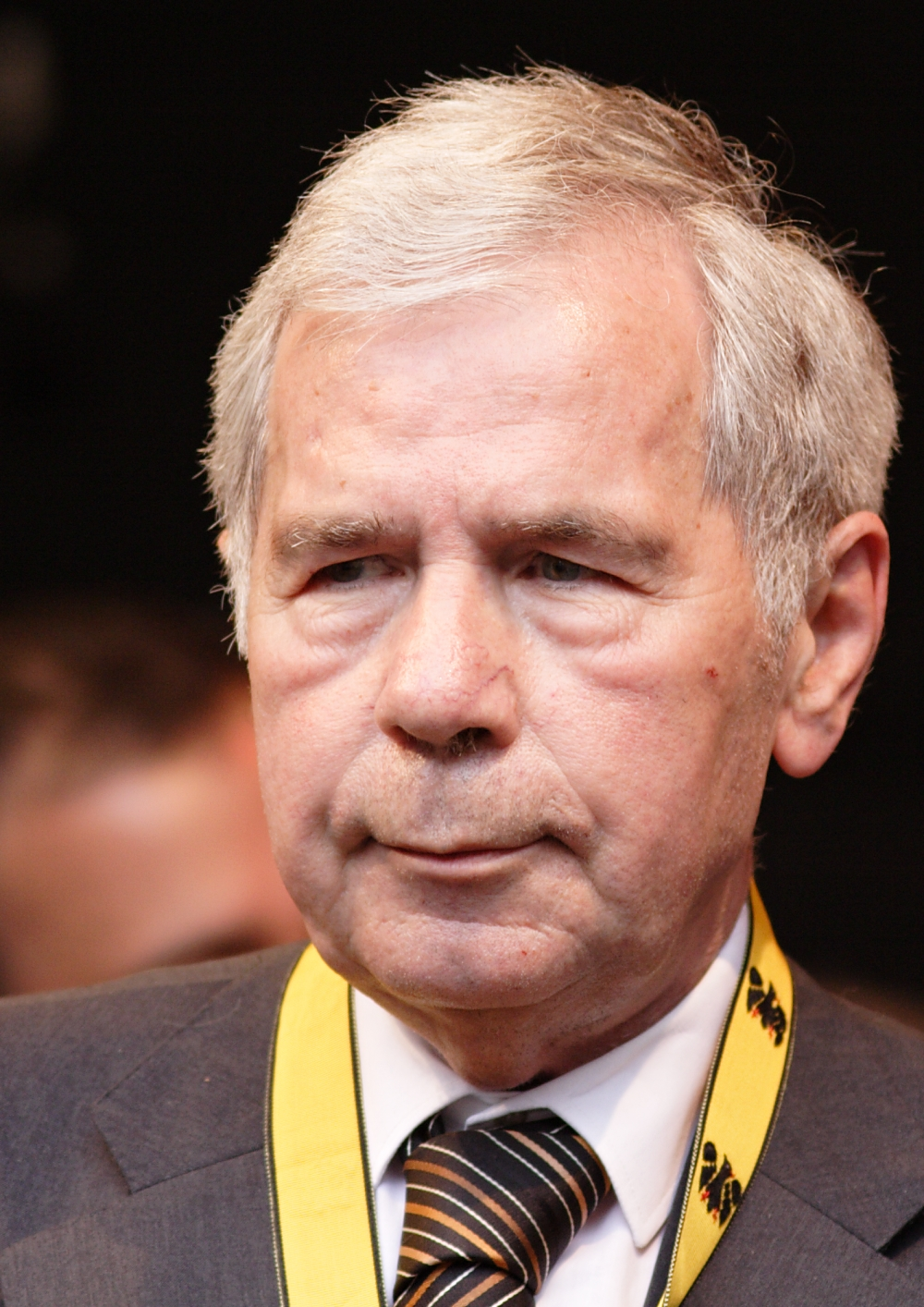
Gyula Horn, ministre d'Afers exteriors hongarès i posteriorment primer ministre d'Hongria (1994-1998)

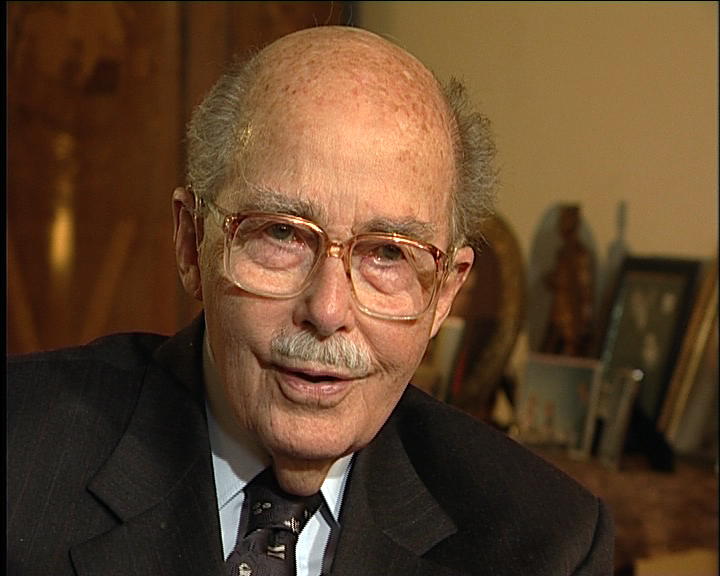
Otó d'Habsburg-Lorena, hereter al tron de l'Imperi Austríac, del Regne d'Hongria i del Regne de Bohèmia

Quan l'esfondrament de la Unió Soviètica ja era evident, les nacions que es trobaven en la seva esfera d'influència varen començar a reaccionar per aconseguir independitzar-se'n. El 19 d'agost de 1989 va dur-se a terme, per iniciativa del ministre d'Afers exteriors hongarès Gyula Horn i del seu col·lega austríac Alois Mockde, l'anomenat pícnic paneuropeu a Sopron (Hongria). Les personalitats que hi van ser convidades foren Otó d'Habsburg-Lorena i un ministre hongarès, Imre Pozsgay, que van aliar-se tot rebutjant les fronteres imposades pels soviètics.
Durant aquesta trobada simbòlica entre hongaresos i austríacs, es va tallar el reixat fronterer del teló d'acer i centenars de persones van poder finalment passar d'un país a l'altre. Poc després, va caure el mur de Berlín el 9 de novembre de 1989. La Unió Soviètica estava sentenciada.

## La República Democràtica d'Hongria (1989-actualitat)

### Hongria en la Unió Europea

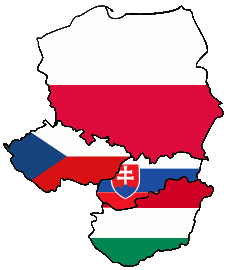
Països membres del grup de Visegrád

Després del final de la guerra freda, Hongria comença a apropar-se a l'Europa occidental. El règim socialista soviètic és abolit i s'introdueix la democràcia, amb la restitució de molts drets dels ciutadans. Per iniciativa del primer ministre hongarès József Antall, es forma el grup de Visegrád el 15 de febrer de 1993. Mitjançant aquell acord, els caps d'estat d'Hongria, Polònia i Txecoslovàquia pacten per contribuir al desenvolupament politicoeconòmic de les tres nacions i per aspirar a incorporar-se a la Unió Europea.
El 1993, Txecoslovàquia es divideix en dos països i el nombre dels estats membres del grup de Visegrád passa a quatre, ara amb la República Txeca i Eslovàquia. Aquell mateix any, va morir sobtadament el primer ministre József Antall, i el Parlament d'Hongria tria com a substitut Péter Boross, membre del seu partit, el MDF. Boross governà fins al juliol de 1994, durant mig any fins que va acabar la legislatura i es convocaren noves eleccions.
Els resultats de les eleccions per a primer ministre van afavorir l'exministre d'Afers estrangers Gyula Horn, que havia participat en el pícnic paneuropeu el 1989. Horn, polític, economista i professor, era el candidat del partit polític SZDSZ. Si bé va aplicar una política reconciliadora i mantingué certa estabilitat en el país, es fomentà la privatització. Obtingué opinions negatives de gran part de la població hongaresa, ja que el 1995 s'implementà el paquet econòmic Bokros (nom que va rebre del ministre d'Economia d'aquella època, Lajos Bokros). Aquell paquet contenia, entre altres coses, la devaluació del fòrint en un 9%, la suspensió de beques per a estudiants, l'increment dels impostos en un 8% i l'augment de l'edat de jubilació.
El període de govern d'Horn acabà el 1998, deixant el país enmig d'una crisi econòmica i d'una gran incertesa.